# ERF-Verlag/Diskografie
Diese Diskografie listet ohne Anspruch auf Vollständigkeit eine breitere Auswahl der vom ERF-Verlag unter dem gleichnamigen Label (LC 06314) auf Tonträgern veröffentlichten Hör- und Musikproduktionen auf. Die Auswahl ist katalognumerisch gelistet.

## Kinderproduktionen – Katalognummern MC (312.0)13.000 ff. / CD 312.083.000 ff.
| Nummer | Nummer | Nummer | Nummer  | Seite A | Seite B | Jahr     | Anmerkungen |
| Präfix | Format | Format | Artikel | Titel | Titel | Jahr     | Anmerkungen |
| Präfix | MC | CD | Artikel | Autor | Autor | Jahr     | Anmerkungen |
| ------ | --- | --- | ------- | --- | --- | -------- | --- |
| 312    | 013 | | 001     | Der große Regen | Der Schafzüchter | 1982     | |
| 312    | 013 | Ludwig Drechsler | 001     | Johannes Osberghaus | | 1982     | |
| 312    | 013 | | 002     | Angsthase – Pfeffernase | Marie Durand | 19??     | Neuausgabe der Seite B in der Reihe Kinderklassiker unter Nr. 312.013.159 |
| 312    | 013 | Ein Hörspiel von Claudia Siebert | 002     | Ein Hörspiel von Christiane Marquardt | | 19??     | Neuausgabe der Seite B in der Reihe Kinderklassiker unter Nr. 312.013.159 |
| 312    | 013 | | 003     | Der Schatz der Tuscarora | Die Kraftprobe | 198?     | Neuausgabe der Seite A in der Reihe Kinderklassiker unter Nr. 312.013.159 |
| 312    | 013 | Ein Hörspiel von Johannes Osberghaus nach dem gleichnamigen Buch von Alfred J. Gilliard | 003     | Ein Hörspiel von Johannes Osberghaus nach dem gleichnamigen Buch von Walter Schneider | | 198?     | Neuausgabe der Seite A in der Reihe Kinderklassiker unter Nr. 312.013.159 |
| 312    | 013 | | 004     | Gottes schöne Welt Gespräche und Lieder für Vorschulkinder | Gottes schöne Welt Gespräche und Lieder für Vorschulkinder | 1982     | |
| 312    | 013 | - Einleitung von Johannes Osberghaus zum Tonträgerprogramm aus vier ausgestrahlten Hörfunk-Sendungen des Evangeliums-Rundfunks Renate Bergmann mit Sprechern des Wetzlarer Kükenchors: Die fröhliche Kinderstunde: Gottes schöne Welt - Die Blumen haben Kleider an [℗ 1976 FBL – Single-Nr. 75.271] - Die fröhliche Kinderstunde: Gottes schöne Welt (Hörprogramm) - Die Sonne, die Erde [℗ 1969 FBL – LP-Nr. 33.612] – Margret Birkenfeld & ihr Wetzlarer Kükenchor mit seinen Solisten und Sprechern: Wir singen miteinander: Seht, wie bunt alle Blumen blühn - Hallo, Kinder, lernt mit uns (Eröffnungslied [℗ 1976 FBL – Single-Nr. 75.271]) - Wir singen miteinander: Seht, wie bunt alle Blumen blühn (Musikalisches Animationsprogramm) - Seht, wie bunt alle Blumen blühn [ERF-Version] (Gesamtvortrag zum Abschluss des Rundfunkauftritts) | 004     | Renate Bergmann mit Sprechern des Wetzlarer Kükenchors: Die fröhliche Kinderstunde: Verloren – gefunden - Auf unserer Wiese [℗ 1975 FBL – Single-Nr. 75.268] - Die fröhliche Kinderstunde: Verloren – gefunden (Hörprogramm) - Hallo, liebe Freunde [℗ 1977 FBL – LP-Nr. 33.628] – Margret Birkenfeld & ihr Wetzlarer Kükenchor mit seinen Solisten und Sprechern: Wir singen miteinander: Der Hirte führt die Schäflein - Hallo, Kinder, lernt mit uns (Eröffnungslied [℗ 1976 FBL – Single-Nr. 75.271]) - Wir singen miteinander: Der Hirte führt die Schäflein (Musikalisches Animationsprogramm) - Der Hirte führt die Schäflein [ERF-Version] (Gesamtvortrag zum Abschluss des Rundfunkauftritts)                                         | | 1982     | |
| 312    | 013 | Renate Bergmann (Funkkonzept & Sendungsmanuskript) • Margret Birkenfeld (Funkkonzept & Sendungsmanuskript • Liedtexte & Musik) | 004     | | | 1982     | |
| 312    | 013 | | 005     | Das Geheimnis der Roten Pupille 1 | Das Geheimnis der Roten Pupille 1 | 1982     | |
| 312    | 013 | Ein Hörspiel von Johannes Osberghaus (Teil 1) nach dem gleichnamigen Buch von Hanna Ernst (Johanna Lützenbürger) | 005     | | | 1982     | |
| 312    | 013 | | 006     | Das Geheimnis der Roten Pupille 2 | Das Geheimnis der Roten Pupille 2 | 1982     | |
| 312    | 013 | Ein Hörspiel von Johannes Osberghaus (Teil 2) nach dem gleichnamigen Buch von Hanna Ernst (* Johanna Lützenbürger) | 006     | | | 1982     | |
| 312    | 013 | | 007     | | |          | |
| 312    | 013 | |         | | |          | |
| 312    | 013 | | 008     | Als der Königssohn kam | Als der Königssohn kam | 198?     | Seite A: Remake erschienen unter gleichem Titel unter Nr. (312.0)13.094; B. Seite: Neuausgabe unter Nr. (312.0)13.174 |
| 312    | 013 | Als der Königssohn kam – Wie die Inselbewohner sich verkrochen und damit noch alles schlimmer machten | 008     | Wie das Cello und seine Freunde wieder fröhlich wurden | | 198?     | Seite A: Remake erschienen unter gleichem Titel unter Nr. (312.0)13.094; B. Seite: Neuausgabe unter Nr. (312.0)13.174 |
| 312    | 013 | Eckart zur Nieden | 008     | | | 198?     | Seite A: Remake erschienen unter gleichem Titel unter Nr. (312.0)13.094; B. Seite: Neuausgabe unter Nr. (312.0)13.174 |
| 312    | 013 | | 009     | Kinder der Bibel | Kinder der Bibel | 1984     | |
| 312    | 013 | Der sichere Korb - Er hat die ganze Welt in seiner Hand [aus Gerth Medien – LP-Nr. 33.621] - Mose (Hörspiel) - Ehe ich geboren wurde [Version 1982 aus Gerth Medien – LP-Nr. 33.644] - Josef (Hörspiel) - Du bist da [aus Frohe Botschaft im Lied – Single-Nr. 75.221] - Von allen Seiten [aus Frohe Botschaft im Lied – Single-Nr. 75.127] | 009     | Kleiner Mann, ganz groß - Der Herr ist mein Hirte - Kleiner Mann, ganz groß (Hörspiel) - David war ein Hirtenjunge (Siegfried Fietz) - Ich will den Herrn loben allezeit [aus Gerth Medien – LP-Nr. 33.620] | | 1984     | |
| 312    | 013 | Zwei Hörspiele von Johannes Osberghaus | 009     | Hörspiel von Johannes Osberghaus nach einer Vorlage von Alfred Salomon | | 1984     | |
| 312    | 013 | | 010     | Dreieckige Geschichten | Dreieckige Geschichten | 198?     | Seite A: Neuausgabe unter Nr. (312.0)13.174 |
| 312    | 013 | König Drei | 010     | Philipp blieb beim Siebprinzip | | 198?     | Seite A: Neuausgabe unter Nr. (312.0)13.174 |
| 312    | 013 | Eckart zur Nieden | 010     | | | 198?     | Seite A: Neuausgabe unter Nr. (312.0)13.174 |
| 312    | | 083 | 010     | Freunde, es ist jetzt höchste Zeit Neue Lieder für Kinder | Freunde, es ist jetzt höchste Zeit Neue Lieder für Kinder | 198?     | Diskrepanz in fortlaufender Katalognummerierung: MC-Ausgabe erschienen unter Nr. (312.0)16.010 |
| 312    | Brettheimer Kinderchor | 083 | 010     | | | 198?     | Diskrepanz in fortlaufender Katalognummerierung: MC-Ausgabe erschienen unter Nr. (312.0)16.010 |
| 312    | 013 | | 011     | Der Hofnarr | Der Hofnarr | 1983     | |
| 312    | 013 | Der Hofnarr Musiktitel: - Gefährlich und schwer war unser Weg (Siegfried Fietz) - Du denkst nur an dein liebes Ich [℗1974 FBL – Single-Nr. 75.128] - Jesus liebt Kinder [℗1982 Kitty – LP-Nr. 33.642] | 011     | Der Herold des Königs Musiktitel: - Mache dich auf, werde licht [℗1975 FBL – Single-Nr. 75.270] - Jesus kommt wieder [℗1979 Kitty – LP-Nr. 33.633] | | 1983     | |
| 312    | 013 | Margret Tschudi (Buchvorlage) • Johannes Osberghaus (Hörspieladaption) | 011     | | | 1983     | |
| 312    | | 083 | 011     | Hell erstrahlt der neue Tag Neue Kinderlieder zum Mitsingen | Hell erstrahlt der neue Tag Neue Kinderlieder zum Mitsingen | 1983?    | Diskrepanz in fortlaufender Katalognummerierung: MC-Ausgabe erschienen unter Nr. (312.0)15.011 |
| 312    | Brettheimer Kinderchor mit seinen Solisten • Leitung: Hans-Gerhard Hammer | 083 | 011     | | | 1983?    | Diskrepanz in fortlaufender Katalognummerierung: MC-Ausgabe erschienen unter Nr. (312.0)15.011 |
| 312    | 013 | | 012     | Abraham | Abraham | 1983 (?) | |
| 312    | 013 | Ausländer auf Befehl Musiktitel: - Ich hör deine Stimme [℗1982 Kitty – LP-Nr. 33.641] | 012     | Ein unheimliches Gericht Musiktitel: - Für den Herrn ist nichts unmöglich [℗1982 Kitty – LP-Nr. 33.641] - Deinen Sohn musst du geben [℗1982 Kitty – LP-Nr. 33.641] | | 1983 (?) | |
| 312    | 013 | Johannes Osberghaus | 012     | | | 1983 (?) | |
| 312    | 013 | | 013     | Die Flaschenpost | Die Flaschenpost | 1984     | |
| 312    | 013 | Die Flaschenpost Musiktitel: - Ich will singen und dir danken [℗1982 Kitty – LP-Nr. 33.644] | 013     | Die Mutprobe Musiktitel: - Hallo, Junge, hallo, Mädchen [℗1980 Kitty – LP-Nr. 33.635] | | 1984     | |
| 312    | 013 | Heinz-Lothar Worm | 013     | | | 1984     | |
| 312    | 013 | | 014     | Der bunte Regenbogen Eine fröhliche Kinderstunde für Kinder im Vorschulalter von und mit Renate Bergmann & Sprechern des Wetzlarer Kükenchores | Der bunte Regenbogen Eine fröhliche Kinderstunde für Kinder im Vorschulalter von und mit Renate Bergmann & Sprechern des Wetzlarer Kükenchores                                                                                 | 1984     | |
| 312    | 013 | Die Geschichte vom blinden Bartimäus Musiktitel: - Hallo, kommt zur Kinderstunde [℗1982 Kitty – LP-Nr. 33.644] - Der arme, arme blinde Mann [ERF-Version (Rundfunkaufzeichnung)] • Wetzlarer Kükenchor (Leitung: Margret Birkenfeld) | 014     | Die Geschichte von Noah und dem großen Regen Musiktitel: - Der graue Esel ruft I-ah [℗1980 Kitty – LP-Nr. 33.636] - Bunter Regenbogen [℗1967 FBL – LP-Nr. 33.606] - Die Menschen waren bös und schlecht [℗1979 FBL – LP-Nr. 33.631] | | 1984     | |
| 312    | 013 | Renate Bergmann | 014     | | | 1984     | |
| 312    | 013 | | 015     | | |          | |
| 312    | 013 | |         | | |          | |
| 312    | 013 | | 016     | | |          | |
| 312    | 013 | |         | | |          | |
| 312    | 013 | | 017     | | |          | |
| 312    | 013 | |         | | |          | |
| 312    | 013 | | 018     | Ausbruch aus Tondo | Ausbruch aus Tondo | 198?     | |
| 312    | 013 | Ein Hörspiel von Johannes Osberghaus nach dem gleichnamigen Buch von Fletch Brown | 018     | | | 198?     | |
| 312    | 013 | | 019     | Wanichos Rache | Wanichos Rache | 198?     | Neuausgabe Seite A 1998 in der Reihe Kinderklassiker unter Nr. (312.0.)13.158 |
| 312    | 013 | Wanichos Rache am Weihnachtsabend Musiktitel: - Nimm die Freude mit [aus Gerth Medien – LP-Nr. 33.633] - So sehr hat Gott diese Welt geliebt [aus Gerth Medien – LP-Nr. 33.786] - Freude, große Freude [aus Gerth Medien – LP-Nr. 33.633] | 019     | Zwei Weihnachtsbäume in einer Stadt Musiktitel: - Freue dich Welt (Instrumental) [aus Jugend für Christus – LP-Nr. 1014] | | 198?     | Neuausgabe Seite A 1998 in der Reihe Kinderklassiker unter Nr. (312.0.)13.158 |
| 312    | 013 | Ein Hörspiel von Heinz-Lothar Worm | 019     | Eine Erzählung von Diane Henschel | | 198?     | Neuausgabe Seite A 1998 in der Reihe Kinderklassiker unter Nr. (312.0.)13.158 |
| 312    | 013 | | 020     | Gladys Aylward: „China, eifach bitte!“ 1 | Gladys Aylward: „China, eifach bitte!“ 1 | 1984     | |
| 312    | 013 | Schweizerdeutsches Hörspiel von Esther Secretan-Blum | 020     | | | 1984     | |
| 312    | 013 | | 021     | | |          | |
| 312    | 013 | |         | | |          | |
| 312    | 013 | | 022     | | |          | |
| 312    | 013 | |         | | |          | |
| 312    | 013 | | 023     | Tal der Liebe Ein Kind erlebt Bethel | Tal der Liebe Ein Kind erlebt Bethel | 1985     | Neuausgabe Seite A erschienen 2001 in der Reihe Kinderklassiker unter Nr. 312.0.13.189; Neuausgabe Seite B erschienen 1998 in der Reihe Kinderklassiker unter Nr. (312.0.)13.158                                                                                          |
| 312    | 013 | Tal der Liebe – Ein Kind erlebt Bethel | 023     | Der Rollstuhl im Wald Musiktitel: - Mauerbrecher [aus Gerth Medien – LP-Nr. 33.644] | | 1985     | Neuausgabe Seite A erschienen 2001 in der Reihe Kinderklassiker unter Nr. 312.0.13.189; Neuausgabe Seite B erschienen 1998 in der Reihe Kinderklassiker unter Nr. (312.0.)13.158                                                                                          |
| 312    | 013 | Ein Hörspiel von Ulrike Schild nach dem gleichnamigen Buch von Edna Hong | 023     | Ein Hörspiel von Heinz-Lothar Worm | | 1985     | Neuausgabe Seite A erschienen 2001 in der Reihe Kinderklassiker unter Nr. 312.0.13.189; Neuausgabe Seite B erschienen 1998 in der Reihe Kinderklassiker unter Nr. (312.0.)13.158                                                                                          |
| 312    | 013 | | 024     | Daniel Männer der Bibel | Daniel Männer der Bibel | 198?     | |
| 312    | 013 | Schwimm gegen den Strom | 024     | Ein unheimliches Fest | | 198?     | |
| 312    | 013 | Ein Hörspiel von Johannes Osberghaus für Kinder von 9 bis 14 Jahren | 024     | | | 198?     | |
| 312    | 013 | | 025     | | |          | |
| 312    | 013 | |         | | |          | |
| 312    | 013 | | 026     | Mutig voran, Nehemia! | Mutig voran, Nehemia! | 198?     | Buchvorlage erschienen im Brendow Verlag |
| 312    | 013 | Ein Hörspiel von Ulrike Schild nach dem Buch Mutig, standhaft, kaum zu glauben von Ruth Frey | 026     | | | 198?     | Buchvorlage erschienen im Brendow Verlag |
| 312    | 013 | | 027     | | |          | |
| 312    | 013 | |         | | |          | |
| 312    | 013 | | 028     | | |          | |
| 312    | 013 | |         | | |          | |
| 312    | 013 | | 029     | | |          | |
| 312    | 013 | |         | | |          | |
| 312    | 013 | | 030     | | |          | |
| 312    | 013 | |         | | |          | |
| 312    | 013 | | 031     | Der Mann mit der Laterne | Der Mann mit der Laterne | 198?     | |
| 312    | 013 | Tom Barnardo – Ein Vater der „Niemandskinder“ | 031     | Gladys Aylward – Eine „unbegabte“ Frau wird Missionarin in China | | 198?     | |
| 312    | 013 | Ein Hörspiel von Ulrike Schild nach dem gleichnamigen Buch von Emil Ernst Ronner | 031     | Ulrike Schild | | 198?     | |
| 312    | 013 | | 032     | | |          | |
| 312    | 013 | |         | | |          | |
| 312    | | 083 | 032     | Frohe Zeit für Kinder – Strandlieder | Frohe Zeit für Kinder – Strandlieder | 1989     | Diskrepanz in Katalognummerierung: CD-Veröffentlichung der MC-Nr. (312.0)15.032; In Koproduktion mit dem Bibellesebund erschienen |
| 312    | Edmundo Lemaitre; Kinderchor der FeG Kierspe unter der Leitung von Silvia Witulski; ERF Studiochor unter der Leitung von Gerhard Schnitter | 083 | 032     | | | 1989     | Diskrepanz in Katalognummerierung: CD-Veröffentlichung der MC-Nr. (312.0)15.032; In Koproduktion mit dem Bibellesebund erschienen |
| 312    | 013 | | 033     | Eine Mutter für viele Kinder | Eine Mutter für viele Kinder | 198?     | Neuausgabe Seite A 2001 in der Reihe Kinderklassiker unter Nr. 312.013.189 |
| 312    | 013 | Eva von Tiele-Winckler – Eine Mutter für viele Kinder | 033     | Bonifatius – Der Apostel der Germanen | | 198?     | Neuausgabe Seite A 2001 in der Reihe Kinderklassiker unter Nr. 312.013.189 |
| 312    | 013 | Heinz-Lothar Worm | 033     | Heinz-Lothar Worm | | 198?     | Neuausgabe Seite A 2001 in der Reihe Kinderklassiker unter Nr. 312.013.189 |
| 312    | 013 | | 034     | Mit 14 ist das Leben gar nicht so leicht | Mit 14 ist das Leben gar nicht so leicht |          | |
| 312    | 013 | Mit 14 ist das Leben gar nicht so leicht Musiktitel: - Du bist du [aus MC-Nr. 15.049] | 034     | Sich selbst auf der Spur Musiktitel: - Mir ist als wär die Welt aus lauter Spiegel - Ich habe Zweifel an mir selbst - Jesus Christus kennt dich gut - Wert(h)ungen [aus Pila Music – LP-Nr. 20.127] - Dass du mich siehst [aus Gerth Medien – LP-Nr. 33.516] | |          | |
| 312    | 013 | Ulrike Schild | 034     | | |          | |
| 312    | 013 | | 035     | Die Schuldkiste | Die Schuldkiste | 198?     | |
| 312    | 013 | Die Schuldkiste Musiktitel: - Singt mit uns und klatscht in die Hände [aus ERF-Verlag – MC-Nr. 16.010] | 035     | Das Möpschen Musiktitel: - Ich hab einen guten Freund [aus Pila Music – LP-Nr. 20.153] - Freue dich, Jesus vergibt dir [aus Gerth Medien – LP-Nr. 33.632] - Jesus liebt Kinder [aus Gerth Medien – LP-Nr. 33.642] | | 198?     | |
| 312    | 013 | Zwei Hörspiele von Ulrike Schild nach Geschichten aus dem Buch Die Schuldkiste von Elisabeth Dreisbach | 035     | | | 198?     | |
| 312    | 013 | | 036     | | |          | |
| 312    | 013 | |         | | |          | |
| 312    | 013 | | 037     | | |          | |
| 312    | 013 | |         | | |          | |
| 312    | 013 | | 038     | Us heiterem Himmel s’Läbe vom Paulus, Teil 1 | Us heiterem Himmel s’Läbe vom Paulus, Teil 1 | 1986     | |
| 312    | 013 | Schweizerdeutsches Hörspiel von Esther Secretan-Blum | 038     | | | 1986     | |
| 312    | 013 | | 039     | Trotz Stürm und Schlange s’Läbe vom Paulus, Teil 2 | Trotz Stürm und Schlange s’Läbe vom Paulus, Teil 2 | 1986     | |
| 312    | 013 | Schweizerdeutsches Hörspiel von Esther Secretan-Blum | 039     | | | 1986     | |
| 312    | 013 | 083 | 040     | Der ängstliche kleine Spatz Und Geschichten, die Jesus erzählt hat | Der ängstliche kleine Spatz Und Geschichten, die Jesus erzählt hat | 198?     | |
| 312    | 013 | 083 | 040     | - Der ängstliche kleine Spatz | - Der verlorene Sohn1 - Die Arbeiter im Weinberg1 - Der barmherzige Samariter2 | 198?     | |
| 312    | 013 | 083 | 040     | Nach dem gleichnamigen Buch von Meryl Doney bearbeitet von Ulrike Schild | 1 Ulrike Schild; 2 Eckart zur Nieden | 198?     | |
| 312    | 013 | | 041     | Wo der Fluss beginnt | Wo der Fluss beginnt | 1986     | Neuausgabe 2000 in der Reihe Kinderklassiker unter Nr. (312.0)13.184 |
| 312    | 013 | Ein Hörspiel von Johannes Osberghaus nach dem gleichnamigen Buch von Patricia St. John | 041     | | | 1986     | Neuausgabe 2000 in der Reihe Kinderklassiker unter Nr. (312.0)13.184 |
| 312    | 013 | | 042     | | |          | |
| 312    | 013 | |         | | |          | |
| 312    | 013 | | 043     | | |          | |
| 312    | 013 | |         | | |          | |
| 312    | 013 | | 044     | Paulus | Paulus | 19??     | Hörspiel für Kinder ab 9 Jahren |
| 312    | 013 | Zwischen Jerusalem und Damaskus | 044     | Rettung im Sturm Musiktitel: Gehet hin! (Jugendchor „Sing mit!“) [aus VLM – MC-Nr. 25510] | | 19??     | Hörspiel für Kinder ab 9 Jahren |
| 312    | 013 | Ein Hörspiel von Almuth Richter und Johannes Osberghaus | 044     | | | 19??     | Hörspiel für Kinder ab 9 Jahren |
| 312    | 013 | | 045     | Hudson Taylor – Der Abenteurer Gottes | Hudson Taylor – Der Abenteurer Gottes | 1988     | In Koproduktion mit dem Oncken-Verlag erschienen |
| 312    | 013 | Hudson lernt vertrauen | 045     | Das Leben in China | | 1988     | In Koproduktion mit dem Oncken-Verlag erschienen |
| 312    | 013 | Ein Hörspiel von Ulrike Schild nach dem gleichnamigen Buch von Phyllis Thompson für Jungen und Mädchen ab 9 Jahren | 045     | | | 1988     | In Koproduktion mit dem Oncken-Verlag erschienen |
| 312    | 013 | | 046     | Unter dem Schirm | Unter dem Schirm | 198?     | In Koproduktion mit dem Bibellesebund erschienen |
| 312    | 013 | Unter dem Schirm | 046     | Der Schrecken von Longfield | | 198?     | In Koproduktion mit dem Bibellesebund erschienen |
| 312    | 013 | Ein Hörspiel von Claudia Dienst-Mann nach dem gleichnamigen Buch von Heidi Schilling | 046     | Ein Hörspiel von Claudia Dienst-Mann nach dem gleichnamigen Buch von Jennifer Rees-Larcombe | | 198?     | In Koproduktion mit dem Bibellesebund erschienen |
| 312    | 013 | | 047     | | |          | |
| 312    | 013 | |         | | |          | |
| 312    | 013 | | 048     | Tante Olgas Windmühle | Tante Olgas Windmühle | 198?     | In Koproduktion mit dem Bibellesebund erschienen |
| 312    | 013 | Tante Olgas Windmühle | 048     | Ausgerechnet Becky! | | 198?     | In Koproduktion mit dem Bibellesebund erschienen |
| 312    | 013 | Ein Hörspiel von Johannes Osberghaus nach dem gleichnamigen Buch von Jennifer Rees-Larcombe | 048     | Ein Hörspiel von Johannes Osberghaus nach dem gleichnamigen Buch von Eileen Taylor | | 198?     | In Koproduktion mit dem Bibellesebund erschienen |
| 312    | 013 | | 049     | Nächte an der Grenze | Nächte an der Grenze | 198?     | |
| 312    | 013 | Ein Hörspiel von Ulrike Schild nach dem gleichnamigen Buch von Eckart zur Nieden | 049     | | | 198?     | |
| 312    | 013 | 083 | 050     | Erzähl mir die Bibel 1 Altes Testament | Erzähl mir die Bibel 1 Altes Testament | 19??     | In Kombination mit Nr. (312.0)13.051 als CD-Sammelalbum erschienen unter Nr. 312.083.052 |
| 312    | 013 | 083 | 050     | - Gott erschafft die Welt - Noah Musiktitel: Wer lässt die Sterne strahlen [aus MC 15.010] • Zähl mal alles auf [aus MC 15.010] • Ich sehe meinen Körper an [aus MC 15.010] • Und der Regen floss [aus ?] • Gott ist kein Traum [aus MC 15.011 (?)] | - Abraham - Josef Musiktitel: Geh, Abraham, geh [aus VLM – LP 4004] • Für den Herrn ist nichts unmöglich [aus Gerth Medien – LP 33.641] • Durch alle Zeiten [aus MC 16.010] • Die Gedanken Gottes sind so hoch [aus MC 15.010] | 19??     | In Kombination mit Nr. (312.0)13.051 als CD-Sammelalbum erschienen unter Nr. 312.083.052 |
| 312    | 013 | 083 | 050     | Jürgen Werth (Autor); Hans Paetsch (Sprecher) | | 19??     | In Kombination mit Nr. (312.0)13.051 als CD-Sammelalbum erschienen unter Nr. 312.083.052 |
| 312    | 013 | 083 | 051     | Erzähl mir die Bibel 2 Neues Testament | Erzähl mir die Bibel 2 Neues Testament | 19??     | In Kombination mit Nr. (312.0)13.050 als CD-Sammelalbum erschienen unter Nr. 312.083.052 |
| 312    | 013 | 083 | 051     | Eckart zur Nieden (Autor); Hans Paetsch (Sprecher) | | 19??     | In Kombination mit Nr. (312.0)13.050 als CD-Sammelalbum erschienen unter Nr. 312.083.052 |
| 312    | | 083 | 052     | Erzähl mir die Bibel Lieder und Geschichten aus dem Alten und Neuen Testament | Erzähl mir die Bibel Lieder und Geschichten aus dem Alten und Neuen Testament | 2009     | CD-Sammelalbum der Nr. (312.0)13.050 und (312.0)13.051 |
| 312    | Jürgen Werth (Autor); Eckart zur Nieden (Autor); Hans Paetsch (Sprecher) | 083 | 052     | | | 2009     | CD-Sammelalbum der Nr. (312.0)13.050 und (312.0)13.051 |
| 312    | 013 | | 053     | | |          | |
| 312    | 013 | |         | | |          | |
| 312    | | 083 | 054     | Nur „in“ sein Für Teenager | Nur „in“ sein Für Teenager | 198?     | Für Teenager |
| 312    | Schluss mit dem Lernstress! | 083 | 054     | Nur „in“ sein … | | 198?     | Für Teenager |
| 312    | Ulrike Schild; Harro Preis | 083 | 054     | | | 198?     | Für Teenager |
| 312    | 013 | | 055     | | |          | |
| 312    | 013 | |         | | |          | |
| 312    | 013 | | 056     | | |          | |
| 312    | 013 | |         | | |          | |
| 312    | 013 | | 057     | | |          | |
| 312    | 013 | |         | | |          | |
| 312    | 013 | | 058     | Er ist unschuldig | Er ist unschuldig | 198?     | |
| 312    | 013 | Er ist unschuldig | 058     | Er ist wiedergekommen | | 198?     | |
| 312    | 013 | Johannes Osberghaus | 058     | | | 198?     | |
| 312    | 013 | | 059     | Fünf-Minuten-Geschichten | Fünf-Minuten-Geschichten | 1989     | In Koproduktion mit R. Brockhaus Verlag, dort unter MC-Nr. 95.261, erschienen. Hörbuch, gelesen von Eckart zur Nieden. Buchvorlage erschienen 1987 im R. Brockhaus Verlag.                                                                                                |
| 312    | 013 | - Lade Eva doch mal ein - Wer rettet Michael - Sitzengeblieben - Die zerbrochene Fensterscheibe | 059     | - Als Jens im Schwarzwald war - Nur eine Kirsche - Wie Jan seinen Teddy verlor und wiederfand | | 1989     | In Koproduktion mit R. Brockhaus Verlag, dort unter MC-Nr. 95.261, erschienen. Hörbuch, gelesen von Eckart zur Nieden. Buchvorlage erschienen 1987 im R. Brockhaus Verlag.                                                                                                |
| 312    | 013 | Berta Schmidt-Eller (Autor); Eckart zur Nieden (Sprecher) | 059     | | | 1989     | In Koproduktion mit R. Brockhaus Verlag, dort unter MC-Nr. 95.261, erschienen. Hörbuch, gelesen von Eckart zur Nieden. Buchvorlage erschienen 1987 im R. Brockhaus Verlag.                                                                                                |
| 312    | 013 | | 060     | Unter dem Buyubaum | Unter dem Buyubaum | 1989     | In Koproduktion mit dem R. Brockhaus Verlag, dort unter Nr. 95.262 erschienen; Katalognummer für CD belegt von nicht identischem Remake unter gleichem Titel, erschienen 2008                                                                                             |
| 312    | 013 | - Die große Mauer - So sicher wie Gift - Man kann nicht alles selber tun | 060     | - Der Affe, der nicht an Krokodile glaubte - Die Falle - Aus kleinen Leoparden werden große Leoparden | | 1989     | In Koproduktion mit dem R. Brockhaus Verlag, dort unter Nr. 95.262 erschienen; Katalognummer für CD belegt von nicht identischem Remake unter gleichem Titel, erschienen 2008                                                                                             |
| 312    | 013 | Paul White (Buch); Eckart zur Nieden (Sprecher) | 060     | | | 1989     | In Koproduktion mit dem R. Brockhaus Verlag, dort unter Nr. 95.262 erschienen; Katalognummer für CD belegt von nicht identischem Remake unter gleichem Titel, erschienen 2008                                                                                             |
| 312    | | 083 | 060     | Unter dem Buyubaum | Unter dem Buyubaum | 2008     | Remake, keine identische CD-Ausgabe der MC-Nr. (312.0)13.060 |
| 312    | [1] Vorwort • [2] Die große Mauer • [3] Die Falle • [4] So sicher wie Gift • [5] Man kann nicht alles selber tun • [6] Der Affe, der nicht an Krokodile glaubte • [7] Kleine Weisheit über das Füttern von Geiern • [8] Auf der verkehrten Seite • [9] Warum Gott Jesus sandte • [10] Aus kleinen Leoparden werden große Leoparden • [11] M’gogs Traum | 083 | 060     | | | 2008     | Remake, keine identische CD-Ausgabe der MC-Nr. (312.0)13.060 |
| 312    | Paul White (Buch); Eckart zur Nieden (Sprecher); Rainer Böhm (Sprecher) | 083 | 060     | | | 2008     | Remake, keine identische CD-Ausgabe der MC-Nr. (312.0)13.060 |
| 312    | 013 | | 061     | Der verschlossene Garten | Der verschlossene Garten | 198?     | |
| 312    | 013 | Ein Hörspiel von Johannes Osberghaus nach dem gleichnamigen Buch von Patricia St. John | 061     | | | 198?     | |
| 312    | 013 | | 062     | Der kleine Großherzog Kurze Gute-Nacht-Geschichten aus der ERF-Puppenkiste von Eckart zur Nieden | Der kleine Großherzog Kurze Gute-Nacht-Geschichten aus der ERF-Puppenkiste von Eckart zur Nieden | 1989     | In Koproduktion mit R. Brockhaus Verlag |
| 312    | 013 | Hörspiel von Ulrike Schild nach dem gleichnamigen Buch von Eckart zur Nieden | 062     | | | 1989     | In Koproduktion mit R. Brockhaus Verlag |
| 312    | 013 | | 063     | Biggy und ihr Tempelfrosch | Biggy und ihr Tempelfrosch | 1989     | In Koproduktion mit R. Brockhaus Verlag |
| 312    | 013 | Biggy und ihr Tempelfrosch | 063     | Tole – Vorwärts! | | 1989     | In Koproduktion mit R. Brockhaus Verlag |
| 312    | 013 | Ein Hörspiel von Johannes Osberghaus nach einem Buch von Beth Coombe Harris | 063     | | | 1989     | In Koproduktion mit R. Brockhaus Verlag |
| 312    | 013 | | 064     | Liebe hat man nie genug Teenagerprogramm | Liebe hat man nie genug Teenagerprogramm | 1989     | |
| 312    | 013 | Liebe hat man nie genug | 064     | „Beziehungskisten“ | | 1989     | |
| 312    | 013 | Ulrike Schild; Heidi Krause | 064     | Ulrike Schild; Harald Petersen | | 1989     | |
|        | | |         | | |          | |
| 312    | 013 | | 071     | Big Jim, der Rinderkönig | Big Jim, der Rinderkönig | 199?     | In Koproduktion mit R. Brockhaus Verlag, dort unter Nr. 35.265, erschienen. |
| 312    | 013 | Karl-Heinz Becker | 071     | | | 199?     | In Koproduktion mit R. Brockhaus Verlag, dort unter Nr. 35.265, erschienen. |
|        | | |         | | |          | |
| 312    | 013 | | 075     | Tigerspuure | Tigerspuure | 1990     | |
| 312    | 013 | Schweizerdeutsches Hörspiel von Martha Dürig | 075     | | | 1990     | |
| 312    | 013 | | 076     | Petrus | Petrus | 1991     | |
| 312    | 013 | Petrus auf neuem Kurs Simon Petrus und seine Freunde lernen Jesus kennen • Das Wunder in Kana • Die Berufung am See • Der Sturm • Die Heilung des Gelähmten • Die Begegnung auf dem Wasser | 076     | Vom Feigling zum Anführer Unvergessliche Erlebnisse • Das Versagen am Kohlenfeuer • Die Auferstehung Jesu • Heilung des Gelähmten • Befreiung aus dem Gefängnis | | 1991     | |
| 312    | 013 | Ein Hörspiel von Johannes Osberghaus für Kinder von 7-14 Jahren | 076     | | | 1991     | |
| 312    | 013 | | 077     | ERF-Autorenwettbewerb – Die Sieger: Altersgruppe 4–7 Jahre | ERF-Autorenwettbewerb – Die Sieger: Altersgruppe 4–7 Jahre | 1991     | |
| 312    | 013 | Maike und die Marienkäfer 10 Gute-Nacht-Geschichten von Maike, ihrer Puppe, ihrem Papa, ihrer Mama und dem kleinen Benjamin | 077     | Watschelsusie, die Schlossteichente | | 1991     | |
| 312    | 013 | Bärbel Löffel-Schröder | 077     | Brigitte Brandhuber | | 1991     | |
| 312    | 013 | | 078     | ERF-Autorenwettbewerb – Die Sieger: Altersgruppe 7–9 Jahre | ERF-Autorenwettbewerb – Die Sieger: Altersgruppe 7–9 Jahre | 1991     | |
| 312    | 013 | - Das rote Krokodil (Hörspiel von Cornelia Hampel, Lübeck) | 078     | - Gewitter im Wald (Geschichte von Inge Raudonat, Wienhausen) - Das Ge-/Verbot (Hörspiel von Bodo E. Linde, Berlin) | | 1991     | |
| 312    | 013 | Cornelia Hampel | 078     | Inge Raudonat; Bodo E. Linde | | 1991     | |
| 312    | 013 | | 079     | ERF-Autorenwettbewerb – Die Sieger: Altersgruppe 9–12 Jahre | ERF-Autorenwettbewerb – Die Sieger: Altersgruppe 9–12 Jahre | 1991     | |
| 312    | 013 | Hartgeld | 079     | Die Entscheidung | | 1991     | |
| 312    | 013 | Bodo E. Linde | 079     | Gertrud Schmalenbach | | 1991     | |
| 312    | 013 | 083 | 080     | Das Geheimnis von Wildenwald | Das Geheimnis von Wildenwald | 1991     | Wiederveröffentlichung auf CD, erschienen 2007 unter leicht verändertem Titel Das Geheimnis vom Wildenwald, Katalog-Nr.: 312.083.080 |
| 312    | 013 | 083 | 080     | Ein Hörspiel von Johannes Osberghaus nach dem gleichnamigen Buch von Patricia St. John | | 1991     | Wiederveröffentlichung auf CD, erschienen 2007 unter leicht verändertem Titel Das Geheimnis vom Wildenwald, Katalog-Nr.: 312.083.080 |
| 312    | 013 | | 081     | ERF-Radiokiste – Rund um die Bibel 1 Ein evangelistisches Kinderprogramm | ERF-Radiokiste – Rund um die Bibel 1 Ein evangelistisches Kinderprogramm | 1991     | |
| 312    | 013 | | 082     | ERF-Radiokiste – Rund um die Bibel 2 Ein evangelistisches Kinderprogramm | ERF-Radiokiste – Rund um die Bibel 2 Ein evangelistisches Kinderprogramm | 1991     | |
| 312    | 013 | | 083     | Rank und schlank – aber krank! | Rank und schlank – aber krank! | 1994     | |
| 312    | 013 | Die fixe Idee Ein Erlebnisbericht einer Betroffenen | 083     | ? | | 1994     | |
| 312    | 013 | Ulrike Schild | 083     | | | 1994     | |
| 312    | 013 | | 084     | Der Mann auf dem Baum | Der Mann auf dem Baum | 199?     | |
| 312    | 013 | Karl Heinz Becker | 084     | | | 199?     | |
| 312    | 013 | | 085     | Samstag um Mitternacht Teen Krimi Club • Folge 1 | Samstag um Mitternacht Teen Krimi Club • Folge 1 | 1992     | |
| 312    | 013 | Dorothea Unbehend | 085     | | | 1992     | |
| 312    | 013 | | 086     | Nehemia baut die Stadt – Der Untergang Jerichos 2 Singspiele für Kinder ab 4 Jahren | Nehemia baut die Stadt – Der Untergang Jerichos 2 Singspiele für Kinder ab 4 Jahren | 1992     | In Koproduktion mit VLM, dort unter MC-Nr. 16.013, erschienen |
| 312    | 013 | Brettheimer Kinderchor | 086     | | | 1992     | In Koproduktion mit VLM, dort unter MC-Nr. 16.013, erschienen |
|        | | |         | | |          | |
| 312    | 013 | | 088     | Gefährliche Schatten Teen Krimi Club • Folge 2 | Gefährliche Schatten Teen Krimi Club • Folge 2 | 199?     | |
| 312    | 013 | Dorothea Unbehend | 088     | | | 199?     | |
| 312    | 013 | 083 | 089     | Frohe Zeit für Kinder – Strandlieder 2 | Frohe Zeit für Kinder – Strandlieder 2 | 1993     | In Koproduktion mit dem Bibellesebund-Verlag erschienen, dort Nr. 3705 |
| 312    | 013 | 083 | 089     | Kinderchor der FeG Kierspe unter der Leitung von Silvia Witulski | | 1993     | In Koproduktion mit dem Bibellesebund-Verlag erschienen, dort Nr. 3705 |
| 312    | 013 | | 090     | Bei uns am Südpol 1 | Bei uns am Südpol 1 | 1994     | |
| 312    | 013 | - In der Arche - Der Turmbau zu Babel (Anfang) | 090     | - Der Turmbau zu Babel (Fortsetzung) | | 1994     | |
| 312    | 013 | Dorothea Unbehend | 090     | | | 1994     | |
| 312    | 013 | 083 | 091     | Maike im Kindergarten Mit Maike im Kindergarten • Folge 1 | Maike im Kindergarten Mit Maike im Kindergarten • Folge 1 | 1995     | In Neuausgabe der Serie 2007 als Folge 3 |
| 312    | 013 | 083 | 091     | - Die Geburtstagsfeier - Warum kommt Mama nicht? - Dieser freche Danny - Danny, warum weinst du? | | 1995     | In Neuausgabe der Serie 2007 als Folge 3 |
| 312    | 013 | 083 | 091     | Bärbel Löffel-Schröder | | 1995     | In Neuausgabe der Serie 2007 als Folge 3 |
| 312    | 013 | 083 | 092     | Von der Wüste bis zum Meer | Von der Wüste bis zum Meer | 199?     | In Koproduktion mit dem Verlag der Liebenzeller Mission, dort unter Katalognummer 16.014, erschienen. |
| 312    | 013 | 083 | 092     | [01] Singt unserem Herren und lobet ihn • [2] Lobet Gott, gebt ihm die Ehre • [3] Christus spricht: Hört auf mich • [4] Du hast es gewollt • [5] Einer kann nicht viel bewegen • [6] Singen, kommt, lasst uns singen • [7] Heute und auch morgen • [8] Danke, Jesus, für dein Leben • [9] Ich bin ein kleiner Christ • [10] Sing mit, lobe den Herrn • [11] Immer wenn es Nacht wird • [12] Wie die Sonne, so hell • [13] Sieh, dein König kommt • [14] Und ich geh den Weg zu Ende | | 199?     | In Koproduktion mit dem Verlag der Liebenzeller Mission, dort unter Katalognummer 16.014, erschienen. |
| 312    | 013 | 083 | 092     | Brettheimer Kinderchor | | 199?     | In Koproduktion mit dem Verlag der Liebenzeller Mission, dort unter Katalognummer 16.014, erschienen. |
| 312    | 013 | 083 | 093     | Die Drei vom Ast • Folge 1 | Die Drei vom Ast • Folge 1 | 1992     | Altersangabe auf Frontcover: „3-7 Jahre“ |
| 312    | 013 | 083 | 093     | Von Waldarbeitern, Urahnen und Rauchern | Von Nüssen, Küssen und einem unsichtbaren Zuhörer | 1992     | Altersangabe auf Frontcover: „3-7 Jahre“ |
| 312    | 013 | 083 | 093     | Eckart zur Nieden | | 1992     | Altersangabe auf Frontcover: „3-7 Jahre“ |
| 312    | 013 | | 094     | Als der Königssohn kam | Als der Königssohn kam | 199?     | Remake Seite A der Nr. (312.0)13.008; Neuausgabe 2002 in der Reihe Kinderklassiker unter Nr. 312.013.199 |
| 312    | 013 | Eckart zur Nieden | 094     | | | 199?     | Remake Seite A der Nr. (312.0)13.008; Neuausgabe 2002 in der Reihe Kinderklassiker unter Nr. 312.013.199 |
| 312    | 013 | 083 | 095     | Schon wieder die Drei vom Ast Die Drei vom Ast • Folge 2 | Schon wieder die Drei vom Ast Die Drei vom Ast • Folge 2 | 1993     | |
| 312    | 013 | 083 | 095     | Von Flügeln, Posaunen und Schuhen | Von Tränen, Fluten und Farben | 1993     | |
| 312    | 013 | 083 | 095     | Eckart zur Nieden | | 1993     | |
|        | | |         | | |          | |
| 312    | 013 | | 097     | Der klingende Adventskalender | Der klingende Adventskalender | 1993     | Medienkombination aus zwei Tonträgern (Kassette 1: 1.–12. Dezember; Kassette 2: 13.–24. Dezember) |
| 312    | 013 | Eckart zur Nieden | 097     | | | 1993     | Medienkombination aus zwei Tonträgern (Kassette 1: 1.–12. Dezember; Kassette 2: 13.–24. Dezember) |
| 312    | 013 | | 098     | Pfeile aus der Finsternis Teen Krimi Club • Folge 3 | Pfeile aus der Finsternis Teen Krimi Club • Folge 3 | 1993     | |
| 312    | 013 | Dorothea Unbehend | 098     | | | 1993     | |
| 312    | 013 | | 099     | Brandzeichen „A“ Teen Krimi Club • Folge 4 | Brandzeichen „A“ Teen Krimi Club • Folge 4 | 199?     | |
| 312    | 013 | Dorothea Unbehend | 099     | | | 199?     | |
| 312    | 013 | | 100     | „Hilfe, Florian kommt!“ Folge 1 | „Hilfe, Florian kommt!“ Folge 1 | 1994     | |
| 312    | 013 | Cornelia Hampel | 100     | | | 1994     | |
| 312    | 013 | | 101     | Mir glaubt ja doch keiner | Mir glaubt ja doch keiner | 199?     | |
| 312    | 013 | Bodo E. Linde | 101     | | | 199?     | |
| 312    | 013 | 083 | 102     | Die Drei vom Ast und die Kunst Die Drei vom Ast • Folge 3 | Die Drei vom Ast und die Kunst Die Drei vom Ast • Folge 3 | 1993     | |
| 312    | 013 | 083 | 102     | - Vogelhochzeit - Der Maler oder Kleos Eitelkeit - Der Geschichtenerzählkasten | ? | 1993     | |
| 312    | 013 | 083 | 102     | Eckart zur Nieden | | 1993     | |
| 312    | 013 | 083 | 103     | Die Drei vom Ast und die Zeit Die Drei vom Ast • Folge 4 | Die Drei vom Ast und die Zeit Die Drei vom Ast • Folge 4 | 1994     | |
| 312    | 013 | 083 | 103     | - Das Wasserrad - Was ist Zeit? - Gewitter und Geschichten von früher | - Die Eintagsfliege - Fredchen Knabberzahn und der Strom - Ostern | 1994     | |
| 312    | 013 | 083 | 103     | Eckart zur Nieden | | 1994     | |
| 312    | 013 | | 104     | W.A.LA.V.KA. – Weite-Autofahrt-Langeweile-Vertreibe-Kassette Mini Geschichten und anderes vom Reisen für’s Reisen für Kinder ab 7 Jahren | W.A.LA.V.KA. – Weite-Autofahrt-Langeweile-Vertreibe-Kassette Mini Geschichten und anderes vom Reisen für’s Reisen für Kinder ab 7 Jahren                                                                                       | 1994     | Seite A: Neuausgabe erschienen 2002 in der Reihe Kinderklassiker unter dem Titel Eine Braut für Isaak und Nr. 312.013.192; B. Seite: Neuausgabe in der Reihe Kinderklassiker erschienen unter dem Titel Erzähl uns von Jesus und Nr. (312.0)13.186                        |
| 312    | 013 | Eine Braut für Isaak | 104     | Andreas und die Kinder | | 1994     | Seite A: Neuausgabe erschienen 2002 in der Reihe Kinderklassiker unter dem Titel Eine Braut für Isaak und Nr. 312.013.192; B. Seite: Neuausgabe in der Reihe Kinderklassiker erschienen unter dem Titel Erzähl uns von Jesus und Nr. (312.0)13.186                        |
| 312    | 013 | Eckart zur Nieden | 104     | | | 1994     | Seite A: Neuausgabe erschienen 2002 in der Reihe Kinderklassiker unter dem Titel Eine Braut für Isaak und Nr. 312.013.192; B. Seite: Neuausgabe in der Reihe Kinderklassiker erschienen unter dem Titel Erzähl uns von Jesus und Nr. (312.0)13.186                        |
| 312    | 013 | | 105     | W.A.LA.V.KA. – Weite-Autofahrt-Langeweile-Vertreibe-Kassette Geschichten und anderes vom Reisen für’s Reisen für Kinder ab 9 Jahren | W.A.LA.V.KA. – Weite-Autofahrt-Langeweile-Vertreibe-Kassette Geschichten und anderes vom Reisen für’s Reisen für Kinder ab 9 Jahren                                                                                            | 1994     | |
| 312    | 013 | Philippus und Nathanael | 105     | ? | | 1994     | |
| 312    | 013 | Eckart zur Nieden | 105     | | | 1994     | |
| 312    | 013 | | 106     | W.A.LA.V.KA. – Weite-Autofahrt-Langeweile-Vertreibe-Kassette Maxi Geschichten und anderes vom Reisen für’s Reisen für Kinder ab 11 Jahren | W.A.LA.V.KA. – Weite-Autofahrt-Langeweile-Vertreibe-Kassette Maxi Geschichten und anderes vom Reisen für’s Reisen für Kinder ab 11 Jahren                                                                                      | 1994     | Neuausgabe unter der Nr. (312.0)13.204; Seite B unter Titel Der Schiffbruch |
| 312    | 013 | Markus macht eine weite Reise | 106     | Von Jerusalem nach Rom | | 1994     | Neuausgabe unter der Nr. (312.0)13.204; Seite B unter Titel Der Schiffbruch |
| 312    | 013 | Eckart zur Nieden | 106     | | | 1994     | Neuausgabe unter der Nr. (312.0)13.204; Seite B unter Titel Der Schiffbruch |
|        | | |         | | |          | |
| 312    | 013 | 083 | 108     | Die Drei vom Ast und das Böse Die Drei vom Ast • Folge 5 | Die Drei vom Ast und das Böse Die Drei vom Ast • Folge 5 | 1994     | |
| 312    | 013 | 083 | 108     | - Das Kuckucksei - Nachtwanderung - Der Haselnussdieb | | 1994     | |
| 312    | 013 | 083 | 108     | Eckart zur Nieden | | 1994     | |
| 312    | 013 | | 109     | Bei uns am Südpol 2 | Bei uns am Südpol 2 | 199?     | |
| 312    | 013 | - Josef - David | 109     | - Weihnachten | | 199?     | |
| 312    | 013 | Dorothea Unbehend | 109     | | | 199?     | |
| 312    | 013 | | 110     | Na und – Schaf beißt Hund Na und … • Folge 1 | Na und – Schaf beißt Hund Na und … • Folge 1 | 1995     | Hörspielprogramm beinhaltet Musiktitel „Lied der Schafe“, gesungen von Helmut F. Graetz und dem ERF-Kinderchor |
| 312    | 013 | Dorothea Unbehend (Hörspiel) | 110     | | | 1995     | Hörspielprogramm beinhaltet Musiktitel „Lied der Schafe“, gesungen von Helmut F. Graetz und dem ERF-Kinderchor |
| 312    | 013 | | 111     | Kindergeburtstagsglückwunschkassette | Kindergeburtstagsglückwunschkassette | 199?     | |
| 312    | 013 | Eckart zur Nieden | 111     | | | 199?     | |
| 312    | 013 | | 112     | Tödliche Ladung Teen Krimi Club • Folge 5 | Tödliche Ladung Teen Krimi Club • Folge 5 | 1994     | |
| 312    | 013 | Dorothea Unbehend | 112     | | | 1994     | |
| 312    | 013 | | 113     | In Liebe und Gefahr Teen Krimi Club • Folge 6 | In Liebe und Gefahr Teen Krimi Club • Folge 6 | 199?     | |
| 312    | 013 | Dorothea Unbehend | 113     | | | 199?     | |
| 312    | 013 | 083 | 114     | Willkommen hier in meinem Haus Himmlische Songs für kleine Leute | Willkommen hier in meinem Haus Himmlische Songs für kleine Leute | 1994     | |
| 312    | 013 | 083 | 114     | [1] Willkommen hier in meinem Haus • [2] Ob dick, ob dünn • [3] Abenteurer Gottes • [4] Wir machen den Weg frei • [5] Unser Herr ist nah • [6] Ein guter Baum • [7] Arche-Noah-Lied • [8] Damit Vertrauen wächst • [9] Kleines Pfingstlied • [10] Wir singen dir, Gott • [11] Ihr seid das Licht der Welt • [12] Abschied nehmen • [13] Es begleite uns dein Segen | | 1994     | |
| 312    | 013 | 083 | 114     | Wilfried Röhrig & Freunde | | 1994     | |
| 312    | 013 | 083 | 115     | Aus vollem Hals Die besten Drei-vom-Ast-Songs | Aus vollem Hals Die besten Drei-vom-Ast-Songs | 199?     | Kompilationsalbum aus Zweitverwertungsmusiktiteln vorangegangener Hörspielfolgen der Serie |
| 312    | 013 | 083 | 115     | Leuner Kinderchor u. a. | | 199?     | Kompilationsalbum aus Zweitverwertungsmusiktiteln vorangegangener Hörspielfolgen der Serie |
| 312    | 013 | 083 | 116     | Die Drei vom Ast kann nichts erschüttern Die Drei vom Ast • Folge 6 | Die Drei vom Ast kann nichts erschüttern Die Drei vom Ast • Folge 6 | 1994     | Altersangabe auf Frontcover: 3–7 Jahre |
| 312    | 013 | 083 | 116     | - Ein Nest in der Zeitungsröhre - Die Waldmaus und der Fürsprecher - Der Förster und sein Hund | | 1994     | Altersangabe auf Frontcover: 3–7 Jahre |
| 312    | 013 | 083 | 116     | Eckart zur Nieden | | 1994     | Altersangabe auf Frontcover: 3–7 Jahre |
| 312    | 013 | 083 | 117     | Die Drei vom Ast und die Wahrheit Die Drei vom Ast • Folge 7 | Die Drei vom Ast und die Wahrheit Die Drei vom Ast • Folge 7 | 1995     | Altersangabe auf Frontcover: „ab 4“ |
| 312    | 013 | 083 | 117     | - Traumziel „Afrika“ - Die Eselsbrücke - Die Vogelscheuche | - Fleißige Honigsammler - Der Quengler - Unangenehme Wahrheiten | 1995     | Altersangabe auf Frontcover: „ab 4“ |
| 312    | 013 | 083 | 117     | Eckart zur Nieden | | 1995     | Altersangabe auf Frontcover: „ab 4“ |
| 312    | 013 | 083 | 118     | Die Drei vom Ast und die Freundschaft Die Drei vom Ast • Folge 8 | Die Drei vom Ast und die Freundschaft Die Drei vom Ast • Folge 8 | 1995     | |
| 312    | 013 | 083 | 118     | - „Dies Land gehört uns“ - Grimme, der Dachs - Freundschaft in Gefahr | - Falsche und echte Freundschaft - Käferkonferenz - Die schönen Hässlichen | 1995     | |
| 312    | 013 | 083 | 118     | Eckart zur Nieden (Autor) | | 1995     | |
| 312    | 013 | 083 | 119     | Die Drei vom Ast zwischen Himmel und Erde Die Drei vom Ast • Folge 9 | Die Drei vom Ast zwischen Himmel und Erde Die Drei vom Ast • Folge 9 | 199?     | Altersangabe auf Frontcover: „ab 4“ |
| 312    | 013 | 083 | 119     | - Unbekannte Flugobjekte - Nestbau - Die Amsel und der Regenwurm | - Reineckes Urururgroßvater - Regeln und Ausnahmen - Schaufel-Otto und der Weg zum Himmel | 199?     | Altersangabe auf Frontcover: „ab 4“ |
| 312    | 013 | 083 | 119     | Eckart zur Nieden | | 199?     | Altersangabe auf Frontcover: „ab 4“ |
| 312    | 013 | 083 | 120     | Die Drei vom Ast im Herbst Die Drei vom Ast • Folge 10 | Die Drei vom Ast im Herbst Die Drei vom Ast • Folge 10 | 1996     | |
| 312    | 013 | 083 | 120     | - Winterschlaf und Herbstvergnügen - Wer die Sonne braucht - Drachen und andere freundliche Wesen | - Der Hirsch - Zum goldenen Hahn - Waldemar an der Orgel | 1996     | |
| 312    | 013 | 083 | 120     | Eckart zur Nieden | | 1996     | |
| 312    | 013 | | 121     | Kinderhörbibel 1 | Kinderhörbibel 1 | 1995     | Originaltitel: Kinderbibel-Kassette 1; Hörkassetten-Sammelbox aller drei Folgen erschienen unter Titel Kinderhörbibel und Nr. 312.019.066, Doppel-CD erschienen 2002 unter Titel Die Kinderhörbibel und Nr. 312.019.075                                                   |
| 312    | 013 | Eckart zur Nieden | 121     | | | 1995     | Originaltitel: Kinderbibel-Kassette 1; Hörkassetten-Sammelbox aller drei Folgen erschienen unter Titel Kinderhörbibel und Nr. 312.019.066, Doppel-CD erschienen 2002 unter Titel Die Kinderhörbibel und Nr. 312.019.075                                                   |
| 312    | 013 | | 122     | Kinderhörbibel 2 | Kinderhörbibel 2 | 1995     | Originaltitel: Kinderbibel-Kassette 2; Hörkassetten-Sammelbox aller drei Folgen erschienen unter Titel Kinderhörbibel und Nr. 312.019.066, Doppel-CD erschienen 2002 unter Titel Die Kinderhörbibel und Nr. 312.019.075                                                   |
| 312    | 013 | Eckart zur Nieden | 122     | | | 1995     | Originaltitel: Kinderbibel-Kassette 2; Hörkassetten-Sammelbox aller drei Folgen erschienen unter Titel Kinderhörbibel und Nr. 312.019.066, Doppel-CD erschienen 2002 unter Titel Die Kinderhörbibel und Nr. 312.019.075                                                   |
| 312    | 013 | | 123     | Kinderhörbibel 3 | Kinderhörbibel 3 | 1995     | Originaltitel: Kinderbibel-Kassette 3; Hörkassetten-Sammelbox aller drei Folgen erschienen unter Titel Kinderhörbibel und Nr. 312.019.066, Doppel-CD erschienen 2002 unter Titel Die Kinderhörbibel und Nr. 312.019.075                                                   |
| 312    | 013 | Eckart zur Nieden | 123     | | | 1995     | Originaltitel: Kinderbibel-Kassette 3; Hörkassetten-Sammelbox aller drei Folgen erschienen unter Titel Kinderhörbibel und Nr. 312.019.066, Doppel-CD erschienen 2002 unter Titel Die Kinderhörbibel und Nr. 312.019.075                                                   |
| 312    | 013 | | 124     | Hallo! Wir sind die Drei vom Ast Die Drei vom Ast • Spezial* | Hallo! Wir sind die Drei vom Ast Die Drei vom Ast • Spezial* | 1995     | * Demo-Spezialveröffentlichung zur Hörspielserie, Anmerkung bei Erstveröffentlichung: „Die günstige Kennlern-Kassette mit ausgesuchten Reinschnupper-Geschichten und -Liedern – für Kinder von 3–7“; Kompilationsalbum aus Musiktiteln und Hörspielszenen diverser Folgen |
| 312    | 013 | - Jesus, gib mir Mut (Musiktitel) - Das Krokodil, den Dachs (Musiktitel) - Musik-Kasten - Schieb die Schuld nicht andern (Musiktitel) - Die Wälder, die Wiesen (Musiktitel) - Kuckucksei - Manchmal kann ich gar nicht lachen (Musiktitel) | 124     | - Hallo, da sind wir wieder (Musiktitel) - Gewitter und Geschichten von früher - Jesus konnt es nicht ertragen (Musiktitel) - Sicherheitsdebatte - Du weißt es, da ist einer (Musiktitel) | | 1995     | * Demo-Spezialveröffentlichung zur Hörspielserie, Anmerkung bei Erstveröffentlichung: „Die günstige Kennlern-Kassette mit ausgesuchten Reinschnupper-Geschichten und -Liedern – für Kinder von 3–7“; Kompilationsalbum aus Musiktiteln und Hörspielszenen diverser Folgen |
| 312    | 013 | Eckart zur Nieden | 124     | | | 1995     | * Demo-Spezialveröffentlichung zur Hörspielserie, Anmerkung bei Erstveröffentlichung: „Die günstige Kennlern-Kassette mit ausgesuchten Reinschnupper-Geschichten und -Liedern – für Kinder von 3–7“; Kompilationsalbum aus Musiktiteln und Hörspielszenen diverser Folgen |
| 312    | 013 | 083 | 125     | Maike macht Unsinn Mit Maike im Kindergarten • Folge 2 | Maike macht Unsinn Mit Maike im Kindergarten • Folge 2 | 1995     | In Neuausgabe der Serie 2007 als Folge 1 |
| 312    | 013 | 083 | 125     | - Die Krabbelpuppe - Bist du noch meine Freundin? - Der Schatz - Das soll ein Schatz sein?! | - Maike macht Unsinn - Wer ist der Puppendoktor? - Hast du mich noch lieb? - Ich hab dich lieb | 1995     | In Neuausgabe der Serie 2007 als Folge 1 |
| 312    | 013 | 083 | 125     | Bärbel Löffel-Schröder | | 1995     | In Neuausgabe der Serie 2007 als Folge 1 |
|        | | |         | | |          | |
| 312    | 013 | 083 | 127     | Maike, ich hab dich gern Mit Maike im Kindergarten • Folge 3 | Maike, ich hab dich gern Mit Maike im Kindergarten • Folge 3 | 1995     | In Neuausgabe der Serie 2007 als Folge 2 |
| 312    | 013 | 083 | 127     | - Ganz allein - Du warst es - Brummi und das fremde Mädchen | - Eine schlimme Idee - War der böse - Gewitter in der Nacht - Maike ist wütend - Mama macht einen Fehler | 1995     | In Neuausgabe der Serie 2007 als Folge 2 |
| 312    | 013 | 083 | 127     | Bärbel Löffel-Schröder | | 1995     | In Neuausgabe der Serie 2007 als Folge 2 |
| 312    | 013 | 083 | 128     | Die Ankunft Gemmas Insel • Folge 1 | Die Ankunft Gemmas Insel • Folge 1 | 1996     | Erstauflage erschienen unter dem Titel Gemmas Insel; Altersangabe: Für Mädchen ab 8 Jahren |
| 312    | 013 | 083 | 128     | Dorothea Unbehend | | 1996     | Erstauflage erschienen unter dem Titel Gemmas Insel; Altersangabe: Für Mädchen ab 8 Jahren |
| 312    | 013 | 083 | 129     | Die Rettung Gemmas Insel • Folge 2 | Die Rettung Gemmas Insel • Folge 2 | 1996     | Altersangabe: Für Mädchen ab 8 Jahren |
| 312    | 013 | 083 | 129     | Dorothea Unbehend | | 1996     | Altersangabe: Für Mädchen ab 8 Jahren |
| 312    | 013 | 083 | 130     | Die Karriere Gemmas Insel • Folge 3 | Die Karriere Gemmas Insel • Folge 3 | 1996     | Altersangabe: Für Mädchen ab 8 Jahren |
| 312    | 013 | 083 | 130     | Dorothea Unbehend | | 1996     | Altersangabe: Für Mädchen ab 8 Jahren |
| 312    | 013 | 083 | 131     | Die Entdeckung Gemmas Insel • Folge 4 | Die Entdeckung Gemmas Insel • Folge 4 | 1997     | Altersangabe: Für Mädchen ab 8 Jahren |
| 312    | 013 | 083 | 131     | Dorothea Unbehend | | 1997     | Altersangabe: Für Mädchen ab 8 Jahren |
| 312    | 013 | 083 | 132     | Maike und das rote Geschenk Mit Maike im Kindergarten • Folge 4 | Maike und das rote Geschenk Mit Maike im Kindergarten • Folge 4 | 1996     | |
| 312    | 013 | 083 | 132     | - Der Nikolaus - Der Adventskalender - Das rote Geschenk | - Der Schneemann - „So eine Gemeinheit!“ - Die Weihnachtsgeschichte - Das schönste Geschenk - Ein wunderschöner Abend | 1996     | |
| 312    | 013 | 083 | 132     | Bärbel Löffel-Schröder | | 1996     | |
|        | | |         | | |          | |
| 312    | 013 | | 136     | Na und – Wal auf Grund Geschichten für kleine Kinder über Wale, Wellen und Wunder Na und … • Folge 2 | Na und – Wal auf Grund Geschichten für kleine Kinder über Wale, Wellen und Wunder Na und … • Folge 2 | 1996     | Hörspielprogramm beinhaltet Musiktitel „Hallo, ich bin der Wal“, gesungen von Volker Gruch und dem Leuner Kinderchor |
| 312    | 013 | Dorothea Unbehend (Hörspiel) | 136     | | | 1996     | Hörspielprogramm beinhaltet Musiktitel „Hallo, ich bin der Wal“, gesungen von Volker Gruch und dem Leuner Kinderchor |
| 312    | 013 | | 137     | Na und – Löwe kugelrund Na und … • Folge 3 | Na und – Löwe kugelrund Na und … • Folge 3 | 1996     | Hörspielprogramm beinhaltet Musiktitel „In Babylon, gleich vor der Mauer“, gesungen von Volker Gruch und dem Leuner Kinderchor |
| 312    | 013 | Dorothea Unbehend (Hörspiel) | 137     | | | 1996     | Hörspielprogramm beinhaltet Musiktitel „In Babylon, gleich vor der Mauer“, gesungen von Volker Gruch und dem Leuner Kinderchor |
| 312    | 013 | | 138     | Florian in Schwierigkeiten Folge 2 | Florian in Schwierigkeiten Folge 2 | 1996     | |
| 312    | 013 | Cornelia Hampel | 138     | | | 1996     | |
| 312    | 013 | | 139     | Florian auf falscher Fährte Folge 3 | Florian auf falscher Fährte Folge 3 | 1996     | |
| 312    | 013 | Cornelia Hampel | 139     | | | 1996     | |
|        | | |         | | |          | |
| 312    | 013 | 083 | 142     | Die Wende Gemmas Insel • Folge 5 | Die Wende Gemmas Insel • Folge 5 | 1997     | Altersangabe: Für Mädchen ab 8 Jahren |
| 312    | 013 | 083 | 142     | Dorothea Unbehend | | 1997     | Altersangabe: Für Mädchen ab 8 Jahren |
| 312    | 013 | 083 | 143     | Das Fest Gemmas Insel • Folge 6 | Das Fest Gemmas Insel • Folge 6 | 1997     | Altersangabe: Für Mädchen ab 8 Jahren |
| 312    | 013 | 083 | 143     | Dorothea Unbehend | | 1997     | Altersangabe: Für Mädchen ab 8 Jahren |
| 312    | 013 | 083 | 144     | Die Drei vom Ast und die großen Vögel Die Drei vom Ast • Folge 11 | Die Drei vom Ast und die großen Vögel Die Drei vom Ast • Folge 11 | 1997     | Altersangabe: Ab 4 [Jahren] |
| 312    | 013 | 083 | 144     | - Revierstreit am See - König Aquila - Der komische Kauz | | 1997     | Altersangabe: Ab 4 [Jahren] |
| 312    | 013 | 083 | 144     | Eckart zur Nieden | | 1997     | Altersangabe: Ab 4 [Jahren] |
| 312    | 013 | 083 | 145     | Maike und ihr Papa Mit Maike im Kindergarten • Folge 5 | Maike und ihr Papa Mit Maike im Kindergarten • Folge 5 | 1997     | |
| 312    | 013 | 083 | 145     | - Maike und Tim - Der Indianerrock - Wie siehst du denn aus? | - Die Maike-Prinzessin - Versprochen ist versprochen - Die starke Hand - Königskind - Tims Papa - Aufregung in der Burg | 1997     | |
| 312    | 013 | 083 | 145     | Bärbel Löffel-Schröder | | 1997     | |
| 312    | 013 | 083 | 146     | Brettheimers Beste Das Beste aus 10 Jahren Brettheimer Kinderchor 100% Musik mit 100% Geschmack | Brettheimers Beste Das Beste aus 10 Jahren Brettheimer Kinderchor 100% Musik mit 100% Geschmack | 1997     | Kompilationsalbum aus Zweitverwertungstiteln vorangegangener Veröffentlichungen; In Koproduktion mit VLM (MC-Nr. 16.017) und Hänssler Music (MC-Nr. 96.800) erschienen |
| 312    | 013 | 083 | 146     | [1] Lobet Gott, gebt ihm die Ehre • [2] Der eine sagt es lauter • [3] Freunde, es ist jetzt höchste Zeit • [4] Singt mit uns und klatscht in die Hände • [5] Es gibt nur einen, der dich kennt • [6] Lobet den Herren • [7] Ich bin ein kleiner Christ • [8] Alles, was wir haben • [9] Durch alle Zeiten • [10] Hell erstrahlt der neue Tag • [11] Christus spricht • [12] Wie die Sonne so hell • [13] Sonnenschein und Ferienzeit • [14] Ob Tag, ob Nacht • [15] Halleluja, lobet den Herren • [16] Still geht der Tag | | 1997     | Kompilationsalbum aus Zweitverwertungstiteln vorangegangener Veröffentlichungen; In Koproduktion mit VLM (MC-Nr. 16.017) und Hänssler Music (MC-Nr. 96.800) erschienen |
| 312    | 013 | 083 | 146     | Brettheimer Kinderchor | | 1997     | Kompilationsalbum aus Zweitverwertungstiteln vorangegangener Veröffentlichungen; In Koproduktion mit VLM (MC-Nr. 16.017) und Hänssler Music (MC-Nr. 96.800) erschienen |
|        | | |         | | |          | |
| 312    | 013 | 083 | 148     | In Maikes Kindergarten ist was los Mit Maike im Kindergarten • Folge 6 | In Maikes Kindergarten ist was los Mit Maike im Kindergarten • Folge 6 | 199?     | |
| 312    | 013 | 083 | 148     | Bärbel Löffel-Schröder | | 199?     | |
| 312    | 013 | 083 | 149     | Maike kommt bald in die Schule Mit Maike im Kindergarten • Folge 7 | Maike kommt bald in die Schule Mit Maike im Kindergarten • Folge 7 | 1998     | |
| 312    | 013 | 083 | 149     | - Der Brief - Die Schulanfängerfreizeit - Die Schatzsuche - Wenn man Angst hat | - Der Tornister - Der Malwettbewerb - Wer gewinnt - Die Kette | 1998     | |
| 312    | 013 | 083 | 149     | Bärbel Löffel-Schröder | | 1998     | |
| 312    | 013 | 083 | 150     | Maike und Tim Mit Maike im Kindergarten • Folge 8 | Maike und Tim Mit Maike im Kindergarten • Folge 8 | 1998     | |
| 312    | 013 | 083 | 150     | - Die gestohlenen Bonbons - Maike bringt es in Ordnung - Wo ist Judith - Danke, Tim | - Mama und Papa streiten - Die Sache mit der Vase - Papa hilft Maike | 1998     | |
| 312    | 013 | 083 | 150     | Bärbel Löffel-Schröder | | 1998     | |
| 312    | 013 | 083 | 151     | Die Drei vom Ast als Friedensstifter Die Drei vom Ast • Folge 12 | Die Drei vom Ast als Friedensstifter Die Drei vom Ast • Folge 12 | 1998     | |
| 312    | 013 | 083 | 151     | - Saubermann und Schmutzfink - Der Otter Ottokar - Unnötige Angst | | 1998     | |
| 312    | 013 | 083 | 151     | Eckart zur Nieden | | 1998     | |
| 312    | 013 | 083 | 152     | Die Drei vom Ast in Gefahr Die Drei vom Ast • Folge 13 | Die Drei vom Ast in Gefahr Die Drei vom Ast • Folge 13 | 1998     | |
| 312    | 013 | 083 | 152     | - Der Kampf mit dem Iltis - Waldemar in der Einsamkeit - Im Kanal | - Freundliche Ratschläge - Wenn zwei sich streiten - Eingesperrt | 1998     | |
| 312    | 013 | 083 | 152     | Eckart zur Nieden | | 1998     | |
|        | | |         | | |          | |
| 312    | 013 | | 154     | Kennst du Maike? Mit Maike im Kindergarten • Spezial | Kennst du Maike? Mit Maike im Kindergarten • Spezial | 1998     | Kennlern-Spezial zur Serie aus Zweitverwertungen zusammengestellt; Altersangabe: Ab 3 [Jahren] |
| 312    | 013 | - Du warst es - Die weißen Schuhe | 154     | - So eine Gemeinheit - Das soll ein Schatz sein? | | 1998     | Kennlern-Spezial zur Serie aus Zweitverwertungen zusammengestellt; Altersangabe: Ab 3 [Jahren] |
| 312    | 013 | Bärbel Löffel-Schröder | 154     | | | 1998     | Kennlern-Spezial zur Serie aus Zweitverwertungen zusammengestellt; Altersangabe: Ab 3 [Jahren] |
| 312    | 013 | 083 | 155     | Aus vollem Hals 2 Die neuesten Drei-vom-Ast-Songs | Aus vollem Hals 2 Die neuesten Drei-vom-Ast-Songs | 1998     | Kompilationsalbum aus Zweitverwertungsmusiktiteln vorangegangener Hörspielfolgen der Serie |
| 312    | 013 | 083 | 155     | [1] Jetzt heißt’s die Ohren spitzen • [2] Die großen Vögel • [3] Neulich lief einmal • [4] Es war mal eine Ratte • [5] Als wir noch vor vielen Jahren • [6] Herr, du hast mich fein bereitet • [7] Lauf nicht weg • [8] Thorsten ist ein Schäumchenschläger • [9] Manchmal würde ich’s genießen • [10] Aber das ist doch kein Grund • [11] Der Mustafa lacht nicht • [12] Bist du einsam • [13] Ich bin ja nur ein einziges Kind • [14] Freunde • [15] Haben wollen • [16] Die Mama, die versteht mich kaum • [17] Mir ist beim Spielen • [18] Warum in der grauen Theorie • [19] Verzeih mir – welch ein schweres Wort • [20] Du brauchst Geduld • [21] Wie eine Brücke • [22] Im Wald und auf der Heide • [23] Der Herr verließ die Ewigkeit | | 1998     | Kompilationsalbum aus Zweitverwertungsmusiktiteln vorangegangener Hörspielfolgen der Serie |
| 312    | 013 | 083 | 155     | Die Rinks; Eberhard Rink etc. | | 1998     | Kompilationsalbum aus Zweitverwertungsmusiktiteln vorangegangener Hörspielfolgen der Serie |
|        | | |         | | |          | |
| 312    | 013 | 083 | 156     | Nur ein Traum? Andy Latte • Folge 1 | Nur ein Traum? Andy Latte • Folge 1 | 1998     | Spätere Nachauflagen erschienen unter Titel Alles nur ein Traum?; Titellied „Andy Latte“, gesungen von Ingo Beckmann |
| 312    | 013 | 083 | 156     | Hanno Herzler | | 1998     | Spätere Nachauflagen erschienen unter Titel Alles nur ein Traum?; Titellied „Andy Latte“, gesungen von Ingo Beckmann |
| 312    | 013 | 083 | 157     | Spiel doch ab, Mann! Andy Latte • Folge 2 | Spiel doch ab, Mann! Andy Latte • Folge 2 | 1998     | |
| 312    | 013 | 083 | 157     | Hanno Herzler | | 1998     | |
| 312    | 013 | | 158     | Wanichos Rache | Der Rollstuhl im Wald | 199?     | Seite A: Neuausgabe Seite A der Nr. (312.0)13.019; B. Seite: Neuausgabe Seite B der Nr. (312.0)13.023 |
| 312    | 013 | Kinderklassiker • Folge 1 | 158     | | | 199?     | Seite A: Neuausgabe Seite A der Nr. (312.0)13.019; B. Seite: Neuausgabe Seite B der Nr. (312.0)13.023 |
| 312    | 013 | Heinz-Lothar Worm | 158     | | | 199?     | Seite A: Neuausgabe Seite A der Nr. (312.0)13.019; B. Seite: Neuausgabe Seite B der Nr. (312.0)13.023 |
| 312    | 013 | | 159     | Der Schatz der Tuscarora | Marie Durand | 199?     | Seite A: Neuausgabe Seite A der Nr. (312.0)13.003; B. Seite: Neuausgabe Seite B der Nr. (312.0)13.002 |
| 312    | 013 | Kinderklassiker • Folge 2 | 159     | | | 199?     | Seite A: Neuausgabe Seite A der Nr. (312.0)13.003; B. Seite: Neuausgabe Seite B der Nr. (312.0)13.002 |
| 312    | 013 | Ein Hörspiel von Johannes Osberghaus nach dem gleichnamigen Buch von Alfred J. Gilliard | 159     | Christiane Marquardt | | 199?     | Seite A: Neuausgabe Seite A der Nr. (312.0)13.003; B. Seite: Neuausgabe Seite B der Nr. (312.0)13.002 |
| 312    | | 083 | 159     | Das Freibeuterschiff | Das Seegefecht | 1999     | CD-Ausgabe der Nr. (312.0)13.165 |
| 312    | Ole, der Pirat • Folge 1 | 083 | 159     | | | 1999     | CD-Ausgabe der Nr. (312.0)13.165 |
| 312    | Eckart zur Nieden | 083 | 159     | | | 1999     | CD-Ausgabe der Nr. (312.0)13.165 |
| 312    | 013 | 083 | 160     | Die Drei vom Ast und die Winzlinge Die Drei vom Ast • Folge 14 | Die Drei vom Ast und die Winzlinge Die Drei vom Ast • Folge 14 | 1999     | |
| 312    | 013 | 083 | 160     | Eckart zur Nieden | | 1999     | |
| 312    | 013 | 083 | 161     | Die Drei vom Ast als freundliche Helfer Die Drei vom Ast • Folge 15 | Die Drei vom Ast als freundliche Helfer Die Drei vom Ast • Folge 15 | 1999     | |
| 312    | 013 | 083 | 161     | - Schaufel-Otto in Gefahr - Luftpost | - Rollentausch - Kai Kiebitz’ erste Flugstunde | 1999     | |
| 312    | 013 | 083 | 161     | Eckart zur Nieden | | 1999     | |
| 312    | 013 | 083 | 162     | Die Drei vom Ast und manch guter Rat Die Drei vom Ast • Folge 16 | Die Drei vom Ast und manch guter Rat Die Drei vom Ast • Folge 16 | 2000     | Altersangabe auf Frontcover: „ab 4“ |
| 312    | 013 | 083 | 162     | - Verhinderte Mahlzeit - Die Kuckucksuhr | - Der Ersatzkönig - Wie man seinen Weg findet | 2000     | Altersangabe auf Frontcover: „ab 4“ |
| 312    | 013 | 083 | 162     | Eckart zur Nieden | | 2000     | Altersangabe auf Frontcover: „ab 4“ |
| 312    | 013 | 083 | 163     | Turbulenzen beim Turnier Andy Latte • Folge 3 | Turbulenzen beim Turnier Andy Latte • Folge 3 | 1999     | |
| 312    | 013 | 083 | 163     | Hanno Herzler | | 1999     | |
| 312    | 013 | 083 | 164     | Aus vollem Hals 3 Die allerneuesten Drei-vom-Ast-Songs | Aus vollem Hals 3 Die allerneuesten Drei-vom-Ast-Songs | 1999     | Kompilationsalbum aus Zweitverwertungsmusiktiteln vorangegangener Hörspielfolgen der Serie |
| 312    | 013 | 083 | 164     | [1] Größe ist nicht nur die Spanne • [2] Zu dem bunten Vogel sprach • [3] Einst vor vielen, vielen Jahren • [4] Ein Blümchen seufzte leise • [5] Unterm Bette • [6] Denk nicht, dass dir’s besser ginge • [7] Zählt mal mit • [8] Es war einmal ein König • [9] Die ganze Welt hast du gemacht • [10] Großer König • [11] Es gäbe keine Wunder mehr • [12] Neulich hab ich mal gedacht • [13] Könnt’s dem Elefant gelingen • [14] Anneli, die Waldameise • [15] Meine Ohren hören’s nicht • [16] Viele selt’ne Lebewesen • [17] Denke dran, das Edelweiß • [18] Selten wird ein Frosch geküsst • [19] Wir haben keinen König mehr • [20] Gibt einer vor Gott an • [21] Lieber Gott, mein Herz und Nieren • [22] Von den wirklich großen Dingen | | 1999     | Kompilationsalbum aus Zweitverwertungsmusiktiteln vorangegangener Hörspielfolgen der Serie |
| 312    | 013 | 083 | 164     | Die Rinks; Eberhard Rink etc. | | 1999     | Kompilationsalbum aus Zweitverwertungsmusiktiteln vorangegangener Hörspielfolgen der Serie |
| 312    | 013 | | 165     | Das Freibeuterschiff | Das Seegefecht | 1999     | CD-Ausgabe erschienen unter Nr. 312.083.159 |
| 312    | 013 | Ole, der Pirat • Folge 1 | 165     | | | 1999     | CD-Ausgabe erschienen unter Nr. 312.083.159 |
| 312    | 013 | Eckart zur Nieden | 165     | | | 1999     | CD-Ausgabe erschienen unter Nr. 312.083.159 |
| 312    | 013 | 083 | 166     | Die Kaperung | Der Orkan | 2000     | |
| 312    | 013 | 083 | 166     | Ole, der Pirat • Folge 2 | | 2000     | |
| 312    | 013 | 083 | 166     | Eckart zur Nieden | | 2000     | |
| 312    | 013 | 083 | 167     | Der Schatz | Der Seeräuberhafen | 2000     | |
| 312    | 013 | 083 | 167     | Ole, der Pirat • Folge 3 | | 2000     | |
| 312    | 013 | 083 | 167     | Eckart zur Nieden | | 2000     | |
| 312    | 013 | 083 | 168     | Das Sklavenschiff | Die Irrfahrt | 2000     | |
| 312    | 013 | 083 | 168     | Ole, der Pirat • Folge 4 | | 2000     | |
| 312    | 013 | 083 | 168     | Eckart zur Nieden | | 2000     | |
| 312    | 013 | 083 | 169     | Die Walfänger | Die Gefangennahme | 2001     | |
| 312    | 013 | 083 | 169     | Ole, der Pirat • Folge 5 | | 2001     | |
| 312    | 013 | 083 | 169     | Eckart zur Nieden | | 2001     | |
| 312    | 013 | 083 | 170     | Die Rettung | Die Festung | 2001     | |
| 312    | 013 | 083 | 170     | Ole, der Pirat • Folge 6 | | 2001     | |
| 312    | 013 | 083 | 170     | Eckart zur Nieden | | 2001     | |
| 312    | 013 | 083 | 171     | Die Falle | Die Befreiung | 2002     | |
| 312    | 013 | 083 | 171     | Ole, der Pirat • Folge 7 | | 2002     | |
| 312    | 013 | 083 | 171     | Eckart zur Nieden | | 2002     | |
| 312    | 013 | 083 | 172     | Der größte Sieg Andy Latte • Folge 4 | Der größte Sieg Andy Latte • Folge 4 | 2000     | |
| 312    | 013 | 083 | 172     | Hanno Herzler | | 2000     | |
| 312    | 013 | 083 | 173     | Die Drei vom Ast lernen das Staunen Die Drei vom Ast • Folge 17 | Die Drei vom Ast lernen das Staunen Die Drei vom Ast • Folge 17 | 199?     | Altersangabe auf Frontcover: „ab 4“ |
| 312    | 013 | 083 | 173     | - Angeber - Der fliegende Edelstein | - Kampf der Giganten - Das Große und das Kleine | 199?     | Altersangabe auf Frontcover: „ab 4“ |
| 312    | 013 | 083 | 173     | Eckart zur Nieden | | 199?     | Altersangabe auf Frontcover: „ab 4“ |
| 312    | 013 | | 174     | König Drei | Das Cello und seine Freunde | 2000     | Seite A: Neuausgabe Seite A der Nr. (312.0)13.010; B. Seite: Neuausgabe Seite B der Nr. (312.0)13.008 |
| 312    | 013 | Kinderklassiker • Folge 3 | 174     | | | 2000     | Seite A: Neuausgabe Seite A der Nr. (312.0)13.010; B. Seite: Neuausgabe Seite B der Nr. (312.0)13.008 |
| 312    | 013 | Eckart zur Nieden | 174     | | | 2000     | Seite A: Neuausgabe Seite A der Nr. (312.0)13.010; B. Seite: Neuausgabe Seite B der Nr. (312.0)13.008 |
| 312    | 013 | 083 | 175     | Der Bock als Gärtner Andy Latte • Folge 5 | Der Bock als Gärtner Andy Latte • Folge 5 | 2000     | |
| 312    | 013 | 083 | 175     | Hanno Herzler | | 2000     | |
| 312    | 013 | 083 | 176     | Der Diakon im Stadion Andy Latte • Folge 6 | Der Diakon im Stadion Andy Latte • Folge 6 | 2000     | |
| 312    | 013 | 083 | 176     | Hanno Herzler | | 2000     | |
| 312    | 013 | | 177     | Anna kommt in den Kindergarten Anna und Lukas • Folge 1 | Anna kommt in den Kindergarten Anna und Lukas • Folge 1 | 2000     | CD-Sammelausgabe mit Nr. 312.(0).13.178 unter Nr. 312.083.240 |
| 312    | 013 | Bärbel Löffel-Schröder | 177     | | | 2000     | CD-Sammelausgabe mit Nr. 312.(0).13.178 unter Nr. 312.083.240 |
| 312    | | 083 | 177     | Der Schlunz • Folge 1 | Der Schlunz • Folge 1 | 2009     | In Koproduktion mit BLB Medien, dort unter CD-Nr. 72101, sowie der Zeitschrift Kläx erschienen. Buchvorlage erschienen bei BLB Medien und R. Brockhaus Verlag (Nr. 226.032)                                                                                               |
| 312    | [1] Der Wald • [2] Bei der Polizei • [3] Zu Hause • [4] Die erste Nacht • [5] Gibt’s so was? • [6] Ende der Durchsage • [7] Gott ist dein Vater • [8] Im Kindergottesdienst • [9] Der Erpresserbrief • [10] Die Ketchup-Bombe • [11] Mama rastet aus • [12] Der Kuchen • [13] Das Küchenfenster / Mama kommt • [14] Der Geburtstag • [15] Jule und Papa • [16] Wir finden das raus! / Papas Zeugnis • [17] Kalk an der Schlefe • [18] Jule lädt uns ein • [19] Bei Jule • [20] Mit den Rädern unterwegs • [21] Nele, sei still! • [22] Kindheit damals und heute • [23] Was ist damals passiert? • [24] Papa rastet aus • [25] Im Wald • [26] Das haben wir klasse gemacht! [27] Outtakes                                                     | 083 | 177     | | | 2009     | In Koproduktion mit BLB Medien, dort unter CD-Nr. 72101, sowie der Zeitschrift Kläx erschienen. Buchvorlage erschienen bei BLB Medien und R. Brockhaus Verlag (Nr. 226.032)                                                                                               |
| 312    | Harry Voß | 083 | 177     | | | 2009     | In Koproduktion mit BLB Medien, dort unter CD-Nr. 72101, sowie der Zeitschrift Kläx erschienen. Buchvorlage erschienen bei BLB Medien und R. Brockhaus Verlag (Nr. 226.032)                                                                                               |
| 312    | 013 | | 178     | Die Helferbande im Kindergarten Anna und Lukas • Folge 2 | Die Helferbande im Kindergarten Anna und Lukas • Folge 2 | 2001     | CD-Sammelausgabe mit Nr. 312.(0).13.177 unter Nr. 312.083.240 |
| 312    | 013 | Bärbel Löffel-Schröder | 178     | | | 2001     | CD-Sammelausgabe mit Nr. 312.(0).13.177 unter Nr. 312.083.240 |
| 312    | | 083 | 178     | Der Schlunz und die barfüßigen Riesen Der Schlunz • Folge 2 | Der Schlunz und die barfüßigen Riesen Der Schlunz • Folge 2 | 2009     | In Koproduktion mit BLB Medien, dort unter CD-Nr. 72102, sowie der Zeitschrift Kläx erschienen. Buchvorlage erschienen bei BLB Medien und R. Brockhaus Verlag (Nr. 226.053)                                                                                               |
| 312    | [1] In der Schule • [2] Die Mausefalle • [3] David und Goliat • [4] Die Fabrikhalle • [5] Im Kindergottesdienst • [6] David und Jonatan • [7] Elmar hat eine Frage • [8] Der Fetzen vom Umhang • [9] Die Drohung • [10] Der Aufbruch • [11] Die barfüßigen Riesen | 083 | 178     | | | 2009     | In Koproduktion mit BLB Medien, dort unter CD-Nr. 72102, sowie der Zeitschrift Kläx erschienen. Buchvorlage erschienen bei BLB Medien und R. Brockhaus Verlag (Nr. 226.053)                                                                                               |
| 312    | Harry Voß | 083 | 178     | | | 2009     | In Koproduktion mit BLB Medien, dort unter CD-Nr. 72102, sowie der Zeitschrift Kläx erschienen. Buchvorlage erschienen bei BLB Medien und R. Brockhaus Verlag (Nr. 226.053)                                                                                               |
| 312    | 013 | | 179     | Flipsi, der Zirkusaffe Anna und Lukas • Folge 3 | Flipsi, der Zirkusaffe Anna und Lukas • Folge 3 | 2001     | CD-Sammelausgabe mit Nr. 312.013.180 unter Nr. 312.083.242 |
| 312    | 013 | Bärbel Löffel-Schröder | 179     | | | 2001     | CD-Sammelausgabe mit Nr. 312.013.180 unter Nr. 312.083.242 |
| 312    | | 083 | 179     | Der Schlunz und der geheimnisvolle Schatten Der Schlunz • Folge 3 | Der Schlunz und der geheimnisvolle Schatten Der Schlunz • Folge 3 | 2010     | In Koproduktion mit BLB Medien, dort unter CD-Nr. 72103, sowie der Zeitschrift Kläx erschienen. Buchvorlage erschienen bei BLB Medien und R. Brockhaus Verlag (Nr. 226.073)                                                                                               |
| 312    | [1] Ein geheimnisvoller Schatten • [2] Im Zoo • [3] Der Audi • [4] In Bensersiel • [5] Frohe Zeit für Kinder • [6] Auf der Fähre • [7] Nichts wie weg • [8] Auf der Autobahn • [9] Im Dino-Museum • [10] In den Bergen • [11] Der Tipp der Polizei • [12] In der Winkelstraße • [13] In Berlin • [14] Das Geheimnis des Schattens | 083 | 179     | | | 2010     | In Koproduktion mit BLB Medien, dort unter CD-Nr. 72103, sowie der Zeitschrift Kläx erschienen. Buchvorlage erschienen bei BLB Medien und R. Brockhaus Verlag (Nr. 226.073)                                                                                               |
| 312    | Harry Voß | 083 | 179     | | | 2010     | In Koproduktion mit BLB Medien, dort unter CD-Nr. 72103, sowie der Zeitschrift Kläx erschienen. Buchvorlage erschienen bei BLB Medien und R. Brockhaus Verlag (Nr. 226.073)                                                                                               |
| 312    | 013 | | 180     | Flipsi besucht Anna und Lukas Anna und Lukas • Folge 4 Papageienplatz 4 | Flipsi besucht Anna und Lukas Anna und Lukas • Folge 4 Papageienplatz 4 | 2002     | CD-Sammelausgabe mit Nr. 312.013.179 unter Nr. 312.083.242 |
| 312    | 013 | Bärbel Löffel-Schröder | 180     | | | 2002     | CD-Sammelausgabe mit Nr. 312.013.179 unter Nr. 312.083.242 |
| 312    | | 083 | 180     | Der Schlunz und der Rächer in der Nacht Der Schlunz • Folge 4 | Der Schlunz und der Rächer in der Nacht Der Schlunz • Folge 4 | 2010     | In Koproduktion mit BLB Medien, dort unter CD-Nr. 72104, sowie der Zeitschrift Kläx erschienen. Buchvorlage erschienen bei BLB Medien und R. Brockhaus Verlag (Nr. 226.086)                                                                                               |
| 312    | [1] Die Rakete • [2] Das Plakat • [3] Im Festzelt • [4] Die Schrift an der Wand • [5] Ein Mörder operiert Clowns wie echt • [6] Im Kindergottesdienst • [7] Der Geheimcode • [8] Alles Quatsch! • [9] Frau Schütterling • [10] Das Buch Lukas • [11] Die Wache • [12] Der Brief • [13] Der Rächer in der Nacht | 083 | 180     | | | 2010     | In Koproduktion mit BLB Medien, dort unter CD-Nr. 72104, sowie der Zeitschrift Kläx erschienen. Buchvorlage erschienen bei BLB Medien und R. Brockhaus Verlag (Nr. 226.086)                                                                                               |
| 312    | Harry Voß | 083 | 180     | | | 2010     | In Koproduktion mit BLB Medien, dort unter CD-Nr. 72104, sowie der Zeitschrift Kläx erschienen. Buchvorlage erschienen bei BLB Medien und R. Brockhaus Verlag (Nr. 226.086)                                                                                               |
| 312    | 013 | | 181     | Anna und Lukas streiten und vertragen sich Anna und Lukas • Folge 5 Papageienplatz 4 | Anna und Lukas streiten und vertragen sich Anna und Lukas • Folge 5 Papageienplatz 4 | 2002     | |
| 312    | 013 | Bärbel Löffel-Schröder | 181     | | | 2002     | |
| 312    | | 083 | 181     | Der Schlunz und der unsichtbare Wächter Der Schlunz • Folge 5 | Der Schlunz und der unsichtbare Wächter Der Schlunz • Folge 5 | 2011     | In Koproduktion mit BLB Medien, dort unter CD-Nr. 72105, sowie der Zeitschrift Kläx erschienen. Buchvorlage erschienen bei BLB Medien und R. Brockhaus Verlag (Nr. 226.143)                                                                                               |
| 312    | [1] Die Burg • [2] Die erste Nacht • [3] Biblische Gruselgeschichten • [4] Gott ist dreiteilig? • [5] Elmar • [6] Gorilla bei Nacht • [7] In der Kirche • [8] Die schwarze Gestalt • [9] Der alte Heimleiter • [10] Wo ist Schlunz? • [11] Ich muss aufs Klo! • [12] Weckruf um Mitternacht • [13] Ein Leib, viele Glieder | 083 | 181     | | | 2011     | In Koproduktion mit BLB Medien, dort unter CD-Nr. 72105, sowie der Zeitschrift Kläx erschienen. Buchvorlage erschienen bei BLB Medien und R. Brockhaus Verlag (Nr. 226.143)                                                                                               |
| 312    | Harry Voß | 083 | 181     | | | 2011     | In Koproduktion mit BLB Medien, dort unter CD-Nr. 72105, sowie der Zeitschrift Kläx erschienen. Buchvorlage erschienen bei BLB Medien und R. Brockhaus Verlag (Nr. 226.143)                                                                                               |
| 312    | 013 | | 182     | Anna und Lukas und die gestohlenen Lutscher Anna und Lukas • Folge 6 Papageienplatz 4 | Anna und Lukas und die gestohlenen Lutscher Anna und Lukas • Folge 6 Papageienplatz 4 | 2003     | |
| 312    | 013 | Bärbel Löffel-Schröder | 182     | | | 2003     | |
| 312    | | 083 | 182     | Der Schlunz und die Spur des Verräters Der Schlunz • Folge 6 | Der Schlunz und die Spur des Verräters Der Schlunz • Folge 6 | 2011     | In Koproduktion mit BLB Medien, dort unter CD-Nr. 72106, sowie der Zeitschrift Kläx erschienen. Buchvorlage erschienen bei BLB Medien und R. Brockhaus Verlag (Nr. 226.153)                                                                                               |
| 312    | [3] Der Weg nach Hause • [5] Kimme und Korn • [9] Schonend beibringen • [10] Der Heiligabend | 083 | 182     | | | 2011     | In Koproduktion mit BLB Medien, dort unter CD-Nr. 72106, sowie der Zeitschrift Kläx erschienen. Buchvorlage erschienen bei BLB Medien und R. Brockhaus Verlag (Nr. 226.153)                                                                                               |
| 312    | Harry Voß | 083 | 182     | | | 2011     | In Koproduktion mit BLB Medien, dort unter CD-Nr. 72106, sowie der Zeitschrift Kläx erschienen. Buchvorlage erschienen bei BLB Medien und R. Brockhaus Verlag (Nr. 226.153)                                                                                               |
| 312    | 013 | | 183     | Anna und Lukas und das verschwundene Spielzeug Anna und Lukas • Folge 7 Papageienplatz 4 | Anna und Lukas und das verschwundene Spielzeug Anna und Lukas • Folge 7 Papageienplatz 4 | 2003     | |
| 312    | 013 | Bärbel Löffel-Schröder | 183     | | | 2003     | |
| 312    | | 083 | 183     | Der Schlunz und das letzte Geheimnis Der Schlunz • Folge 7 | Der Schlunz und das letzte Geheimnis Der Schlunz • Folge 7 | 2012     | In Koproduktion mit BLB Medien, dort unter CD-Nr. 72107, sowie der Zeitschrift Kläx erschienen. Buchvorlage erschienen bei BLB Medien (Nr. 71107) und R. Brockhaus Verlag (Nr. 226.167)                                                                                   |
| 312    | [1] Winterberg und Schöner • [2] Der Schlunz ist weg • [3] Das Buch Schlunz • [4] Marius • [5] Tim • [6] Im Wald • [7] Adelheid • [8] Ein neues Haus? • [9] Das Haus des Schlunz • [10] Barbara Grobleben • [11] Paulo Murkowitsch • [12] Ostern | 083 | 183     | | | 2012     | In Koproduktion mit BLB Medien, dort unter CD-Nr. 72107, sowie der Zeitschrift Kläx erschienen. Buchvorlage erschienen bei BLB Medien (Nr. 71107) und R. Brockhaus Verlag (Nr. 226.167)                                                                                   |
| 312    | Harry Voß | 083 | 183     | | | 2012     | In Koproduktion mit BLB Medien, dort unter CD-Nr. 72107, sowie der Zeitschrift Kläx erschienen. Buchvorlage erschienen bei BLB Medien (Nr. 71107) und R. Brockhaus Verlag (Nr. 226.167)                                                                                   |
| 312    | 013 | | 184     | Wo der Fluss beginnt Kinderklassiker • Folge 4 | Wo der Fluss beginnt Kinderklassiker • Folge 4 | 1986     | Neuausgabe 2000 der Nr. (312.0)13.041 |
| 312    | 013 | Ein Hörspiel von Johannes Osberghaus nach dem gleichnamigen Buch von Patricia St. John | 184     | | | 1986     | Neuausgabe 2000 der Nr. (312.0)13.041 |
| 312    | | 083 | 184     | Vorsicht bei der Ankunft! Der Schlunz • Weihnachts-Special | Vorsicht bei der Ankunft! Der Schlunz • Weihnachts-Special | 2009     | In Koproduktion mit BLB Medien, dort unter CD-Nr. 72152, sowie der Zeitschrift Kläx erschienen. |
| 312    | [1] Intro • [2] Vorsicht bei der Ankunft (Teil 1) • [3] Vorsicht bei der Ankunft (Teil 2) • [4] Vorsicht bei der Ankunft (Teil 3) • [5] Advent, Advent, ein Lichtlein brennt • [6] Weihnachtsgeschichte (Lukas 2,1-20) • [7] Advent, Advent, ein Lichtlein brennt (Rap) | 083 | 184     | | | 2009     | In Koproduktion mit BLB Medien, dort unter CD-Nr. 72152, sowie der Zeitschrift Kläx erschienen. |
| 312    | Harry Voß | 083 | 184     | | | 2009     | In Koproduktion mit BLB Medien, dort unter CD-Nr. 72152, sowie der Zeitschrift Kläx erschienen. |
| 312    | | 083 | 185     | Rätsel um das Osterei Der Schlunz • Oster-Special | Rätsel um das Osterei Der Schlunz • Oster-Special | 2010     | In Koproduktion mit BLB Medien, dort unter CD-Nr. 72153, sowie der Zeitschrift Kläx erschienen. |
| 312    | [1] Intro von Lukas • [2] Rätsel um das Osterei • [3] Was zu Ostern geschah • [4] Bibeltext (Johannes 20,1-18) • [5] Hurra, Jesus lebt! • [6] Was zu Ostern geschah [Playback] • [7] Hurra, Jesus lebt! [Playback] • [8] Rätsel um das Osterei (Bonus-Lied von Lukas) | 083 | 185     | | | 2010     | In Koproduktion mit BLB Medien, dort unter CD-Nr. 72153, sowie der Zeitschrift Kläx erschienen. |
| 312    | Harry Voß | 083 | 185     | | | 2010     | In Koproduktion mit BLB Medien, dort unter CD-Nr. 72153, sowie der Zeitschrift Kläx erschienen. |
| 312    | 013 | | 186     | Erzähl uns von Jesus Kinderklassiker • Folge 5 | Erzähl uns von Jesus Kinderklassiker • Folge 5 | 200?     | Neuausgabe vorangegangener Veröffentlichungen; A. Seite: Neuausgabe Seite B der Nr. (312.0)13.104; B. Seite: Neuausgabe Seite A der Nr. (312.0)13.105 |
| 312    | 013 | Andreas und die Kinder | 186     | Philippus und Nathanael | | 200?     | Neuausgabe vorangegangener Veröffentlichungen; A. Seite: Neuausgabe Seite B der Nr. (312.0)13.104; B. Seite: Neuausgabe Seite A der Nr. (312.0)13.105 |
| 312    | 013 | Eckart zur Nieden | 186     | | | 200?     | Neuausgabe vorangegangener Veröffentlichungen; A. Seite: Neuausgabe Seite B der Nr. (312.0)13.104; B. Seite: Neuausgabe Seite A der Nr. (312.0)13.105 |
| 312    | 013 | 083 | 187     | Wir sind eine Supertruppe | Wir sind eine Supertruppe | 2001     | Koproduktion mit Hänssler Music, dort erschienen unter CD-Nr. 99.874 |
| 312    | 013 | 083 | 187     | Brettheimer Kinderchor mit seinen Solisten unter der Leitung von Elisabeth und Hans-Gerhard Hammer | | 2001     | Koproduktion mit Hänssler Music, dort erschienen unter CD-Nr. 99.874 |
| 312    | 013 | 083 | 188     | Zoff mit den Roten Andy Latte • Folge 7 | Zoff mit den Roten Andy Latte • Folge 7 | 2001     | |
| 312    | 013 | 083 | 188     | Hanno Herzler | | 2001     | |
| 312    | 013 | | 189     | Tal der Liebe Kinderklassiker • Folge 6 | Tal der Liebe Kinderklassiker • Folge 6 | 198?     | Seite A: Neuausgabe Seite A der Nr. (312.0.)13.023 B. Seite: Neuausgabe der Seite A der Nr. (312.0.)13.033 |
| 312    | 013 | Tal der Liebe | 189     | Eine Mutter für viele Kinder | | 198?     | Seite A: Neuausgabe Seite A der Nr. (312.0.)13.023 B. Seite: Neuausgabe der Seite A der Nr. (312.0.)13.033 |
| 312    | 013 | Ein Hörspiel von Ulrike Schild nach dem gleichnamigen Buch von Edna Hong | 189     | Ein Hörspiel von Heinz-Lothar Worm | | 198?     | Seite A: Neuausgabe Seite A der Nr. (312.0.)13.023 B. Seite: Neuausgabe der Seite A der Nr. (312.0.)13.033 |
| 312    | | 083 | 189     | Süßer Schrecken – saurer Schrecken Der Schlunz • Special zu Reformationstag und Halloween | Süßer Schrecken – saurer Schrecken Der Schlunz • Special zu Reformationstag und Halloween | 2010     | In Koproduktion mit BLB Medien, dort unter CD-Nr. ?, sowie der Zeitschrift Kläx erschienen. Zehnerpack erschienen als Halloween-Verteilaktion unter Nr. 312.083.204 (ERF) bzw. 72144 (BLB)                                                                                |
| 312    | [1] Intro • [2] Süßer Schrecken – saurer Schrecken • [3] Raus aus der Finsternis • [4] Bibeltext (Lukas 18,9-17) • [5] Wer Gott vertraut • [6] Süßer Schrecken, saurer Schrecken (Lied von Lukas) | 083 | 189     | | | 2010     | In Koproduktion mit BLB Medien, dort unter CD-Nr. ?, sowie der Zeitschrift Kläx erschienen. Zehnerpack erschienen als Halloween-Verteilaktion unter Nr. 312.083.204 (ERF) bzw. 72144 (BLB)                                                                                |
| 312    | Harry Voß | 083 | 189     | | | 2010     | In Koproduktion mit BLB Medien, dort unter CD-Nr. ?, sowie der Zeitschrift Kläx erschienen. Zehnerpack erschienen als Halloween-Verteilaktion unter Nr. 312.083.204 (ERF) bzw. 72144 (BLB)                                                                                |
| 312    | 013 | | 190     | Die Neue Das Kicker-Trio • Folge 1 Papageienplatz 8 | Die Neue Das Kicker-Trio • Folge 1 Papageienplatz 8 | 2002     | |
| 312    | 013 | Dorothea Unbehend | 190     | | | 2002     | |
| 312    | 013 | 083 | 191     | Spuk am Klosterberg Andy Latte • Folge 8 | Spuk am Klosterberg Andy Latte • Folge 8 | 2002     | |
| 312    | 013 | 083 | 191     | Hanno Herzler | | 2002     | |
| 312    | 013 | | 192     | Eine Braut für Isaak Kinderklassiker • Folge 7 | Eine Braut für Isaak Kinderklassiker • Folge 7 | 200?     | Neuausgabe 2002 der Nr. (312.0)13.104 |
| 312    | 013 | Eine Braut für Isaak | 192     | Der Schatzmeister einer afrikanischen Königin | | 200?     | Neuausgabe 2002 der Nr. (312.0)13.104 |
| 312    | 013 | Eckart zur Nieden | 192     | | | 200?     | Neuausgabe 2002 der Nr. (312.0)13.104 |
| 312    | 013 | | 193     | Tim und das Neidfahrrad Tim • Folge 1 Papageienplatz 6 | Tim und das Neidfahrrad Tim • Folge 1 Papageienplatz 6 | 200?     | |
| 312    | 013 | Eckart zur Nieden | 193     | | | 200?     | |
| 312    | 013 | | 194     | Tim und die verlorenen Musikkinder Tim • Folge 2 Papageienplatz 6 | Tim und die verlorenen Musikkinder Tim • Folge 2 Papageienplatz 6 | 200?     | |
| 312    | 013 | Eckart zur Nieden | 194     | | | 200?     | |
| 312    | 013 | | 195     | Tim und das gesparte Lösegeld Tim • Folge 3 Papageienplatz 6 | Tim und das gesparte Lösegeld Tim • Folge 3 Papageienplatz 6 | 200?     | |
| 312    | 013 | Eckart zur Nieden | 195     | | | 200?     | |
| 312    | 013 | | 196     | Tim und der Angstdrache Tim • Folge 4 Papageienplatz 6 | Tim und der Angstdrache Tim • Folge 4 Papageienplatz 6 | 200?     | |
| 312    | 013 | Eckart zur Nieden | 196     | | | 200?     | |
| 312    | 013 | | 197     | Tim und die Reise nach damals Tim • Folge 5 Papageienplatz 6 | Tim und die Reise nach damals Tim • Folge 5 Papageienplatz 6 | 200?     | |
| 312    | 013 | Eckart zur Nieden | 197     | | | 200?     | |
| 312    | 013 | | 198     | Tim und der Besuch im Kopf Tim • Folge 6 Papageienplatz 6 | Tim und der Besuch im Kopf Tim • Folge 6 Papageienplatz 6 | 2004     | |
| 312    | 013 | Eckart zur Nieden | 198     | | | 2004     | |
| 312    | 013 | | 199     | Als der Königssohn kam Kinderklassiker • Folge 8 | Als der Königssohn kam Kinderklassiker • Folge 8 | 2002     | Neuausgabe der Nr. (312.0)13.094 |
| 312    | 013 | Eckart zur Nieden | 199     | | | 2002     | Neuausgabe der Nr. (312.0)13.094 |
| 312    | 013 | 083 | 200     | Das Sportheim brennt! Andy Latte • Folge 9 | Das Sportheim brennt! Andy Latte • Folge 9 | 200?     | |
| 312    | 013 | 083 | 200     | Hanno Herzler | | 200?     | |
| 312    | 013 | | 201     | Der Deal Das Kicker-Trio • Folge 2 Papageienplatz 8 | Der Deal Das Kicker-Trio • Folge 2 Papageienplatz 8 | 2002     | |
| 312    | 013 | Dorothea Unbehend | 201     | | | 2002     | |
| 312    | | 083 | 201     | Ran an die Geburtstagstorte Der Schlunz • Special zum Geburtstag | Ran an die Geburtstagstorte Der Schlunz • Special zum Geburtstag | 2010     | In Koproduktion mit BLB Medien, dort unter CD-Nr. 72157, sowie der Zeitschrift Kläx erschienen. |
| 312    | [1] Intro • [2] Ran an die Geburtstagstorte • [3] Birthday, Happy Day • [4] Bibeltext (Lukas 14,15-24) • [5] Schön, dass es dich gibt | 083 | 201     | | | 2010     | In Koproduktion mit BLB Medien, dort unter CD-Nr. 72157, sowie der Zeitschrift Kläx erschienen. |
| 312    | Harry Voß | 083 | 201     | | | 2010     | In Koproduktion mit BLB Medien, dort unter CD-Nr. 72157, sowie der Zeitschrift Kläx erschienen. |
| 312    | 013 | 083 | 202     | Gefahr am Höllbergtunnel Andy Latte • Folge 10 | Gefahr am Höllbergtunnel Andy Latte • Folge 10 | 200?     | |
| 312    | 013 | 083 | 202     | Hanno Herzler | | 200?     | |
| 312    | 013 | | 203     | Der verschwundene Brief Das Kicker-Trio • Folge 3 Papageienplatz 8 | Der verschwundene Brief Das Kicker-Trio • Folge 3 Papageienplatz 8 | 2002     | |
| 312    | 013 | Dorothea Unbehend | 203     | | | 2002     | |
| 312    | 013 | | 204     | Der Schiffbruch Kinderklassiker • Folge 9 | Der Schiffbruch Kinderklassiker • Folge 9 | 2002     | Neuausgabe der Nr. (312.0)13.106; Originaltitel Seite B: Von Jerusalem nach Rom |
| 312    | 013 | Markus macht eine weite Reise | 204     | Der Schiffbruch | | 2002     | Neuausgabe der Nr. (312.0)13.106; Originaltitel Seite B: Von Jerusalem nach Rom |
| 312    | 013 | Eckart zur Nieden | 204     | | | 2002     | Neuausgabe der Nr. (312.0)13.106; Originaltitel Seite B: Von Jerusalem nach Rom |
| 312    | 013 | | 205     | Aus vollem Hals 1–3 Paket-Set | Aus vollem Hals 1–3 Paket-Set | 2003 (?) | |
| 312    | 013 | Various | 205     | | | 2003 (?) | |
| 312    | | 083 | 205     | Die zweite Chance Der Schlunz – Die Serie • Kurzfilm-Special | Die zweite Chance Der Schlunz – Die Serie • Kurzfilm-Special | 2012     | Diskrepanz der Katalognummerierung, da DVD, kein Tonträger; In Koproduktion mit BLB Medien erschienen. Kurzfilmversion von 17 Minuten der 10. Folge der Filmserie |
| 312    | Harry Voß (Idee und Konzept); Rainer Hackstock (Regie und Drehbuch); Markus Majowski (Schauspieler); Finn Lucas Mayer (Schauspieler); Lea Sophie Schmidt (Schauspielerin); Luca Claar (Schauspieler) | 083 | 205     | | | 2012     | Diskrepanz der Katalognummerierung, da DVD, kein Tonträger; In Koproduktion mit BLB Medien erschienen. Kurzfilmversion von 17 Minuten der 10. Folge der Filmserie |
| 312    | 013 | | 206     | Die Lösung Das Kicker-Trio • Folge 4 Papageienplatz 8 | Die Lösung Das Kicker-Trio • Folge 4 Papageienplatz 8 | 2003     | |
| 312    | 013 | Dorothea Unbehend | 206     | | | 2003     | |
| 312    | 013 | 083 | 207     | Pizza für die Bankräuber Andy Latte • Folge 11 | Pizza für die Bankräuber Andy Latte • Folge 11 | 200?     | |
| 312    | 013 | 083 | 207     | Hanno Herzler | | 200?     | |
| 312    | 013 | | 208     | Der Verrat und die Rückkehr Das Kicker-Trio • Folge 5 Papageienplatz 8 | Der Verrat und die Rückkehr Das Kicker-Trio • Folge 5 Papageienplatz 8 | 2004     | |
| 312    | 013 | Dorothea Unbehend | 208     | | | 2004     | |
|        | | |         | | |          | |
| 312    | | 083 | 210     | Ole, der Pirat Alle 7 CDs | Ole, der Pirat Alle 7 CDs | 2012     | Sammelbox der gesamten Serie |
| 312    | Eckart zur Nieden | 083 | 210     | | | 2012     | Sammelbox der gesamten Serie |
| 312    | 013 | | 211     | Nils und der entführte Papagei Nils • Folge 1 Papageienplatz 10 | Nils und der entführte Papagei Nils • Folge 1 Papageienplatz 10 | 2004     | |
| 312    | 013 | Bodo E. Linde | 211     | | | 2004     | |
| 312    | | 083 | 211     | Die große Andy-Latte-Box 18 Folgen auf 18 CDs | Die große Andy-Latte-Box 18 Folgen auf 18 CDs | 2013     | Sammelbox der ersten 18 Folgen der Serie |
| 312    | Hanno Herzler | 083 | 211     | | | 2013     | Sammelbox der ersten 18 Folgen der Serie |
| 312    | 013 | | 212     | Nils unter Verdacht Nils • Folge 2 Papageienplatz 10 | Nils unter Verdacht Nils • Folge 2 Papageienplatz 10 | 2004     | |
| 312    | 013 | Bodo E. Linde | 212     | | | 2004     | |
| 312    | Nils \| | 083 | 212     | Die große Andy-Latte-Box – mp3 Alle 19 Folgen auf 2 mp3-CDs | Die große Andy-Latte-Box – mp3 Alle 19 Folgen auf 2 mp3-CDs | 2013     | Sammelausgabe der gesamten Serie im mp3-Format |
| 312    | Nils \| | 083 | 212     | Hanno Herzler | | 2013     | Sammelausgabe der gesamten Serie im mp3-Format |
| 312    | 013 | | 213     | Nils jagt Verbrecher Nils • Folge 3 Papageienplatz 10 | Nils jagt Verbrecher Nils • Folge 3 Papageienplatz 10 | 200?     | |
| 312    | 013 | Bodo E. Linde | 213     | | | 200?     | |
| 312    | 013 | | 214     | Countdown für Nils Nils • Folge 4 Papageienplatz 10 | Countdown für Nils Nils • Folge 4 Papageienplatz 10 | 200?     | |
| 312    | 013 | Bodo E. Linde | 214     | | | 200?     | |
| 312    | 013 | | 215     | Nils sucht „Glatze“ Nils • Folge 5 Papageienplatz 10 | Nils sucht „Glatze“ Nils • Folge 5 Papageienplatz 10 | 200?     | |
| 312    | 013 | Bodo E. Linde | 215     | | | 200?     | |
| 312    | 013 | | 216     | Nils und der listige Dieb Nils • Folge 6 Papageienplatz 10 | Nils und der listige Dieb Nils • Folge 6 Papageienplatz 10 | 200?     | |
| 312    | 013 | Bodo E. Linde | 216     | | | 200?     | |
| 312    | 013 | | 217     | Anna und Lukas übernachten bei Oma und Opa Anna und Lukas • Folge 8 Papageienplatz 4 | Anna und Lukas übernachten bei Oma und Opa Anna und Lukas • Folge 8 Papageienplatz 4 | 2004     | |
| 312    | 013 | Bärbel Löffel-Schröder | 217     | | | 2004     | |
| 312    | 013 | | 218     | Ein aufregendes Geburtstagsgeschenk Anna und Lukas • Folge 9 Papageienplatz 4 | Ein aufregendes Geburtstagsgeschenk Anna und Lukas • Folge 9 Papageienplatz 4 | 200?     | |
| 312    | 013 | Bärbel Löffel-Schröder | 218     | | | 200?     | |
| 312    | 013 | 083 | 219     | Die verschwundenen Geburtstagsgeschenke Mit Maike im Kindergarten • Folge 9 | Die verschwundenen Geburtstagsgeschenke Mit Maike im Kindergarten • Folge 9 | 2004     | |
| 312    | 013 | 083 | 219     | Bärbel Löffel-Schröder | | 2004     | |
| 312    | 013 | 083 | 220     | Die Spur des Feuers Andy Latte • Folge 12 | Die Spur des Feuers Andy Latte • Folge 12 | 2005     | |
| 312    | 013 | 083 | 220     | Hanno Herzler | | 2005     | |
| 312    | 013 | | 221     | Wir sind’s: Die 3 vom Ast! Die Drei vom Ast • Spezial* | Wir sind’s: Die 3 vom Ast! Die Drei vom Ast • Spezial* | 2005     | * Zweite Demo-Spezialveröffentlichung zur Hörspielserie, Anmerkung bei Erstausgabe auf Frontcover: „Die neue Schnupperkassette“; Kompilationsalbum aus Musiktiteln und Hörspielszenen diverser Folgen                                                                     |
| 312    | 013 | - Jetzt heißt’s Ohren spitzen (Musiktitel) - Wer knackt am besten Nüsse? - Die ganze Welt hast du gemacht (Musiktitel) - Schaufel-Otto und der Weg zum Himmel - Meine Ohren hören’s nicht (Musiktitel) | 221     | - Ich freu mich, ich bin da (Musiktitel) - Die Eintagsfliege - Ich bin grad sehr in Eile (Musiktitel) - Willi Vivace und das glückliche Missverständnis - Es gäbe keine Wunder mehr? (Musiktitel) | | 2005     | * Zweite Demo-Spezialveröffentlichung zur Hörspielserie, Anmerkung bei Erstausgabe auf Frontcover: „Die neue Schnupperkassette“; Kompilationsalbum aus Musiktiteln und Hörspielszenen diverser Folgen                                                                     |
| 312    | 013 | Bärbel Löffel-Schröder | 221     | | | 2005     | * Zweite Demo-Spezialveröffentlichung zur Hörspielserie, Anmerkung bei Erstausgabe auf Frontcover: „Die neue Schnupperkassette“; Kompilationsalbum aus Musiktiteln und Hörspielszenen diverser Folgen                                                                     |
| 312    | 013 | 083 | 222     | Maike wird mutig Mit Maike im Kindergarten • Folge 10 | Maike wird mutig Mit Maike im Kindergarten • Folge 10 | 200?     | |
| 312    | 013 | 083 | 222     | Bärbel Löffel-Schröder | | 200?     | |
| 312    | 013 | 083 | 223     | Alle mögen Maike Mit Maike im Kindergarten • Folge 11 | Alle mögen Maike Mit Maike im Kindergarten • Folge 11 | 200?     | |
| 312    | 013 | 083 | 223     | Bärbel Löffel-Schröder | | 200?     | |
| 312    | | 013 | 224     | Wir reisen hin zum Weihnachtsfest 24 Adventsgeschichten aus zwei Jahrtausenden Hörbuch | Wir reisen hin zum Weihnachtsfest 24 Adventsgeschichten aus zwei Jahrtausenden Hörbuch | 2005     | Diskrepanz in fortlaufender Katalognummerierung, fehlerhafter MC-Präfix für CD-Ausgabe?; 2 Tonträger; Gleichnamige Buchvorlage erschienen 1998 im Oncken Verlag, ISBN 978-3-7893-7929-1                                                                                   |
| 312    | [1] 1. Dezember: Eine gute Idee • [2] 2. Dezember: Der geborgte Weihnachtsbaum (1957) • [3] 3. Dezember: Eine kostbare Klavierstunde (1947) • [4] 4. Dezember: Ganz schön pfiffig (1923) • [5] 5. Dezember: Ein Strohstern in feiner Umgebung (1910) • [6] 6. Dezember: Der Engel und der Bergmann (1859) • [7] 7. Dezember: Die Schule fällt aus (1843) • [8] 8. Dezember: Der erste Adventskranz (1839) • [9] 9. Dezember: Was hat Mathematik mit dem Weihnachtsstern zu tun? (1821) • [10] 10. Dezember: Abgestürzt (1750) • [11] 11. Dezember: Der verlorene Weihnachtstaler (1700) • [12] 12. Dezember: Gut verkleidet (1650) | 013 | 224     | | | 2005     | Diskrepanz in fortlaufender Katalognummerierung, fehlerhafter MC-Präfix für CD-Ausgabe?; 2 Tonträger; Gleichnamige Buchvorlage erschienen 1998 im Oncken Verlag, ISBN 978-3-7893-7929-1                                                                                   |
| 312    | [1] 13. Dezember: Von der Mutter die Äpfel, dem Vater das Lied (1535) • [2] 14. Dezember: Der gestohlene Apfel (1450) • [3] 15. Dezember: Jesus uns Maria im Kästchen (1350) • [4] 16. Dezember: Aufregung im Wald (1223) • [5] 17. Dezember: Gerade noch geschafft (1200) • [6] 18. Dezember: Ein Engel kommt manchmal ganz plötzlich (um 1150) • [7] 19. Dezember: Ausgetauscht (um 900) • [8] 20. Dezember: Ein Bischof hilft drei jungen Frauen (um 330) • [9] 21. Dezember: Das geheimnisvolle Zeichen (um 200) • [10] 22. Dezember: Silas Weihnachtswunsch (um 50) • [11] 23. Dezember: Hast du wirklich Engel gesehen? • [12] 24. Dezember: Das erste Weihnachtsfest                                                                   | 013 | 224     | | | 2005     | Diskrepanz in fortlaufender Katalognummerierung, fehlerhafter MC-Präfix für CD-Ausgabe?; 2 Tonträger; Gleichnamige Buchvorlage erschienen 1998 im Oncken Verlag, ISBN 978-3-7893-7929-1                                                                                   |
| 312    | Claudia Filker (Buchvorlage); Jürgen Werth (Sprecher) | 013 | 224     | | | 2005     | Diskrepanz in fortlaufender Katalognummerierung, fehlerhafter MC-Präfix für CD-Ausgabe?; 2 Tonträger; Gleichnamige Buchvorlage erschienen 1998 im Oncken Verlag, ISBN 978-3-7893-7929-1                                                                                   |
| 312    | 013 | 083 | 225     | Die zweite Chance Andy Latte • Folge 13 | Die zweite Chance Andy Latte • Folge 13 | 2006     | |
| 312    | 013 | 083 | 225     | Hanno Herzler | | 2006     | |
| 312    | 013 | 083 | 226     | Die Falle von Walle Andy Latte • Folge 14 | Die Falle von Walle Andy Latte • Folge 14 | 2006     | |
| 312    | 013 | 083 | 226     | Hanno Herzler | | 2006     | |
| 312    | 013 | 083 | 227     | Willkommen im Nirgendwo! Bibel-Power-Kids • Folge 1 | Willkommen im Nirgendwo! Bibel-Power-Kids • Folge 1 | 2006     | |
| 312    | 013 | 083 | 227     | [1] Prolog • [2] Emiliana Superstar • [3] Erster Schultag • [4] Schlüssel zum Abenteuer • [5] Wo sind wir? • [6] Nehemia • [7] Ein tollkühner Plan • [8] Sanballat • [9] Jerusalem • [10] Die Mauer wird gebaut • [11] Besuch • [12] Finstere Pläne • [13] Aufrüstung • [14] Angriff im Morgengrauen • [15] Das Böse schläft nicht • [16] Der Todesbote • [17] Die Rückkehr • [18] Willkommen in der Wirklichkeit • [19] Epilog | | 2006     | |
| 312    | 013 | 083 | 227     | Sonni Maier | | 2006     | |
| 312    | 013 | 083 | 228     | Verfolgt und verraten Bibel-Power-Kids • Folge 2 | Verfolgt und verraten Bibel-Power-Kids • Folge 2 | 2007     | |
| 312    | 013 | 083 | 228     | [1] Prolog • [2] Down In The Club • [3] Menschenjagd • [4] Das Göttergefährt • [5] Gerettet • [6] Verdachtsmomente • [7] Das Haus in der Gasse • [8] Beschattung • [9] Schwere Vorwürfe • [10] Vor Gericht • [11] Gefangen • [12] Ein teuflischer Plan • [13] Haltet ihn auf! • [14] Die letzte Chance • [15] Im Angesicht des Jägers • [16] Zurück in der Zukunft • [17] Epilog | | 2007     | |
| 312    | 013 | 083 | 228     | Sonni Maier | | 2007     | |
| 312    | 013 | 083 | 229     | Maike hat ein Geheimnis Mit Maike im Kindergarten • Folge 12 | Maike hat ein Geheimnis Mit Maike im Kindergarten • Folge 12 | 200?     | |
| 312    | 013 | 083 | 229     | Bärbel Löffel-Schröder | | 200?     | |
| 312    | 013 | 083 | 230     | Unterirdisch! Andy Latte • Folge 15 | Unterirdisch! Andy Latte • Folge 15 | 2006     | |
| 312    | 013 | 083 | 230     | Hanno Herzler | | 2006     | |
| 312    | | 083 | 231     | Die Weihnachts-Weltreise Ein Geschichten-Adventskalender von Claudia Filker, vorgelesen von Jürgen Werth | Die Weihnachts-Weltreise Ein Geschichten-Adventskalender von Claudia Filker, vorgelesen von Jürgen Werth | 2006     | 2 Tonträger; Gleichnamige Buchvorlage erschienen 1999 im Oncken Verlag, ISBN 978-3-7893-7972-7, und Verlag Katholisches Bibelwerk, ISBN 978-3-460-24180-0 |
| 312    | [1] Bevor es losgeht • [2] 1. Dezember: Weihnachten ist überall • [3] 2. Dezember: Der pünktliche Engel (Schweiz) • [4] 3. Dezember: Das kunterbunte Straßenfest (Australien) • [5] 4. Dezember: Ein Einkaufsbummel (Japan) • [6] 5. Dezember: Sinterklaas mit dem schwarzen Schuh (Niederlande) • [7] 6. Dezember: Angelos Krippe (Italien) • [8] 7. Dezember: Gut getroffen (Mexiko) • [9] 8. Dezember: Juuntas Eiskirche (Grönland) • [10] 9. Dezember: Eine ausgewickelte Geschichte (England) • [11] 10. Dezember: Andrej wartet auf den Stern (Polen) • [12] 11. Dezember: Armer Weihnachtsmann (Indien) | 083 | 231     | | | 2006     | 2 Tonträger; Gleichnamige Buchvorlage erschienen 1999 im Oncken Verlag, ISBN 978-3-7893-7972-7, und Verlag Katholisches Bibelwerk, ISBN 978-3-460-24180-0 |
| 312    | [1] 12. Dezember: Ein Schaf aus rotem Lehm (Burkina Faso) • [2] 13. Dezember: Der König mit der Blechdose (China) • [3] 14. Dezember: Als Lena alle erschreckte (Schweden) • [4] 15. Dezember: Schön gemacht (Mali) • [5] 16. Dezember: Mit lauter Stimme (USA) • [6] 17. Dezember: Der vergessene Umzugskarton (Deutschland) • [7] 18. Dezember: Miguels Ausflug in die Stadt (Philippinen) • [8] 19. Dezember: Der Geschmack von Weihnachten (Rumänien) • [9] 20. Dezember: Wenn die Trommeln schlagen (Tansania) • [10] 21. Dezember: Der geknickte Baum (Österreich) • [11] 22. Dezember: Huhn und Hahn (Nepal) • [12] 23. Dezember: Ein Teddy auf großer Fahrt (Von Land zu Land) • [13] 24. Dezember: Das erste Weihnachtsfest (Israel) | 083 | 231     | | | 2006     | 2 Tonträger; Gleichnamige Buchvorlage erschienen 1999 im Oncken Verlag, ISBN 978-3-7893-7972-7, und Verlag Katholisches Bibelwerk, ISBN 978-3-460-24180-0 |
| 312    | Claudia Filker (Buchvorlage); Jürgen Werth (Sprecher) | 083 | 231     | | | 2006     | 2 Tonträger; Gleichnamige Buchvorlage erschienen 1999 im Oncken Verlag, ISBN 978-3-7893-7972-7, und Verlag Katholisches Bibelwerk, ISBN 978-3-460-24180-0 |
| 312    | 013 | 083 | 232     | Cacau kommt gerade recht Andy Latte • Folge 16 | Cacau kommt gerade recht Andy Latte • Folge 16 | 2006     | Special Guest: Cacau |
| 312    | 013 | 083 | 232     | Hanno Herzler | | 2006     | Special Guest: Cacau |
| 312    | 013 | 083 | 233     | Maike kann verlieren und gewinnen Mit Maike im Kindergarten • Folge 13 | Maike kann verlieren und gewinnen Mit Maike im Kindergarten • Folge 13 | 200?     | |
| 312    | 013 | 083 | 233     | Bärbel Löffel-Schröder | | 200?     | |
| 312    | | 083 | 234     | Elberfelder Kinderbibel Geschichten aus dem Neuen Testament | Elberfelder Kinderbibel Geschichten aus dem Neuen Testament | 2007     | 3 Tonträger |
| 312    | Ute Heuser-Ludwig (Sprecherin) | 083 | 234     | | | 2007     | 3 Tonträger |
| 312    | | 083 | 235     | Unter Shelleys Schutz Andy Latte • Folge 17 | Unter Shelleys Schutz Andy Latte • Folge 17 | 2007     | Special Guest: Shelley Thompson |
| 312    | Hanno Herzler | 083 | 235     | | | 2007     | Special Guest: Shelley Thompson |
| 312    | | 083 | 236     | Gefangene der Wüste Bibel-Power-Kids • Folge 3 | Gefangene der Wüste Bibel-Power-Kids • Folge 3 | 2007     | |
| 312    | [1] Prolog • [2] Benny in der Klemme • [3] Die Festung des Todes • [4] Ein unmöglicher Auftrag • [5] Josua • [6] In der Höhle des Löwen • [7] Rahabs List • [8] Überzeugungsarbeit • [9] Über den großen Fluss • [10] Die Mauern von Jericho • [11] Bennys schwerste Entscheidung • [12] Ende gut ...? • [13] Zurück in der Zukunft • [14] Epilog | 083 | 236     | | | 2007     | |
| 312    | Sonni Maier | 083 | 236     | | | 2007     | |
| 312    | | 083 | 237     | Latten-Kracher! Andy-Latte-Lieder Andy Latte • Spezial | Latten-Kracher! Andy-Latte-Lieder Andy Latte • Spezial | 2008     | Kompilationsalbum von Musiktiteln aus einzelnen Folgen der Hörspielserie; Erschienen in Kollaboration mit der Zeitschrift Kläx |
| 312    | [1] „... und von dort ins Tor!“ • [2] Schnapp dir doch den Ball • [3] Halt den Kasten sauber • [4] Verbotene Spiele • [5] Pokalfieber • [6] Kugelrund • [7] Roberto • [8] Fair Play • [9] Du bist nicht allein • [10] Der Ball bringt uns zusammen • [11] Pit Bull • [12] Fuß’n Ball • [13] One World • [14] „Der Ball ging an die Latte!“ | 083 | 237     | | | 2008     | Kompilationsalbum von Musiktiteln aus einzelnen Folgen der Hörspielserie; Erschienen in Kollaboration mit der Zeitschrift Kläx |
| 312    | Hans-Werner Scharnowski; Ingo Beckmann; Winnie Schweitzer | 083 | 237     | | | 2008     | Kompilationsalbum von Musiktiteln aus einzelnen Folgen der Hörspielserie; Erschienen in Kollaboration mit der Zeitschrift Kläx |
| 312    | | 083 | 238     | Wettlauf mit der Zeit Bibel-Power-Kids • Folge 4 | Wettlauf mit der Zeit Bibel-Power-Kids • Folge 4 | 2008     | |
| 312    | [1] Prolog • [2] Schock im Französischunterricht • [3] Was ist mit Lu? • [4] Ein Königreich für eine Arzt! • [5] Pharisäer • [6] Auf verzweifelter Suche • [7] Der geheimnisvolle Wunderheiler • [8] Auf nach Kapernaum! • [9] Annäherungsversuche • [10] Izmirs Trick • [11] Der Wind weht, wo er will • [12] Lu darf nicht sterben! • [13] Wettlauf mit dem Tod • [14] Ein neuer Anfang • [15] Willkommen in der Wirklichkeit • [16] Epilog | 083 | 238     | | | 2008     | |
| 312    | Sonni Maier | 083 | 238     | | | 2008     | |
|        | | |         | | |          | |
| 312    | | 083 | 240     | Anna kommt in den Kindergarten Die Helferbande Anna und Lukas • Folgen 1 und 2 | Anna kommt in den Kindergarten Die Helferbande Anna und Lukas • Folgen 1 und 2 | 2007     | Sammelausgabe auf CD der Nr. 312.(0)13.177 und 312.(0)13.178 |
| 312    | Bärbel Löffel-Schröder | 083 | 240     | | | 2007     | Sammelausgabe auf CD der Nr. 312.(0)13.177 und 312.(0)13.178 |
|        | | |         | | |          | |
| 312    | | 083 | 242     | Flipsi, der Zirkusaffe Flipsi besucht Anna und Lukas Anna und Lukas • Folgen 3 und 4 | Flipsi, der Zirkusaffe Flipsi besucht Anna und Lukas Anna und Lukas • Folgen 3 und 4 | 2008     | Sammelausgabe auf CD der Nr. 312.013.179 und 312.013.180 |
| 312    | Bärbel Löffel-Schröder | 083 | 242     | | | 2008     | Sammelausgabe auf CD der Nr. 312.013.179 und 312.013.180 |
| 312    | | 083 | 243     | Bordon – Das königsblaue Wunder Andy Latte • Folge 18 | Bordon – Das königsblaue Wunder Andy Latte • Folge 18 | 2008     | Special Guest: Marcelo Bordon |
| 312    | Hanno Herzler | 083 | 243     | | | 2008     | Special Guest: Marcelo Bordon |
|        | | |         | | |          | |
| 312    | | 083 | 246     | Wo ist Pit Bull? Andy Latte • Folge 19 | Wo ist Pit Bull? Andy Latte • Folge 19 | 2010     | |
| 312    | Hanno Herzler | 083 | 246     | | | 2010     | |

## Hörproduktionen

### Katalognummern MC (312.0)11.000 ff. / CD (312.0)88.000 ff.
| Nummer | Nummer | Nummer | Nummer  | Seite A | Seite B | Jahr       | Anmerkungen |
| Präfix | Format | Format | Artikel | Titel | Titel | Jahr       | Anmerkungen |
| Präfix | MC     | CD | Artikel | Mitwirkende | Mitwirkende | Jahr       | Anmerkungen |
| ------ | ------ | --- | ------- | --- | --- | ---------- | --- |
| 312    | 011    | | 001     | Hoffnung und Aufgabe | Hoffnung und Aufgabe | 198?       | Tonträgerveröffentlichung zweier Vorträge im Live-Mitschnitt |
| 312    | 011    | Der Wert der Fürbitte [Live-Mitschnitt] | 001     | Die gerichtsreife Welt braucht eine wache Gemeinde Jesu [Live-Mitschnitt] | | 198?       | Tonträgerveröffentlichung zweier Vorträge im Live-Mitschnitt |
| 312    | 011    | Horst Marquardt | 001     | | | 198?       | Tonträgerveröffentlichung zweier Vorträge im Live-Mitschnitt |
| 312    | 011    | | 002     | Re-signieren | Re-signieren | 198?       | |
| 312    | 011    | Re-signieren Musiktitel: - Herr, führe du [aus Frohe Botschaft im Lied – Single-Nr. 45.069] | 002     | Jesu Anweisung: „Lernet von mir!“ Musiktitel: - Ich will streben nach dem Leben [aus Frohe Botschaft im Lied – Single-Nr. 45.949] | | 198?       | |
| 312    | 011    | Kurt Scherer | 002     | | | 198?       | |
| 312    | 011    | | 003     | Weg aus dem Dunkel | Weg aus dem Dunkel | 198?       | |
| 312    | 011    | Weg aus dem Dunkel | 003     | Ich bin ein Versager – warum? Musiktitel: - Ich fange von vorne [Rundfunkaufnahme?] – Manfred Siebald | | 198?       | |
| 312    | 011    | Kurt Scherer • Christa Schalow | 003     | Kurt Scherer • Michiaki Horie | | 198?       | |
|        |        | |         | | |            | |
| 312    | 011    | | 005     | Die Wende | Die Wende | 1983       | |
| 312    | 011    | Gebet und Geborgenheit | 005     | Das Leben gewinnen | | 1983       | |
| 312    | 011    | Peter Strauch | 005     | ? | | 1983       | |
| 312    | 011    | | 006     | Glaube und Denken | Glaube und Denken | 198?       | |
| 312    | 011    | Anfang und Wachstum des Glaubens Musiktitel: - Jesu, meine Freude (Strophen 1, 2 und 6 / Instrumental) [Rundfunkaufnahmen?] – Interpreten? | 006     | Heiligung des Denkens Musiktitel: - Der Mond ist aufgegangen (Strophen 3 und 5 / Instrumental) [Rundfunkaufnahmen?] – Interpreten? | | 198?       | |
| 312    | 011    | Hans-Bernhard Kaufmann | 006     | Hans Bürki | | 198?       | |
|        |        | |         | | |            | |
| 312    | 011    | | 008     | Nicht vom Himmel gefallen | Nicht vom Himmel gefallen | 198?       | |
| 312    | 011    | Wie die Bibel entstand Musiktitel: - Mit deinem Worte hast du mich berührt [aus Abakus – LP 90-004] | 008     | ABC des Bibellesens für Anfänger | | 198?       | |
| 312    | 011    | Peter Fischer | 008     | Michael Weyer-Menkhoff | | 198?       | |
|        |        | |         | | |            | |
| 312    | 011    | | 010     | Brandstifter Gottes In memoriam Dr. Gerhard Bergmann | Brandstifter Gottes In memoriam Dr. Gerhard Bergmann                                                                                                 | 1981       | |
| 312    | 011    | Brandstifter Gottes – In memoriam Dr. Gerhard Bergmann Gedenksendung zum Heimgang Dr. Gerhard Bergmanns | 010     | Wie wird man denn Christ? Vortrag von Dr. Gerhard Bergmann Musiktitel: - Glauben heißt alles wagen [aus Gerth Medien – LP-Nr. 33.761] - Ich weiß, woran ich glaube [aus Gerth Medien – LP-Nr. 33.908] | | 1981       | |
| 312    | 011    | Eckart zur Nieden • Wilfried Reuter • Wilfried Mann • Bärbel Wilde • Kurt Heimbucher | 010     | Gerhard Bergmann | | 1981       | |
| 312    | 011    | | 011     | Guten Tag! Worte und Lieder für die Woche • Volume 1 | Guten Tag! Worte und Lieder für die Woche • Volume 1                                                                                                 | 198?       | |
| 312    | 011    | Musiktitel: - Wir wollen loben [Rundfunkaufnahme?] – Jugendchor Aidlingen (?) - Es kennt der Herr die Seinen [Rundfunkaufnahme?] – ERF-Studiochor (?) - Such, wer da will, ein ander Ziel [Rundfunkaufnahme?] – Auswahlchor aus Christus-Sänger (?) - Herr, wir bitten, komm und segne uns [aus Gerth Medien – LP-Nr. 33.787] | 011     | Musiktitel: - Herr, habe acht auf mich [Rundfunkaufnahme?] – ERF-Studiochor (?) - Es ist niemand zu groß [aus Gerth Medien – LP-Nr. 33.748] - Gott lädt uns ein [aus Hänssler Music – LP-Nr. 99.109] | | 198?       | |
| 312    | 011    | Manfred Bönig | 011     | | | 198?       | |
|        |        | |         | | |            | |
| 312    | 011    | | 015     | Die Macht der Gedanken | Die Macht der Gedanken | 198?       | |
| 312    | 011    | Angst und situationsbezogenes Denken | 015     | Zuversicht und gottvertrauendes Denken | | 198?       | |
| 312    | 011    | Kurt Scherer | 015     | | | 198?       | |
| 312    | 011    | | 016     | Für kranke Hörer | Für kranke Hörer | 198?       | |
| 312    | 011    | Zusagen ohne Vorleistungen1 Musiktitel: - Befiehl du deine Wege [aus Frohe Botschaft im Lied – Single-Nr. 75.989] - Gott ist getreu [aus Frohe Botschaft im Lied – Single-Nr. 45.361] … so bist du doch allezeit2 Musiktitel: - Herr, weil mich festhält deine starke Hand [aus Frohe Botschaft im Lied – 45.935] | 016     | Die neue Blickrichtung3 Musiktitel: - Such, wer da will, ein ander Ziel [Rundfunkaufnahme (?)] (Auswahlchor aus Christussänger (?)) - Kinder Gottes sind beim Vater stets in guter Hut [Rundfunkaufnahme (?)] (Interpret?) - Hast du eine Sorgenlast [aus Frohe Botschaft im Lied – Single-Nr. 45.679] Vom Sinn des Leids4 Musiktitel: - Welch ein Freund ist unser Jesus [Remix der Originalversion aus Gerth Medien – LP-Nr. 33.758 – Tonträgererstveröffentlichung (?)] | | 198?       | |
| 312    | 011    | Kurt Scherer (Redakteur und Moderator) 1 Erna Krug; 2 Kurt Scherer; 3 Magdalena Foltz; 4 Kurt Zabel | 016     | | | 198?       | |
|        |        | |         | | |            | |
| 312    | 011    | | 023     | Wenn Christus zum zweiten Mal kommt | Wenn Christus zum zweiten Mal kommt | 1982       | |
| 312    | 011    | Wenn Christus zum zweiten Mal kommt Musiktitel: - Wir haben eine Hoffnung [Single-Version aus Frohe Botschaft im Lied – Single-Nr. 75.992] - Bist du bereit [aus Gerth Medien – LP-Nr. 33.778] | 023     | Zeichen der Zeit: Falsche Christusse Musiktitel: - Jesus (wie soll ich dich nennen?) [aus Gerth Medien – LP-Nr. 33.504] - Jesus Christus starb für mich [aus Hänssler Music – LP-Nr. 99.101] | | 1982       | |
| 312    | 011    | Richard Kriese | 023     | | | 1982       | |
|        |        | |         | | |            | |
| 312    | 011    | | 026     | Ich bin Gottes Geschöpf | Ich bin Gottes Geschöpf | 1983       | |
| 312    | 011    | Ich bin Gottes Geschöpf Musiktitel: - Aller Augen warten auf dich, Herre [Rundfunkaufnahme?] – Wuppertaler Kurrende? - Ich danke Gott und freue mich [aus MC 16.004] | 026     | Zugvögel - Vögel fallen nicht vom Himmel [aus MC 15.004] - O großer Gott, wie herrlich ist dein Werk [aus Gerth Medien LP 33.758] | | 1983       | |
| 312    | 011    | Paul Walter Schäfer | 026     | | | 1983       | |
|        |        | |         | | |            | |
| 312    | 011    | | 028     | Pedro aus der Mancha | Pedro aus der Mancha | 198?       | |
| 312    | 011    | José Reyes; Hans Dieter Quandt | 028     | | | 198?       | |
| 312    | 011    | | 029     | Paul Gerhardt, der Psalmist der Christenheit | Paul Gerhardt, der Psalmist der Christenheit | 1983       | Neuausgabe als CD unter Nr. 312.018.135 |
| 312    | 011    | Musiktitel: - Du meine Seele, singe – Gächinger Kantorei Stuttgart [aus ?] - Warum sollt ich mich denn grämen [aus Gerth Medien – LP 33.775] - Ich singe dir mit Herz und Mund [Rundfunkaufnahme] – Jugendchor Aidlingen - Befiehl du deine Wege [aus Frohe Botschaft im Lied – Single 75.989] | 029     | Musiktitel: - Gib dich zufrieden [Rundfunkaufnahme] – Christus-Sänger - Ist Gott für mich, so trete [aus Frohe Botschaft im Lied – Single 45.671] - O Haupt voll Blut und Wunden (Strophe 9: „Wenn ich einmal soll scheiden“) [Rundfunkaufnahme?] – Bachchor Gütersloh - O Haupt voll Blut und Wunden [aus Gerth Medien – LP 33.779] - Befiehl du deine Wege – Interpret? [aus ?] | | 1983       | Neuausgabe als CD unter Nr. 312.018.135 |
| 312    | 011    | Kurt Scherer | 029     | | | 1983       | Neuausgabe als CD unter Nr. 312.018.135 |
|        |        | |         | | |            | |
| 312    | 011    | | 030     | Guten Tag! Worte und Lieder für die Woche • Volume 5 | Guten Tag! Worte und Lieder für die Woche • Volume 5                                                                                                 | 198?       | |
| 312    | 011    | Anton Schulte | 030     | | | 198?       | |
| 312    | 011    | | 031     | Ostern und die Folgen | Ostern und die Folgen | 198?       | |
| 312    | 011    | Ostern und die Folgen Musiktitel: - Grablegung [aus Gerth Medien – LP 33.516] - Christ ist erstanden [aus MC 16.012] | 031     | Von der Freude Musiktitel: - Halleluja, lobe den Herrn! Kein andres Wort – Interpret? | | 198?       | |
| 312    | 011    | Johannes Hansen; Jürgen Werth | 031     | | | 198?       | |
|        |        | |         | | |            | |
| 312    | 011    | | 034     | „Landstreicherin Gottes“ | „Landstreicherin Gottes“ | 198?       | |
| 312    | 011    | Corrie ten Boom | 034     | | | 198?       | |
| 312    | 011    | | 035     | Botschafter an Christi Statt In memoriam Hermann Schulte | Botschafter an Christi Statt In memoriam Hermann Schulte                                                                                             | 1983       | In Koproduktion mit Gerth Medien, dort unter MC-Nr. 60.289, erschienen.                                                                                                  |
| 312    | 011    | Botschafter an Christi Statt Gedenksendung zum Heimgang von Hermann Schulte | 035     | Der Herr ist auferstanden Vortrag von Hermann Schulte | | 1983       | In Koproduktion mit Gerth Medien, dort unter MC-Nr. 60.289, erschienen.                                                                                                  |
| 312    | 011    | ? | 035     | Hermann Schulte (Sprecher) | | 1983       | In Koproduktion mit Gerth Medien, dort unter MC-Nr. 60.289, erschienen.                                                                                                  |
|        |        | |         | | |            | |
| 312    | 011    | | 036     | Guten Tag! Worte und Lieder für die Woche • Volume 6 | Guten Tag! Worte und Lieder für die Woche • Volume 6                                                                                                 | 198?       | |
| 312    | 011    | Musiktitel: Jesus, Gottes Sohn, vor fast zweitausend Jahren (aus Gerth Medien – LP-Nr. 33.798) • Herr, lenke mein Reden (Rundfunkaufnahme) – Christel Menzel-Schrebkowski | 036     | | | 198?       | |
| 312    | 011    | Paul Deitenbeck | 036     | | | 198?       | |
| 312    | 011    | | 039     | In Gottes Spur bleiben | In Gottes Spur bleiben | 1983       | |
| 312    | 011    | Im Tode getröstet | 039     | Im Leben gestärkt Musiktitel: - Mir ist Erbarmung widerfahren [Rundfunkaufnahme?] – Hisae Kambara (?) | | 1983       | |
| 312    | 011    | Siegfried Kettling | 039     | | | 1983       | |
| 312    | 011    | | 040     | Wie Gott die Christen sieht | Wie Gott die Christen sieht | 1983       | |
| 312    | 011    | Sind Sie ein Heiliger? – Wie Gott die Christen sieht Musiktitel: - Gott ist gegenwärtig [aus Gerth Medien – LP 33.910] | 040     | Heilige ohne Heiligenschein – Wie Christus Menschen verändert Musiktitel: - Ein reines Herz, Herr, schaff in mir [Rundfunkaufnahme] – Christus-Sänger | | 1983       | |
| 312    | 011    | Willy Weber | 040     | | | 1983       | |
| 312    | 011    | | 041     | Die Stimme am Fluss | Die Stimme am Fluss | 198?       | |
| 312    | 011    | Die Stimme am Fluss Musiktitel: - Vor meinem Fenster steht ein Apfelbaum – Interpret? | 041     | Die kleine Spanne Zeit Musiktitel: - Ich trage, wo ich gehe, stets eine Uhr bei mir [Rundfunkaufnahme] – Yukio Imanaka - Kein Stündlein geht dahin (Strophe 1) [Rundfunkaufnahme] – Yukio Imanaka | | 198?       | |
| 312    | 011    | Hanni Lützenbürger-Ernst Erhard Diehl (Sprecher) | 041     | | | 198?       | |
| 312    | 011    | | 042     | Ans Ziel kommen | Ans Ziel kommen | 198?       | |
| 312    | 011    | Horst Marquardt | 042     | | | 198?       | |
| 312    | 011    | | 043     | Funkkontakte – Hörer laden Freunde ein 1 | Funkkontakte – Hörer laden Freunde ein 1 | 19??       | |
| 312    | 011    | Von Freude überrascht | 043     | Schuld muss nicht bleiben | | 19??       | |
| 312    | 011    | Johannes Hansen | 043     | | | 19??       | |
|        |        | |         | | |            | |
| 312    | 011    | | 046     | Wirkliche Anbetung | Wirkliche Anbetung | 1984       | |
| 312    | 011    | Was beten wir an? Musiktitel: - Ach Gott, vom Himmel sieh darein [aus Gerth Medien – LP 33.919] - Aus tiefer Not schrei ich zu dir [aus Gerth Medien – LP 33.919] | 046     | Türen zum Sprechzimmer Gottes Musiktitel: - Wenn ich nur dich, Herr Jesus, habe [aus MC 15.004] - Ich will beten, Gott wird hören [aus MC 15.006] | | 1984       | |
| 312    | 011    | Paul Walter Schäfer | 046     | | | 1984       | |
|        |        | |         | | |            | |
| 312    | 011    | | 048     | Saat und Salz Körnchen der Wahrheit | Saat und Salz Körnchen der Wahrheit | 198?       | |
| 312    | 011    | Viermal Ananias: Gedanken über ein Gleichnis | 048     | Christen als Salz – keine Geschmacksfrage | | 198?       | |
| 312    | 011    | Eckart zur Nieden | 048     | | | 198?       | |
|        |        | |         | | |            | |
| 312    | 011    | | 050     | „Hier ist Monte Carlo“ 25 Jahre Evangeliums-Rundfunk (1959–1984) | „Hier ist Monte Carlo“ 25 Jahre Evangeliums-Rundfunk (1959–1984)                                                                                     | 1984       | |
| 312    | 011    | Musiktitel: Die Sach ist dein, Herr Jesu Christ [aus Frohe Botschaft im Lied – Single 45.093] • Frohe Botschaft wir künden den Völkern (Instrumental) • Jesus lebt [aus Abakus - LP 90-004] • Frohe Botschaft wir künden den Völkern [aus Frohe Botschaft im Lied – Single 45.051] • Bringt die Botschaft zu den Leuten [aus Abakus – LP 90-054] • Freunde, wir sind nicht befreit, um uns ängstlich zu verkriechen [aus Gerth Medien – LP 33.798] | 050     | | | 1984       | |
| 312    | 011    | Jürgen Werth Heinz Stossberg • Horst Marquardt • Hanno Herzler • Berta Schmidt-Eller • Wilfried Mann • Hermann Schulte • Eckart zur Nieden • Paul Freed • Yacoub Jambazian | 050     | | | 1984       | |
|        |        | |         | | |            | |
| 312    | 011    | | 054     | Wenn die Seele nicht mehr singt | Wenn die Seele nicht mehr singt | 1984       | |
| 312    | 011    | Formen und Kennzeichen von Depressionen | 054     | Hilfen zum Umgang mit seelisch Kranken | | 1984       | |
| 312    | 011    | Kurt Scherer | 054     | | | 1984       | |
| 312    | 011    | | 055     | Schöne Aussichten! „Ich bin gegen alles!“ | Schöne Aussichten! „Ich bin gegen alles!“ | 1984       | |
| 312    | 011    | Schlechte Aussichten? Was Jugendliche vom Leben halten und was Peter Strauch dazu meint Musiktitel: - Wir werden sein wie Träumende (Du sollst nicht müde werden) [aus Hänssler – LP 99.142] | 055     | Gute Aussichten! Was Peter Strauch vom Leben hält und was man daraus lernen kann Musiktitel: - Herr, du gibst uns Hoffnung [aus Hänssler – LP 99.142] | | 1984       | |
| 312    | 011    | Peter Strauch | 055     | | | 1984       | |
| 312    | 011    | | 056     | Eltern gesucht | Eltern gesucht | 1984       | |
| 312    | 011    | Mutter sein – heute wieder gefragt? | 056     | Sind Sie wirklich der Vater, der Sie sein sollten? Musiktitel: - Gott will’s machen, dass die Sachen [Rundfunkaufnahme] – Auswahlchor aus Christus-Sänger | | 1984       | |
| 312    | 011    | Gerlinde Scheunemann | 056     | Volkhard Scheunemann | | 1984       | |
| 312    | 011    | | 057     | Lasst mich’s erzählen … | Lasst mich’s erzählen … | 1984       | Doppeltonträger |
| 312    | 011    | Im ERF gehört Bekannte Lieder aus unserem Liedarchiv Musiktitel: - Frohe Botschaft wir künden den Völkern (Instrumental) - Frohe Botschaft wir künden den Völkern [aus Frohe Botschaft im Lied – Single 45.051] - Herr, weil mich festhält deine starke Hand [aus Gerth Medien – LP 33.774] - Stark ist meines Jesu Hand [aus Frohe Botschaft im Lied – Remake-Single 45.009] - Herr Jesu, sieh, ich komm zu dir [aus Frohe Botschaft im Lied – Single 45.060] - Sei nicht verzagt, was auch geschieht (Gott sorgt für dich) [aus MC 15.005] - So nimm denn meine Hände [aus Gerth Medien – LP 33.925] - Lasst mich’s erzählen (Seligstes Wissen: Jesus ist mein) [aus ?] - Auf Adlers Flügeln getragen [aus Frohe Botschaft im Lied – Single 45.678] - Großer Gott, wir loben dich [aus Gerth Medien – LP 33.790] - Nun danket alle Gott [aus Hänssler – LP 99.135] - Herr, wir bitten, komm und segne uns [aus Gerth Medien – LP 33.787] - Nun danket alle Gott (Instrumental) | 057     | Erinnern Sie sich? Wir hören noch einmal bekannte Verkündiger aus den Anfangsjahren des ERF Musiktitel: - Auf Golgathas Hügel (Der Himmel steht offen) [aus Frohe Botschaft im Lied – Single 45.077] - Welch ein Freund ist unser Jesus (Instrumental) - Jeder Tag mit Jesus [aus ?] – Interpret? - Mit Jesus alle Tage [aus ?] – Interpret? - Ich hab einen herrlichen König [aus Frohe Botschaft im Lied – Single 45.051] | | 1984       | Doppeltonträger |
| 312    | 011    | ? | 057     | Wilhelm Busch • Heinz Stossberg • u. a. | | 1984       | Doppeltonträger |
| 312    | 011    | Stimmt die Richtung? Grundlage und Auftrag des ERF | 057     | Mit dem ERF dabei Musiktitel: - Sei still, mein Herz [aus Gerth Medien – LP 33.774] - Gott lädt uns ein (Leben im Schatten) [Live-Mitschnitt Christival ’76] – Offener Gesang Teilnehmer Christival 1976 | | 1984       | Doppeltonträger |
| 312    | 011    | Horst Marquardt | 057     | Jürgen Werth Horst Marquardt • Rachel Saint • Billy Graham • Heinz Herbold • Paul Deitenbeck • Corrie ten Boom • Ulrich Parzany • Erhard Diehl | | 1984       | Doppeltonträger |
| 312    | 011    | | 058     | Seelsorge für junge Menschen | Seelsorge für junge Menschen | 198?       | |
| 312    | 011    | Der junge Mensch auf der Suche nach seiner Identität | 058     | Der Seelsorger als Begleiter des Jugendlichen | | 198?       | |
| 312    | 011    | Kurt Scherer • Wilfried Ahrens | 058     | | | 198?       | |
|        |        | |         | | |            | |
| 312    | 011    | | 060     | Von der Kraft, die Trauer zu überwinden | Von der Kraft, die Trauer zu überwinden | 19??       | |
| 312    | 011    | Von der Kraft, die Trauer zu überwinden | 060     | Das Licht scheint in der Finsternis | | 19??       | |
| 312    | 011    | Lydia Jahn | 060     | Konrad Straub | | 19??       | |
| 312    | 011    | | 061     | Der Weg durch die Endzeit | Der Weg durch die Endzeit | 198?       | |
| 312    | 011    | Echte und falsche Endzeiterwartung Musiktitel: - Wir haben es uns gut hier eingerichtet [aus Gerth Medien – LP 33.508] - Wir warten dein, o Gottessohn [aus ?] – Interpret? - Dann wird es kein Leid mehr geben [aus Hänssler – LP 99.147] | 061     | Israel – Tatsachen von heute, Entwicklungen von morgen Musiktitel: - El Shaddai [aus Hänssler – LP 99.149] - Der du Frieden schaffst [Rundfunkaufnahme] – Jugendchor der Evangelisch-Freikirchlichen Gemeinde Hannover Walderseestraße - Wach auf, du Geist der ersten Zeugen (Strophe 1 / Strophe 9: „Du wirst dein herrlich Werk vollenden“) [Rundfunkaufnahme?] – ERF-Studiochor? | | 198?       | |
| 312    | 011    | Fritz Laubach | 061     | | | 198?       | |
| 312    | 011    | | 062     | Verborgene Führung | Verborgene Führung | 198?       | |
| 312    | 011    | Die verborgene Führung Live-Mitschnitt der Gerhard-Tersteegen-Konferenz 1984 Musiktitel: - Wer nur den lieben Gott lässt walten [aus ?] – Wuppertaler Kurrende | 062     | Der Auftrag Jesu Live-Mitschnitt der Ludwig-Hofacker-Konferenz 1981 Musiktitel: - Herr, lass uns in Bewegung bleiben [aus MC 15.004] | | 198?       | |
| 312    | 011    | Rolf Scheffbuch | 062     | | | 198?       | |
|        |        | |         | | |            | |
| 312    | 011    | | 065     | Funkseminar Gemeinde 1 | Funkseminar Gemeinde 1 | 198?       | |
| 312    | 011    | Von der Bibel lernen | 065     | Aus dem Gebet leben | | 198?       | |
| 312    | 011    | ? | 065     | | | 198?       | |
| 312    | 011    | | 066     | Guten Tag! Worte und Lieder für die Woche • Volume 10 | Guten Tag! Worte und Lieder für die Woche • Volume 10                                                                                                | 198?       | |
| 312    | 011    | Peter Henning | 066     | | | 198?       | |
| 312    | 011    | | 067     | Mit Johann Sebastian Bach die Bibel entdecken | Mit Johann Sebastian Bach die Bibel entdecken | 198?       | |
| 312    | 011    | Johann Sebastian Bach als Ausleger der Heiligen Schrift | 067     | Beispiele aus dem musikalischen Schaffen von Johann Sebastian Bach | | 198?       | |
| 312    | 011    | Adolf Köberle (Sprecher) | 067     | | | 198?       | |
| 312    | 011    | | 068     | Wohin soll ich gehen? | Wohin soll ich gehen? | 198?       | |
| 312    | 011    | Heilsplan – Lebensweg Musiktitel: - Wohin soll ich gehn? Herr, ich frage dich [Rundfunkaufnahme?] – Wilfried Mann & Evangeliumschor Stuttgart - Weiß ich den Weg auch nicht [aus Frohe Botschaft im Lied – Single 65.431] | 068     | Führung erfahren Musiktitel: - Befiehl du deine Wege [aus Frohe Botschaft im Lied – Single 75.989] - Herr, führe du [aus Frohe Botschaft im Lied – Single 45.069] | | 198?       | |
| 312    | 011    | Kurt Scherer | 068     | | | 198?       | |
|        |        | |         | | |            | |
| 312    | 011    | | 070     | Funkseminar Gemeinde 2 | Funkseminar Gemeinde 2 | 198?       | |
| 312    | 011    | Über den Glauben reden Musiktitel: - Wach auf, du Geist der ersten Zeugen (Strophe 2: „O dass doch bald Feuer brennte“ / Strophe 4: „So gib dein Wort in großen Scharen“) [Rundfunkaufnahme?] – ERF-Studiochor? | 070     | Miteinander loben Musiktitel: - In dir ist Freude (Strophe 1) [Rundfunkaufnahme?] – ERF-Studiochor? | | 198?       | |
| 312    | 011    | ? | 070     | | | 198?       | |
| 312    | 011    | | 071     | Nach welchen Maßstäben kann man denn leben? | Nach welchen Maßstäben kann man denn leben? | 198?       | |
| 312    | 011    | Nach welchen Maßstäben kann man denn leben? | 071     | Ist Gott ungerecht? | | 198?       | |
| 312    | 011    | Manfred Bönig | 071     | | | 198?       | |
| 312    | 011    | | 072     | Davidstern und Dornenkrone | Davidstern und Dornenkrone | 198?       | |
| 312    | 011    | Jüdischer Glaube und christliche Botschaft | 072     | Das Gebet – Hingabe an Gott | | 198?       | |
| 312    | 011    | Alfred Buchartz | 072     | | | 198?       | |
| 312    | 011    | | 073     | Leben mit Zukunft | Leben mit Zukunft | 198?       | |
| 312    | 011    | Jesus spricht: Ich bin die Auferstehung und das Leben Musiktitel: - Jesus lebt, mit ihm auch ich [Rundfunkaufnahme?] – Wetzlarer Jugendchor (?) | 073     | Die Hoffnung der Christen | | 198?       | |
| 312    | 011    | Horst Marquardt | 073     | | | 198?       | |
| 312    | 011    | | 074     | Engpässe in der Erziehung | Engpässe in der Erziehung | 198?       | |
| 312    | 011    | Macht Fernsehen brutal? | 074     | An den Grenzen der Erziehung | | 198?       | |
| 312    | 011    | Michael Dieterich | 074     | | | 198?       | |
| 312    | 011    | | 075     | Funkseminar Gemeinde 3 | Funkseminar Gemeinde 3 | 198?       | |
| 312    | 011    | Für Versorgung eintreten Musiktitel: - Komm, o komm, du Geist des Lebens [aus Frohe Botschaft im Lied – Single 45.958] | 075     | Zur Besinnung kommen Musiktitel: - Allein Gott in der Höh sei Ehr – Interpret? - Ehre sei dem Vater und dem Sohne und dem heiligen Geiste – Wuppertaler Kurrende? | | 198?       | |
| 312    | 011    | ? | 075     | | | 198?       | |
| 312    | 011    | | 076     | Auf der Suche nach Leben und Freiheit Funkkontakte – Hörer laden Freunde ein … | Auf der Suche nach Leben und Freiheit Funkkontakte – Hörer laden Freunde ein …                                                                       | 198?       | |
| 312    | 011    | Peter Strauch | 076     | | | 198?       | |
| 312    | 011    | | 077     | Auf der Suche nach Geborgenheit und Zukunft Funkkontakte – Hörer laden Freunde ein … | Auf der Suche nach Geborgenheit und Zukunft Funkkontakte – Hörer laden Freunde ein …                                                                 | 19??       | |
| 312    | 011    | Peter Strauch | 077     | | | 19??       | |
| 312    | 011    | | 078     | Der Herr ist mein Hirte | Der Herr ist mein Hirte | 19??       | |
| 312    | 011    | Lieder und Gedanken zum Thema „Der gute Hirte“1 Musiktitel: - Der Herr, mein Hirte, führet mich [aus Frohe Botschaft im Lied – Remake-Single Nr. 45.034] - Der neue Psalm 23 [aus JfC – Single-Nr. 519 (?)] - Herr, du bist mein Hirte [aus Abakus – LP-Nr. 90-012] – Paul Gerhardt – Sein Zeugnis im Lied über die Treue Gottes1 Musiktitel: - Die güldne Sonne [aus Frohe Botschaft im Lied – LP-Nr. 33.775] - Du meine Seele, singe [aus Frohe Botschaft im Lied – LP-Nr. 33.775] - Warum sollt ich mich denn grämen [aus Frohe Botschaft im Lied – LP-Nr. 33.775] - Befiehl du deine Wege [Rundfunkaufnahme?] (Bachchor Gütersloh?) / [aus Frohe Botschaft im Lied – LP-Nr. 33.775] (?) - Lobet den Herren, alle, die ihn ehren [aus Frohe Botschaft im Lied – LP-Nr. 33.775] | 078     | Glauben – Vertrauen in seine Führung2 Musiktitel: - Du hast mein Leben so reich gemacht [aus Frohe Botschaft im Lied – Single-Nr. 45.603] - Dich erfass ich, o Herr Jesus [aus Frohe Botschaft im Lied – Single-Nr. 45.467] – Gebet – Das Gespräch mit dem Hirten3 Musiktitel: - Gott hört Gebet [aus Frohe Botschaft im Lied – Single-Nr. 45.937] - Ich will beten, Gott wird hören [Rundfunkaufnahme aus MC-Nr. 15.006] | | 19??       | |
| 312    | 011    | 1 Kurt Scherer (Manuskript und Sprecher) 2 Theo Wendel (Manuskript und Sprecher) 3 Fritz Laubach (Manuskript und Sprecher) | 078     | | | 19??       | |
|        |        | |         | | |            | |
| 312    | 011    | | 079     | Heiligung | Heiligung | 19??       | |
| 312    | 011    | Theo Sorg | 079     | | | 19??       | |
|        |        | |         | | |            | |
| 312    | 011    | | 081     | Herzliche Segenswünsche Gedanken und Lieder zum Geburtstag | Herzliche Segenswünsche Gedanken und Lieder zum Geburtstag                                                                                           | 19??       | |
| 312    | 011    | „Ich will vor dir hergehen ...“ Musiktitel: Du meine Seele, singe • Sollt ich meinem Gott nicht singen • Weiß ich den Weg auch nicht • Jesu, geh voran • Befiehl du deine Wege • Ich singe dir ... • Denn die da harren auf den Herrn • So nimm denn meine Hände | 081     | „Danke, mein Vater ...“ Musiktitel: Nun lob, mein Seel, den Herren • Lobe den Herren, o meine Seele • Vater, ich möchte dir danken • Danke, mein Vater • Vergiss nicht zu danken | | 19??       | |
| 312    | 011    | Kurt Scherer | 081     | | | 19??       | |
|        |        | |         | | |            | |
| 312    | 011    | | 083     | Vom Geist beschenkt | Vom Geist beschenkt | 198?       | |
| 312    | 011    | Fähigkeiten, die der Geist schenkt | 083     | Liebe, die aus dem Geist erwächst | | 198?       | |
| 312    | 011    | Horst Marquardt | 083     | | | 198?       | |
|        |        | |         | | |            | |
| 312    | 011    | | 085     | Johannes Kuhlo, der Posaunengeneral Gerhard Schnitter im Gespräch mit Wilhelm Ehmann | Johannes Kuhlo, der Posaunengeneral Gerhard Schnitter im Gespräch mit Wilhelm Ehmann                                                                 | 19??       | |
| 312    | 011    | Gerhard Schnitter | 085     | | | 19??       | |
|        |        | |         | | |            | |
| 312    | 011    | | 087     | William Booth und seine Heilsarmee | William Booth und seine Heilsarmee | 19??       | |
| 312    | 011    | Hildegard Horie | 087     | | | 19??       | |
|        |        | |         | | |            | |
| 312    | 011    | | 092     | Seminar für Konfliktbewältigung und biblische Lebensgestaltung Teil 5 | Seminar für Konfliktbewältigung und biblische Lebensgestaltung Teil 5                                                                                | 19??       | |
| 312    | 011    | Mann und Frau | 092     | Die Familie | | 19??       | |
| 312    | 011    | Michiaki Horie | 092     | | | 19??       | |
|        |        | |         | | |            | |
| 312    | 011    | | 094     | Gedanken zum Herbst des Lebens | Gedanken zum Herbst des Lebens | 19??       | |
| 312    | 011    | Weisheit des Alters Musiktitel: - Meine Zeit steht in deinen Händen [aus LP Frohe Botschaft im Lied Nr. 33.754] - Ja, ich will euch tragen (ERF Studiochor) [Rundfunkaufnahme] - Gott wird dich tragen [aus Single Frohe Botschaft im Lied Nr. 45.633] | 094     | Freude haben – Freude bereiten Musiktitel: - Ja, das ist Freude [aus Single aus Frohe Botschaft im Lied Nr. 75.230] - Freu dich an der Sonne [aus LP Frohe Botschaft im Lied Nr. 33.767] - Wir wollen uns von Herzen lieben [aus LP Frohe Botschaft im Lied Nr. 75.129] - Freudenboten braucht die Welt [aus MC ERF-Verlag Nr. 15.004] - Jesus, die Sonne [aus MC ERF-Verlag Nr. 15.004] - Freut euch doch [aus LP Frohe Botschaft im Lied Nr. 33.625] - Jesus, du Lamm Gottes (Instrumental) [aus ?] | | 19??       | |
| 312    | 011    | Kurt Scherer | 094     | | | 19??       | |
| 312    | 011    | | 095     | … und rühme die Barmherzigkeit Philipp Friedrich Hiller – Ein Porträt mit Liedern | … und rühme die Barmherzigkeit Philipp Friedrich Hiller – Ein Porträt mit Liedern                                                                    | 19??       | |
| 312    | 011    | Horst Marquardt | 095     | | | 19??       | |
|        |        | |         | | |            | |
| 312    | 011    | | 099     | … aber wir verzagen nicht | … aber wir verzagen nicht | 19??       | |
| 312    | 011    | … uns ist bange, aber wir verzagen nicht Musiktitel: - Sei still, mein Herz [aus LP Frohe Botschaft im Lied Nr. 33.774] - Herr, weil mich festhält deine starke Hand [aus Single Frohe Botschaft im Lied Nr. 45.935] | 099     | Ja, Vater Musiktitel: - Sag Ja zu Gottes Wegen [aus LP Hänssler Music Nr. 99.156] | | 19??       | |
| 312    | 011    | Kurt Scherer | 099     | | | 19??       | |
| 312    | 011    | | 100     | Seminar für Konfliktbewältigung und biblische Lebensgestaltung | Seminar für Konfliktbewältigung und biblische Lebensgestaltung                                                                                       | 19??       | 6 Tonträger in Sammelbox |
| 312    | 011    | Michiaki Horie | 100     | | | 19??       | 6 Tonträger in Sammelbox |
| 312    | 011    | | 101     | Klaus Krämers Werkstattgeschichten | Klaus Krämers Werkstattgeschichten | 19??       | |
| 312    | 011    | Klaus Krämer | 101     | | | 19??       | |
| 312    | 011    | | 102     | Er ist wahrhaftig auferstanden | Er ist wahrhaftig auferstanden | 19??       | |
| 312    | 011    | Zeitenwende | 102     | Der Weg nach Emmaus | | 19??       | |
| 312    | 011    | Walter Lohrmann | 102     | | | 19??       | |
|        |        | |         | | |            | |
| 312    | 011    | | 105     | New Age – Die Lust auf das Jenseits | New Age – Die Lust auf das Jenseits | 19??       | |
| 312    | 011    | Ulrich Skambraks | 105     | | | 19??       | |
| 312    | 011    | | 106     | Liebe dich selbst Selbstannahme | Liebe dich selbst Selbstannahme | 1988       | In Kooperation mit R. Brockhaus Verlag, dort erschienen unter Nr. 95.242                                                                                                 |
| 312    | 011    | Walter Trobisch (Autor); Stefan Trobisch (Sprecher) | 106     | | | 1988       | In Kooperation mit R. Brockhaus Verlag, dort erschienen unter Nr. 95.242                                                                                                 |
| 312    | 011    | | 107     | Eigentlich nichts Besonderes Paul Deitenbeck erzählt von Begegnungen und Erfahrungen | Eigentlich nichts Besonderes Paul Deitenbeck erzählt von Begegnungen und Erfahrungen                                                                 | 19??       | |
| 312    | 011    | Paul Deitenbeck | 107     | | | 19??       | |
| 312    | 011    | | 108     | Seine beharrliche Liebe | Seine beharrliche Liebe | 19??       | Neuauflage unter Titel Christina – oder: Das zerbrochene Spiegelbild |
| 312    | 011    | Ein Hörspiel von Hanno Herzler nach dem gleichnamigen Roman von Joyce Landorf | 108     | | | 19??       | Neuauflage unter Titel Christina – oder: Das zerbrochene Spiegelbild |
| 312    | 011    | | 109     | Heil werden | Heil werden | 1988       | |
| 312    | 011    | Innere Heilung | 109     | Gebet des Glaubens | | 1988       | |
| 312    | 011    | Kurt Scherer | 109     | | | 1988       | |
| 312    | 011    | | 110     | Auf der Spur | Auf der Spur | 1988       | Im Auftrag des Deutschen EC-Verbandes erschienen |
| 312    | 011    | Auf der Spur | 110     | Was uns die Bibel erzählt (Kinderprogramm) | | 1988       | Im Auftrag des Deutschen EC-Verbandes erschienen |
| 312    | 011    | ? | 110     | | | 1988       | Im Auftrag des Deutschen EC-Verbandes erschienen |
| 312    | 011    | | 111     | „Fürchte dich nicht ...!“ Vier Kurzandachten aus der Sendereihe Für kranke Hörer | „Fürchte dich nicht ...!“ Vier Kurzandachten aus der Sendereihe Für kranke Hörer                                                                     | 1988       | 4 Kurzandachten aus der Sendereihe Für kranke Hörer des Evangeliums-Rundfunks von und mit Kurt Scherer                                                                   |
| 312    | 011    | Kurzandachten aus der Sendereihe Für kranke Hörer - Jesaja 43,1–5 - Psalm 23 | 111     | Kurzandachten aus der Sendereihe Für kranke Hörer - Matthäus 10,31 - Jesaja 41,10 | | 1988       | 4 Kurzandachten aus der Sendereihe Für kranke Hörer des Evangeliums-Rundfunks von und mit Kurt Scherer                                                                   |
| 312    | 011    | Kurt Scherer | 111     | | | 1988       | 4 Kurzandachten aus der Sendereihe Für kranke Hörer des Evangeliums-Rundfunks von und mit Kurt Scherer                                                                   |
|        |        | |         | | |            | |
| 312    | 011    | | 115     | Begleitung von Leidenden und Sterbenden | Begleitung von Leidenden und Sterbenden | 1988       | |
| 312    | 011    | Paul-Walter Schäfer | 115     | | | 1988       | |
| 312    | 011    | | 116     | Traurig und doch getröstet Lebensbild und Lieder aus dem Diakonissenmutterhaus Aidlingen | Traurig und doch getröstet Lebensbild und Lieder aus dem Diakonissenmutterhaus Aidlingen                                                             | 19??       | * Bezeichnung bei Ersterscheinung: „Schwestern und Schülerinnen des Diakonissenmutterhauses Aidlingen“                                                                   |
| 312    | 011    | Du bist unsere Zuflucht | 116     | Zukunft und Hoffnung | | 19??       | * Bezeichnung bei Ersterscheinung: „Schwestern und Schülerinnen des Diakonissenmutterhauses Aidlingen“                                                                   |
| 312    | 011    | Kurt Zabel | 116     | | | 19??       | * Bezeichnung bei Ersterscheinung: „Schwestern und Schülerinnen des Diakonissenmutterhauses Aidlingen“                                                                   |
|        |        | |         | | |            | |
| 312    | 011    | | 118     | Christa von Viebahn Lebensbild und Lieder aus dem Diakonissenmutterhaus Aidlingen | Christa von Viebahn Lebensbild und Lieder aus dem Diakonissenmutterhaus Aidlingen                                                                    | 19??       | * Bezeichnung bei Ersterscheinung: „Schwestern und Schülerinnen des Diakonissenmutterhauses Aidlingen“                                                                   |
| 312    | 011    | Musiktitel: Herr, erhöre du mein Flehen • Gott sah unsre Sündennot • Wer nur den lieben Gott lässt walten • Was Gott tut, das ist wohlgetan • Herr, mein Heiland, mach mein Herze • Herr, deine Hände wollen segnen • Brauchst du Gnade auf dem Pfade • Gott hat es wunderbar durchdacht • Herr, du bist meine Stärke • Herr, lass uns in Bewegung bleiben • Herr, weil mich festhält deine starke Hand | 118     | | | 19??       | * Bezeichnung bei Ersterscheinung: „Schwestern und Schülerinnen des Diakonissenmutterhauses Aidlingen“                                                                   |
| 312    | 011    | Jugendchor Aidlingen* | 118     | | | 19??       | * Bezeichnung bei Ersterscheinung: „Schwestern und Schülerinnen des Diakonissenmutterhauses Aidlingen“                                                                   |
|        |        | |         | | |            | |
| 312    | 011    | | 121     | Wohin mit meinem Leben? | Wohin mit meinem Leben? | 1983       | |
| 312    | 011    | Das Leben kann noch einmal beginnen! | 121     | ? Musiktitel: Wohin, wohin sollten wir gehen (Interpret?) [Quelle?] | | 1983       | |
| 312    | 011    | Bärbel Wilde | 121     | | | 1983       | |
| 312    | 011    | | 122     | Auf der Suche nach dem verlorenen Vater Über die Wiedergewinnung des Vaterbildes | Auf der Suche nach dem verlorenen Vater Über die Wiedergewinnung des Vaterbildes                                                                     | 1989       | In Koproduktion mit R. Brockhaus Verlag, dort unter MC-Nr. 95.224, erschienen. Buchvorlage erschienen im R. Brockhaus Verlag.                                            |
| 312    | 011    | Hildegard Horie & Michiaki Horie | 122     | | | 1989       | In Koproduktion mit R. Brockhaus Verlag, dort unter MC-Nr. 95.224, erschienen. Buchvorlage erschienen im R. Brockhaus Verlag.                                            |
| 312    | 011    | | 123     | Emscherperlen | Emscherperlen | 19??       | |
| 312    | 011    | Fritz Pawelzik | 123     | | | 19??       | |
| 312    | 011    | | 124     | Liebe ist ein Gefühl, das man lernen muss | Liebe ist ein Gefühl, das man lernen muss | 19??       | |
| 312    | 011    | Walter Trobisch | 124     | | | 19??       | |
| 312    | 011    | | 125     | Klaus Krämers Werkstattgeschichten 2 Kurzgeschichten aus dem Leben eines Schreinermeisters – Oder: Wie man Gott im täglichen Leben kennenlernen kann | Klaus Krämers Werkstattgeschichten 2 Kurzgeschichten aus dem Leben eines Schreinermeisters – Oder: Wie man Gott im täglichen Leben kennenlernen kann | 19??       | |
| 312    | 011    | Klaus Krämer | 125     | | | 19??       | |
| 312    | 011    | | 126     | Sein Wort will helle strahlen Jochen Klepper (1903–1942) | Sein Wort will helle strahlen Jochen Klepper (1903–1942)                                                                                             | 1989 (?)   | |
| 312    | 011    | Leben und Werk | 126     | Lieder - Der du die Zeit in Händen hast - Der Tag ist seiner Höhe nah - Sieh nicht an, was du selber bist - Er weckt mich alle Morgen - Ich liege, Herr, in deiner Hut - Nun sich das Herz von allem löste - Die Nacht ist vorgedrungen - Der du die Zeit in Händen hast | | 1989 (?)   | |
| 312    | 011    | Oliver Kohler | 126     | | | 1989 (?)   | |
|        |        | |         | | |            | |
| 312    | 011    | | 128     | Israel – unsere Liebe | Israel – unsere Liebe | 199?       | |
| 312    | 011    | Israel – unsere Liebe | 128     | Antisemitismus im Neuen Testament? | | 199?       | |
| 312    | 011    | Alfred Buchartz | 128     | | | 199?       | |
|        |        | |         | | |            | |
| 312    | 011    | | 134     | Lebensbilder | Lebensbilder | 19??       | |
| 312    | 011    | Ernst Modersohn | 134     | Elias Schrenk | | 19??       | |
| 312    | 011    | |         | | | 19??       | |
|        |        | |         | | |            | |
| 312    | 011    | | 137     | Mit dem Gesangbuch beten | Mit dem Gesangbuch beten | 19??       | |
| 312    | 011    | Lieder des Vertrauens | 137     | Lob- und Danklieder | | 19??       | |
| 312    | 011    | Kurt Scherer | 137     | | | 19??       | |
| 312    | 011    | | 138     | Lebensbilder | Lebensbilder | 19??       | In Koproduktion mit Oncken-Verlag, dort Nr. 629.532 |
| 312    | 011    | Charles Haddon Spurgeon | 138     | Johann Gerhard Oncken | | 19??       | In Koproduktion mit Oncken-Verlag, dort Nr. 629.532 |
| 312    | 011    | Ingrid Heinzelmaier | 138     | | | 19??       | In Koproduktion mit Oncken-Verlag, dort Nr. 629.532 |
|        |        | |         | | |            | |
| 312    | 011    | | 140     | Kleines Eheseminar 1 | Kleines Eheseminar 1 | 19??       | Koproduktion mit R. Brockhaus Verlag und Oncken-Verlag, dort unter Nr. 235.233; Im Sammelalbum mit Folge 2 und 3 erschienen unter Nr. (312.0)11.143                      |
| 312    | 011    | Michiaki Horie | 140     | | | 19??       | Koproduktion mit R. Brockhaus Verlag und Oncken-Verlag, dort unter Nr. 235.233; Im Sammelalbum mit Folge 2 und 3 erschienen unter Nr. (312.0)11.143                      |
| 312    | 011    | | 141     | Kleines Eheseminar 2 | Kleines Eheseminar 2 | 19??       | Koproduktion mit R. Brockhaus Verlag und Oncken-Verlag, dort unter Nr. 235.234; Im Sammelalbum mit Folge 1 und 3 erschienen unter Nr. (312.0)11.143                      |
| 312    | 011    | Michiaki Horie | 141     | | | 19??       | Koproduktion mit R. Brockhaus Verlag und Oncken-Verlag, dort unter Nr. 235.234; Im Sammelalbum mit Folge 1 und 3 erschienen unter Nr. (312.0)11.143                      |
| 312    | 011    | | 142     | Kleines Eheseminar 3 | Kleines Eheseminar 3 | 19??       | Koproduktion mit R. Brockhaus Verlag und Oncken-Verlag, dort unter Nr. 235.235; Im Sammelalbum mit Folge 2 und 3 erschienen unter Nr. (312.0)11.143                      |
| 312    | 011    | Michiaki Horie | 142     | | | 19??       | Koproduktion mit R. Brockhaus Verlag und Oncken-Verlag, dort unter Nr. 235.235; Im Sammelalbum mit Folge 2 und 3 erschienen unter Nr. (312.0)11.143                      |
| 312    | 011    | | 143     | Kleines Eheseminar | Kleines Eheseminar | 19??       | Koproduktion mit R. Brockhaus Verlag und Oncken-Verlag, dort unter Nr. 235.236; Sammelalbum von 3 Tonträgern der Nr. (312.0)11.140 bis (312.0)11.142                     |
| 312    | 011    | Michiaki Horie | 143     | | | 19??       | Koproduktion mit R. Brockhaus Verlag und Oncken-Verlag, dort unter Nr. 235.236; Sammelalbum von 3 Tonträgern der Nr. (312.0)11.140 bis (312.0)11.142                     |
|        |        | |         | | |            | |
| 312    | 011    | | 150     | Erlebnisse mit Engeln Begegnungen mit der unsichtbaren Welt | Erlebnisse mit Engeln Begegnungen mit der unsichtbaren Welt                                                                                          | 1992       | |
| 312    | 011    | Klaus Krämer | 150     | | | 1992       | |
| 312    | 011    | | 151     | Frohes Alter Dora Rappard – Ein Lebensbild mit Liedern | Frohes Alter Dora Rappard – Ein Lebensbild mit Liedern                                                                                               | 19??       | In Koproduktion mit dem Brunnen Verlag, dort unter MC-Nr. 198.183, erschienen.                                                                                           |
| 312    | 011    | Ein Leben im Dienste Jesu Horst Marquardt über Leben und Schaffen Dora Rappards in St. Chrischona Musiktitel: - Du hast so wunderbare Wege1 - Vor meines Herzens König2 - O du Lamm Gottes, du hast auf Golgatha1 - Mein Heiland, mach mich stille2 - Ich blicke voll Beugung und Staunen1 - Hast du eine Sorgenlast2 - Ich blicke voll Beugung und Staunen (Instrumental) | 151     | Frohes Alter Kurt Scherer liest Texte aus dem gleichnamigen Buch von Dora Rappard | | 19??       | In Koproduktion mit dem Brunnen Verlag, dort unter MC-Nr. 198.183, erschienen.                                                                                           |
| 312    | 011    | Horst Marquardt (Sprecher) 1 ERF-Studiochor (Leitung: Gerhard Schnitter) 2 Yukio Imanaka | 151     | Kurt Scherer (Sprecher) | | 19??       | In Koproduktion mit dem Brunnen Verlag, dort unter MC-Nr. 198.183, erschienen.                                                                                           |
| 312    | 011    | | 153     | Luther – Kirche, Klöstern und Rebellen Martin Luther und die Reformation | Luther – Kirche, Klöstern und Rebellen Martin Luther und die Reformation                                                                             | 19??       | |
| 312    | 011    | Kai-Uwe Woytschak | 153     | | | 19??       | |
| 312    | 011    | | 154     | Neue Werkstattgeschichten Klaus Krämers Werkstattgeschichten 3 | Neue Werkstattgeschichten Klaus Krämers Werkstattgeschichten 3                                                                                       | 1991       | |
| 312    | 011    | - Gewicht für die Wasserwaage - Mäuse, Molli, heiße Reifen - Außen hui! Und innen? - Vom Platz hinter den Ohren - Der Ernst des Lebens - Daumen im Wind | 154     | - Wenn Sägen nerven - … bald gibt es wieder Weihnachtsgeld - Richtig wichtig - Nicht erkannt! - Maßarbeit - Hurra, der Chef ist weg! | | 1991       | |
| 312    | 011    | Klaus Krämer | 154     | | | 1991       | |
|        |        | |         | | |            | |
| 312    | 011    | | 162     | Prozess gegen Gott Eine Hörszene zur Passion | Prozess gegen Gott Eine Hörszene zur Passion | 199?       | In Koproduktion mit R. Brockhaus Verlag, dort unter Nr. 235232 |
| 312    | 011    | Arthur Richter | 162     | | | 199?       | In Koproduktion mit R. Brockhaus Verlag, dort unter Nr. 235232 |
| 312    | 011    | | 163     | „Ich bin traurig“ | „Ich bin traurig“ | 198?       | |
| 312    | 011    | Er sieht uns Er hört uns Er erhört uns Musiktitel: - Gib dich zufrieden und sei stille [Rundfunkaufnahme] – Auswahlchor aus Christus-Sänger | 163     | Freude nach allem Leid Freude in allem Leid Freude über das Leid | | 198?       | |
| 312    | 011    | Kurt Zabel | 163     | | | 198?       | |
|        |        | |         | | |            | |
| 312    | 011    | | 166     | (M)eine Gemeinde Lust und Last | (M)eine Gemeinde Lust und Last | 199?       | |
| 312    | 011    | Meine Gemeinde – Lust und Last | 166     | Angst vor Seinesgleichen | | 199?       | |
| 312    | 011    | Harald Petersen | 166     | | | 199?       | |
| 312    | 011    | | 167     | Warum ich? Gedanken über den Sinn von Krankheit und Leid | Warum ich? Gedanken über den Sinn von Krankheit und Leid                                                                                             | 198?       | |
| 312    | 011    | Krankheit als Strafe? Leid – Bürde oder Würde | 167     | Leiden sind das Tor zur Herrlichkeit Gesundheit um jeden Preis? (Psalm 101) Musiktitel: - Ich steh in meines Herren Hand [aus Hänssler – LP 99.156] | | 198?       | |
| 312    | 011    | Horst Marquardt | 167     | | | 198?       | |
| 312    | 011    | | 168     | Inge Brück – Die Liebe lebt! Ein musikalisches Portrait von Günter Klempnauer | Inge Brück – Die Liebe lebt! Ein musikalisches Portrait von Günter Klempnauer                                                                        | 1993       | |
| 312    | 011    | Günter Klempnauer | 168     | | | 1993       | |
|        |        | |         | | |            | |
| 312    | 011    | | 170     | Gottes schwäbischer Ackergaul Konrad Eißler im Gespräch mit Rolf-Dieter Wiedenmann | Gottes schwäbischer Ackergaul Konrad Eißler im Gespräch mit Rolf-Dieter Wiedenmann                                                                   | 19??       | |
| 312    | 011    | Rolf-Dieter Wiedenmann | 170     | | | 19??       | |
|        |        | |         | | |            | |
| 312    | 011    | | 173     | Alleinstehend – und in Beziehungen leben | Alleinstehend – und in Beziehungen leben | 19??       | |
| 312    | 011    | Alleinstehend – wie komme ich damit zurecht? | 173     | Alleinstehend – was können wir von Menschen der Bibel lernen? | | 19??       | |
| 312    | 011    | Ursula Schmidt | 173     | | | 19??       | |
|        |        | |         | | |            | |
| 312    | 011    | | 176     | Wie sieht es eigentlich im Himmel aus? Zwei Vorträge | Wie sieht es eigentlich im Himmel aus? Zwei Vorträge                                                                                                 | 19??       | |
| 312    | 011    | Konrad Straub (Sprecher) | 176     | | | 19??       | |
| 312    | 011    | | 177     | Alt werden – Schicksal, Kunst oder mehr? Frohes Alter • Folge 1 Die ERF-Senioren-Reihe | Alt werden – Schicksal, Kunst oder mehr? Frohes Alter • Folge 1 Die ERF-Senioren-Reihe                                                               | 19??       | |
| 312    | 011    | Kurt Zabel | 177     | | | 19??       | |
| 312    | 011    | | 178     | Glück ist leise Frohes Alter • Folge 2 Die ERF-Senioren-Reihe | Glück ist leise Frohes Alter • Folge 2 Die ERF-Senioren-Reihe                                                                                        | 19??       | |
| 312    | 011    | Daniela Zabel | 178     | | | 19??       | |
|        |        | |         | | |            | |
| 312    | 011    | | 180     | Christ-Sein! | Christ-Sein! | 1993       | Erschienen mit Arbeitsheft als Begleitmaterial |
| 312    | 011    | Kurt Scherer | 180     | | | 1993       | Erschienen mit Arbeitsheft als Begleitmaterial |
| 312    | 011    | | 181     | Bewährungsproben | Bewährungsproben | 1993       | |
| 312    | 011    | Angefochten, um zu reifen Musiktitel: - Ich steh in meines Herren Hand [aus LP Hänssler Music Nr. 99.156] | 181     | Dass Leid wertvoll werde | | 1993       | |
| 312    | 011    | Kurt Scherer | 181     | | | 1993       | |
| 312    | 011    | | 182     | Gottes deutsche Eiche Pastor Heinrich Kemner über sein Leben im Gespräch mit Rolf-Dieter Wiedenmann | Gottes deutsche Eiche Pastor Heinrich Kemner über sein Leben im Gespräch mit Rolf-Dieter Wiedenmann                                                  | 19??       | |
| 312    | 011    | Rolf-Dieter Wiedenmann | 182     | | | 19??       | |
| 312    | 011    | | 183     | Sterben – Aufgabe des Lebens | Sterben – Aufgabe des Lebens | 199?       | |
| 312    | 011    | Verlust oder Gewinn? | 183     | Hilfen zum Sterben Musiktitel: - O Haupt voll Blut und Wunden (Strophe 9: „Wenn ich einmal soll scheiden“) [Rundfunkaufnahme?] – Bachchor Gütersloh (?) - Befiehl du deine Wege [Rundfunkaufnahme] – Yukio Imanaka | | 199?       | |
| 312    | 011    | Kurt Scherer | 183     | | | 199?       | |
| 312    | 011    | | 184     | Wunderbar geborgen Engel, dienstbare Geister Gottes | Wunderbar geborgen Engel, dienstbare Geister Gottes                                                                                                  | 1992/1993? | Printausgabe erschienen im Hänssler-Verlag, 1992 |
| 312    | 011    | Von Engeln umgeben | 184     | Den Engeln befohlen | | 1992/1993? | Printausgabe erschienen im Hänssler-Verlag, 1992 |
| 312    | 011    | Kurt Scherer | 184     | | | 1992/1993? | Printausgabe erschienen im Hänssler-Verlag, 1992 |
|        |        | |         | | |            | |
| 312    | 011    | | 187     | Alt werden lernen – Alt sein können Frohes Alter • Folge 3 Die ERF-Senioren-Reihe | Alt werden lernen – Alt sein können Frohes Alter • Folge 3 Die ERF-Senioren-Reihe                                                                    | 199?       | |
| 312    | 011    | Artur Richter; Minna Popken | 187     | | | 199?       | |
| 312    | 011    | | 188     | Nachdenken über mein Leben Frohes Alter • Folge 4 Die ERF-Senioren-Reihe | Nachdenken über mein Leben Frohes Alter • Folge 4 Die ERF-Senioren-Reihe                                                                             | 199?       | |
| 312    | 011    | Theodor Schober; Eva-Maria Schober | 188     | | | 199?       | |
|        |        | |         | | |            | |
| 312    | 011    | | 190     | Unterwegs im Auftrag des Herrrn Kino für die Ohren | Unterwegs im Auftrag des Herrrn Kino für die Ohren                                                                                                   | 1994       | |
| 312    | 011    | Jona – unfreiwillig | 190     | Paulus – freiwillig | | 1994       | |
| 312    | 011    | Andreas Freyer | 190     | | | 1994       | |
| 312    | 011    | | 191     | Himmlische Heimat – irdisches Dasein | Himmlische Heimat – irdisches Dasein | 199?       | |
| 312    | 011    | Harald Petersen | 191     | | | 199?       | |
| 312    | 011    | | 192     | Heinz Rühmann liest Die Bergpredigt | Heinz Rühmann liest Die Bergpredigt | 199?       | |
| 312    | 011    | Heinz Rühmann One World Gospel Group | 192     | | | 199?       | |
| 312    | 011    | | 193     | Unter allen Umständen: „Weitersagen!“ | Unter allen Umständen: „Weitersagen!“ | 1994       | |
| 312    | 011    | Unter allen Umständen: „Weitersagen!“ Horst Marquardt über sein Leben im Gespräch mit ERF-Redakteur Rolf-Dieter Wiedenmann Musiktitel: Gott will’s machen, dass die Sachen [Rundfunkaufnahme] | 193     | Der große Auftrag Vortrag | | 1994       | |
| 312    | 011    | Horst Marquardt | 193     | | | 1994       | |
| 312    | 011    | | 194     | Die Jahre vertiefen Frohes Alter • Folge 5 Die ERF-Senioren-Reihe | Die Jahre vertiefen Frohes Alter • Folge 5 Die ERF-Senioren-Reihe                                                                                    | 199?       | |
| 312    | 011    | Kurt Scherer | 194     | | | 199?       | |
| 312    | 011    | | 195     | Vollwert(h)kost Worte zum Sonntag, Hilfen zum Alltag | Vollwert(h)kost Worte zum Sonntag, Hilfen zum Alltag                                                                                                 | 199?       | In Koproduktion mit R. Brockhaus Verlag, dort unter MC-Nr. 235.205, erschienen                                                                                           |
| 312    | 011    | - Das große Geld - Yüksel aus Ephesus - Gutheit ist Dummheit - Ich bin nicht stiller - Durch ein schönes Leben wieder auszubügeln - Ein Gedächtnis wie ein Sieb - Fünf Kilometer am Tag - Der Mann mit dem Koffer | 195     | - Nachts, wenn’s klingelt um halb eins - Die Harke, die zeigte, was eine Harke ist - Ein Hamster namens James - Die geschenkte Stunde - Gefangen im Kirchturm - Mathe-Malheur - Wieviel kostet ein Meerschweinchen? - Der Wunschzettel | | 199?       | In Koproduktion mit R. Brockhaus Verlag, dort unter MC-Nr. 235.205, erschienen                                                                                           |
| 312    | 011    | Jürgen Werth | 195     | | | 199?       | In Koproduktion mit R. Brockhaus Verlag, dort unter MC-Nr. 235.205, erschienen                                                                                           |
| 312    | 011    | | 196     | Füg’ den Jahren Leben zu Frohes Alter • Folge 6 Die ERF-Senioren-Reihe | Füg’ den Jahren Leben zu Frohes Alter • Folge 6 Die ERF-Senioren-Reihe                                                                               | 1993       | * Bezeichnung bei Erstveröffentlichung: „Schwester Marie Hüsing“ |
| 312    | 011    | „Nie vergess’ ich deine Güte“ Musiktitel: - Brich herein, süßer Schein (ERF-Studiochor; Chor des Evangelischen Sängerbundes) - In allen meinen Taten (Chor des Evangelischen Sängerbundes) | 196     | „Von deiner Treue lebe ich“ Musiktitel: - Ist Gott für mich, so trete (ERF-Studiochor) - Ich will dem Herren singen (Unbekannter Interpret) | | 1993       | * Bezeichnung bei Erstveröffentlichung: „Schwester Marie Hüsing“ |
| 312    | 011    | Marie Hüsing* | 196     | | | 1993       | * Bezeichnung bei Erstveröffentlichung: „Schwester Marie Hüsing“ |
| 312    | 011    | | 197     | Gott neu schauen | Gott neu schauen | 1994       | |
| 312    | 011    | Helfende und hinderliche Gottesbilder | 197     | „Du sollst dir kein Bildnis machen ...“ | | 1994       | |
| 312    | 011    | Kurt Scherer | 197     | Udo Vach | | 1994       | |
|        |        | |         | | |            | |
| 312    | 011    | 088 | 204     | Der ERF-Sprechtrainer | Der ERF-Sprechtrainer | 1996       | |
| 312    | 011    | 088 | 204     | Rolf-Dieter Wiedenmann; Horst Schwinkendorf | | 1996       | |
|        |        | |         | | |            | |
| 312    | 011    | | 207     | Groß ist die Welt und dein | Groß ist die Welt und dein | 19??       | |
| 312    | 011    | Oliver Kohler | 207     | | | 19??       | |
|        |        | |         | | |            | |
| 312    | 011    | | 209     | Spuk im Klassenzimmer Formen und Gefahren des Jugendokkultismus | Spuk im Klassenzimmer Formen und Gefahren des Jugendokkultismus                                                                                      | 1997       | |
| 312    | 011    | Musiktitel: Jesus Christus, gestern und heute | 209     | | | 1997       | |
| 312    | 011    | Heino Welscher | 209     | | | 1997       | |
|        |        | |         | | |            | |
| 312    | 011    | | 211     | Kurt Scherer … in der Schule Gottes | Kurt Scherer … in der Schule Gottes | 199?       | |
| 312    | 011    | Von Semester zu Semester | 211     | Lernstoff: Die Bibel | | 199?       | |
| 312    | 011    | Kurt Scherer | 211     | | | 199?       | |
| 312    | 011    | | 212     | Hedwig von Redern – Ihr Leben und ihre Lieder | Hedwig von Redern – Ihr Leben und ihre Lieder | 199?       | |
| 312    | 011    | Kurt Scherer | 212     | | | 199?       | |
| 312    | 011    | | 213     | „Wo ist Vati?“ | „Wo ist Vati?“ | 199?       | |
| 312    | 011    | Harald Petersen | 213     | | | 199?       | |
| 312    | 011    | | 214     | Der Böse Vortrag von Udo Vach | Der Böse Vortrag von Udo Vach | 199?       | |
| 312    | 011    | Udo Vach | 214     | | | 199?       | |
| 312    | 011    | | 215     | Jerusalem – Menschen in der Stadt der Hoffnung | Jerusalem – Menschen in der Stadt der Hoffnung | 199?       | |
| 312    | 011    | Oliver Kohler | 215     | | | 199?       | |
|        |        | |         | | |            | |
| 312    | 011    | | 223     | Die Welt der Religionen und die Einzigartigkeit Jesu Christi | Die Welt der Religionen und die Einzigartigkeit Jesu Christi                                                                                         | 1997       | |
| 312    | 011    | Rolf Hille | 223     | | | 1997       | |
|        |        | |         | | |            | |
| 312    | 011    | | 230     | „Ich habe versagt“ Seelsorge | „Ich habe versagt“ Seelsorge | 199?       | |
| 312    | 011    | Richard Hasenöder | 230     | | | 199?       | |
|        |        | |         | | |            | |
| 312    | 011    | | 241     | Wenn der Traum vom Glück zerbricht Seelsorge | Wenn der Traum vom Glück zerbricht Seelsorge | 199?       | |
| 312    | 011    | Richard Hasenöder | 241     | | | 199?       | |
| 312    | 011    | 088 | 242     | Jona Ben Amitthai – Mein Ninivekomplex Jonas Tagebuch – ausgegraben von Eckart zur Nieden | Jona Ben Amitthai – Mein Ninivekomplex Jonas Tagebuch – ausgegraben von Eckart zur Nieden                                                            | 1998       | CD erschienen 2002 unter gekürztem Titel Mein Ninivekomplex |
| 312    | 011    | 088 | 242     | Eckart zur Nieden (Autor und Sprecher als „Markus Jonas“) | | 1998       | CD erschienen 2002 unter gekürztem Titel Mein Ninivekomplex |
|        |        | |         | | |            | |
| 312    | 011    | | 244     | Jahreszeiten des Lebens | Jahreszeiten des Lebens | 19??       | |
| 312    | 011    | Jürgen Werth; Johannes Hansen | 244     | | | 19??       | |
|        |        | |         | | |            | |
| 312    | 011    | | 247     | Angst – Der stumme Schrei | Angst – Der stumme Schrei | 199?       | Neuauflage unter Nr. 17.000 |
| 312    | 011    | Achillesverse „Angst“ | 247     | Meine Angst hat einen Namen Alfred Wirsching im Gespräch mit Betroffenen | | 199?       | Neuauflage unter Nr. 17.000 |
| 312    | 011    | Michael Dieterich | 247     | Alfred Wirsching | | 199?       | Neuauflage unter Nr. 17.000 |
| 312    | 011    | | 248     | Diktatur der Frommen?! | Diktatur der Frommen?! | 1998       | |
| 312    | 011    | Harald Petersen | 248     | | | 1998       | |
| 312    | 011    | | 249     | Eine Nacht in Bethlehe(i)m | Eine Nacht in Bethlehe(i)m | 1998       | |
| 312    | 011    | Rolf-Dieter Wiedenmann | 249     | | | 1998       | |
|        |        | |         | | |            | |
| 312    | 011    | | 253     | Liebe ist das Größte Guten-Tag-Gedanken • Volume 1 | Liebe ist das Größte Guten-Tag-Gedanken • Volume 1                                                                                                   | 1999       | |
| 312    | 011    | Bärbel Wilde | 253     | | | 1999       | |
| 312    | 011    | | 254     | Du bist mir Schutz und Schild | Du bist mir Schutz und Schild | 1999       | Nach dem Buch Ich bin ihm begegnet: Die Bibel, beim Wort genommen von Ruth und Hans-Joachim Heil, erschienen im Johannis-Verlag, ISBN 978-3-501-01139-3                  |
| 312    | 011    | Ruth Heil | 254     | | | 1999       | Nach dem Buch Ich bin ihm begegnet: Die Bibel, beim Wort genommen von Ruth und Hans-Joachim Heil, erschienen im Johannis-Verlag, ISBN 978-3-501-01139-3                  |
| 312    | 011    | | 255     | Hoffnung läßt leben Guten-Tag-Gedanken • Volume 2 | Hoffnung läßt leben Guten-Tag-Gedanken • Volume 2 | 1999       | |
| 312    | 011    | Bärbel Wilde | 255     | | | 1999       | |
| 312    | 011    | | 256     | Du bist mir Schutz und Schild 2 | Du bist mir Schutz und Schild 2 | 1999       | Nach dem Buch Ich bin ihm begegnet: Die Bibel, beim Wort genommen von Ruth und Hans-Joachim Heil, erschienen im Johannis-Verlag, ISBN 978-3-501-01139-3                  |
| 312    | 011    | Ruth Heil | 256     | | | 1999       | Nach dem Buch Ich bin ihm begegnet: Die Bibel, beim Wort genommen von Ruth und Hans-Joachim Heil, erschienen im Johannis-Verlag, ISBN 978-3-501-01139-3                  |
| 312    | 011    | | 257     | Aufbruch in China Ingrid Heinzelmaier im Gespräch mit Claudia Währisch-Oblau | Aufbruch in China Ingrid Heinzelmaier im Gespräch mit Claudia Währisch-Oblau                                                                         | 1999       | |
| 312    | 011    | Ingrid Heinzelmaier; Claudia Währisch-Oblau | 257     | | | 1999       | |
| 312    | 011    | | 258     | Aber eines ist gewiss ... Gespräche über den Glauben | Aber eines ist gewiss ... Gespräche über den Glauben                                                                                                 | 1998       | |
| 312    | 011    | Glaubenszweifel | 258     | Glaubensgewissheit | | 1998       | |
| 312    | 011    | Jürgen Werth; Johannes Hansen | 258     | | | 1998       | |
|        |        | |         | | |            | |
| 312    | 011    | | 262     | „In der Welt habt ihr Angst ...“ | „In der Welt habt ihr Angst ...“ | 2000       | |
| 312    | 011    | Michael Dieterich | 262     | | | 2000       | |
|        |        | |         | | |            | |
| 312    | 011    | | 264     | Erfülltes Leben Biblische Balladen von Walter Ulmer | Erfülltes Leben Biblische Balladen von Walter Ulmer                                                                                                  | 2000       | |
| 312    | 011    | Stephanus | 264     | Jeftha | | 2000       | |
| 312    | 011    | Walter Ulmer | 264     | | | 2000       | |
|        |        | |         | | |            | |
| 312    | 011    | | 269     | Der Herr, mein Hirte Lieder und Gedanken zum 23. Psalm | Der Herr, mein Hirte Lieder und Gedanken zum 23. Psalm                                                                                               | 2001       | Basierend auf dem gleichnamigen Bildband von Kurt Scherer, erschienen 2000 im Hänssler-Verlag, ISBN 3-7751-3507-3; CD-Ausgabe erschienen unter Katalognummer 312.018.269 |
| 312    | 011    | Kurt Scherer | 269     | | | 2001       | Basierend auf dem gleichnamigen Bildband von Kurt Scherer, erschienen 2000 im Hänssler-Verlag, ISBN 3-7751-3507-3; CD-Ausgabe erschienen unter Katalognummer 312.018.269 |
| 312    | 011    | | 270     | Auf allen Wegen Gottes Segen | Auf allen Wegen Gottes Segen | 2000       | |
| 312    | 011    | Kurt Scherer | 270     | | | 2000       | |
|        |        | |         | | |            | |
| 312    | 011    | | 278     | 40 Jahre in 40 Tagen Die Sendereihe zum Jubiläum - 1959–1980 - 1981–1999 | 40 Jahre in 40 Tagen Die Sendereihe zum Jubiläum - 1959–1980 - 1981–1999                                                                             | 1999       | Doppelalbum auf 7 Tonträgern |
| 312    | 011    | Diverse | 278     | | | 1999       | Doppelalbum auf 7 Tonträgern |
| 312    | 011    | | 279     | Blaues Blut, von Gott geadelt | Blaues Blut, von Gott geadelt | 2000       | |
| 312    | 011    | Nikolaus Ludwig Graf von Zinzendorf | 279     | Herzogin Henriette von Württemberg | | 2000       | |
| 312    | 011    | Rolf Scheffbuch (Sprecher); Klaus Annel (Sprecher – Moderator) | 279     | | | 2000       | |
| 312    | 011    | | 280     | Blaues Blut, von Gott geadelt 2* | Blaues Blut, von Gott geadelt 2* | 2000       | * Erstveröffentlichung ohne Folgennummer |
| 312    | 011    | Friedrich von Schlümbach | 280     | Baronin Juliane von Krüdener | | 2000       | * Erstveröffentlichung ohne Folgennummer |
| 312    | 011    | Rolf Scheffbuch (Sprecher); Klaus Annel (Sprecher – Moderator) | 280     | | | 2000       | * Erstveröffentlichung ohne Folgennummer |
|        |        | |         | | |            | |
| 312    | 011    | | 283     | Ich will dich trösten … Sterbende seelsorglich begleiten Seelsorge | Ich will dich trösten … Sterbende seelsorglich begleiten Seelsorge                                                                                   | 2000       | |
| 312    | 011    | Heino Welscher | 283     | | | 2000       | |
| 312    | 011    | | 284     | Nikolaus Ludwig Graf von Zinzendorf und das Herrnhuter Experiment Persönlichkeiten | Nikolaus Ludwig Graf von Zinzendorf und das Herrnhuter Experiment Persönlichkeiten                                                                   | 2000       | |
| 312    | 011    | Musiktitel: Herz und Herz vereint zusammen • Jesu, geh voran (ERF-Studiochor) [Rundfunkaufnahme (?)] • Christi Blut und Gerechtigkeit [aus Gerth Medien – LP-Nr. 33.972] • Gottes Führung fordert Stille [aus Gerth Medien – LP-Nr. 33.972] | 284     | | | 2000       | |
| 312    | 011    | Peter Zimmerling (Sprecher); Ingrid Heinzelmaier (Sprecherin – Moderatorin) | 284     | | | 2000       | |
| 312    | 011    | | 285     | Leben! Stille finden, fasten und feiern | Leben! Stille finden, fasten und feiern | 2000       | |
| 312    | 011    | Jürgen Werth | 285     | | | 2000       | |
| 312    | 011    | | 286     | Leben! 2 Freunde finden, Ehe gestalten | Leben! 2 Freunde finden, Ehe gestalten | 2000       | |
| 312    | 011    | Jürgen Werth | 286     | | | 2000       | |
| 312    | 011    | | 287     | Leben! 3 Sich führen lassen, die eigene Geschichte annehmen | Leben! 3 Sich führen lassen, die eigene Geschichte annehmen                                                                                          | 2000       | |
| 312    | 011    | Jürgen Werth | 287     | | | 2000       | |
| 312    | 011    | | 288     | Leben! 4 Loslassen • Krisen bewältigen | Leben! 4 Loslassen • Krisen bewältigen | 2000       | |
| 312    | 011    | Jürgen Werth | 288     | | | 2000       | |
| 312    | 011    | | 289     | Wenn der Körper verrät, was der Seele fehlt Eine fundierte Information über psychosomatische bzw. somatogene Krankheiten | Wenn der Körper verrät, was der Seele fehlt Eine fundierte Information über psychosomatische bzw. somatogene Krankheiten                             | 2000       | |
| 312    | 011    | Heino Welscher | 289     | | | 2000       | |
| 312    | 011    | | 290     | Wir sind doch eine gute Familie | Wir sind doch eine gute Familie | 2000       | Schreibweise Katalog-Nr. bei Erstveröffentlichung: MC 31.211.290 |
| 312    | 011    | Peter Glöckl; Richard Hasenöder | 290     | | | 2000       | Schreibweise Katalog-Nr. bei Erstveröffentlichung: MC 31.211.290 |
| 312    | 011    | | 291     | Gesund und fit durch natürliche Ernährung Folge 1: Grundsätzliches | Gesund und fit durch natürliche Ernährung Folge 1: Grundsätzliches                                                                                   | 2000       | Im Sammelalbum erschienen unter Nr. 312.018.085; CD-Ausgabe erschienen 2005 unter Nr. 312.018.073                                                                        |
| 312    | 011    | Rudolf Kring | 291     | | | 2000       | Im Sammelalbum erschienen unter Nr. 312.018.085; CD-Ausgabe erschienen 2005 unter Nr. 312.018.073                                                                        |
| 312    | 011    | | 292     | Gesund und fit durch natürliche Ernährung Folge 2: Getreide | Gesund und fit durch natürliche Ernährung Folge 2: Getreide                                                                                          | 2000       | Im Sammelalbum erschienen unter Nr. 312.018.085; CD-Ausgabe erschienen 2005 unter Nr. 312.018.074                                                                        |
| 312    | 011    | Rudolf Kring | 292     | | | 2000       | Im Sammelalbum erschienen unter Nr. 312.018.085; CD-Ausgabe erschienen 2005 unter Nr. 312.018.074                                                                        |
| 312    | 011    | | 293     | Gesund und fit durch natürliche Ernährung Folge 3: Obst | Gesund und fit durch natürliche Ernährung Folge 3: Obst                                                                                              | 2000       | Im Sammelalbum erschienen unter Nr. 312.018.085; CD-Ausgabe erschienen 2005 unter Nr. 312.018.075                                                                        |
| 312    | 011    | Rudolf Kring | 293     | | | 2000       | Im Sammelalbum erschienen unter Nr. 312.018.085; CD-Ausgabe erschienen 2005 unter Nr. 312.018.075                                                                        |
| 312    | 011    | | 294     | Gesund und fit durch natürliche Ernährung Folge 4: Gemüse | Gesund und fit durch natürliche Ernährung Folge 4: Gemüse                                                                                            | 2000       | Im Sammelalbum erschienen unter Nr. 312.018.085; CD-Ausgabe erschienen 2005 unter Nr. 312.018.076                                                                        |
| 312    | 011    | Rudolf Kring | 294     | | | 2000       | Im Sammelalbum erschienen unter Nr. 312.018.085; CD-Ausgabe erschienen 2005 unter Nr. 312.018.076                                                                        |
| 312    | 011    | | 295     | Gesund und fit durch natürliche Ernährung Folge 5: Fleisch | Gesund und fit durch natürliche Ernährung Folge 5: Fleisch                                                                                           | 2000       | Im Sammelalbum erschienen unter Nr. 312.018.085; CD-Ausgabe erschienen 2005 unter Nr. 312.018.077                                                                        |
| 312    | 011    | Rudolf Kring | 295     | | | 2000       | Im Sammelalbum erschienen unter Nr. 312.018.085; CD-Ausgabe erschienen 2005 unter Nr. 312.018.077                                                                        |
| 312    | 011    | | 295     | Sonntag ist mehr | Sonntag ist mehr | 2000 (?)   | |
| 312    | 011    | Wolfgang Vorländer | 295     | | | 2000 (?)   | |
| 312    | 011    | | 296     | Gesund und fit durch natürliche Ernährung Folge 6: Milch | Gesund und fit durch natürliche Ernährung Folge 6: Milch                                                                                             | 2000       | Doppelalbum; Im Sammelalbum erschienen unter Nr. 312.018.086; CD-Ausgabe erschienen 2005 unter Nr. 312.018.078                                                           |
| 312    | 011    | Rudolf Kring | 296     | | | 2000       | Doppelalbum; Im Sammelalbum erschienen unter Nr. 312.018.086; CD-Ausgabe erschienen 2005 unter Nr. 312.018.078                                                           |
| 312    | 011    | | 296     | Gott ist dabei Gebetserlebnisse 2 | Gott ist dabei Gebetserlebnisse 2 | 2000 (?)   | Katalog-Nr. bei Erstveröffentlichung: MC 31.211.296 |
| 312    | 011    | Rolf-Dieter Wiedenmann | 296     | | | 2000 (?)   | Katalog-Nr. bei Erstveröffentlichung: MC 31.211.296 |
| 312    | 011    | | 297     | Gesund und fit durch natürliche Ernährung Folge 7: Honig | Gesund und fit durch natürliche Ernährung Folge 7: Honig                                                                                             | 2000       | Doppelalbum; Im Sammelalbum erschienen unter Nr. 312.018.086; CD-Ausgabe erschienen 2005 unter Nr. 312.018.079                                                           |
| 312    | 011    | Rudolf Kring | 297     | | | 2000       | Doppelalbum; Im Sammelalbum erschienen unter Nr. 312.018.086; CD-Ausgabe erschienen 2005 unter Nr. 312.018.079                                                           |
| 312    | 011    | | 298     | Gesund und fit durch natürliche Ernährung Folge 8: Leben ist mehr | Gesund und fit durch natürliche Ernährung Folge 8: Leben ist mehr                                                                                    | 2000       | Doppelalbum; Im Sammelalbum erschienen unter Nr. 312.018.086; CD-Ausgabe erschienen 2005 unter Nr. 312.018.080                                                           |
| 312    | 011    | Rudolf Kring | 298     | | | 2000       | Doppelalbum; Im Sammelalbum erschienen unter Nr. 312.018.086; CD-Ausgabe erschienen 2005 unter Nr. 312.018.080                                                           |
| 312    | 011    | | 298     | Sollt ich meinem Gott nichts singen? Paul Gerhardt – Lebensbild von Ute Zintarra | Sollt ich meinem Gott nichts singen? Paul Gerhardt – Lebensbild von Ute Zintarra                                                                     | 2001 (?)   | |
| 312    | 011    | Ute Zintarra | 298     | | | 2001 (?)   | |
| 312    | 011    | | 299     | Franziskus – der Ärmste?! Auf den Spuren des Franz von Assisi | Franziskus – der Ärmste?! Auf den Spuren des Franz von Assisi                                                                                        | 2001       | |
| 312    | 011    | Carsten Stein; Peter Zimmerling | 299     | | | 2001       | |
| 312    | 011    | | 300     | Sex – mit und ohne Trauschein!? | Sex – mit und ohne Trauschein!? | 2001 (?)   | |
| 312    | 011    | Sex – mit und ohne Trauschein!? | 300     | Sexualität in der Ehe | | 2001 (?)   | |
| 312    | 011    | Horst Kretschi; Alfred Wirsching | 300     | | | 2001 (?)   | |
|        |        | |         | | |            | |
| 312    | 011    | | 309     | Du und ich: aufregend anders Richard Hasenöder im Gespräch mit Utina und Michael Hübner | Du und ich: aufregend anders Richard Hasenöder im Gespräch mit Utina und Michael Hübner                                                              | 2001       | |
| 312    | 011    | Richard Hasenöder | 309     | | | 2001       | |
| 312    | 011    | | 310     | Blaues Blut, von Gott geadelt 3* | Blaues Blut, von Gott geadelt 3* | 2001 (?)   | * Erstveröffentlichung ohne Folgennummer |
| 312    | 011    | Sophie Dorothee von Württemberg | 310     | Felician von Zaremba | | 2001 (?)   | * Erstveröffentlichung ohne Folgennummer |
| 312    | 011    | Rolf Scheffbuch | 310     | | | 2001 (?)   | * Erstveröffentlichung ohne Folgennummer |
|        |        | |         | | |            | |
| 312    | 011    | | 313     | Augen zu! | Arbeitslos | 2000 (?)   | |
| 312    | 011    | Edition G Originalmitschnitt einer Sendung des ERF | 313     | | | 2000 (?)   | |
| 312    | 011    | Richard Hasenöder | 313     | Harald Peterson | | 2000 (?)   | |
|        |        | |         | | |            | |
| 312    | 011    | 088 | 315     | Zum Geburtstag alles Gute Ein klingender Geburtstagsgruß | Zum Geburtstag alles Gute Ein klingender Geburtstagsgruß                                                                                             | 2001       | |
| 312    | 011    | 088 | 315     | [1] Ihr Tusch • [2] Du bist der Erste (Instrumental) [aus Janz Team Music – CD-Nr. 556.527] • [3] Geburtstage – einst und jetzt • [4] Du bist du [aus MC-Nr. 15.049] • [5] Am gleichen Tag (Kurzgeschichte) • [6] The Right Hand Of God (Instrumental) (Interpret?) [Quelle?] • [7] Wunschlos glücklich? • [8] Halleluja, wir freuen uns (Instrumental) [aus Janz Team Music – CD-Nr. 556.527] • [9] Erschreckt entdeckt (Meditation; Sprecher: Eckart zur Nieden) • [10] Sieben Wünsche für Sie • [11] Silvi (Instrumental) [aus Resonanz Music Production – LP-Nr. 07/054-0] • [12] Haar-leluja (Erzählung; Sprecher: Eckart zur Nieden) • [13] Immanuel heißt: Gott mit uns • [14] Immanuel [aus Janz Team Music – CD-Nr. 556.153] • [15] Psalm 121 • [16] Immanuel (Instrumental) [aus Janz Team Music – CD-Nr. 556.527] | | 2001       | |
| 312    | 011    | 088 | 315     | Harald Petersen (Konzept und Sprecher) | | 2001       | |
| 312    | 011    | | 316     | Krankheit als Wendepunkt Chancen erkennen | Krankheit als Wendepunkt Chancen erkennen | 2002 (?)   | |
| 312    | 011    | Beate Tiedemann; Heino Welscher | 316     | | | 2002 (?)   | |
|        |        | |         | | |            | |
| 312    | 011    | | 318     | Die Verhandlung ist eröffnet Prozesse gegen Kain und Nimrod | Die Verhandlung ist eröffnet Prozesse gegen Kain und Nimrod                                                                                          | 2002 (?)   | |
| 312    | 011    | Prozess gegen Kain | 318     | Prozess gegen Nimrod | | 2002 (?)   | |
| 312    | 011    | Eckart zur Nieden | 318     | | | 2002 (?)   | |

### Katalognummern MC (312.0)12.000 ff.
| Nummer | Nummer | Nummer | Nummer  | Seite A                                                                                                   | Seite B                                                                                                   | Jahr  | Anmerkungen |
| Präfix | Format | Format | Artikel | Titel | Titel | Jahr  | Anmerkungen |
| Präfix | MC     | CD | Artikel | Autor | Autor | Jahr  | Anmerkungen |
| ------ | ------ | --- | ------- | --- | --- | ----- | --- |
| 312    | 012    | | 001     | Mein Name ist ...                                                                                         | Mein Name ist ...                                                                                         | 1991  | Tonträgerveröffentlichung zweier Radiosendungen des Evangeliums-Rundfunks                                                              |
| 312    | 012    | … mein Name ist Jeremia | 001     | … mein Name ist Johannes, genannt der Täufer                                                              | | 1991  | Tonträgerveröffentlichung zweier Radiosendungen des Evangeliums-Rundfunks                                                              |
| 312    | 012    | Eckart zur Nieden | 001     | | | 1991  | Tonträgerveröffentlichung zweier Radiosendungen des Evangeliums-Rundfunks                                                              |
|        |        | |         | | |       | |
| 312    | 012    | | 003     | Mut zur Diskussion                                                                                        | Mut zur Diskussion                                                                                        | 19??  | Tonträgerveröffentlichung zweier Radiosendungen des Evangeliums-Rundfunks                                                              |
| 312    | 012    | Argumente für den Glauben Musiktitel: - Du bist du (Jürgen Werth) | 003     | Dankeschön! Musiktitel: - Wir sprechen viel vom Negativen - Undank erstickt den Dank (Siegfried Fietz)    | | 19??  | Tonträgerveröffentlichung zweier Radiosendungen des Evangeliums-Rundfunks                                                              |
| 312    | 012    | Friedrich-Karl Völkner | 003     | Jürgen Werth                                                                                              | | 19??  | Tonträgerveröffentlichung zweier Radiosendungen des Evangeliums-Rundfunks                                                              |
| 312    | 012    | | 004     | Zeugen zur Sache                                                                                          | Zeugen zur Sache                                                                                          | 19??  | |
| 312    | 012    | Die Emmausjünger | 004     | Die zwei Verbrecher am Kreuz                                                                              | | 19??  | |
| 312    | 012    | Jan Vering | 004     | | | 19??  | |
| 312    | 012    | | 005     | Gesucht wird …                                                                                            | Gesucht wird …                                                                                            | 19??  | |
| 312    | 012    | Kriminalfälle der Heiligen Schrift | 005     | Lokaltermin                                                                                               | | 19??  | |
| 312    | 012    | Konrad Straub | 005     | | | 19??  | |
|        |        | |         | | |       | |
| 312    | 012    | | 011     | Streit um Töne                                                                                            | Streit um Töne                                                                                            | 19??  | |
| 312    | 012    | Gerhard Schnitter | 011     | | | 19??  | |
| 312    | 012    | | 012     | Erinnerungen                                                                                              | Erinnerungen                                                                                              | 19??  | |
| 312    | 012    | Erhard Diehl | 012     | | | 19??  | |
| 312    | 012    | | 013     | Aufgefahren in den Weltraum?                                                                              | Aufgefahren in den Weltraum?                                                                              | 1982  | |
| 312    | 012    | Aufgefahren in den Weltraum? | 013     | Ollis Story                                                                                               | | 1982  | |
| 312    | 012    | Günther Klempnauer | 013     | Ulrich Skambraks                                                                                          | | 1982  | |
|        |        | |         | | |       | |
| 312    | 012    | | 016     | Darf ich reinkommen? Zu Besuch bei Dieter Kürten und Karl Friesen                                         | Darf ich reinkommen? Zu Besuch bei Dieter Kürten und Karl Friesen                                         | 1984  | |
| 312    | 012    | Zu Besuch bei Dieter Kürten | 016     | Zu Besuch bei Karl Friesen                                                                                | | 1984  | |
| 312    | 012    | Günther Klempnauer; Dieter Kürten | 016     | Gerd Fries; Karl Friesen                                                                                  | | 1984  | |
|        |        | |         | | |       | |
| 312    | 012    | | 018     | Familienangelegenheiten                                                                                   | Familienangelegenheiten                                                                                   | 19??  | |
| 312    | 012    | Christoph Zehendner | 018     | | | 19??  | |
| 312    | 012    | | 019     | Funkbude 83/1                                                                                             | Funkbude 83/1                                                                                             | 1983  | Irregulärer Postfix bei Katalognummer: „-1“                                                                                            |
| 312    | 012    | Jesus und die Beschäftigte | 019     | Jesus und die Beschuldigte                                                                                | | 1983  | Irregulärer Postfix bei Katalognummer: „-1“                                                                                            |
|        |        | |         | | |       | |
| 312    | 012    | | 021     | Fröhliche Reise, Herr Minister!                                                                           | Fröhliche Reise, Herr Minister!                                                                           | 1984  | |
| 312    | 012    | Eckart zur Nieden | 021     | | | 1984  | |
| 312    | 012    | | 022     | Der Pastor der Straßenräuber                                                                              | Der Pastor der Straßenräuber                                                                              | 1984  | |
| 312    | 012    | Fritz Pawelzik erzählt | 022     | Jürgen Werth im Gespräch mit Fritz Pawelzik                                                               | | 1984  | |
| 312    | 012    | Fritz Pawelzik | 022     | | | 1984  | |
| 312    | 012    | | 023     | Funkbude 2 • ’84 Täglich um 21 Uhr · 3.–6. Dezember · Mittelwelle 1467 kHz                                | Funkbude 2 • ’84 Täglich um 21 Uhr · 3.–6. Dezember · Mittelwelle 1467 kHz                                | 1984  | Ebenfalls erschienen: Funkbude ’84 – Schulungs-Cassette: Ich möchte gerne etwas Sinnvolles tun können / Ich möchte gerne lieben können |
| 312    | 012    | Ich möchte gerne hoffen können | 023     | Ich möchte gerne glauben können                                                                           | | 1984  | Ebenfalls erschienen: Funkbude ’84 – Schulungs-Cassette: Ich möchte gerne etwas Sinnvolles tun können / Ich möchte gerne lieben können |
| 312    | 012    | Andreas Malessa; Ulrich Parzany | 023     | | | 1984  | Ebenfalls erschienen: Funkbude ’84 – Schulungs-Cassette: Ich möchte gerne etwas Sinnvolles tun können / Ich möchte gerne lieben können |
|        |        | |         | | |       | |
| 312    | 012    | | 025     | Filiz in Manila Fritz Pawelzik erzählt                                                                    | Filiz in Manila Fritz Pawelzik erzählt                                                                    | 198?  | |
| 312    | 012    | Martin, Mais und Vater Abraham | 025     | Filiz in Manila                                                                                           | | 198?  | |
| 312    | 012    | Fritz Pawelzik | 025     | | | 198?  | |
|        |        | |         | | |       | |
| 312    | 012    | | 026     | Geistliches Pausenbrot Acht Kurzandachten für Schüler- und Jugendkreise                                   | Geistliches Pausenbrot Acht Kurzandachten für Schüler- und Jugendkreise                                   | 198?  | Gemeinschaftsproduktion mit der Schüler- und Studentenmission Deutschland (SMD)                                                        |
| 312    | 012    | SMD | 026     | | | 198?  | Gemeinschaftsproduktion mit der Schüler- und Studentenmission Deutschland (SMD)                                                        |
| 312    | 012    | | 027     | Sportler ruft Sportler                                                                                    | Sportler ruft Sportler                                                                                    | 198?  | Gemeinschaftsproduktion mit dem Missionswerk Neues Leben                                                                               |
| 312    | 012    | Missionswerk Neues Leben | 027     | | | 198?  | Gemeinschaftsproduktion mit dem Missionswerk Neues Leben                                                                               |
| 312    | 012    | | 028     | Liedbeschreibung                                                                                          | Liedbeschreibung                                                                                          | 198?  | |
| 312    | 012    | Jan Vering | 028     | | | 198?  | |
| 312    | 012    | | 029     | Die verstaubte Botschaft Sechs Hörszenen für junge Leute über den Glauben, der Menschen in Bewegung setzt | Die verstaubte Botschaft Sechs Hörszenen für junge Leute über den Glauben, der Menschen in Bewegung setzt | 198?  | |
| 312    | 012    | Die verstaubte Botschaft Musiktitel: - Kopf und Herz sind wie ein Beet (Arno und Andreas) - Nach dem Hören kommt das Handeln(Arno und Andreas) - Salz und Licht (Aufwind) - Brief ohne Namen (Band 153) - Teilt das Brot mit anderen (Manfred Siebald) - Soli Deo Gloria (Jörg Swoboda) | 029     | Glaube macht erfinderisch                                                                                 | | 198?  | |
| 312    | 012    | Karl-Heinz Becker | 029     | | | 198?  | |
|        |        | |         | | |       | |
| 312    | 012    | | 032     | Feuer am Mittag Ein Hörspiel über Gideon                                                                  | Feuer am Mittag Ein Hörspiel über Gideon                                                                  | 198?  | |
| 312    | 012    | Hanno Herzler | 032     | | | 198?  | |
| 312    | 012    | | 033     | Funkbude ’87 Cassette 1                                                                                   | Funkbude ’87 Cassette 1                                                                                   | 1987? | |
| 312    | 012    | Andreas Malessa (Minipredigten) | 033     | | | 1987? | |
|        |        | |         | | |       | |
| 312    | 012    | | 036     | Rocky – Der Mann mit der Maske                                                                            | Rocky – Der Mann mit der Maske                                                                            | 198?  | In Kooperation mit R. Brockhaus Verlag                                                                                                 |
| 312    | 012    | Michael Ackermann | 036     | | | 198?  | In Kooperation mit R. Brockhaus Verlag                                                                                                 |
| 312    | 012    | | 037     | Funkbude Vier Funkbudentypen stellen sich vor                                                             | Funkbude Vier Funkbudentypen stellen sich vor                                                             | 198?  | |
| 312    | 012    | Andreas Malessa | 037     | | | 198?  | |
|        |        | |         | | |       | |
| 312    | 012    | | 041     | Das Glück in der Tüte Zu Besuch in Deutschland                                                            | Das Glück in der Tüte Zu Besuch in Deutschland                                                            | 198?  | Für Hörer ab 10 Jahren |
| 312    | 012    | - Das Glück in der Tüte | 041     | - Mit Bibel und Solarkamel - Fladenbrot geteilt durch zwei                                                | | 198?  | Für Hörer ab 10 Jahren |
| 312    | 012    | Fritz Pawelzik | 041     | | | 198?  | Für Hörer ab 10 Jahren |
| 312    | 012    | | 042     | Wieviel Liebe braucht ein Mensch?                                                                         | Wieviel Liebe braucht ein Mensch?                                                                         | 198?  | |
| 312    | 012    | Wieviel Liebe braucht ein Mensch? | 042     | Das Schwert des Häuptlings                                                                                | | 198?  | |
| 312    | 012    | Fritz Pawelzik | 042     | | | 198?  | |
| 312    | 012    | | 043     | Fackeln in der Nacht Die Geschichte von Gideon                                                            | Fackeln in der Nacht Die Geschichte von Gideon                                                            | 1994  | Buchvorlage erschienen 1994 im Oncken-Verlag                                                                                           |
| 312    | 012    | Hörspiel über Gideon (Richter, Kap. 6–8) von Hanno Herzler nach seinem gleichnamigen Buch | 043     | | | 1994  | Buchvorlage erschienen 1994 im Oncken-Verlag                                                                                           |

## Musikproduktionen

### Katalognummern MC (312.0)15.000 ff. / CD (312.0)88.000 ff.
| Nummer | Nummer | Nummer | Nummer  | Titel | Interpreten | Jahr      | Anmerkungen |
| Präfix | Format | Format | Artikel | Titel | Interpreten | Jahr      | Anmerkungen |
| Präfix | MC | CD | Artikel | Titel | Interpreten | Jahr      | Anmerkungen |
| --- | --- | --- | ------- | --- | --- | --------- | --- |
| 312 | 015 | | 001     | Danke, Herr! Chor- und Instrumentalaufnahmen aus dem Musikstudio des ERF | 1Wilfried Mann (Bassbariton) 2Evangeliumschor Stuttgart 3Jugendchor Aidlingen (Leitung: Gerhard Schnitter) 4ERF-Studiochor (Leitung: Gerhard Schnitter) *** Instrumentalisten: Regine Bantel (Flöte) Ulrich Weiß (Cembalo) Blockflötenensemble Lautenschlager ERF-Studio-Streichquartett | 1984      | Erstmals auf Tonträger veröffentlichte Rundfunkaufnahmen |
| 312 | 015 | ① Danke, Herr, danke, Herr, du bist für mich da!1,2 • ② Intrade von Melchior Franck • ③ In dem Herren freuet euch3 • ④ In dir ist Freude (Instrumentalbearbeitung von Günther Marks) • ⑤ Die Gott lieben, werden sein wie die Sonne1,2 • ⑥ Menuett von Johann Sebastian Bach • ⑦ Lass dich doch von Gott beschenken2 • ⑧ 2. Satz aus der Suite Nr. 2 von Raymond Harvey • ⑨ Gott ruft dich: Geh für mich4 • ⑩ Es ist der beste Weg4 • ⑪ Aus meines Herzens Grunde (Instrumental) • ⑫ In deinem Nam, Herr Jesu Christ, sei dieser Tag begonnen3 • ⑬ Presto aus Sonate h-Moll von Johann Sebastian Bach • ⑭ Nun gib uns Pilgern aus der Quelle3 • ⑮ Was Gott tut, das ist wohlgetan (Instrumental) • ⑯ Befiehl dem Herrn doch deine Wege1,2 • ⑰ Jesu, geh voran (Instrumental) • ⑱ Herr Jesus Christus, du bist das Licht1,2 • ⑲ Nun lob, mein Seel, den Herren (Instrumental) • ⑳ Jede Stunde ohne dich, Herr Jesus, ist vergebens4 | 001     | | 1Wilfried Mann (Bassbariton) 2Evangeliumschor Stuttgart 3Jugendchor Aidlingen (Leitung: Gerhard Schnitter) 4ERF-Studiochor (Leitung: Gerhard Schnitter) *** Instrumentalisten: Regine Bantel (Flöte) Ulrich Weiß (Cembalo) Blockflötenensemble Lautenschlager ERF-Studio-Streichquartett | 1984      | Erstmals auf Tonträger veröffentlichte Rundfunkaufnahmen |
| 312 | | 088 | 001     | Flöte und Gitarre | Peter Reichen (Flöte) Werner Hucks (Gitarre) | 1987      | |
| 312 | [1] Serenade für Flöte und Gitarre (opus 99) von Anton Diabelli • [2] Polonaise für Flöte und Gitarre von Michel-Josef Gebauer • [3] Große Sonate (opus 85) von Mauro Giuliani • [4] Romanze für Flöte und Gitarre (opus posth.) von Fernando Sor • [5] Sonatina (opus 205) von Mario Castelnuovo-Tedesco • [6] Entr' Acte von Jacques Ibert | 088 | 001     | | Peter Reichen (Flöte) Werner Hucks (Gitarre) | 1987      | |
| 312 | 015 | | 002     | Das Beste vom Förderband | Various | 198?      | |
| 312 | 015 | [1] Die Ballade vom Schwimmer (Volkmar Glöckner) • [2] Nein, du bist nicht allein (Helmuth Reese) • [3] Klare Linie (Barbara Wagner) • [4] Der alte Mann (Matthias Laubvogel) • [5] Mein Leben (Elfie Kröske) • [6] Du kannst den Wind nicht aufhalten (Uwe Heigert) • [7] Ich bin der Weg (Klaus-Dieter Gärtner) • [8] Du bist mein Herr (Gabi & Wolfgang) • [9] Ein „gutes“ Nachtlied (Michael Strauss) • [10] Ich hab’ dich lieb (Christoph Zehendner) • [11] Sorge dich nicht (Irene Lorenz) • [12] Ein Buch ohne Seiten (Frank Wairer) • [13] Je vous donne ma Paix (Isabelle & Suzanne) • [14] Auf der Suche (Henning Klöckner) • [15] Herr, höre mein Gebet (Gerold Vorländer) • [16] Keine Rosen ohne Dornen (Susann Hofmann) | 002     | | Various | 198?      | |
| 312 | | 088 | 002     | One For All | Lothar Kosse (Gitarren) | 1988      | Diskrepanz in Katalognummerierung: MC-Ausgabe erschienen unter Nr. 15.027; LP-Lizenzausgabe erschienen bei Gerth Medien unter Nr. 33.572 |
| 312 | 015 | | 003     | Lobpreiset Neue Musikaufnahmen aus dem Evangeliums-Rundfunk, Wetzlar | 1 Salvation Army Camberwell Citadel Band 2 Christel Menzel-Schrebkowski 3 ERF-Studiochor 4 Hans Kunz (Orgel) 5 Chor des Evangelischen Sängerbundes 6 Reinhard Wachinger (Orgel) 7 Hans-Günter Dobzinski 8 Wuppertaler Kurrende 9 Jugendchor Aidlingen | 1984      | |
| 312 | 015 | [1] Preist den Herren Jesus Christ1 • [2] Lobpreiset unsern Gott2; 3 • [3] Lobe den Herren, den mächtigen König (Lobe den Herren, den mächtigen König der Ehren)4 • [4] Dass Jesus siegt, bleibt ewig ausgemacht5 • [5] Such, wer da will (Such, wer da will, ein ander Ziel)6 • [6] Ich liebe Jesum alle Stund7 • [7] So nimm denn meine Hände3 • [8] Herr, weil mich festhält deine starke Hand4 • [9] Herr, lenke mein Reden2 • [10] Großer Gott, wir loben dich1 • [11] Präludium D-Dur (Orgel – Interpret?) • [12] Herr Jesu Christ, dich zu uns wend8 • [13] O Heiland, fülle meinen Tag7 • [14] Sichren Grund kann dir nur geben1 • [15] Wirf alle deine Sorgen2; 3 • [16] Jesus nimmt die Sünder an7 • [17] Mir ist Erbarmung widerfahren4 • [18] Ach bleib mit deiner Gnade3 • [19] Unser Herr lebt9 | 003     | | 1 Salvation Army Camberwell Citadel Band 2 Christel Menzel-Schrebkowski 3 ERF-Studiochor 4 Hans Kunz (Orgel) 5 Chor des Evangelischen Sängerbundes 6 Reinhard Wachinger (Orgel) 7 Hans-Günter Dobzinski 8 Wuppertaler Kurrende 9 Jugendchor Aidlingen | 1984      | |
| 312 | | 088 | 003     | Freude ERF-Singtour | Chor der ERF-Singtour Leitung: Gerhard Schnitter ERF Big Band | 1988      | CD-Ausgabe der Katalognummer MC (312.0)15.024 |
| 312 | 015 | | 004     | Vögel fallen nicht vom Himmel Lieder auf dem Weg mit Jesus | Jugendchor Aidlingen Leitung: Gerhard Schnitter | 1984      | In Koproduktion mit Schriftenmission und Verlag des Diakonissenmutterhauses Aidlingen, dort erschienen unter MC-Nr. Ai/8221 C |
| 312 | 015 | [1] Ich will den Herrn loben • [2] Sarabande d-Moll • [3] Ich freue mich und bin fröhlich • [4] Menuett Nr. 3 g-Moll • [5] Wenn ich nur dich, Herr Jesus, habe • [6] Hoffet auf Gott • [7] Menuett D-Dur • [8] Vögel fallen nicht vom Himmel • [9] Ich schäme mich nicht • [10] Bourrée G-Dur • [11] Freudenboten braucht die Welt • [12] Herr, lass uns in Bewegung bleiben • [13] Englischer Tanz C-Dur • [14] Du tust mir kund den Weg zum Leben • [15] Sarabande a-Moll • [16] Jesus, die Sonne [1984 Version] | 004     | | Jugendchor Aidlingen Leitung: Gerhard Schnitter | 1984      | In Koproduktion mit Schriftenmission und Verlag des Diakonissenmutterhauses Aidlingen, dort erschienen unter MC-Nr. Ai/8221 C |
| 312 | | 088 | 004     | Durch alle Zeiten Jugendchorlieder | ERF-Studiochor Leitung: Gerhard Schnitter | 1988      | CD-Ausgabe der Katalognummer MC (312.0)15.021 |
| 312 | 015 | | 005     | Gott sorgt für dich Yukio Imanaka singt Glaubenslieder und Choräle | Yukio Imanaka | 1983      | |
| 312 | 015 | [1] Lob, Ehr und Preis dir, Gottes Lamm • [2] Jesus ist das schönste Licht • [3] Brunnquell aller Güter • [4] Liebster Immanuel • [5] Alles will ich Jesu weihen • [6] Es glänzet der Christen inwendiges Leben • [7] Jesu, Jesu, du bist mein • [8] Gott, wie groß ist deine Güte • [9] Nicht so traurig, nicht so sehr • [10] Sei nicht verzagt, was auch geschieht (Gott sorgt für dich) • [11] Freu dich sehr, o meine Seele (Teil 1 und 2) • [12] Blicke nur auf Jesum • [13] Alles sei dir übergeben • [14] Freu dich sehr, o meine Seele (Teil 3) • [15] Hast du eine Sorgenlast • [16] Von den himmlischen Freuden: / [17] Arie / [18] Rezitativ / [19] Canzonetta • [20] Freu dich sehr, o meine Seele (Teil 6) | 005     | | Yukio Imanaka | 1983      | |
| 312 | 015 | | 006     | Melodie am Morgen | 1 ERF-Studiochor; 2 Wilfried Mann; 3 Yukio Imanaka; 4 Wir-singen-für-Jesus-Chor; 5 Cornelia Eicker; Horst Marquardt (Sprecher) | 1983      | |
| 312 | 015 | Musiktitel: Gott ist gegenwärtig (Instrumental) [Rundfunkaufnahme] (Interpret?) • Mein erst Gefühl sei Preis und Dank [Rundfunkaufnahme]1 (?) • Ich will beten, Gott wird hören [Rundfunkaufnahme]3 • Nun preiset alle Gottes Barmherzigkeit [Rundfunkaufnahme] (Interpret?) • Nun freut euch, lieben Christen gmein (Instrumental) [Rundfunkaufnahme] (Interpret?) • Fang dein Werk mit Jesu an [Rundfunkaufnahme]1 (?) • Lass uns in deinem Namen, Herr [Rundfunkaufnahme] (Interpret?) • Lasset uns mit Jesu ziehen [Rundfunkaufnahme]3 • Du, Herr, heißt uns hoffen [Rundfunkaufnahme]1 (?) • Du sendest uns durch dein Wort [Rundfunkaufnahme]1 (?) • Jesus ist der Weg [Rundfunkaufnahme]1 • Stille Zeit (Weit weg von Lärm und Hast) [Rundfunkaufnahme] (Interpret?) • Ungewiss lebst du ins Morgen hinein [Rundfunkaufnahme]4;5 • Wie tief kann ich fallen [Rundfunkaufnahme]4;5 • Dein Wort ist meines Fußes Leuchte [Rundfunkaufnahme] (Interpret?) • Halleluja, lobe den Herrn [Rundfunkaufnahme] (Interpret?) • Nun, so will ich denn mein Leben [Rundfunkaufnahme]1; 2 • Ein feste Burg ist unser Gott (Instrumental) [Rundfunkaufnahme] (Interpret?) • Herr, segne uns [Rundfunkaufnahme] (Interpret?) | 006     | | 1 ERF-Studiochor; 2 Wilfried Mann; 3 Yukio Imanaka; 4 Wir-singen-für-Jesus-Chor; 5 Cornelia Eicker; Horst Marquardt (Sprecher) | 1983      | |
| 312 | 015 | 088 | 006     | Ton in Ton | Jürgen Werth | 198?      | CD-Ausgabe der Katalognummer MC (312.0)15.018 |
| 312 | 015 | | 007     | Neues vom Förderband | Elke Lieth Frank & Peter Hübner u. a. | 1984      | |
| 312 | 015 | Kleiner Schmetterling • Manchmal • Ein Schäflein von der Weiden • u. a. | 007     | | Elke Lieth Frank & Peter Hübner u. a. | 1984      | |
| 312 | 015 | | 008     | Advents- und Weihnachtslieder | 1 ERF-Studiochor unter der Leitung von Gerhard Schnitter; 2 Chor des Evangelischen Sängerbundes unter der Leitung von Reinhold Weber; 3 Wilfried Mann; 4 Hans-Günter Dobzinski; 5 Karin Grober; 6 Hisae Kambara | 198?      | |
| 312 | 015 | Nun komm, der Heiden Heiland (Instrumental) • Wie soll ich dich empfangen2 • Gitarrensolo • Mit Ernst, o Menschenkinder1 • Orgelsolo • Advent ist es heut3 • Flötensolo • Ermuntre dich, mein schwacher Geist4 • Lobt Gott, ihr Christen, alle gleich1 • Gott ward Mensch, in unsre Nacht3 • Wisst ihr noch, wie es geschehen1 • Jesus ist kommen (Orgelsolo) • Aus Gottes Vaterherzen strömt2 • Jesus ist geboren3 • Mit den Hirten will ich gehen5 • Ich steh an deiner Krippen hier2 • Vom Himmel hoch, da komm ich her (Instrumental) • Heilge Nacht, ich grüße dich6 • Lobt Gott, ihr Christen, alle gleich (Instrumental) • Uns ist ein Kind geboren1 • Gelobet seist du, Jesu Christ3 • Jesus ist kommen (Orgelsolo) • Geh, ruf es auf dem Berge1 • Orgelsolo | 008     | | 1 ERF-Studiochor unter der Leitung von Gerhard Schnitter; 2 Chor des Evangelischen Sängerbundes unter der Leitung von Reinhold Weber; 3 Wilfried Mann; 4 Hans-Günter Dobzinski; 5 Karin Grober; 6 Hisae Kambara | 198?      | |
| 312 | | 088 | 008     | Also hat Gott die Welt geliebt Chor- und Bläsermusik zu Advent und Weihnachten | Chor des Evangelischen Sängerbundes unter der Leitung von Reinhold Weber; Pro musica sacra | 1989      | CD-Ausgabe der Katalog-Nr. MC (312.0)15.033; In Koproduktion mit dem Evangelischen Sängerbund, dort unter Katalognummer LP und MC 41, erschienen. |
| 312 | | 088 | 008     | Alte Worte glänzen neu Jugendchorlieder von Bernd Arhelger | Con-Takte unter der Leitung von Hans-Werner Scharnowski | 1990      | CD-Ausgabe der Katalognummer MC (312.0)15.037 |
| | | |         | | |           | |
| 312 | 015 | | 010     | Singen wir, spielen wir 29 Lieder für kleine Leute | ERF-Studiokinderchor* unter der Leitung von Gordon Schultz (?) | 198?      | * Bezeichnung bei Erstveröffentlichung: „Funk-Kinder“; CD-Veröffentlichung unter Nr. 83.012 |
| 312 | 015 | [1] Singen wir, spielen wir • [2] Der Himmel, die Erde • [3] Vater, ich will dich preisen • [4] Wie kann ich als junger Mensch • [5] Sechs Tage der Arbeit • [6] Wer lässt die Sterne strahlen • [7] Heute woll’n wir danke sagen • [8] Vater, wir wollen dir danken • [9] Danke, Herr, du bist so gut zu mir • [10] Zähl mal alles auf (Zähl mal alles auf, was Gott dir schenkt) • [11] Herr, dass du zu mir sprichst • [12] Halleluja, Gott ist groß • [13] Gott ist mein guter Hirt • [14] Die Gedanken Gottes sind so hoch • [15] Mit meinem Gott kann ich Mauern überspringen • [16] Gott will dir begegnen • [17] Schau her, ich steh an deiner Tür • [18] Ich freu mich auf den Tag mit dir • [19] Jeden Tag und jede Stunde • [20] Er kann helfen • [21] Ich sehe meinen Körper an • [22] Mit den Augen • [23] Meine Füße geb ich Gott • [24] Jesus hat mich lieb • [25] Was nichts gilt vor der Welt • [26] Die Familie Gottes ist so groß • [27] Er kann alles • [28] Gott, wir können dich nicht sehn • [29] Gottes Liebe ist wie die Sonne | 010     | | ERF-Studiokinderchor* unter der Leitung von Gordon Schultz (?) | 198?      | * Bezeichnung bei Erstveröffentlichung: „Funk-Kinder“; CD-Veröffentlichung unter Nr. 83.012 |
| 312 | | 088 | 010     | Schöne Stimmen loben Gott | James Doing | 198?      | CD-Ausgabe der Katalognummer MC (312.0)15.035 |
| 312 | 015 | | 011     | Hell erstrahlt der neue Tag Neue Kinderlieder zum Mitsingen | Brettheimer Kinderchor | 198?      | CD-Ausgabe erschienen unter Katalog-Nr. (312.0)83.011 |
| 312 | 015 | [1] Hell erstrahlt der neue Tag • [2] Wenn ich morgens früh aufsteh • [3] Singt dem Herrn nur eure Lieder • [4] Gott ist kein Traum • [5] Lasst doch Gott ein Lob erklingen • [6] Freut euch von Herzen • [7] Horch nur hin • [8] Halleluja, lobet den Herrn • [9] Sonnenschein und Ferienzeit (Sonnenschein und Ferienzeiten) • [10] Lasst uns Gott ein Loblied singen • [11] Einmal in deinem Leben • [12] Wie ein Kinderlachen • [13] Es gibt Tage • [14] Es gibt nur einen (Es gibt nur einen, der dich kennt) • [15] Ich will dir danken für die Gaben • [16] Still geht der Tag | 011     | | Brettheimer Kinderchor | 198?      | CD-Ausgabe erschienen unter Katalog-Nr. (312.0)83.011 |
| 312 | 015 | | 012     | Die Liedertruhe Neue Aufnahmen aus dem Musikstudio des ERF | Francesca Della Porta; Yukio Imanaka; ERF-Studiochor; Singkreis Laudate; Chor des Evangelischen Sängerbundes; Jugendchor der FeG Hannover Walderseestraße; BCPD Posaunenchor Hessen 3; Masaaki Suzuki | 198?      | |
| 312 | 015 | [1] Jesu, meine Freude (Präludium) (Masaaki Suzuki – Orgel) • [2] Liebster Jesu, wir sind hier (ERF-Studiochor) • [3] Herz und Herz vereint zusammen (Yukio Imanaka; ERF-Studiochor) • [4] Wächterruf (Wach auf, du Geist der ersten Zeugen) (BCPD-Posaunenchor) • [5] Schaff’s mit mir, Gott, nach deinem Willen (Francesca Della Porta) • [6] Auf dich seh ich (Yukio Imanaka) • [7] Wenn ich, o Schöpfer, deine Macht (Chor des Evangelischen Sängerbundes) • [8] Zeuch an die Macht, du Arm des Herrn (?) • [9] Wohl denen, die da wandeln (Yukio Imanaka; ERF-Studiochor) • [10] Gottes Führung fordert Stille (Francesca Della Porta) • [11] Von Gott will ich nicht lassen (?) • [12] Dank sei dir, Herr (Yukio Imanaka) • [13] Preist den Herren Jesus Christ (Francesca Della Porta; ERF-Studiochor) • [14] Der Herr ist gut (Der Herr ist gut, in dessen Dienst wir stehn) (BCPD-Posaunenchor) • [15] Wollt ihr wissen, was mein Preis (Yukio Imanaka) • [16] Was hilft es mir (Yukio Imanaka) • [17] Gelobt sei deine Treu (Singkreis Laudate im Christlichen Saengerbund) • [18] Schönster Herr Jesu (ERF-Studioorchester) • [19] Sein Nam heißt Wunderbar (Francesca Della Porta) • [20] Ich freu mich in dem Herren (BCPD-Posaunenchor) • [21] Es mag sein, dass alles fällt (Singkreis Laudate im Christlichen Sängerbund) • [22] Die Gnade sei mit allen (Yukio Imanaka) • [23] Bleib bei uns, denn es will Abend werden (Jugendchor der Freien evangelischen Gemeinde Hannover Walderseestraße) | 012     | | Francesca Della Porta; Yukio Imanaka; ERF-Studiochor; Singkreis Laudate; Chor des Evangelischen Sängerbundes; Jugendchor der FeG Hannover Walderseestraße; BCPD Posaunenchor Hessen 3; Masaaki Suzuki | 198?      | |
| 312 | | 088 | 012     | Christmas Instrumental | Bruno Bachofner | 198?      | CD-Ausgabe der Katalognummer MC (312.0)14.501 |
| 312 | 015 | | 013     | Dein Wort, mein Lied Der ERF-Studiochor singt vertonte Bibelworte* | ERF-Studiochor unter der Leitung von Gerhard Schnitter 1 Aleksandra Sudzilovskij 2 Andreas Wenzel | 198?      | Untertitel bei Erstveröffentlichung: „Der ERF-Studiochor mit Instrumentalisten und Solisten unter der Leitung von Gerhard Schnitter singt vertonte Bibelworte“ |
| 312 | 015 | [1] Gott schuf den Menschen zu seinem Bilde • [2] Du sollst den Namen des Herrn, deines Gottes • [3] Ihr sollt heilig sein, denn ich bin heilig • [4] Der Herr segne dich und behüte dich • [5] Zuflucht ist bei dem alten Gott • [6] Ein Mensch sieht, was vor Augen ist • [7] Ist der Herr Gott, so wandelt ihm nach • [8] Des Herren Augen schauen alle Lande • [9] Ich weiß, dass mein Erlöser lebt • [10] Wohl dem, der nicht wandelt • [11] Rufe mich an in der Not • [12] Dienet dem Herrn mit Freuden • [13] Der Herr denkt an uns und segnet uns (Der Herr denkt an uns) • [14] Dein Wort ist meines Fußes Leuchte • [15] Ich freue mich über dein Wort • [16] Ich will dich erheben, mein Gott • [17] Der Gerechten Pfad glänzt wie das Licht • [18] Suchet den Herrn, solange er zu finden ist (Suchet den Herrn) • [19] Ich habe dich je und je geliebt • [20] Es ist ein köstlich Ding, geduldig zu sein (Es ist ein köstlich Ding) • [21] Ich will euch ein neues Herz und einen neuen Geist geben • [22] Kommt, wir wollen wieder zum Herrn • [23] Suchet den Herrn, so werdet ihr leben • [24] Ich rief zu dem Herrn in meiner Angst • [25] Aber ich will mich freuen des Herrn • [26] Fürchte dich nicht, Zion • [27] Es soll nicht durch Heer oder Kraft • [28] Du Tochter Zion, freue dich sehr • [29] Euch aber, die ihr meinen Namen fürchtet • [30] Niemand kann zwei Herren dienen • [31] Himmel und Erde werden vergehen (Himmel und Erde werden vergehn) • [32] Euer Herz erschrecke nicht • [33] In der Welt habt ihr Angst • [34] Heilige sie in deiner Wahrheit • [35] Seid fröhlich in Hoffnung, geduldig in Trübsal • [36] Denn das Wort vom Kreuz ist eine Torheit • [37] Ich lebe doch nun nicht ich, sondern Christus • [38] Lasset das Wort Christi reichlich wohnen in euch • [39] Er aber, der Gott des Friedens, heilige euch (Er aber, der Gott des Friedens) • [40] Gott hat uns nicht einen Geist der Verzagtheit • [41] Denn alle Schrift, von Gott gegeben • [42] Dienet einander • [43] Alle eure Sorgen werfet auf ihn (Alle eure Sorge) • [44] Wenn wir aber im Lichte wandeln • [45] Unser Glaube ist der Sieg • [46] Das Wort Gottes ist lebendig • [47] Es spricht, der solches bezeugt | 013     | | ERF-Studiochor unter der Leitung von Gerhard Schnitter 1 Aleksandra Sudzilovskij 2 Andreas Wenzel | 198?      | Untertitel bei Erstveröffentlichung: „Der ERF-Studiochor mit Instrumentalisten und Solisten unter der Leitung von Gerhard Schnitter singt vertonte Bibelworte“ |
| 312 | 015 | | 014     | Erfülltes Leben | Neues-Leben-Singeteam* | 1985 (?)  | Schreibweise bei Erstveröffentlichung: „Neues Leben Singeteam“ |
| 312 | 015 | [1] Erfülltes Leben • [2] Jesus, wie soll ich dich nennen? • [3] Freunde • [4] Dein Wort • [5] Jona • [6] Ich lobe meinen Gott • [7] Deine Liebe • [8] Kommt doch her zu mir • [9] Sonnenschein und Regen • [10] Der Weinstock (Unser Herr sagt uns in seinem Wort) | 014     | | Neues-Leben-Singeteam* | 1985 (?)  | Schreibweise bei Erstveröffentlichung: „Neues Leben Singeteam“ |
| 312 | | 088 | 014     | Get On Board | Tikwa | 19??      | MC erschienen unter Katalognummer (312.0)14.502 |
| 312 | 015 | 088 | 015     | Spektrum | Spektrum unter der Leitung von Martin Falk | 198?      | |
| 312 | 015 | 088 | 015     | [1] Aufeinander zugehn • [2] Was ist deine Vision • [3] Und wir sind sicher • [4] Lass uns nicht im Stich • [5] Herz und Verstand • [6] Höre, Herr • [7] Das ist meine Freude • [8] Lobe den Herrn • [9] Wir träumen von dem gelobten Land • [10] Little Lamb • [11] Joshua Fit The Battle Of Jericho • [12] Da-ba-da • [13] Kommt und singt | Spektrum unter der Leitung von Martin Falk | 198?      | |
| 312 | 015 | | 016     | Komm und sieh | Jugendchor Aidlingen* unter der Leitung von Gerhard Schnitter | 198?      | * Bezeichnung bei Initialveröffentlichung: „Aidlinger Jugendchor“. |
| 312 | 015 | ① Komm und sieh ② Es ist in keinem anderen Heil ③ Fragst du dich oft? ④ Lass mir das Ziel vor Augen bleiben ⑤ Sieh die Vögel ⑥ Gott baut sein Haus ⑦ Wenn wir uns abends ⑧ Wir bekümmern uns nicht ⑨ Du hast meine Seele ⑩ Wenn du nur sprichst ⑪ Es mögen Stützen wanken ⑫ Mein Gott, ich frohlocke ⑬ Danke, mein Vater ⑭ Deine Treue, Herr Jesus | 016     | | Jugendchor Aidlingen* unter der Leitung von Gerhard Schnitter | 198?      | * Bezeichnung bei Initialveröffentlichung: „Aidlinger Jugendchor“. |
| 312 | 015 | | 017     | Jesu, meine Freude Orgelchoräle zum Kirchenjahr | Reinhard Wachinger – Heidenreich-Orgel von St. Michaelis, Hof; Kantorei von St. Michaelis, Hof (St. Michaeliskantorei Hof) (Bay) | 198?      | |
| 312 | 015 | | 018     | Ton in Ton | Jürgen Werth | 198?      | CD-Ausgabe erschienen unter Katalognummer CD (312.0)88.006 |
| 312 | 015 | [1] So mancher Große • [2] Christus vertrauen • [3] Du eroberst deine Welt • [4] Danke • [5] Tausend Hände • [6] Damit die Welt anders wird • [7] Jetzt fängt Fritz Roberts Leben an • [8] Er meint dich • [9] Unbeachtet und verloren • [10] Und dann schickst du einen Menschen • [11] Wer den Himmel verliert • [12] Allein den Betern | 018     | | Jürgen Werth | 198?      | CD-Ausgabe erschienen unter Katalognummer CD (312.0)88.006 |
| 312 | 015 | | 019     | Ich will dir danken, Herr | Bibellesebundchor unter der Leitung von Hans Leuenberger und Gordon Schultz | 1987 (?)  | |
| 312 | 015 | [1] Ich will den Namen des Herrn verkünden • [2] Wer in dieser Welt • [3] Ich will dir danken, Herr • [4] Schaffe in mir ein reiner Herz • [5] Herr, ich weiß, du denkst an mich • [6] Herr, es macht Freude dir zu danken • [7] Der Herr segne euch • [8] Jesus Christus starb für dich am Kreuz • [9] Herr, wir sind deine Jünger • [10] Herr Jesus Christus, du bist das Licht • [11] Nicht ihr habt mich erwählt • [12] Seht, welch eine Liebe • [13] Kommt doch her zu mir | 019     | | Bibellesebundchor unter der Leitung von Hans Leuenberger und Gordon Schultz | 1987 (?)  | |
| 312 | 015 | | 020     | Die Weihnachtsfreude Lieder zur Weihnachtszeit | ERF-Studiochor unter der Leitung von Gerhard Schnitter 1 Hannelore Finkbeiner 2 Eike Rathjen 3 Joachim Duske 4 Yukio Imanaka 5 Eddie Gauntt | 1987      | |
| 312 | 015 | [1] So sehr hat Gott die Welt geliebt • [2] Auf, auf, ihr Reichsgenossen4 • [3] O Heiland, reiß die Himmel auf1 • [4] Nun komm, der Heiden Heiland • [5] Freu dich, Erd und Sternenzelt1 • [6] Hört der Engel helle Lieder • [7] Die Weihnachtsfreude, die pustet keiner aus5 • [8] Als die Welt verloren • [9] Sieh nicht an, was du selber bist4 • [10] Vom Himmel hoch, da komm ich her • [11] Mit den Hirten will ich gehen4 • [12] O du fröhliche | 020     | | ERF-Studiochor unter der Leitung von Gerhard Schnitter 1 Hannelore Finkbeiner 2 Eike Rathjen 3 Joachim Duske 4 Yukio Imanaka 5 Eddie Gauntt | 1987      | |
| 312 | 015 | | 021     | Durch alle Zeiten Jugendchorlieder | ERF-Studiochor unter der Leitung von Gerhard Schnitter 1 Edmundo Lemaitre | 1988      | CD-Ausgabe erschienen unter Katalognummer CD (312.0)88.004 |
| 312 | 015 | [1] Durch alle Zeiten [Album-Version]1 • [2] Sonnenschein und Regenschauer • [3] In diese Welt der leeren Worte • [4] Singt mit uns (Singt mit uns und klatscht in die Hände) • [5] Du stellst meine Füße auf einen weiten Raum (Du stellst meine Füße)1 • [6] Seid fröhlich, ihr Christen [Album-Version] • [7] Freunde, es ist jetzt höchste Zeit • [8] Was hilft es (Was hilft es, wenn du die Welt gewinnst)1 • [9] Die Möwen1 • [10] Der du Frieden schaffst • [11] Shalom (Schalom, schalom, der Friede sei mit dir) • [12] Gott lässt uns nicht so1 • [13] Hüll mich ganz in deine Ruhe ein | 021     | | ERF-Studiochor unter der Leitung von Gerhard Schnitter 1 Edmundo Lemaitre | 1988      | CD-Ausgabe erschienen unter Katalognummer CD (312.0)88.004 |
| 312 | 015 | | 022     | Zwischen Tür und Angel | Jörg Swoboda | 1988      | Zuerst erschienen bei Deutsche Schallplatten, Berlin Ost, unter Katalog-Nr. 803028, Vertrieb im Westdeutschland durch Missionstrupp Frohe Botschaft, Katalog-Nr. 523, Nachauflage in Koproduktion mit Oncken-Verlag, Wuppertal, dort unter MC-Nr. 97.591, erschienen |
| 312 | 015 | [1] Derselbe Tag • [2] Herzen, die kalt sind (Herzen, die kalt sind wie Hartgeld) • [3] Vor wem macht Gottes Hoffnung halt • [4] Lass deine großen Sprünge • [5] Zu Abraham sprach Gott • [6] Dass dein Wort in meinem Herzen (Dass dein Wort in meinem Herzen starke Wurzeln schlägt) (Starke Wurzeln, gute Früchte) • [7] Als ob es so sein muss • [8] Eins ist klar • [9] Du bist Gottes Liebe • [10] Am Morgen stehst du auf • [11] Steig in das Boot • [12] Ich glaub nicht • [13] Tu den ersten Schritt • [14] Sympathie-für-alte-Leute-Song • [15] Fällt mir das Leben schwer • [16] Herr, wir haben deinen Ruf gehört | 022     | | Jörg Swoboda | 1988      | Zuerst erschienen bei Deutsche Schallplatten, Berlin Ost, unter Katalog-Nr. 803028, Vertrieb im Westdeutschland durch Missionstrupp Frohe Botschaft, Katalog-Nr. 523, Nachauflage in Koproduktion mit Oncken-Verlag, Wuppertal, dort unter MC-Nr. 97.591, erschienen |
| 312 | 015 | | 023     | Band am laufenden Band | Diverse | 198?      | |
| 312 | 015 | | 024     | Freude ERF-Singtour | Chor der ERF-Singtour unter der Leitung von Gerhard Schnitter 1 Christine Plößer 2 Edmundo Lemaitre ERF Big Band | 1988      | CD-Ausgabe erschienen unter Katalognummer CD (312.0)88.003 |
| 312 | 015 | [1] Wir freuen uns, weil wir hoffen • [2] That’s Us (Instrumental) (ERF Big Band) • [3] Wenn wir von Freude singen wollen • [4] Roll, Jordan, Roll (Instrumental) (ERF Big Band) • [5] Die Geschichte von dem Vater (Ballade, 1. Teil) • [6] Die Geschichte von dem Vater (Ballade, 2. Teil) • [7] Wayfaring Stranger (Instrumental) (ERF Big Band) • [8] Freude (Freude! Wir singen, weil wir uns freuen) (Freude, wir singen) | 024     | | Chor der ERF-Singtour unter der Leitung von Gerhard Schnitter 1 Christine Plößer 2 Edmundo Lemaitre ERF Big Band | 1988      | CD-Ausgabe erschienen unter Katalognummer CD (312.0)88.003 |
| 312 | | 088 | 024     | Auslese aus „Freude am Singen“ 38 Lieder aus Gerhard Schnitters Mitsing-Reihe | Various | 1988      | CD-Sammelausgabe der MC-Nr. (312.0)16.024 sowie MC-Nr. (312.0)16.025 Kompilationsalbum aus Zweitverwertungstiteln vorangegangener Veröffentlichungen |
| 312 | 015 | | 025     | Vertrauen | Christel Menzel-Schrebkowski | 1988      | |
| 312 | 015 | [1] Jesus hat verheißen [ERF-Version] • [2] Du Herr, bist mein Gott [aus MC-Nr. 16.004] • [3] Wirf alle deine Sorgen [aus MC-Nr. 15.003] • [4] Er gibt dir mehr Gnade • [5] Lobe den Herren, du meine Seele • [6] Ohne Weg, ohne Licht, ohne Hilfe (Seine Güte und Gnade) [ERF-Version] • [7] Wer nur den lieben Gott lässt walten • [8] Zünde an dein Feuer [ERF-Version] • [9] Herr, lass mich nicht nur reden • [10] Befiehl du deine Wege [ERF-Version] • [11] Wie ein Blatt vom Wind verweht • [12] Bist du müde, Träumen nachzujagen • [13] Wer Gott folgt, riskiert seine Träume (Vertraut auf den Herrn für immer) • [14] Sei still, mein Herz | 025     | | Christel Menzel-Schrebkowski | 1988      | |
| 312 | 015 | | 026     | | |           | |
| 312 | 015 | | 027     | One For All | Lothar Kosse (Gitarren) | 1988      | Diskrepanz in Katalognummerierung: CD-Ausgabe erschienen unter Nr. 88.002; Lizenzausgabe als LP erschienen in Musiklabel Gerth Medien unter Nr. 33.572 |
| 312 | 015 | [1] One For All (Römer 5,8) • [2] Sinai • [3] In The Groove • [4] Now And Forever • [5] Streetshuffle (Street Shuffle) • [6] The King’s Dance • [7] The Race • [8] Let The Rain Fall Down | 027     | | Lothar Kosse (Gitarren) | 1988      | Diskrepanz in Katalognummerierung: CD-Ausgabe erschienen unter Nr. 88.002; Lizenzausgabe als LP erschienen in Musiklabel Gerth Medien unter Nr. 33.572 |
| 312 | 015 | | 028     | | |           | |
| 312 | 015 | | 029     | | |           | |
| 312 | 015 | | 030     | Das walte Gott | Wilfried Mann | 198?      | |
| 312 | 015 | [1] Mit dem Herrn fang alles an • [2] Das walte Gott • [3] Der Tag ist seiner Höhe nah • [4] Beter sind Wundervollbringer • [5] Das sei alle meine Tage • [6] Viele Menschen fühlen sich verlassen • [7] Im Glauben und Vertrauen • [8] Dem Ziele zu • [9] Es ist gewisslich an der Zeit • [10] Muss ich gehn mit leeren Händen • [11] Wenn ich ihn nur habe • [12] Geduld ist euch von Nöten • [13] Näher, mein Gott, zu dir | 030     | | Wilfried Mann | 198?      | |
| 312 | 015 | | 031     | Von Anfang an … Gitarristische Impressionen | Michael Redling Intro | 1989      | |
| 312 | 015 | Am Anfang • Garten Eden • Adam • Das Gebot • Eva • Miteinander • Alles, was lebt • In der Falle • Erinnerungen an das verlorene Paradies • Gospel Tune • Für alle Ewigkeit (Die neue Schöpfung) | 031     | | Michael Redling Intro | 1989      | |
| 312 | 015 | | 032     | Frohe Zeit für Kinder – Strandlieder | Edmundo Lemaitre Kinderchor der Freien evangelischen Gemeinde Kierspe unter der Leitung von Silvia Witulski ERF-Studiochor unter der Leitung von Gerhard Schnitter | 1989      | CD-Ausgabe erschienen unter Katalognummer CD (312.0)83.032 |
| 312 | 015 | [1] Jesus ruft alle Kinder • [2] Kommt schnell herbei, ihr Kinder • [3] Gottes Liebe ist so wunderbar • [4] Gott ist gut zu mir • [5] Er hält die ganze Welt • [6] Ich freue mich und singe • [7] Ich sehe die Wolken • [8] Sing mit, klatsch mit • [9] Erd und Himmel, Land und Meer • [10] Oft will ich fliegen • [11] Eins, zwei, der Herr ist treu • [12] A sante sana Jesu • [13] Danke, Herr Jesu • [14] Schwarze, Weisse, Rote, Gelbe • [15] Heut ist ein Tag, an dem ich singen kann • [16] Ich sing euch kein Lied von großen Leuten (Kein Lied für große Leute) • [17] Ja, Gott hat alle Kinder lieb • [18] Jesus liebt mich ganz gewiss • [19] Dies frohe Singen reisst mich mit • [20] Der graue Esel ruft • [21] Minna to issho ni • [22] Wer lässt die Sterne strahlen | 032     | | Edmundo Lemaitre Kinderchor der Freien evangelischen Gemeinde Kierspe unter der Leitung von Silvia Witulski ERF-Studiochor unter der Leitung von Gerhard Schnitter | 1989      | CD-Ausgabe erschienen unter Katalognummer CD (312.0)83.032 |
| 312 | 015 | | 033     | Also hat Gott die Welt geliebt Chor- und Bläsermusik zu Advent und Weihnachten | Chor des Evangelischen Sängerbundes unter der Leitung von Reinhold Weber Pro musica sacra | 1989      | CD-Ausgabe erschienen unter Katalog-Nr. (312.0)88.008 In Koproduktion mit dem Evangelischen Sängerbund, dort unter Katalognummer LP und MC 41, erschienen. |
| 312 | 015 | | 034     | | |           | |
| 312 | 015 | | 035     | Schöne Stimmen loben Gott | James Doing 1 ERF-Studiochor unter der Leitung von Gerhard Schnitter | 198?      | CD-Ausgabe erschienen unter Katalognummer MC (312.0)88.010 |
| 312 | 015 | [1] Dein Name ist über allem, Herr • [2] Groß ist der Herr • [3] Heilig, heilig, heilig • [4] Mein Jesus, ich lieb dich • [5] Wie herrlich ist dein Name • [6] Bleibend ist deine Treu • [7] Ich rühm die Gnade • [8] Hört auf das Singen • [9] Lobt unsern Gott • [10] Schönster Herr Jesus • [11] Seligstes Wissen (Seligstes Wissen, Jesus ist mein) • [12] So wie ich bin • [13] Gott ist mein Fels | 035     | | James Doing 1 ERF-Studiochor unter der Leitung von Gerhard Schnitter | 198?      | CD-Ausgabe erschienen unter Katalognummer MC (312.0)88.010 |
| 312 | 015 | | 036     | Just As I Am | James Doing | 198?      | Englischsprachige Parallelausgabe der Katalog-Nr. MC 15.035 |
| 312 | 015 | [1] How Excellent Is Thy Name • [2] Great Is The Lord • [3] Holy, Holy, Holy • [4] My Jesus, I Love Thee • [5] How Majestic Is Your Name • [6] Great Is Thy Faithfulness • [7] Amazing Grace • [8] Easter Song • [9] Let There Be Praise • [10] Fairest Lord Jesus • [11] Blessed Assurance • [12] Just As I Am • [13] Upon This Rock | 036     | | James Doing | 198?      | Englischsprachige Parallelausgabe der Katalog-Nr. MC 15.035 |
| 312 | 015 | | 037     | Alte Worte glänzen neu Jugendchorlieder von Bernd Arhelger | Con-Takte unter der Leitung von Hans-Werner Scharnowski 1 Ulrike Ferdinand 2 Heidi Klingberg 3 Matthias Mäder | 1990      | CD-Ausgabe erschienen unter Katalog-Nr. (312.0)88.008 |
| 312 | 015 | [1] Freut euch mit den Fröhlichen • [2] Alte Worte glänzen neu • [3] Jesus Calls You Now • [4] Manchmal • [5] Herr, lehr uns beten • [6] Herr, dein Wort • [7] Du mein Licht • [8] Nur bei dir • [9] Mikado • [10] Abendlied • [11] Der Herr behüte dich | 037     | | Con-Takte unter der Leitung von Hans-Werner Scharnowski 1 Ulrike Ferdinand 2 Heidi Klingberg 3 Matthias Mäder | 1990      | CD-Ausgabe erschienen unter Katalog-Nr. (312.0)88.008 |
| 312 | 015 | 088 | 038     | Jubelt dem Herrn zu Der Bibellesebundchor singt Neue geistliche Lieder | BibellesebundChor unter der Leitung von Hans Leuenberger | 1990      | |
| 312 | 015 | 088 | 038     | [1] Jubelt dem Herrn zu • [2] Herr, befreie unsre Herzen / Singt Halleluja unserm Herrn / Ich will dich preisen, Herr / Unser Gott, dein Name sei gelobt • [3] Were You There • [4] Jesus, in deinem Namen ist Kraft • [5] Ja, er kommt zurück • [6] Jesus, dir gehört mein Leben • [7] Sing To The Lord • [8] Wohl dem, dem die Übertretungen vergeben sind • [9] Wir sind eins im Geist • [10] Ich möchte ständige, bewusste Gemeinschaft mit Jesus / Ich will dich kennen, Herr • [11] Wir sind sein Volk • [12] Du bist würdig • [13] Ich liege und schlafe ganz in Frieden | BibellesebundChor unter der Leitung von Hans Leuenberger | 1990      | |
| 312 | 015 | | 039     | Dir, Herr, singen wir Lieder aus der August-Hermann-Francke-Schule Gießen | Chor der August-Hermann-Francke-Schule Gießen | 198?      | |
| 312 | 015 | [1] Einen andern Grund kann niemand legen • [2] Du bist die Tür • [3] Lehre mich • [4] Alle Wege, alle Worte • [5] Dein Wort • [6] O großer Gott • [7] Herr Jesus Christus, in dir ist Heil • [8] Lob- und Danklied • [9] Dir Lob zu singen • [10] Herr, unser Herrscher (Kanon) • [11] Das ist meine Freude (Kanon) • [12] Nähme ich Flügel der Morgenröte • [13] Bei dir, Herr, suche ich Zuflucht • [14] Ich will dich loben in der Stille | 039     | | Chor der August-Hermann-Francke-Schule Gießen | 198?      | |
| 312 | 015 | 088 | 040     | Ein Stern geht auf Weihnachtslieder für die ganze Familie | 1 Leuner Kinderchor unter der Leitung von Gerhard Schnitter 2 ERF-Studiochor unter der Leitung von Gerhard Schnitter 3 Christine Plößer | 1990      | |
| 312 | 015 | 088 | 040     | [1] Die schöne Zeit1; 2 • [2] Wir sagen euch an1; 2 • [3] Macht hoch die Tür1; 2; 3 • [4] Was soll das bedeuten1 • [5] Kommet, ihr Hirten1; 2 • [6] Als ich bei meinen Schafen (Als ich bei meinen Schafen wacht)1; 2; 3 • [7] Ihr Hirten, ihr Hirten1; 2 • [8] Ein Stern geht auf1; 2; 3 • [9] Vom Himmel hoch (Vom Himmel hoch, da komm ich her)1; 2; 3 • [10] Unser Heiland ist nun da2 • [11] Aus der kleinsten Hütte1; 2 • [12] Der Heiland ist geboren1; 2; 3 • [13] Ihr Kinderlein, kommet1 • [14] O Freude über Freude1; 2; 3 • [15] Heut ist der Tag1; 2 • [16] Tragt in die Welt1 • [17] Freude, große Freude (Freude, große Freude, hört, was geschah)1; 2; 3 | 1 Leuner Kinderchor unter der Leitung von Gerhard Schnitter 2 ERF-Studiochor unter der Leitung von Gerhard Schnitter 3 Christine Plößer | 1990      | |
| 312 | 015 | | 041     | | |           | |
| 312 | 015 | 088 | 042     | Käte-Walter-Lieder | ERF-Studiochor unter der Leitung von Gerhard Schnitter 1 Hannelore Finkbeiner 2 Eike Tiedemann-Rathjen 3 Joachim Duske | 1990      | |
| 312 | 015 | 088 | 042     | [1] Jubiliere, singe, klinge1 • [2] Ein jeder Tag ist Gnade2 • [3] In dir allein ist Freude • [4] Kann ich den Weg nicht sehen (Joachim Duske) • [5] Ich geb mich ganz in deine Hände (Hannelore Finkbeiner) • [6] Sei getrost und unverzagt (Joachim Duske) • [7] Siegesruf, der alle Himmel füllt • [8] Und wenn ich oftmals zagen will (Joachim Duske) • [9] Der Dank ist wie ein Vogellied • [10] Ein festes, sichres Wandern2 • [11] Gib für diesen Tag mir Kraft (Hannelore Finkbeiner) • [12] Füll uns selber alle Tage • [13] Es sät der Sämann seine Saat2 • [14] Von Gott geliebt! Warum sollt ich noch zagen? (Hannelore Finkbeiner) • [15] Bleibe bei uns Stund um Stund2 • [16] Des Lebens Jahre (Meine Zeit steht in deinen Händen) (Des Lebens Jahre uns entgleiten) (Es steht die Zeit in deinen Händen)3 | ERF-Studiochor unter der Leitung von Gerhard Schnitter 1 Hannelore Finkbeiner 2 Eike Tiedemann-Rathjen 3 Joachim Duske | 1990      | |
| 312 | 015 | 088 | 043     | Kommt, singt mit Freuden Mosaik-Lieder der Jesus-Bruderschaft Gnadenthal | ERF-Studiochor unter der Leitung von Gerhard Schnitter Brigitte Lang Matthias Mäder | 1991      | |
| 312 | 015 | 088 | 043     | [1] Singt und tanzt • [2] Kommt, ja kommt mit Freuden • [3] Ich freu mich auf den Tag mit dir • [4] Siehe, ich habe dir geboten • [5] Ja will ich sagen • [6] Dass du mich einstimmen lässt • [7] Komm, du Geist • [8] Lobpreiset unsern Gott • [9] Ich will dich loben • [10] Mit meinem Gott • [11] Seid nicht bekümmert • [12] Fülle uns frühe (Fülle uns frühe mit deiner Gnade) • [13] Macht, Kraft, Sieg und Frieden • [14] Liebe ist, was du schenkst • [15] Lobe den Herren, du meine Seele • [16] Vater, wir beten an • [17] Danket dem Herrn • [18] Jesus, Name aller Namen | ERF-Studiochor unter der Leitung von Gerhard Schnitter Brigitte Lang Matthias Mäder | 1991      | |
| 312 | 015 | | 044     | | |           | |
| 312 | 015 | 088 | 045     | Vernissage | Intro | 19??      | Intro (Michael Redling – Gitarre; Siegfried Bohnert – Bass; Boris Becker – Percussion) mit: Michael Großmann – Schlagzeug; Johannes Nitsch – Keyboards; Jürgen Weiß – Saxophon, Klarinette                                                                           |
| 312 | 015 | 088 | 045     | 5 vor 4 • Insaiter • Gute Nachricht • Auferstehung • Bossa For Him • Cherubim • Rag For Marcel • Standing Ovation • Zufriedenheit • Dialog • Jazzterday • Johannes der Täufer • Shalom | Intro | 19??      | Intro (Michael Redling – Gitarre; Siegfried Bohnert – Bass; Boris Becker – Percussion) mit: Michael Großmann – Schlagzeug; Johannes Nitsch – Keyboards; Jürgen Weiß – Saxophon, Klarinette                                                                           |
| 312 | 015 | 088 | 046     | Ninive 3 Jugendchöre im Christlichen Sängerbund | Ninive-Chor unter der Leitung von Armin Müller | 1991      | In Koproduktion mit dem Verlag Singende Gemeinde des Christlichen Sängerbundes, dort unter Katalognummer MC 95.503, erschienen |
| 312 | 015 | 088 | 046     | [1] Glaube, Hoffnung, Liebe • [2] Erwecke und belebe uns • [3] Uschaftem mayin / Dies ist der Tag / Uaschften mayim • [4] Gott, wann wird dein Reich erscheinen • [5] I Will Bless The Lord • [6] Umkehr – Einkehr • [7] Bewahre uns, Gott • [8] Visionen verändern • [9] Jesus sucht Leute • [10] Viele Menschen fühlen sich verlassen • [11] All Night, All Day • [12] Freedom Is Coming • [13] All Night, All Day (Reprise) • [14] Ich bin der Weg, die Wahrheit und das Leben • [15] Bevor die Sonne sinkt | Ninive-Chor unter der Leitung von Armin Müller | 1991      | In Koproduktion mit dem Verlag Singende Gemeinde des Christlichen Sängerbundes, dort unter Katalognummer MC 95.503, erschienen |
| 312 | 015 | | 047     | Concerto Höhepunkte aus den Benefizkonzerten zugunsten des Projekts Afrika soll leben | ERF-Studioorchester unter der Leitung von Christoph Adt | 1991      | |
| 312 | 015 | Suite in D-Dur aus der Wassermusik von Georg Friedrich Händel • Concerto „II Cardellino“ von Antonio Vivaldi • Sinfonia a quattro c-Moll von Franz Xaver Richter • Ouverture a-Moll von Georg Philipp Telemann • Concerto d-Moll von Alessandro Marcello | 047     | | ERF-Studioorchester unter der Leitung von Christoph Adt | 1991      | |
| 312 | 015 | | 048     | Adam & Co. Musical von Gerhard Schnitter | James Doing; ERF-Studiochor unter der Leitung von Gerhard Schnitter | 1991      | |
| 312 | 015 | 088 | 049     | Mamapapakinderlieder | Jürgen Werth 1 Kathi Arndt 2 Leuner Kinderchor unter der Leitung von Gerhard Schnitter | 1992      | |
| 312 | 015 | 088 | 049     | [1] Radiokisten-Knattersong • [2] Kinder • [3] Du bist du (Vergiss es nie) [ERF-Version 1991] • [4] Du eroberst deine Welt • [5] Ich hab einen Freund • [6] Unser süßes Pulverfass • [7] Jesus liebt Kinder • [8] Zehn • [9] Schwarz auf weiß • [10] Wenn Meerschweinchen … • [11] Wert(h)ungen • [12] Herr aller Zeiten | Jürgen Werth 1 Kathi Arndt 2 Leuner Kinderchor unter der Leitung von Gerhard Schnitter | 1992      | |
| 312 | 015 | 088 | 050     | Ist doch alles gut. Oder? | Lutz Scheufler | 1991      | Spätere Auflagen erschienen im S.D.G. Verlag sowie im Label Ostwind-Musik |
| 312 | 015 | 088 | 050     | Nimm doch deinen Walkman endlich ab! • Glück auf! • Sonntagmorgen • Gefangen wie ein Vogel • Wenn Mütter töten, stirbt die Welt • Freiheit wird dann sein • Mensch, ärgere dich nicht • Ein Blinder stand dort am Weg • Alle Menschen sind doch Fremde • Frieden wird werden | Lutz Scheufler | 1991      | Spätere Auflagen erschienen im S.D.G. Verlag sowie im Label Ostwind-Musik |
| 312 | 015 | 088 | 051     | Paul-Gerhardt-Lieder | ERF-Studiochor unter der Leitung von Gerhard Schnitter 1 Hannelore Finkbeiner 2 Eike Tiedemann-Rathjen 3 Matthias Köhler 4 Richard Ewert 5 Eddie Gauntt | 1993 (?)  | |
| 312 | 015 | 088 | 051     | [1] Sollt ich meinem Gott nicht singen • [2] Ich singe dir mit Herz und Mund • [3] Lobet den Herren, alle, die ihn ehren • [4] Warum sollt ich mich denn grämen? • [5] Ist Gott für mich, so trete • [6] O Haupt voll Blut und Wunden • [7] Wach auf, mein Herz, und singe • [8] Befiehl du deine Wege • [9] Gib dich zufrieden und sei stille • [10] Zieh ein zu deinen Toren • [11] Ich bin ein Gast auf Erden • [12] Du meine Seele, singe | ERF-Studiochor unter der Leitung von Gerhard Schnitter 1 Hannelore Finkbeiner 2 Eike Tiedemann-Rathjen 3 Matthias Köhler 4 Richard Ewert 5 Eddie Gauntt | 1993 (?)  | |
| 312 | 015 | 088 | 052     | Wunschlieder | Hannelore Finkbeiner; James Doing; ERF-Studiochor unter der Leitung von Gerhard Schnitter | 1991      | |
| 312 | 015 | 088 | 052     | [1] Du großer Gott, wenn ich die Welt betrachte • [2] Welch ein Freund ist unser Jesus • [3] Wie ein Strom von oben • [4] Ich bin durch die Welt gegangen • [5] So nimm denn meine Hände • [6] Weiß ich den Weg auch nicht • [7] Auf Adlers Flügeln getragen • [8] Auf dem Lamm ruht meine Seele • [9] Hier hast du meine beiden Hände • [10] Bis hierher hat mich Gott gebracht • [11] Harre, meine Seele • [12] Nimm mein Leben • [13] Herr, weil mich festhält deine starke Hand | Hannelore Finkbeiner; James Doing; ERF-Studiochor unter der Leitung von Gerhard Schnitter | 1991      | |
| 312 | 015 | 088 | 053     | Beliebte Choräle | ERF-Studiochor unter der Leitung von Gerhard Schnitter 1 Joachim Duske | 1992      | |
| 312 | 015 | 088 | 053     | [1] Dir, dir, o Höchster, will ich singen1 • [2] Wunderbarer König • [3] Dankt dem Herrn mit frohem Mut • [4] Nun gib uns Pilgern aus der Quelle • [5] Freu dich sehr, o meine Seele • [6] Jesu, meine Freude (Jesu, meine Freude, meines Herzens Weide) • [7] Großer Gott, wir loben dich • [8] Wie groß ist des Allmächtgen Güte1 • [9] Herr Jesu Christ, dich zu uns wend • [10] Nun jauchzt dem Herren, alle Welt1 • [11] Herr, wir stehen Hand in Hand • [12] Der Herr ist gut, in dessen Dienst wir stehn • [13] Hinunter ist der Sonnen Schein | ERF-Studiochor unter der Leitung von Gerhard Schnitter 1 Joachim Duske | 1992      | |
| 312 | 015 | | 054     | | |           | |
| 312 | 015 | 088 | 055     | „Männer“ | Männer unter der Leitung von Armin Müller | 1992      | |
| 312 | 015 | 088 | 055     | [1] Nur durch Jesus • [2] Plenty Good Room • [3] Wenn das Dunkel schwindet • [4] I Will Bless The Lord • [5] Dabada (Wenn du Jesus kennst) • [6] I Wanna Be Closer • [7] Kum Ba Yah (Kumbaya) • [8] Ich fange von vorne an • [9] Joshua Fit The Battle • [10] Lass mich hören • [11] Instrumental • [12] Kommt doch her zu mir • [13] Bevor die Sonne sinkt | Männer unter der Leitung von Armin Müller | 1992      | |
| 312 | 015 | 088 | 056     | So reich gemacht! | Allianz-Diakonissenchor* unter der Leitung von Gerhard Schnitter | 19??      | * Chor von 65 Diakonissen aus 13 Mutterhäusern |
| 312 | 015 | 088 | 056     | [1] Gott ist für mich • [2] Gestern durfte ich erfahren • [3] Du hast mein Leben so reich gemacht • [4] Mein Gott, wie groß ist dein Erbarmen • [5] Lass dir an meiner Gnade genügen • [6] Shalom, Shalom, Gottes Friede • [7] Nur dir, dem Lamme folg ich nach • [8] Geh nicht vorüber am Erdenleid • [9] Das Blut Jesu Christi • [10] Deine Segenshände • [11] Gott, deine Gnade tröstet mich • [12] Gott kann alles • [13] Du hast versprochen, mich zu hören • [14] O Herr, im Dunkel dieser Zeit | Allianz-Diakonissenchor* unter der Leitung von Gerhard Schnitter | 19??      | * Chor von 65 Diakonissen aus 13 Mutterhäusern |
| 312 | 015 | 088 | 057     | Abendlieder | ERF-Studiochor unter der Leitung von Gerhard Schnitter James Doing Matthias Mäder | 1993      | |
| 312 | 015 | 088 | 057     | [1] Ich liege und schlafe (Ich liege und schlafe ganz in Frieden) • [2] Eine ruhige Nacht • [3] Es ist spät geworden • [4] Nun schläfet man • [5] Ruhet von des Tages Lasten • [6] Abend ward, bald kommt die Nacht • [7] Der lieben Sonne Licht und Pracht • [8] Der Mond ist aufgegangen • [9] Der Tag ist um • [10] Herr, bleibe bei uns • [11] Abend wird es wieder • [12] Noch hinter Berges Rande • [13] Diesen Tag, Herr • [14] Nach des Tages Last • [15] Mein schönste Zier • [16] Herr, bleibe bei uns in der Nacht | ERF-Studiochor unter der Leitung von Gerhard Schnitter James Doing Matthias Mäder | 1993      | |
| 312 | 015 | | 058     | | |           | |
| 312 | | 088 | 059     | Na also! | Helmut F. Graetz | 199?      | |
| 312 | | 088 | 060     | Wahre Helden | Lutz Scheufler | 1994      | Spätere Auflagen erschienen im S.D.G. Verlag |
| 312 | Gegen den Trend • Wahre Helden • Du bist da • Hilf mir • Steig doch ein • Alles verfällt • Was fehlt dir noch • Wahrheit, die nur wehtut • Steh wieder auf • Manchmal • Danke | 088 | 060     | | Lutz Scheufler | 1994      | Spätere Auflagen erschienen im S.D.G. Verlag |
| 312 | | 088 | 061     | Die Wetzlarer Dom-Orgel und ihre Organisten | Joachim Eichhorn; Wolfgang Weiß | 199?      | |
| 312 | 015 | 088 | 062     | Volle Kraft voraus! | Andreas Biermann | 1994      | |
| 312 | 015 | 088 | 062     | [1] Freunde • [2] Mut zum Leben • [3] Aufkleber • [4] Will wieder leise werden • [5] Komm, komm, mein Kind • [6] Arm oder reich • [7] Volle Kraft voraus • [8] Hin oder her • [9] Versager Blues (Versager-Blues) • [10] Abenteuer Leben • [11] Dem Leben entgegen | Andreas Biermann | 1994      | |
| 312 | 015 | 088 | 063     | Ach, du | Jürgen Werth | 1995 (?)  | |
| 312 | 015 | 088 | 063     | [1] Liederwelt • [2] Hab ich Platz in deinem Zelt? • [3] Einfach da • [4] Mancher Weg ist weit • [5] Dass ich bin, bin • [6] Du machst dich arm, du machst uns reich • [7] Wie Bilder von Chagall • [8] Wenn die Schwalben nicht mehr fliegen • [9] Gimme A Jump! • [10] Hinterm Deich • [11] Du bist mein Mozart • [12] Und dein Herz nimmt Flügel • [13] Endlich wieder Frieden | Jürgen Werth | 1995 (?)  | |
| | 15 | 88 | 064     | „… ihr sollt leben!“ Der Evangelische Sängerbund im ERF | Tonbandchor des Evangelischen Sängerbundes unter der Leitung von Reinhold Weber | 1993      | Tonträgerveröffentlichung von vorangegangenen Rundfunkaufnahmen des Evangeliums-Rundfunks |
| [1] Jauchzet, ihr Himmel • [2] Ich sing dem Herren Lob und Preis • [3] Kommt, atmet auf • [4] Ich freue mich an diesem Leben • [5] Siehe, ich bin bei dir • [6] Christus ist König, jubelt laut • [7] Ohne Sehen will ich trauen • [8] Geh betend in den Tag hinein • [9] Der Tag ist seiner Höhe nah • [10] In dem Herren freuet euch • [11] Ehre sei dir, Christe • [12] Komm in unsre stolze Welt • [13] Sei getrost und unverzagt • [14] Ich steh an deinem Kreuz (Ich steh an deinem Kreuz, Herr Christ) • [15] Christus nahm dem Tod die Macht • [16] Gott will’s machen | 15 | 88 | 064     | | Tonbandchor des Evangelischen Sängerbundes unter der Leitung von Reinhold Weber | 1993      | Tonträgerveröffentlichung von vorangegangenen Rundfunkaufnahmen des Evangeliums-Rundfunks |
| | 15 | 88 | 065     | Du bist mein Rabe Lieder von der Liebe | Manfred Siebald |           | In Koproduktion mit Hänssler Music (CD-Nr. 99.564 / MC-Nr. 96.464) erschienen. |
| | 15 | 88 | 066     | Typisch Männer | Männer unter der Leitung von Armin Müller | 1993      | |
| [1] Kreuzzeichen • [2] I’m Gonna Keep On Singing • [3] Wenn du fragst • [4] Where Do I Go • [5] Einer fängt an • [6] If I Had A Hammer • [7] Tausendmal • [8] Preist ihn, den Herrn der Herrlichkeit • [9] Swing Low, Sweet Chariot • [10] Circles • [11] Müde Krieger • [12] Geh | 15 | 88 | 066     | | Männer unter der Leitung von Armin Müller | 1993      | |
| 312 | 015 | | 067     | | |           | |
| | 15 | 88 | 068     | In Schwung gebracht | Jugendchor Aidlingen unter der Leitung von Gerhard Schnitter 1 Heidi Bieber | 1994      | |
| [1] Wer es wagt, Gott zu vertrauen • [2] Jesus ruft • [3] Herr, lass deinen Weg mich wissen • [4] Von Christus mobil gemacht • [5] Gott macht es gut • [6] Ich will mich freuen des Herrn • [7] Er hat uns die Tür geöffnet • [8] Jesus, du mein Gott und Herr • [9] Staunend seh ich deine Liebe • [10] Gott macht keine halben Sachen • [11] Jesus, dir nach, weil du rufst [Version 1994] • [12] Am Abend dieses Tages | 15 | 88 | 068     | | Jugendchor Aidlingen unter der Leitung von Gerhard Schnitter 1 Heidi Bieber | 1994      | |
| | 15 | 88 | 069     | Up To Date | Kennzeichen C | 1994 (?)  | |
| [1] Jesus He’s My Saviour • [2] Fassade • [3] Über Grenzen gehn • [4] Hunger • [5] We’ve Got The Power • [6] You Are Almighty, God • [7] This Kind Of Love • [8] Anfang • [9] Up To Date • [10] Sehnsucht • [11] Zeit • [12] Jesus Will Make A Way • [13] Mut zum Leben • [14] Breite deine Hände | 15 | 88 | 069     | | Kennzeichen C | 1994 (?)  | |
| | 15 | 88 | 070     | Dem Herren will ich singen | Knabenkantorei der Wuppertaler Kurrende unter der Leitung von Heinz Rudolf Meier | 1995 (?)  | |
| 312 | | 088 | 070     | Morgenstern Weihnachten mit dem ERF-Chor und Eckart zur Nieden | ERF-Chor unter der Leitung von Mirjam Langenbach Eckart zur Nieden (Sprecher) | 2009      | |
| 312 | [1] Es kommt ein Schiff, geladen • [2] Machet die Tore weit (Lesung) • [3] Macht hoch die Tür • [4] Es wird nicht immer dunkel sein • [5] Advent – Gott kommt (Lesung) • [6] Joy To The World • [7] Gospel-Magnificat • [8] Maria und Elisabeth (Lesung) • [9] Go Tell It On The Mountain • [10] Der Morgenstern (Lesung) • [11] O komm, o komm, du Morgenstern / Der Morgenstern • [12] Ich steh an deiner Krippen hier • [13] Endlich (Lesung) • [14] Herbei, o ihr Gläubigen | 088 | 070     | | ERF-Chor unter der Leitung von Mirjam Langenbach Eckart zur Nieden (Sprecher) | 2009      | |
| | 15 | 88 | 071     | Meine goldene Liedersammlung | Christel Menzel-Schrebkowski | 1995      | Kompilationsalbum aus Zweitverwertungstiteln vorangegangener, teilweise verlagsexterner, Veröffentlichungen (enthält 2 Musiktitel in Erstveröffentlichung?) |
| [1] Ich will es jubelnd singen [aus Gerth Medien – LP-Nr. 33.768] • [2] Du hast mein Leben so reich gemacht [aus Frohe Botschaft im Lied – Single-Nr. 45.603] • [3] Geh mit Jesus durch dein Leben [aus Gerth Medien – LP-Nr. 33.768] • [4] Ohne Weg, ohne Licht, ohne Hilfe [ERF-Version aus MC-Nr. 15.025] • [5] Der Herr ist mein Heil [aus Gerth Medien – LP-Nr. 33.768] • [6] Gott will’s machen [aus Frohe Botschaft im Lied – Single-Nr. 45.465] • [7] Von Furcht ganz umnachtet [aus Frohe Botschaft im Lied – Single-Nr. 75.968] • [8] Amen, Amen, lauter Amen [aus Frohe Botschaft im Lied – Single-Nr. 45.662] • [9] Herr, gib mir die Zeit [aus Gerth Medien – LP-Nr. 33.768] • [10] Das Licht wird Sieger bleiben [aus Gerth Medien – LP-Nr. 33.768] • [11] Herr, mach mich neu [aus Gerth Medien – LP-Nr. 33.768] • [12] Darf ich wiederkommen • [13] Was im Herzen tief verborgen [aus Frohe Botschaft im Lied – Single-Nr. 75.970] • [14] Hast du eine Sorgenlast [aus Frohe Botschaft im Lied – Single-Nr. 45.679] • [15] Befiehl du deine Wege [ERF-Version aus MC-Nr. 15.025] • [16] Einst sing ich nicht mehr wie ich sang [aus Frohe Botschaft im Lied – Single-Nr. 45.097] • [17] Zum Himmel schaue ich empor [aus Frohe Botschaft im Lied – Single-Nr. 45.098] • [18] Dein Friede breitet sich | 15 | 88 | 071     | | Christel Menzel-Schrebkowski | 1995      | Kompilationsalbum aus Zweitverwertungstiteln vorangegangener, teilweise verlagsexterner, Veröffentlichungen (enthält 2 Musiktitel in Erstveröffentlichung?) |
| | 15 | 88 | 072     | Weihnachts-„Männer“* | Männer unter der Leitung von Armin Müller 1 Lars Mörlid 2 Manfred Siebald 3 Eberhard Rink 4 Paul Field 5 Danny Plett 6 Ruthild Wilson | 1994      | Schreibweise unterschiedlich: „WeihnachtsMänner“ sowie „WEINHACHTS-’MÄNNER’“ |
| [1] Es ist ein Ros entsprungen1; 2 • [2] Bethlehem, du kleine Stadt (O Bethlehem, du kleine Stadt)3 • [3] Go Tell It On The Mountain4 • [4] Lobt Gott, ihr Christen allzugleich • [5] Jingle Bells5 • [6] Santa Claus Is Coming To Town • [7] Stille Nacht, heilige Nacht6 • [8] Herrscher des Himmels (Herrscher des Himmels, erhöre das Lallen) • [9] Hark! The Herald Angels Sing • [10] Welch Kindlein liegt …3; 1 • [11] Joy To The World | 15 | 88 | 072     | | Männer unter der Leitung von Armin Müller 1 Lars Mörlid 2 Manfred Siebald 3 Eberhard Rink 4 Paul Field 5 Danny Plett 6 Ruthild Wilson | 1994      | Schreibweise unterschiedlich: „WeihnachtsMänner“ sowie „WEINHACHTS-’MÄNNER’“ |
| 312 | 015 | 088 | 073     | „Jetzt, bitte … mitsingen!“ Lieder von Gerhard Schnitter | ERF-Studiochor unter der Leitung von Gerhard Schnitter 1 Matthias Mäder | 1995      | In Koproduktion mit Hänssler Music, dort unter Katalognummer CD 99.747, erschienen. |
| 312 | 015 | 088 | 074     | Wunschlieder 2 | ERF-Studiochor unter der Leitung von Gerhard Schnitter 1 Hannelore Finkbeiner 2 James Doing | 1994      | |
| 312 | 015 | 088 | 074     | [1] O Gott, dir sei Ehre • [2] Ohne Weg, ohne Licht, ohne Hilfe (Seine Güte und Gnade) • [3] Wenn nach der Erde Leid (Wenn nach der Erde Leid, Arbeit und Pein) • [4] Es gibt eine Heimat (Es gibt eine Heimat im himmlischen Licht) • [5] Keiner wird zuschanden • [6] Gott wird dich tragen • [7] Nimm mich bei der Hand, Vater • [8] Frohe Botschaft wir künden den Völkern • [9] Noch dringt Jesu frohe Botschaft • [10] Wir sind ein Volk (Wir sind ein Volk, vom Strom der Zeit) • [11] Gott sitzt am Webstuhl meines Lebens • [12] Ich hab im Traum gesehen (Jerusalem) • [13] Danke für diesen guten Morgen (Danke) • [14] Herr, wir bitten, komm und segne uns | ERF-Studiochor unter der Leitung von Gerhard Schnitter 1 Hannelore Finkbeiner 2 James Doing | 1994      | |
| 312 | 015 | 088 | 075     | Meine goldene Liedersammlung | Wilfried Mann | 1995      | Kompilationsalbum aus Zweitverwertungstiteln vorangegangener, teilweise verlagsexterner Veröffentlichungen |
| 312 | 015 | 088 | 075     | [1] Mit dem Herrn fang alles an • [2] Herr, dein Erbarmen ist groß • [3] Die Himmel rühmen des Ewigen Ehre (Die Ehre Gottes aus der Natur) • [4] Hilf du mir, Herr • [5] Dir dank ich für mein Leben • [6] Herr, weil mich festhält • [7] Jesus lebt, mit ihm auch ich • [8] Die Gott lieben, werden sein wie die Sonne • [9] Wenn ich, o Schöpfer, deine Macht • [10] Befiehl dem Herrn doch deine Wege • [11] Nimm mich bei der Hand, Vater • [12] Näher, mein Gott, zu dir • [13] Von guten Mächten wunderbar geborgen • [14] Muss ich gehn mit leeren Händen • [15] Wenn ich ihn nur habe • [16] Der Tag vergeht und kommt nie mehr zurück | Wilfried Mann | 1995      | Kompilationsalbum aus Zweitverwertungstiteln vorangegangener, teilweise verlagsexterner Veröffentlichungen |
| 312 | 015 | 088 | 076     | Singing Around The World ERF Choir Tour | ERF-Studiochor* unter der Leitung von Gerhard Schnitter 1 Barbara Schoeppe 2 Heidi Bieber 3 Edmundo Lemaitre | 1995      | * Bezeichnung für den internationalen Markt ebenfalls: „Evangeliums-Rundfunk-Choir“ |
| 312 | 015 | 088 | 076     | [1] Singin’! We’re Full Of Joy • [2] Jesu, meine Freude (Jesu, meine Freude, meines Herzens Weide) • [3] Happy Beginning • [4] Latin American: Bueno es alabarte / É Necessario (E necessario) • [5] Chinese: Ja buo la han • [6] African: Bino batata • [7] Russian: ТАМ В ВЫНІИНЕ БЕСҚОНЕЧҢОИ (Tam w wiuschinje beskonietschnoi) / ЧТО ТЫ МЕДІИІНЬ (Schto ti miedlisch) • [8] American: Amazing Grace • [9] German: Durch alle Zeiten • [10] Jubilate Deo • [11] Hallelujah-Choir (Hallelujah) (Hallelujah Chorus) • [12] Shalom, Shalom! His Peace Upon Us! | ERF-Studiochor* unter der Leitung von Gerhard Schnitter 1 Barbara Schoeppe 2 Heidi Bieber 3 Edmundo Lemaitre | 1995      | * Bezeichnung für den internationalen Markt ebenfalls: „Evangeliums-Rundfunk-Choir“ |
| 312 | 015 | | 077     | | |           | |
| 312 | 015 | 088 | 078     | Morgenlieder | ERF-Studiochor unter der Leitung von Annette Rautenberg | 1998      | |
| 312 | 015 | 088 | 078     | [1] Ein neuer Tag beginnt (und ich freu mich) • [2] Du bist da • [3] Morgenlied (Auch dieser Tag) • [4] Fülle uns frühe • [5] All Morgen • [6] Heut wurde Tag • [7] Worauf’s ankommt • [8] Lobet den Herren (Lobet den Herren, alle, die ihn ehren) • [9] Die güldne Sonne • [10] Morgenglanz der Ewigkeit • [11] Er weckt mich alle Morgen • [12] Gott des Himmels | ERF-Studiochor unter der Leitung von Annette Rautenberg | 1998      | |
| | | |         | | |           | |
| 312 | | 088 | 089     | Gefährten | Jürgen Werth | 199?      | |
| 312 | [1] Du sollst leben • [2] Mut • [3] Adieu, du altes Haus • [4] Denn nur du kriegst das hin • [5] Kein Tag ohne Radio • [6] Hast du Lust auf diesen Tag? • [7] Sieh nach allen • [8] Dein Lächeln schmilzt Grönland • [9] Einfach ich • [10] Wo sind sie geblieben • [11] Komm ich zu dir • [12] Und da sind Menschen | 088 | 089     | | Jürgen Werth | 199?      | |
| 312 | 015 | 088 | 090     | Jauchzet ihr Himmel Advents- und Weihnachtsmusik | Knabenkantorei der Wuppertaler Kurrende unter der Leitung von Heinz Rudolf Meier | 1996 (?)  | |
| | | |         | | |           | |
| 312 | | 088 | 094     | Frohlockt mit Freuden Gott sei Dank – 100 Jahre Evangelischer Sängerbund (1898–1998) | Studiochor des Evangelischen Sängerbundes unter der Leitung von Reinhold Weber | 1998      | |
| | | |         | | |           | |
| 312 | | 088 | 097     | Wakin’ Up | Shelomith | 1995 (?)  | |
| 312 | [1] I Got The Want To • [2] Wakin’ Up • [3] Freedom • [4] Bleibe bei uns, Herr • [5] Herr der Ewigkeit • [6] You’ve Got To Lay Down • [7] Kick A Little | 088 | 097     | | Shelomith | 1995 (?)  | |
| | | |         | | |           | |
| 312 | | 088 | 106     | Brass Cocktail | BCPD Brass Ensemble | 1998      | |
| | | |         | | |           | |
| 312 | | 088 | 108     | Auslese 3 aus „Freude am Singen“ 18 der schönsten Lieder aus Gerhard Schnitters Mitsing-Reihe | Various | 1998      | Kompilationsalbum aus Zweitverwertungstiteln vorangegangener Veröffentlichungen |
| 312 | [1] Deine Treue, Herr Jesus [aus MC-Nr. 15.016] • [2] Lobet den Herren [aus MC-Nr. 16.010] • [3] Wir wollen loben [aus CD-Nr. 88.073] • [4] Mein Gott, ich frohlocke [aus MC-Nr. 15.016] • [5] Durch alle Zeiten [Rundfunkaufnahme aus MC-Nr. 16.011] • [6] Sieh die Vögel [aus MC-Nr. 15.016] • [7] Seid fröhlich, ihr Christen [Album-Version aus MC-Nr. 15.016] • [8] Gott baut sein Haus [aus MC-Nr. 15.016] • [9] Du stellst meine Füße [aus MC-Nr. 15.021] • [10] Danke, mein Vater [aus MC-Nr. 15.016] • [11] Es ist der beste Weg [Rundfunkaufnahme aus MC-Nr. 15.001] • [12] Freudenboten braucht die Welt [aus MC-Nr. 15.004] • [13] Sonnenschein und Regenschauer [aus MC-Nr. 15.021] • [14] Komm und sieh [aus MC-Nr. 15.016] • [15] Jesus ist Sieger [Rundfunkaufnahme aus MC-Nr. 16.021] • [16] Fragst du dich oft [aus MC-Nr. 15.016] • [17] Schon am Morgen [Rundfunkaufnahme aus MC-Nr. 16.011] • [18] Wenn wir uns abends [aus MC-Nr. 15.016] | 088 | 108     | | Various | 1998      | Kompilationsalbum aus Zweitverwertungstiteln vorangegangener Veröffentlichungen |
| | | |         | | |           | |
| 312 | 015 | 088 | 116     | Eine Handbreit neben mir | ERF-Chor* unter der Leitung von Annette Rautenberg 1 Andrea Adams-Frey 2 Matthias Mäder 3 Manfred Siebald Cae Gauntt | 1999      | * Bezeichnung bei Erstveröffentlichung: „ERF Studiochor“ |
| 312 | 015 | 088 | 116     | [1] Überall hat Gott seine Leute • [2] Eine Handbreit neben mir (Cae Gauntt) • [3] Gottes Worte gehn um die Welt (Manfred Siebald) • [4] Herr, ich komme zu dir • [5] Leben ohne Schatten1 • [6] Am Ende eines Auswegs2 • [7] Psalm 23 (Cae Gauntt) • [8] Morgenchoral • [9] Wirst du mich auch dann noch hören3 • [10] Du erfüllst mich mit Leben1 • [11] Ich will dir meine Loblieder singen2 • [12] Du bist mein Herr (Andrea Adams-Frey) • [13] Unterwegs • [14] Schalom (Schalom, schalom, der Herr segne uns)1; 2 | ERF-Chor* unter der Leitung von Annette Rautenberg 1 Andrea Adams-Frey 2 Matthias Mäder 3 Manfred Siebald Cae Gauntt | 1999      | * Bezeichnung bei Erstveröffentlichung: „ERF Studiochor“ |
| | | |         | | |           | |
| 312 | 015 | 088 | 119     | Gott, wie groß ist deine Güte Lieder aus vier Jahrhunderten Christenheit und vier Jahrzehnten ERF-Tonstudios | Yukio Imanaka; Chor des Evangelischen Sängerbundes; Wilfried Mann; Kantorei der SELK; Dale Düsing; ERF Studiosolistenquartett; St.-Michaelis-Kantorei Hof, Saale; Männerchor des Christlichen Sängerbundes; Christussänger; ERF Studiochor unter der Leitung von Johannes Nitsch sowie Gerhard Schnitter | 1998      | Doppel-Album; Kompilation von zuerst für den Rundfunk produzierten Aufnahmen, Erstveröffentlichung auf Tonträger |
| 312 | 015 | 088 | 119     | [1] Gott, wie groß ist deine Güte • [2] Gott ist getreu • [3] Jesu, meine Freude • [4] Mein Herr, mein Heil • [5] Schönster Herr Jesu • [6] Ich will dich lieben, meine Stärke • [7] Dich, König, loben wir • [8] Ein reines Herz, Herr, schaff in mir • [9] Sag Ja zu Gottes Wegen • [10] So wie ich bin • [11] Freue dich und glaube fest • [12] Jesu, meines Glaubens Zier • [13] Jesus Christus segne dich • [14] Es jammre, wer nicht glaubt • [15] Ach mein Herr Jesu • [16] Unser Vorrecht (Beten heißt: zum Vater gehen) • [17] Warum bleibst du in der Angst? • [18] Er hat uns die Tür geöffnet • [19] Herr, habe acht auf mich • [20] Lasset uns mit Jesu ziehen • [21] Bringt, was ihr habt, zu mir • [22] Ich steh in meines Herren Hand                                                                     | Yukio Imanaka; Chor des Evangelischen Sängerbundes; Wilfried Mann; Kantorei der SELK; Dale Düsing; ERF Studiosolistenquartett; St.-Michaelis-Kantorei Hof, Saale; Männerchor des Christlichen Sängerbundes; Christussänger; ERF Studiochor unter der Leitung von Johannes Nitsch sowie Gerhard Schnitter | 1998      | Doppel-Album; Kompilation von zuerst für den Rundfunk produzierten Aufnahmen, Erstveröffentlichung auf Tonträger |
| 312 | 015 | 088 | 119     | [1] Mir ist Erbarmung widerfahren • [2] O Gott, du frommer Gott • [3] Du hast uns, Herr, gerufen • [4] Nun lob, mein Seel, den Herren • [5] Ich will den Herren loben • [6] Wir warten dein, o Gottessohn • [7] Jesus ist der Weg • [8] Freut euch! Der Herr ist nah! • [9] Jerusalem, du hochgebaute Stadt • [10] Herr, wenn es stimmt • [11] Helfer der Schwachen • [12] Gib dich zufrieden • [13] Auf meinen lieben Gott • [14] Wir haben einen Felsen • [15] Gott ruft dich • [16] Von Gott will ich nicht lassen • [17] Gott will’s machen • [18] Was dir auch immer begegnet • [19] Wenn du mich sendest • [20] Befiehl du deine Wege (Instrumental) • [21] Ich hebe meine Augen auf • [22] Aus meines Herzens Grunde • [23] Jesus ist das schönste Licht • [24] Herr, ich bin Ton                                  | Yukio Imanaka; Chor des Evangelischen Sängerbundes; Wilfried Mann; Kantorei der SELK; Dale Düsing; ERF Studiosolistenquartett; St.-Michaelis-Kantorei Hof, Saale; Männerchor des Christlichen Sängerbundes; Christussänger; ERF Studiochor unter der Leitung von Johannes Nitsch sowie Gerhard Schnitter | 1998      | Doppel-Album; Kompilation von zuerst für den Rundfunk produzierten Aufnahmen, Erstveröffentlichung auf Tonträger |
| | | |         | | |           | |
| 312 | | 088 | 121     | Eine Handbreit neben mir Playback-Version | Playback | 1999      | Playback-Version des gleichnamigen Musikalbums (312.0)88.121 |
| | | |         | | |           | |
| 312 | | 088 | 124     | Wie groß bist du | Eduard Klassen (Harfe) | 19?? 2000 | Erstveröffentlichung in Kanada 19??, deutsche Version erschienen 2000 |
| 312 | | 088 | 125     | Amazing Grace | Eduard Klassen (Harfe) | 1987 2000 | Erstveröffentlichung 1987 in Kanada, deutsche Version erschienen 2000 |
| 312 | [1] Herr, wir beten dich an • [2] Willst du frei sein • [3] Hand in Hand mit Jesus • [4] An jedem Morgen • [5] O wie süß klingt Jesu Name • [6] Du bist auf dem Weg zum Himmel • [7] O Andachtszeit • [8] Wenn der Herr die Seinen rufet • [9] Nein, niemals allein • [10] Wer Jesus am Kreuze • [11] Wunderbare Gnade | 088 | 125     | | Eduard Klassen (Harfe) | 1987 2000 | Erstveröffentlichung 1987 in Kanada, deutsche Version erschienen 2000 |
| 312 | | 088 | 126     | Stimmt an die Saiten ... | New European Orchestra (NEO) unter der Leitung von Nigel Swinford | 2000      | |
| 312 | Stimmt an die Saiten (aus der Oper „Die Schöpfung“ von Joseph Haydn) • La boutique fantasque von Ottorino Respighi • Let Us Give Thanks • Sieben schwedische Tänze (op. 63) von Max Bruch • Sanctus aus dem Requiem von Gabriel Fauré • Sonne der Gerechtigkeit • Seht, welch ein Mensch • Jesus, wie lieblich bist du • Sein Nam heißt wunderbar • Prélude et mazurka und Valse aus Coppélia von Léo Delibes • Resucitó von Francisco Gomez Arguello • My God Is So High • De Virgin Mary Had A Baby Boy | 088 | 126     | | New European Orchestra (NEO) unter der Leitung von Nigel Swinford | 2000      | |
| | | |         | | |           | |
| 312 | 015 | 088 | 128     | Wunschlieder 3 Lieder von Trost und Treue | ERF Studiochor unter der Leitung von Gerhard Schnitter; Yukio Imanaka; Christel Menzel-Schrebkowski; Chor des Evangelischen Sängerbundes unter der Leitung von Reinhold Weber; Jugendchor Aidlingen; Wilfried Mann; Heike Barth; James Doing; Jugendchor Hüttenberg unter der Leitung von Gerhard Schnitter | 2000      | Kompilation von Rundfunkaufnahmen sowie Zweitverwertungen aus vorangegangenen Veröffentlichungen von 1983 bis 1992 |
| 312 | 015 | 088 | 128     | [1] Ich steh in meines Herren Hand • [2] Von guten Mächten treu und still (Von guten Mächten wunderbar geborgen) • [3] Befiehl du deine Wege • [4] Jesu, geh voran • [5] Jesus hat verheißen • [6] Ich brauch dich allezeit • [7] Herr, weil mich festhält (Herr, weil mich festhält deine starke Hand) • [8] Beter sind Wundervollbringer • [9] Gott hört dein Gebet • [10] Die Gott lieben (Die Gott lieben, werden sein wie die Sonne) • [11] Bei dir, Jesu, will ich bleiben • [12] Ja, ich will euch tragen • [13] Bleibend ist deine Treu • [14] Geh unter der Gnade | ERF Studiochor unter der Leitung von Gerhard Schnitter; Yukio Imanaka; Christel Menzel-Schrebkowski; Chor des Evangelischen Sängerbundes unter der Leitung von Reinhold Weber; Jugendchor Aidlingen; Wilfried Mann; Heike Barth; James Doing; Jugendchor Hüttenberg unter der Leitung von Gerhard Schnitter | 2000      | Kompilation von Rundfunkaufnahmen sowie Zweitverwertungen aus vorangegangenen Veröffentlichungen von 1983 bis 1992 |
| | | |         | | |           | |
| 312 | | 088 | 130     | Weihnachtsmelodien | Eduard Klassen (Harfe) | 2000      | Erstveröffentlichung in Kanada unter dem Titel Christian Instrumental Music, Volume 10: Christmas Melodies (2000?), deutsche Version erschienen 2000 |
| 312 | [1] Heilige Nacht • [2] Hört der Engel • [3] Drummer Boy • [4] Jesus, der Heiland • [5] Kommet, ihr Hirten • [6] Friede auf Erden • [7] Dort an der Krippe • [8] Frohe Weihnachten • [9] O Tannenbaum • [10] O kleines Bethlehem • [11] Lasset uns anbeten • [12] O du fröhliche • [13] Engel in der Höhe • [14] Stille Nacht | 088 | 130     | | Eduard Klassen (Harfe) | 2000      | Erstveröffentlichung in Kanada unter dem Titel Christian Instrumental Music, Volume 10: Christmas Melodies (2000?), deutsche Version erschienen 2000 |
| | | |         | | |           | |
| 312 | | 088 | 136     | Deine Treue bleibt | Eduard Klassen (Harfe) | 2000 2001 | Erstveröffentlichung 2000 in Kanada unter dem Titel Christian Instrumental Music, Volume 11: Great Is Thy Faithfulness, deutsche Version erschienen 2001 |
| 312 | [1] Seligstes Wissen, Jesus ist mein • [2] Bleibend ist deine Treu • [3] Du bist würdig • [4] Ich bin entschieden, zu folgen Jesus / Gottes Erbarmen • [5] Geh in meinem Namen • [6] Gott kennt dein Morgen • [7] Halt uns zusammen, Herr • [8] Herr, öffne unsere Augen • [9] Ein froher Tag / In deinem Haus • [10] Die Liebe Gottes • [11] Seine Güte und Gnade und seine grosse Treu (Ohne Weg, ohne Licht, ohne Hilfe) • [12] Siehe, welche Liebe / Ein herrlicher Retter • [13] Sein Nam heißt Wunderbar • [14] Was für ein Tag | 088 | 136     | | Eduard Klassen (Harfe) | 2000 2001 | Erstveröffentlichung 2000 in Kanada unter dem Titel Christian Instrumental Music, Volume 11: Great Is Thy Faithfulness, deutsche Version erschienen 2001 |
| | | |         | | |           | |
| 312 | | 088 | 139     | Noch nicht genug | Jürgen Werth | 2002      | |
| 312 | 015 | 088 | 140     | Lobt unsern Gott Für dreistimmigen gemischten Chor | Auswahlchor aus Chor’n-Flakes, High-Life und Jugendchor Rhein-Ruhr des Evangelischen Sängerbundes unter der Leitung von Johannes Grosse und Hans Kunz | 2001      | In Koproduktion mit dem Evangelischen Sängerbundes, dort im Gnadauer-Verlag unter CD-Nr. 52055, MC-Nr. 51055, Playback-Nr. 52155, erschienen. |
| 312 | 015 | 088 | 140     | [1] Ich will mich freuen • [2] Lass mich deine Nähe spüren • [3] Komm in unsre stolze Welt • [4] Ein Stern geht auf über Bethlehem • [5] Wende dich Gott zu • [6] Lobt unsern Gott • [7] Kehrt mit uns in die Stille ein • [8] Ich singe dir mit Herz und Mund • [9] Es mag sein, dass alles fällt • [10] Keine Zukunft, schreien viele • [11] Komm in unsre Mitte • [12] Die Sonne geht auf • [13] Die Jünger Jesu brauchen helle Augen • [14] Stellst unsre Füße auf weiten Raum • [15] Ich will glauben: Du bist da • [16] Ich kenne Gottes Ruf • [17] Dank, Herr • [18] Glaube, Hoffnung, Liebe • [19] Herr, segne uns | Auswahlchor aus Chor’n-Flakes, High-Life und Jugendchor Rhein-Ruhr des Evangelischen Sängerbundes unter der Leitung von Johannes Grosse und Hans Kunz | 2001      | In Koproduktion mit dem Evangelischen Sängerbundes, dort im Gnadauer-Verlag unter CD-Nr. 52055, MC-Nr. 51055, Playback-Nr. 52155, erschienen. |
| 312 | 015 | 088 | 141     | Wohin sonst | ERF-Studiochor unter der Leitung von Annette Rautenberg 1 Hauke Hartmann | 2001      | |
| 312 | 015 | 088 | 141     | [1] Ich verdanke dir soviel (Ich verdanke dir so viel, mein Gott) • [2] Auge im Sturm • [3] Für den einen Menschen • [4] Ehre sei dir, dem Herrn • [5] Du bist mein Licht • [6] Halte uns, Herr1 • [7] Herr, wohin sonst • [8] Liebe den Herrn von ganzem Herzen • [9] Turn Your Radio On1 • [10] Jesus will sich dir zeigen • [11] Der Herr segne dich • [12] Nicht uns, Herr | ERF-Studiochor unter der Leitung von Annette Rautenberg 1 Hauke Hartmann | 2001      | |
| | | |         | | |           | |
| 312 | | 088 | 143     | Freu dich, Erd und Sternenzelt Solo-, Chor- und Instrumentalmusik zu Weihnachten | Christine Plößer; Eberhard Rink; Hessisches Blechbläserensemble im BCPD; St.-Michaelis-Kantorei Hof, Saale unter der Leitung von Reinhard Wachinger; Chor des Evangelischen Sängerbundes unter der Leitung von Reinhold Weber; Wilfried Mann; ERF Studiosolistenquartett; Hannelore Finkbeiner; Reinhard Wachinger; Leuner Kinderchor unter der Leitung von Gerhard Schnitter; ERF Studiochor unter der Leitung von Johannes Nitsch sowie Gerhard Schnitter | 2000      | Kompilation aus vorangegangenen Produktionen sowie zuerst für den Rundfunk produzierten Aufnahmen mit Erstveröffentlichung auf Tonträger |
| 312 | [1] Wie soll ich dich empfangen • [2] Macht hoch die Tür • [3] Nun komm, der Heiden Heiland • [4] Vom Himmel hoch (Vom Himmel hoch, da komm ich her) • [5] In die dunkle Nacht • [6] Herbei, o ihr Gläubigen • [7] Der Heiland ist geboren • [8] Fröhliche Weihnacht überall • [9] Kommt und lasst uns Christum ehren • [10] Bethlehem, du kleine Stadt • [11] O du fröhliche • [12] Jesus ist kommen • [13] Geboren ist Immanuel • [14] Als ich bei meinen Schafen wacht • [15] In dulci jubilo • [16] Freu dich, Erd und Sternenzelt • [17] Gelobet seist du, Jesu Christ • [18] Der Tag, der ist so freudenreich • [19] Es ist ein Ros entsprungen • [20] Freuet euch, ihr Christen alle • [21] Hört der Engel helle Lieder (Gloria in excelsis Deo) • [22] Jesus ist geboren • [23] Fröhlich soll mein Herze springen • [24] Ich steh an deiner Krippen hier                                                                                                | 088 | 143     | | Christine Plößer; Eberhard Rink; Hessisches Blechbläserensemble im BCPD; St.-Michaelis-Kantorei Hof, Saale unter der Leitung von Reinhard Wachinger; Chor des Evangelischen Sängerbundes unter der Leitung von Reinhold Weber; Wilfried Mann; ERF Studiosolistenquartett; Hannelore Finkbeiner; Reinhard Wachinger; Leuner Kinderchor unter der Leitung von Gerhard Schnitter; ERF Studiochor unter der Leitung von Johannes Nitsch sowie Gerhard Schnitter | 2000      | Kompilation aus vorangegangenen Produktionen sowie zuerst für den Rundfunk produzierten Aufnahmen mit Erstveröffentlichung auf Tonträger |
| 312 | 015 | 088 | 144     | Veni Sancte Spiritus Motetten und Psalmen zum Lobe Gottes | Knabenchor Wuppertaler Kurrende | 2001      | |
| 312 | 015 | 088 | 144     | | Knabenchor Wuppertaler Kurrende | 2001      | |
| 312 | | 088 | 145     | Um Himmels Willen … Ehrliche Gebete, die unter die Haut gehen von Ulrike Schild | Ulrike Schild; Jürgen Werth | 2001      | |
| | | |         | | |           | |
| 312 | | 088 | 147     | Bleib mir nahe, Herr | Eduard Klassen (Harfe) | 2002 2003 | Erstveröffentlichung in Kanada unter dem Titel Christian Instrumental Music, Volume 12: Melodies For The Heart (2002), deutsche Version erschienen 2003 |
| 312 | [1] In dem Garten • [2] Ich sing von deiner Gnade • [3] Herr, bleib mir nahe • [4] Ein Tag • [5] Jesus, zieh zum Kreuze mich • [6] O Meister, lass mich gehn • [7] Sicher in Jesu Armen • [8] Mein Gott und ich • [9] Näher, mein Gott (Näher, mein Gott, zu dir) • [10] Muss ich gehn (Muss ich gehn mit leeren Händen) • [11] Ich will dich segnen • [12] Sanft und lieblich • [13] Singe mir es noch einmal vor • [14] Gott, ich vertraue dir • [15] So nimm denn meine Hände • [16] Alles will ich Jesu weihen • [17] Gott wird dich tragen • [18] Ich brauch dich allezeit • [19] Nimm du mich ganz hin • [20] An dem goldenen Morgen | 088 | 147     | | Eduard Klassen (Harfe) | 2002 2003 | Erstveröffentlichung in Kanada unter dem Titel Christian Instrumental Music, Volume 12: Melodies For The Heart (2002), deutsche Version erschienen 2003 |
| 312 | | 088 | 148     | Ich verdanke dir so viel* Stationen des ERF-Studiochors | ERF-Studiochor unter der Leitung von Gerhard Schnitter sowie Annette Rautenberger | 2003      | Kompilationsalbum aus Zweitverwertungstiteln vorangegangener Veröffentlichungen; * Titel in fehlerhafter Rechtschreibung: „Ich verdanke dir soviel“ |
| 312 | [1] Du erfüllst mich mit Leben [aus CD-Nr. 312.088.116] • [2] Ich verdanke dir soviel, mein Gott [aus CD-Nr. 312.088.141] • [3] Bino batata [aus CD-Nr. 88.076] • [4] Nicht uns, Herr [aus CD-Nr. 312.088.141] • [5] Fülle uns frühe (Fülle uns frühe mit deiner Gnade) [aus CD-Nr. 88.043 oder CD-Nr. 88.078] • [6] Morgenchoral [aus CD-Nr. 312.088.116] • [7] Freude, wir singen [aus MC-Nr. 15.024] • [8] Herr, ich komme zu dir [aus CD-Nr. 312.088.116] • [9] Herr, wohin sonst [aus CD-Nr. 312.088.141] • [10] E necessario [aus CD-Nr. 88.076] • [11] Ich will dich loben [aus CD-Nr. 88.043] • [12] Durch alle Zeiten [Album-Version aus MC-Nr. 15.021] • [13] Der Mond ist aufgegangen [aus CD-Nr. 88.057] • [14] Nach des Tages Last [aus CD-Nr. 88.057] | 088 | 148     | | ERF-Studiochor unter der Leitung von Gerhard Schnitter sowie Annette Rautenberger | 2003      | Kompilationsalbum aus Zweitverwertungstiteln vorangegangener Veröffentlichungen; * Titel in fehlerhafter Rechtschreibung: „Ich verdanke dir soviel“ |
| 312 | | 088 | 149     | Du bist du Das Beste von Jürgen Werth | Jürgen Werth | 2004      | Kompilation von Zweitverwertungen aus vorangegangenen Veröffentlichungen |
| 312 | | 088 | 150     | Mehr als Brot – Lieder zum Leben | ERF-Studiochor unter der Leitung von Annette Rautenberger 1 Thomas Bräuer 2 Lars Peter 3 Marlen Manderbach | 2004      | |
| 312 | [1] Keine Macht der Welt1 • [2] Mein Leben • [3] Wege • [4] Freundschaft2 • [5] Freunde • [6] Gott ist meine Rettung3 • [7] Meine Hilfe • [8] Unser Gott ist der Herr2 • [9] Lied der Erlösten1 • [10] Weit und groß | 088 | 150     | | ERF-Studiochor unter der Leitung von Annette Rautenberger 1 Thomas Bräuer 2 Lars Peter 3 Marlen Manderbach | 2004      | |
| | | |         | | |           | |
| 312 | | 088 | 152     | Die Wunschlieder | ERF-Studiochor unter der Leitung von Gerhard Schnitter | 2007      | Sammelausgabe der CD-Nr. 88.052, CD-Nr. 88.074 und CD-Nr. 31[.]2[.0]88.128 |
| 312 | | 088 | 153     | Du machst mir Mut Das Beste von Jürgen Werth • Volume 2 | Jürgen Werth | 2007      | Kompilation von Zweitverwertungen aus vorangegangenen Veröffentlichungen |
| 312 | | 088 | 154     | Du Die besten Lieder von Jürgen Werth | Jürgen Werth | 2010      | Doppelalbum; Sammelalbum der Kompilationsalben Du bist du und Du machst mir Mut |
| | | |         | | |           | |
| 312 | | 088 | 243     | Hör mal her, liebe Seele Dialoge mit dem, was in mir ist | Eckart zur Nieden (Autor; Sprecher); Hanno Herzler (Sprecher) | 2002      | 2 Tonträger; Hörbuch aus ERF-Sendungen |

### Katalognummern MC (312.0)16.000 ff.
| Nummer | Nummer | Nummer | Nummer  | Titel | Interpreten | Jahr     | Anmerkungen |
| Präfix | Format | Format | Artikel | Titel | Interpreten | Jahr     | Anmerkungen |
| Präfix | MC     | CD | Artikel | Titel | Interpreten | Jahr     | Anmerkungen |
| ------ | ------ | --- | ------- | --- | --- | -------- | --- |
| 312    | 016    | | 001     | Freude am Singen Lieder aus den Sendungen des ERF zum Mitsingen aus den Jahren 1980 und 1981, vorgestellt von Gerhard Schnitter           | Gerhard Schnitter (Konzept, Titelauswahl & Moderation) | 1982     | Zusammenstellung von Rundfunkaufnahmen, in grundsätzlich erstmaliger Veröffentlichung auf Tonträger im Rahmen eines Jahresrückblicks |
| 312    | 016    | Musiktitel: ERF-Studiochor (Leitung: Gerhard Schnitter): ① Singet dem Herrn ein neues Lied [Rundfunkaufnahme 1981] Text (nach biblischer Textvorlage des Psalms 98) und Musik: Gerhard Schnitter • Weihnachtslieder ERF-Studiochor (Leitung: Gerhard Schnitter): ② So sehr hat Gott die Welt geliebt [Rundfunkaufnahme 1980] Text (nach diversen biblischen Textvorlagen) und Musik: Gerhard Schnitter Jugendchor Aidlingen (Leitung: Gerhard Schnitter): ③ Wo das Dunkel nicht mehr hell wird [Rundfunkaufnahme 1980] Text und Musik: Gerhard Schnitter • ERF-Studiochor (Leitung: Gerhard Schnitter): ④ Du stellst meine Füße auf einen weiten Raum [Rundfunkaufnahme 1981] Text und Musik: Helga Poppe (Jesus-Bruderschaft im Kloster Gnadenthal) ⑤ Ich bin bei euch (Ich bin bei euch alle Tage) (Kanon) [Rundfunkaufnahme 1981] Text (nach biblischer Textvorlage) und Musik: Urheber unbekannt, anonym aus der ehemaligen DDR zugesandt • Jahreslosung 1981 · ERF-Studiochor (Leitung: Gerhard Schnitter): ⑥ Vergesst nicht, Gutes zu tun (Kanon zur Jahreslosung 1981) [Rundfunkaufnahme 1981] Text: Bibeltext aus Hebräer 13,16; Musik: Gerhard Schnitter • Aidlinger Jugendchor (Leitung: Gerhard Schnitter): ⑦ Jesus, die Sonne [Rundfunkaufnahme 1981] Text und Musik: Diakonissenmutterhaus Aidlingen • Abendlieder · Jubilate-Chor (Leitung: Wilfried Mann): ⑧ Ein Gnadentag hat sich geendet [Rundfunkaufnahme 1981] Text: John Ellerton; Deutsch: Anni von Viebahn; Musik: Clement Cotterill Scholefield ⑨ Hüll mich ganz in deine Ruhe ein [Rundfunkaufnahme 1981] Text und Musik: Urheber unbekannt, anonym aus der ehemaligen DDR zugesandt • Wetzlarer Jugendchor (Leitung: Margret Birkenfeld): ⑩ Herr, ich sehe deine Welt [Rundfunkaufnahme 1981] Text und Musik: Peter Strauch • Osterlieder · ERF-Studiochor (Leitung: Gerhard Schnitter): ⑪ Christus ist auferstanden (Kanon) [Rundfunkaufnahme 1981] Text (nach Überlieferung der Ostergruß-Tradition) und Musik: Gerhard Schnitter ⑫ Freuet euch, das Grab ist leer [Rundfunkaufnahme 1981] Text und Musik: Gerhard Schnitter • ERF-Studiochor (Leitung: Gerhard Schnitter) (?) – mit Publikum eines Gemeindesingeabends: ⑬ Ein jeder trage die Last des andern [Rundfunkaufnahme 1981 – Live] Text und Musik: Manfred Siebald • Aidlinger Jugendchor (Leitung: Gerhard Schnitter) · Pfingstjugendtreffen Aidlingen 1981: ⑫ Jesus, dir nach, weil du rufst [Rundfunkaufnahme 1981] Text und Musik: Gerhard Schnitter • ERF-Studiochor (Leitung: Gerhard Schnitter): ⑬ Was dir auch immer begegnet [Rundfunkaufnahme 1981] Text: Rudolf Alexander Schröder; Musik: Christoph Jahn ⑭ Gott wird sein alles und in allem (Dann wird es kein Leid mehr geben) [Rundfunkaufnahme 1981] Text (Refrain nach biblischer Textvorlage) und Musik: Elisabeth Schnitter | 001     | | Gerhard Schnitter (Konzept, Titelauswahl & Moderation) | 1982     | Zusammenstellung von Rundfunkaufnahmen, in grundsätzlich erstmaliger Veröffentlichung auf Tonträger im Rahmen eines Jahresrückblicks |
| 312    | 016    | | 002     | Die sieben letzten Worte Jesu Christi am Kreuz Streichquartett von Joseph Haydn                                                           | |          | |
| 312    | 016    | | 003     | Denn sie sollen getröstet werden Tröstende Lieder und trostsprechende Worte gesungen und gesprochen von Wilfried Mann                     | Wilfried Mann | 1982     | |
| 312    | 016    | Musiktitel: Sei still, mein Herz [Single-Version aus Frohe Botschaft im Lied – Single-Nr. 45.672] • Noch gibt es in der Welt den Einen • Ach, mein Herr Jesu, wenn ich dich hätte • Unterm Kreuz ist Friede [Version 1982] • Fass meine Hand • Dem Glaubenden ist alles möglich • Liebe, so wunderbar machtvoll und treu [aus Frohe Botschaft im Lied – Single-Nr. 45.426] • Aus tiefer Not schrei ich zu dir • Herr, erhöre du mein Flehen [aus Frohe Botschaft im Lied – Single-Nr. 45.426] • Ich lass dich nicht • Ich bin durch die Welt gegangen • Ich brauch dich allezeit (Wilfried Mann; Evangeliumschor Stuttgart) • Die Handschrift ist zerrissen • Ja, es sollen wohl Berge weichen [aus Frohe Botschaft im Lied – Single-Nr. 45.368] | 003     | | Wilfried Mann | 1982     | |
| 312    | 016    | | 004     | Freude am Singen 2 Lieder aus den Sendungen des ERF zum Mitsingen im Jahre 1982, vorgestellt von Gerhard Schnitter*                       | Gerhard Schnitter (Konzept und Sprecher) | 1982     | Konzeptalbum aus Rundfunkaufnahmen des Evangeliums-Rundfunks sowie 2 Zweitverwertungstitel einer vorangegangenen Album-Veröffentlichung; * Untertitel bei Erstveröffentlichung: „Lieder aus den Sendungen des ERF zum Mitsingen 1982 vorgestellt von Gerhard Schnitter“ |
| 312    | 016    | Verlasst euch stets auf den Herrn (Jahreslosung 1982) [Rundfunkaufnahme 1982] (ERF-Studiochor ?) • Ich danke Gott und freue mich [Rundfunkaufnahme 1982] (ERF-Studiochor) • Nun lobet alle Gottes Sohn [Rundfunkaufnahme 1982] (Wetzlarer Jugendchor) • Groß ist unsers Gottes Güte [Rundfunkaufnahme 1982] (Wetzlarer Jugendchor) • Hört, hört ihr nicht die Lieder (Singt das Lied der Lieder) [Rundfunkaufnahme 1982] (Gemeinschaftschor Rechtenbach) • Mein Herz ist fröhlich [Rundfunkaufnahme 1982] (Gemeinschaftschor Rechtenbach) • Unser Herr lebt [Rundfunkaufnahme 1982] (Jugendchor Aidlingen) • Freudenboten braucht die Welt [Rundfunkaufnahme 1982 (?) oder aus MC-Nr. 15.004 (?)] (Jugendchor Aidlingen) • Singt dem Herrn ein neues Lied [Rundfunkaufnahme 1982] (ERF-Studiochor ?) • Du, Herr, bist mein Gott [Rundfunkaufnahme 1982] (Christel Menzel-Schrebkowski; ERF-Studiochor) • Du bist unsre Zuversicht (Losung zum Gemeindetag unter dem Wort 1982) [Rundfunkaufnahme 1982] (Jubilate-Chor) • Meine Zeit steht in deinen Händen [Rundfunkaufnahme 1982] (Evangeliumschor Stuttgart) • Gott hat unsre Erde schön gemacht [Rundfunkaufnahme 1982] (Gemeinschaftschor Ulmtal / Allendorf) • Ich lobe meinen Gott [Rundfunkaufnahme 1982] (Gemeinschaftschor Ulmtal / Allendorf) • Ich liege und schlafe (Ich liege und schlafe ganz in Frieden) [Rundfunkaufnahme 1982] (ERF-Studiochor) • Aus tiefer Not schrei ich zu dir [Schnitt 1982 des Titels aus Gerth Medien – LP-Nr. 33.919] • Verleih uns Frieden gnädiglich [aus Gerth Medien – LP-Nr. 33.919] | 004     | | Gerhard Schnitter (Konzept und Sprecher) | 1982     | Konzeptalbum aus Rundfunkaufnahmen des Evangeliums-Rundfunks sowie 2 Zweitverwertungstitel einer vorangegangenen Album-Veröffentlichung; * Untertitel bei Erstveröffentlichung: „Lieder aus den Sendungen des ERF zum Mitsingen 1982 vorgestellt von Gerhard Schnitter“ |
| 312    | 016    | | 005     | Jona und Daniel | Klaus-Peter Hertzsch (Texter) Detlef Schoener (Komponist) Wolfgang Elger (Komponist) Ausführende: Kinderchor der Evangelisch-Freikirchlichen Gemeinde Worms Leitung: Ernst-Gerhard Fitsch Solist: Wilfried Mann, Bassbariton Sprecher: Eckart zur Nieden | 1982     | |
| 312    | 016    | - Die Geschichte von Jona und der schönen Stadt Ninive (Kantate für Kinder) Text: Klaus-Peter Hertzsch • Musik: Detlef Schoener Evangelische Verlagsanstalt / Radius - Die Geschichte von Daniel und den Löwen in der Grube (Kantate für Kinder) Text: Klaus-Peter Hertzsch • Musik: Wolfgang Elger Evangelische Verlagsanstalt | 005     | | Klaus-Peter Hertzsch (Texter) Detlef Schoener (Komponist) Wolfgang Elger (Komponist) Ausführende: Kinderchor der Evangelisch-Freikirchlichen Gemeinde Worms Leitung: Ernst-Gerhard Fitsch Solist: Wilfried Mann, Bassbariton Sprecher: Eckart zur Nieden | 1982     | |
| 312    | 016    | | 006     | Freude am Singen 3 Lieder aus den Sendungen des ERF zum Mitsingen im Jahre 1983, vorgestellt von Gerhard Schnitter*                       | Gerhard Schnitter (Konzept und Sprecher) | 1983     | Konzeptalbum aus Rundfunkaufnahmen des Evangeliums-Rundfunks; * Untertitel bei Erstveröffentlichung: „Lieder aus den Sendungen des ERF zum Mitsingen 1983 vorgestellt von Gerhard Schnitter“                                                                            |
| 312    | 016    | Es ist der beste Weg [Rundfunkaufnahme 1983] (ERF-Studiochor) • Herr, wer ist dir gleich [Rundfunkaufnahme 1983] (Jugendchor der Freien evangelischen Gemeinde Siegen) • Wohin soll ich gehn? (Wohin soll ich gehn, Herr, ich frage dich) [Rundfunkaufnahme 1983] (Jugendchor der Freien evangelischen Gemeinde Siegen) • Herr, du bist das Brot des Lebens [Rundfunkaufnahme 1983] (Chor der Christlichen Bäckervereinigung Stuttgart) • Nötiger als Brot [Rundfunkaufnahme 1983] (Chor der Christlichen Bäckervereinigung Stuttgart) • Brüder, lasst die Freude ein [Rundfunkaufnahme 1983] (ERF-Studiochor) • Vater, wir danken dir (Für den goldnen Sonnenschein (Refrain)) [Rundfunkaufnahme 1983] (Gemeinschaftschor Ulmtal / Allendorf) • Gott ließ durch seine Gnade mich genesen [Rundfunkaufnahme 1983] (Gemeinschaftschor Ulmtal / Allendorf) • Ungewiss lebst du ins Morgen hinein [Rundfunkaufnahme 1983 aus MC-Nr. 15.006] • Wir bekümmern uns nicht [Rundfunkaufnahme 1983] (ERF-Studiochor) • Was hilft es, wenn du die Welt gewinnst [Rundfunkaufnahme 1983] (Jugendkreis Leun) • Jubilate Deo (Jubilate Deo! Jauchzt dem Herrn, alle Welt) [Rundfunkaufnahme 1983] (Jubilate-Chor) • Wohin, wohin sollten wir gehen [Rundfunkaufnahme 1983] (Jubilate-Chor) • Du sollst nicht müde werden (Wir werden sein wie die Träumenden) (Wir werden sein wie Träumende) [Rundfunkaufnahme 1983] (ERF-Studiochor) • Lobe den Herrn, meine Seele [Rundfunkaufnahme 1983] (ERF-Studiochor ?) • Nun lasst uns stille werden [Wetzlarer-Jugendchor-Rundfunkaufnahme 1983] (Wetzlarer Jugendchor) | 006     | | Gerhard Schnitter (Konzept und Sprecher) | 1983     | Konzeptalbum aus Rundfunkaufnahmen des Evangeliums-Rundfunks; * Untertitel bei Erstveröffentlichung: „Lieder aus den Sendungen des ERF zum Mitsingen 1983 vorgestellt von Gerhard Schnitter“                                                                            |
| 312    | 016    | | 007     | In Gottes Dienst Zwei Sendungen aus der Sendereihe Singet dem Herrn mit Wilfried Mann*                                                    | Wilfried Mann (Konzept und Sprecher) | 1983     | * Erstveröffentlichung ohne Untertitel |
| 312    | 016    | Dienet einander Musiktitel: Herr, wir bitten, komm und segne uns [aus Gerth Medien – LP-Nr. 33.787] • O Heiland, fülle meinen Tag [aus Gerth Medien – LP-Nr. 33.927] • Jesus sucht Leute (Wilfried Mann; Chor) [Quelle?] • Die Sach ist dein [aus Gerth Medien – LP-Nr. 33.908] • Tragts hinaus in alle Lande [aus Gerth Medien – LP-Nr. 33.750] • Auf, denn die Nacht wird kommen [aus Gerth Medien – LP-Nr. 33.927] Die Engelwelt Gottes Musiktitel: Gott ist gegenwärtig [aus Frohe Botschaft im Lied – Single-Nr. 75.995] • Jauchzet, ihr Himmel [aus Gerth Medien – LP-Nr. 33.910] • Denn er hat seinen Engeln befohlen [aus Gerth Medien – LP-Nr. 33.645] • Wachet auf, ruft uns die Stimme [aus Gerth Medien – LP-Nr. 33.790] • Von guten Mächten wunderbar geborgen [aus Gerth Medien – LP-Nr. 33.908] • Nun ruhen alle Wälder [aus Gerth Medien – LP-Nr. 33.775] | 007     | | Wilfried Mann (Konzept und Sprecher) | 1983     | * Erstveröffentlichung ohne Untertitel |
| 312    | 016    | | 008     | Zum Ehrentag Lieder und Psalmworte, gesungen und gesprochen von Wilfried Mann                                                             | Wilfried Mann | 198?     | |
| 312    | 016    | Musiktitel: Gott, der Vater, kröne dich • Bis hierher hat mich Gott gebracht • Der du das Los von meinen Tagen • Wie groß ist des Allmächt’gen Güte (Wie groß ist des Allmächtgen Güte) • O, dass ich tausend Zungen hätte (O dass ich tausend Zungen hätte) • Sollt ich meinem Gott nicht singen? • Herr, dir ist niemand zu vergleichen • Stern, auf den ich schaue • Ich singe dir mit Herz und Mund • Seligstes Wissen (Seligstes Wissen, Jesus ist mein) • Ich brauch dich allezeit • Ich weiß nicht, was die Zeit mir bringt | 008     | | Wilfried Mann | 198?     | |
| 312    | 016    | | 009     | Chumm, sing mit Neue Kinderlieder in Schweizerdeutsch                                                                                     | Bibellesebund-Kinderfreizeitteilnehmerchor 19?? unter der Leitung von Gordon Schultz |          | |
| 312    | 016    | | 010     | Freunde, es ist jetzt höchste Zeit Neue Lieder für Kinder                                                                                 | Brettheimer Kinderchor* unter der Leitung von Hans-Gerhard Hammer 1 Elisabeth Hammer | 198?     | In Koproduktion mit dem VLM unter identischer MC-Nr. erschienen.; Diskrepanz in fortlaufender Katalognummerierung: CD-Ausgabe erschienen unter Nr. (312.0)83.010; * Bezeichnung bei Erstveröffentlichung: „Brettheimer Kinderchor ‚Sing mit‘“                           |
| 312    | 016    | [1] Immer wieder könnt ich singen • [2] Lobet den Herren, ihr Völker der Erde • [3] Freunde, es ist jetzt höchste Zeit • [4] Singt mit uns und klatscht in die Hände1 • [5] Freut euch, ihr Menschen alle • [6] Freut euch, heut ist der Heiland geboren • [7] Lasst uns tanzen und jubilieren • [8] Lasst uns singen und uns freun • [9] Jesus saß und ruhte aus • [10] Ich habe einen, der mit mir geht • [11] Himmel und Erde, Wälder und Seen • [12] Mond und Sterne • [13] Durch alle Zeiten • [14] Schau auf Gott • [15] Elia (Singspiel) | 010     | | Brettheimer Kinderchor* unter der Leitung von Hans-Gerhard Hammer 1 Elisabeth Hammer | 198?     | In Koproduktion mit dem VLM unter identischer MC-Nr. erschienen.; Diskrepanz in fortlaufender Katalognummerierung: CD-Ausgabe erschienen unter Nr. (312.0)83.010; * Bezeichnung bei Erstveröffentlichung: „Brettheimer Kinderchor ‚Sing mit‘“                           |
| 312    | 016    | | 011     | Freude am Singen 4 Lieder aus den Sendungen des ERF zum Mitsingen im Jahre 1984, vorgestellt von Gerhard Schnitter                        | Gerhard Schnitter (Konzept und Sprecher) 1 Jugendchor der Evangelisch-Freikirchlichen Gemeinde Hannover Walderseestraße 2 ERF-Studiochor unter der Leitung von Gerhard Schnitter 3 Gemischter Chor der Freien evangelischen Gemeinde Gießen 4 Ninive-Chor 5 Wilfried Mann 6 Jugendchor Rechtenbach 7 Chor der Evangelisch-Freikirchlichen Gemeinde Rehe 8 Wetzlarer Jugendchor unter der Leitung von Margret Birkenfeld | 1984     | Konzeptalbum aus Rundfunkaufnahmen des Evangeliums-Rundfunks |
| 312    | 016    | Musiktitel: Ich will loben den Herrn allezeit [Rundfunkaufnahme 1984]1 • Gib mir die richtigen Worte [Rundfunkaufnahme 1984]1 • Gott hat uns gegeben (Gott hat uns gegeben seinen heilgen Geist) [Rundfunkaufnahme 1984]2 • Teilt das Brot mit anderen [Rundfunkaufnahme 1984]2 • Halleluja, der Herr ist auferstanden [Rundfunkaufnahme 1984]3 • Gott ist immer noch Gott [Rundfunkaufnahme 1984]4 • Ihr seid das Salz [Rundfunkaufnahme 1984]4 • Lobet den Herrn (Lobet den Herren, ihr Völker der Erde) [Rundfunkaufnahme 1984]2 • Freunde, es ist jetzt höchste Zeit (Freunde, es ist höchste Zeit) [Rundfunkaufnahme 1984]4 • Schon am Morgen (Schon am Morgen, Herr, deine Gnade) [Rundfunkaufnahme 1984]2; 5 • Lobet und preiset (Lobet und preiset, ihr Völker, den Herrn) [Rundfunkaufnahme 1984]6 • Wir wollen loben [Rundfunkaufnahme 1984]6 • Seid fröhlich, ihr Christen [Rundfunkaufnahme 1984]7 • Alles, was atmet (Alles, was atmet, alles, was lebt) [Rundfunkaufnahme 1984]8 • Danke, mein Vater [Rundfunkaufnahme 1984]8 • Gott hört dein Gebet [Rundfunkaufnahme 1984]2 (?) • Durch alle Zeiten [Rundfunkaufnahme 1984]2 | 011     | | Gerhard Schnitter (Konzept und Sprecher) 1 Jugendchor der Evangelisch-Freikirchlichen Gemeinde Hannover Walderseestraße 2 ERF-Studiochor unter der Leitung von Gerhard Schnitter 3 Gemischter Chor der Freien evangelischen Gemeinde Gießen 4 Ninive-Chor 5 Wilfried Mann 6 Jugendchor Rechtenbach 7 Chor der Evangelisch-Freikirchlichen Gemeinde Rehe 8 Wetzlarer Jugendchor unter der Leitung von Margret Birkenfeld | 1984     | Konzeptalbum aus Rundfunkaufnahmen des Evangeliums-Rundfunks |
| 312    | 016    | | 012     | Christus lebt! Wilfried Mann singt Passions- und Osterlieder                                                                              | Wilfried Mann | 198?     | |
| 312    | 016    | Musiktitel: „… gekreuzigt, gestorben und begraben …“ Oh Welt, sieh hier dein Leben (O Welt, sieh hier dein Leben) • Oh Sünder, sieh das Gotteslamm (O Sünder, sieh das Gotteslamm) [aus Frohe Botschaft im Lied – Single-Nr. 45.907] • Das altrauhe Kreuz (Das alt raue Kreuz) (Dort auf Golgatha stand) • Selig, wer an Jesum denkt • Fürwahr • Unterm Kreuz ist Friede [Version 1982 aus MC-Nr. 16.003] • Die Handschrift ist zerrissen [aus MC-Nr. 16.003] „… am dritten Tage auferstanden von den Toten!“ Er ist erstanden • Jesus lebet, Jesus siegt [ERF-Version] • Heut’ triumphieret Gottes Sohn (Heut triumphieret Gottes Sohn) [aus Gerth Medien – LP-Nr. 33.779] • Jesus unser Trost und Leben (Jesus, unser Trost und Leben) • Christus lebt • Jesus meine Zuversicht (Jesus, meine Zuversicht) [ERF-Version] • Christ ist erstanden • Jesu, dir sei Preis (Jesu, dir sei Preis gesungen) [aus Frohe Botschaft im Lied – Single-Nr. 45.364] | 012     | | Wilfried Mann | 198?     | |
| 312    | 016    | | 013     | Komm, mach mit! 2 „Sing-mit-uns“-Sendungen für Kinder mit Ulrike Schild vom Evangeliums-Rundfunk                                          | Ulrike Schild (Konzept) | 198?     | |
| 312    | 016    | Du brauchst ’nen Freund • Noah • Nach der Sintflut • Geh, Abraham, geh • Moses Wiegenlied • Samuel • David und Goliath • Josua • He, Jona • Fest und treu wie Daniel war • Freudenpsalm Herr, deine Gnade • Singt und tanzt • Spiel für Gott ein neues Lied • Zachäus • Bartimäus • Beten • Zwei Jünger gingen • Saulus – Paulus • Immer auf Gott zu vertrauen | 013     | | Ulrike Schild (Konzept) | 198?     | |
| 312    | 016    | | 014     | Jesus lädt uns ein | Wilfried Mann | 198?     | |
| 312    | 016    | | 015     | Freude am Singen 5 Lieder aus den Sendungen „Alte und neue Lieder zum Mitsingen“ des ERF zum Mitsingen, vorgestellt von Gerhard Schnitter | Gerhard Schnitter (Moderator) | 1986 (?) | Konzeptalbum aus Rundfunkaufnahmen des Evangeliums-Rundfunks |
| 312    | 016    | Musiktitel: ERF-Studiochor – mit Publikum des Offenen Ostersingens 1985 im Studiosaal des Evangeliums-Rundfunks: ① Lasst uns singen und uns freun [Rundfunkaufnahme 1985 – Live] ② Er ist erstanden [Rundfunkaufnahme 1985 – Live] • ERF-Studiochor: ③ Schalom (Schalom, schalom, der Friede sei mit dir) [Rundfunkaufnahme 1985] ④ Herr, du schenkst mir die Freude [Rundfunkaufnahme 1985] • Jugendchor Gießen: ⑤ Nimm doch, was Jesus gibt [Rundfunkaufnahme 1985] • Wetzlarer Jugendchor: ⑥ Für mich gingst du nach Golgatha [Rundfunkaufnahme 1985] ⑦ O Gnade! Gott gab seinen Sohn [Rundfunkaufnahme 1985] • Chor der Christlichen Bäckervereinigung Stuttgart: • ⑧ Sonnenschein und Regenschauer [Rundfunkaufnahme 1985] Vereinigte Chöre der Christlichen Gemeinschaften Ehringshausen, Allendorf und Leun: ⑨ Gottes Stimme lasst uns sein (Kanon) [Rundfunkaufnahme 1985] ⑩ Komm und sieh [Rundfunkaufnahme 1985] • Freizeitchor des Evangelischen Sängerbundes: ⑪ Herzen, die kalt sind (Herzen, die kalt sind wie Hartgeld) [Rundfunkaufnahme 1985] • ERF-Studiochor: ⑫ Wir sind Bettler, das ist wahr [Rundfunkaufnahme 1985] • Wetzlarer Jugendchor – mit Publikum des Offenen Weihnachtsliedersingens 1985 im Studiosaal des Evangeliums-Rundfunks: ⑬ Wir stehen an der Krippe [Rundfunkaufnahme 1985 – Live] • Chor des 1. ERF-Singwochenendes 1985: ⑭ In dieser Welt der leeren Worte [Rundfunkaufnahme 1985] ⑮ Ich bin der Herr, dein Gott (Jahreslosung 1986) [Rundfunkaufnahme 1985] • Wetzlarer Jugendchor – mit Publikum des Offenen Weihnachtsliedersingens 1985 im Studiosaal des Evangeliums-Rundfunks: ⑯ Nimm die Freude mit [Rundfunkaufnahme 1985 – Live] | 015     | | Gerhard Schnitter (Moderator) | 1986 (?) | Konzeptalbum aus Rundfunkaufnahmen des Evangeliums-Rundfunks |
| 312    | 016    | | 016     | Gott ist mein Lied Wilfried Mann singt Lieder von Christian Fürchtegott Gellert                                                           | Wilfried Mann Hans Kunz (Orgel und Klavier) | 198?     | |
| 312    | 016    | [1] Herr, der du mir das Leben • [2] Dir dank ich für mein Leben • [3] Herr, der da ist • [4] Gott, deine Güte reicht so weit • [5] So jemand spricht • [6] Meine Lebenszeit verstreicht • [7] Gott ist mein Lied • [8] Die Himmel rühmen des Ewigen Ehre • [9] Dies ist der Tag • [10] Herr, stärke mich • [11] Ich komme, Herr • [12] Jesus lebt, mit ihm auch ich • [13] Mein erst Gefühl sei Preis und Dank • [14] Wenn ich, oh Schöpfer (Wenn ich, o Schöpfer) • [15] Auf Gott und nicht auf meinen Rat • [16] Ich hab in guten Stunden | 016     | | Wilfried Mann Hans Kunz (Orgel und Klavier) | 198?     | |
| 312    | 016    | | 017     | Gottes Segen Zwei Sendungen aus der Sendereihe Singet dem Herrn mit Wilfried Mann                                                         | Wilfried Mann (Konzept und Sänger) | 198?     | |
| 312    | 016    | Herr, wir bitten, komm und segne uns Jesus Christus herrscht als König • Gott der Vater kröne dich • O Heiland, gib mir deinen Segen • Mach du unsre Hände zum Segen • O Heiland, fülle meinen Tag • Mächtige Ströme des Segens • Herr, wir bitten, komm und segne uns • Entlass uns, Herr, mit deinem Segen Dir, Herr, will ich danken! Vater, ich möchte dir danken • Groß ist dein Name • O Gotteslieb, so himmelhoch • Dafür will ich dir danken • Dir, Herr, will ich danken • Danket, danket dem Herrn • Danke, Herr | 017     | | Wilfried Mann (Konzept und Sänger) | 198?     | |
| 312    | 016    | | 018     | Was dir auch immer begegnet | | 198?     | |
| 312    | 016    | | 019     | Freude am Singen 6 Lieder aus den Sendungen des ERF zum Mitsingen, vorgestellt von Gerhard Schnitter                                      | Gerhard Schnitter (Konzept und Sprecher) | 1987 (?) | Konzeptalbum aus Rundfunkaufnahmen des Evangeliums-Rundfunks sowie 4 Zweitverwertungstitel vorangegangener Album-Veröffentlichungen |
| 312    | 016    | Deine Treue, Herr Jesus [aus MC-Nr. 15.016] • Damit die Welt anders wird • Gott baut sein Haus [aus MC-Nr. 15.016] • Herr, du gibst uns Hoffnung [aus Hänssler Music – LP-Nr. 99.142] • Lass mir das Ziel vor Augen bleiben [aus MC-Nr. 15.016] • Du bist Gottes Liebe [Rundfunkaufnahme] (ERF-Studiochor) • Du hast dich uns zugewandt [Rundfunkaufnahme] (ERF-Studiochor) • Bald wird Hochzeit sein [Rundfunkaufnahme] (ERF-Studiochor) • Die Weihnachtsfreude, die pustet keiner aus (Die Weihnachtsfreude) [Rundfunkaufnahme] (Chor des ERF-Singwochenendes) • Zeit ist Gnade [Rundfunkaufnahme] (ERF-Studiochor) • Nicht durch Heer oder Macht [Rundfunkaufnahme] (ERF-Studiochor) • Gott, mein Herr (Ich will dir danken) [Rundfunkaufnahme] (EC-Jugendchor Dillenburg-Manderbach) • Ohne Sehen will ich trauen [Rundfunkaufnahme] (Tonbandchor des Evangelischen Sängerbundes · Leitung: Reinhold Weber) • Wir freuen uns (Wir freuen uns, weil wir hoffen) [Rundfunkaufnahme] (ERF-Studiochor) | 019     | | Gerhard Schnitter (Konzept und Sprecher) | 1987 (?) | Konzeptalbum aus Rundfunkaufnahmen des Evangeliums-Rundfunks sowie 4 Zweitverwertungstitel vorangegangener Album-Veröffentlichungen |
| 312    | 016    | | 020     | | |          | |
| 312    | 016    | | 021     | Freude am Singen 7 Lieder aus den ERF-Sendungen Alte und neue Lieder zum Mitsingen von und mit Gerhard Schnitter*                         | Gerhard Schnitter (Konzept) | 1989     | Konzeptalbum aus Rundfunkaufnahmen des Evangeliums-Rundfunks; * Erstveröffentlichung ohne Untertitel |
| 312    | 016    | [1] Jesus Christus sagt: „Kehrt um!“ (Jesus Christus sagt: Kehrt um!) (Jahreslosung 1988) [Rundfunkaufnahme] (ERF-Studiochor) • [2] Wem darf ich glauben [Rundfunkaufnahme] (ERF-Studiochor) • [3] Berge zerschmelzen wie Wachs vor dem Herrn [Rundfunkaufnahme] • [4] Wenn der Herr mich befreit [Rundfunkaufnahme] (ERF-Studiochor) • [5] Dass dein Wort in meinem Herzen starke Wurzeln schlägt (Starke Wurzeln, gute Früchte) (Mottolied Christival 1988) [Rundfunkaufnahme] (ERF-Studiochor) • [6] Worauf warten wir noch (Jubiläumslied 100 Jahre Evangelischer Gnadauer Gemeinschaftsverband) [Rundfunkaufnahme] (ERF-Studiochor) • [7] Herr, lehr uns beten [Rundfunkaufnahme] (Jugendchor der Freien evangelischen Gemeinde Siegen-Geisweid) • [8] Herr, wir sind Brüder [Rundfunkaufnahme] (ERF-Studiochor) • [9] Herr, du bist meine Stärke [Rundfunkaufnahme (?) oder aus MC-Nr. 11.118 (?)] (Jugendchor Aidlingen) • [10] Öffnet die Tore [Rundfunkaufnahme] (Chor des Evangelischen Sängerbundes) • [11] Jesus ist Sieger [Rundfunkaufnahme] (ERF-Studiochor) • [12] Wie ein Fest nach langer Trauer (So ist Versöhnung) [Rundfunkaufnahme] (Jugendchor der Stadtmission Gießen) • [13] Lasset uns aufsehn (Mottolied Gemeindetag unter dem Wort 1989) [Rundfunkaufnahme] (ERF-Studiochor) • [14] Alles, was atmet (Alles, was atmet, alles, was lebt) [Rundfunkaufnahme] (Männerchor des CVJM Burbach-Holzhausen) • [15] Die Freude ist mein Lied [Rundfunkaufnahme] (Wetzlarer Jugendchor unter der Leitung von Jochen Rieger) • [16] Mensch, ärgere dich nicht [Rundfunkaufnahme] (ERF-Studiochor) | 021     | | Gerhard Schnitter (Konzept) | 1989     | Konzeptalbum aus Rundfunkaufnahmen des Evangeliums-Rundfunks; * Erstveröffentlichung ohne Untertitel |
| 312    | 016    | | 022     | Chumm, sing mit 3 | |          | Produktion des ERF Schweiz |
| 312    | 016    | | 023     | Freude am Singen 8 19 Lieder aus den Mitsing-Sendungen der Jahre 1991 und 1992 mit Gerhard Schnitter                                      | Gerhard Schnitter (Konzept) | 1992     | Konzeptalbum aus Rundfunkaufnahmen des Evangeliums-Rundfunks sowie Zweitverwertungstiteln vorangegangener Tonträgerveröffentlichungen |
| 312    | 016    | [1] Dir, Herr, singen wir [Rundfunkaufnahme? / aus MC-Nr. 15.039?] (Chor der August-Hermann-Francke-Schule Gießen) • [2] Es ist in keinem anderen Heil [aus MC-Nr. 15.016] • [3] Ich steh an deinem Kreuz [aus MC-Nr. 15.064] • [4] Kommt, singet dem Herrn [Rundfunkaufnahme] (ERF-Studiochor) • [5] Ich will zu dir gehen [Rundfunkaufnahme] (Probenchor der ERF-Singtour) • [6] Deine Treue, Herr Jesus [aus MC-Nr. 15.016] • [7] Unterwegs mit Jesus [Rundfunkaufnahme] (ERF-Studiochor) • [8] Jesus, du bist jetzt bei uns [Rundfunkaufnahme] (ERF-Studiochor) • [9] Du bist der Weg (Du bist) (Du bist der Weg und die Wahrheit und das Leben) [Rundfunkaufnahme] (Perspektiven)• [10] Der Dank ist wie ein Vogellied [aus MC-Nr. 15.042] • [11] Siehe, ich bin bei dir [aus MC-Nr. 15.064] • [12] Gott ist ein ewiger Fels [Rundfunkaufnahme] (ERF-Studiochor) • [13] Gott macht keine halben Sachen [Rundfunkaufnahme] (ERF-Studiochor) • [14] Lobe den Herren, meine Seele (Lobe den Herrn, meine Seele) [Rundfunkaufnahme] (Jugendchor der FeG Gießen) • [15] Wo willst du hin [Rundfunkaufnahme] (ERF-Studiochor) • [16] Shalom, der Herr segne uns (Schalom, Schalom, der Herr segne uns) [Rundfunkaufnahme] (ERF-Studiochor) • [17] Sei getrost und unverzagt [aus MC-Nr. 15.064] • [18] Vater, wir lieben dich (Vater, ich lieb dich) [Rundfunkaufnahme] (Allianz-Jugendchor Schneeberg) • [19] Das Blut Jesu Christi [aus MC-Nr. 15.056] | 023     | | Gerhard Schnitter (Konzept) | 1992     | Konzeptalbum aus Rundfunkaufnahmen des Evangeliums-Rundfunks sowie Zweitverwertungstiteln vorangegangener Tonträgerveröffentlichungen |
| 312    | 016    | | 024     | Auslese 1 aus „Freude am Singen“ 19 der schönsten Lieder aus Gerhard Schnitters „Mitsing“-Reihe                                           | Various | 1995     | CD-Ausgabe erschienen 1995 mit Nr. (312.0)16.025 zu Doppel-CD kombiniert unter Nr. (312.0)88.024 |
| 312    | 016    | [1] Kommt, singet dem Herrn [aus MC-Nr. 16.023] • [2] Der Dank ist wie ein Vogellied [aus CD-Nr. 88.042] • [3] Brüder, lasst die Freude ein [aus MC-Nr. 16.006] • [4] Gott ist ein ewiger Fels [aus MC-Nr. 16.023] • [5] Lass mir das Ziel vor Augen bleiben [aus MC-Nr. 15.016] • [6] Bald wird Hochzeit sein [aus MC-Nr. 16.019] • [7] Worauf warten wir noch [aus MC-Nr. 16.021] • [8] Friede mit Gott [Rundfunkaufnahme] (ERF-Studiochor) • [9] Du hast dich uns zugewandt [aus MC-Nr. 16.019] • [10] Dass dein Wort in meinem Herzen starke Wurzeln schlägt [aus MC-Nr. 16.021] • [11] Unterwegs mit Jesus [aus MC-Nr. 16.023] • [12] Jesus Christus sagt: Kehrt um! [aus MC-Nr. 16.021] • [13] Es ist in keinem andern Heil [aus MC-Nr. 15.016] • [14] Was dir auch immer begegnet [aus MC-Nr. 16.001] • [15] Berge zerschmelzen wie Wachs vor dem Herrn [aus MC-Nr. 16.021] • [16] Gott macht keine halben Sachen [aus MC-Nr. 16.023] • [17] Wir bekümmern uns nicht [aus MC-Nr. 15.016] • [18] Ich will den Herren loben allezeit [Rundfunkaufnahme] (Jugendchor Hüttenberg unter der Leitung von Gerhard Schnitter (?)) • [19] Herr, ich sehe deine Welt [aus MC-Nr. 16.001] | 024     | | Various | 1995     | CD-Ausgabe erschienen 1995 mit Nr. (312.0)16.025 zu Doppel-CD kombiniert unter Nr. (312.0)88.024 |
| 312    | 016    | | 025     | Auslese 2 aus „Freude am Singen“ 19 der schönsten Lieder aus Gerhard Schnitters „Mitsing“-Reihe                                           | Various | 1995 (?) | Kompilationsalbum aus Zweitverwertungstiteln vorangegangener Veröffentlichungen sowie 3 Musiktiteln in Erstveröffentlichung; CD-Ausgabe erschienen 1995 mit Nr. (312.0)16.024 zu Doppel-CD kombiniert unter Nr. (312.0)88.024                                           |
| 312    | 016    | [1] Wir freuen uns, weil wir hoffen [aus MC-Nr. 16-019] • [2] Du bist Gottes Liebe [aus MC-Nr. 16.019] • [3] Wenn der Herr mich befreit [aus MC-Nr. 16.021] • [4] Öffnet die Tore [aus MC-Nr. 16.021] • [5] Freuet euch, das Grab ist leer [aus MC-Nr. 16.001] • [6] Auferstanden ist der Herr [Rundfunkaufnahme] (ERF-Studiochor) • [7] Nicht durch Heer oder Macht [aus MC-Nr. 16.019] • [8] Es kommt die Zeit [Rundfunkaufnahme] (ERF-Studiochor) • [9] Herr, du bist das Brot des Lebens [aus Hänssler Music – LP-Nr. 99.147] • [10] Weltweit (und doch ganz nah) [Rundfunkaufnahme] (ERF-Studiochor) • [11] Wir sind Bettler, das ist wahr [aus MC-Nr. 16.015] • [12] Herzen, die kalt sind wie Hartgeld [aus MC-Nr. 16.021] • [13] Damit die Welt anders wird [aus MC-Nr. 16.019] • [14] Ich danke Gott und freue mich [aus MC-Nr. 16.004] • [15] Herr, wir sind Brüder [aus MC-Nr. 16.021] • [16] Alles, was atmet [aus MC-Nr. 16.011] • [17] Meine Zeit steht in deinen Händen [aus MC-Nr. 16.004] • [18] Zeit ist Gnade [aus MC-Nr. 16.019] • [19] Wo willst du hin [aus MC-Nr. 16.023] | 025     | | Various | 1995 (?) | Kompilationsalbum aus Zweitverwertungstiteln vorangegangener Veröffentlichungen sowie 3 Musiktiteln in Erstveröffentlichung; CD-Ausgabe erschienen 1995 mit Nr. (312.0)16.024 zu Doppel-CD kombiniert unter Nr. (312.0)88.024                                           |
|        |        | |         | | |          | |
| 312    | 016    | | 081     | Herzliche Segenswünsche Gedichte und Lieder zum Geburtstag                                                                                | Kurt Scherer | 19??     | |
| 312    | 016    | | 082     | Von Herzen „Alles Gute“ Der gute Hirte – Lieder, Gebete und Gedanken zu Psalm 23*                                                         | Kurt Scherer (Konzept und Sprecher) | 1995     | * Erstveröffentlichung ohne Untertitel auf Frontcover |
| 312    | 016    | Lass mich für dich sorgen! Musiktitel: Der Herr ist mein Hirte [Rundfunkaufnahme?] (Interpret?) • Der Herr ist mein getreuer Hirte [aus JfC – Single-Nr. 519] • Ohne Weg, ohne Licht, ohne Hilfe [aus MC-Nr. 15.025] • Der Herr, mein Hirte, führet mich [aus Gerth Medien – LP-Nr. 33.927] Lass mich dich führen! Musiktitel: Solang mein Jesus lebt [aus Hänssler Music – LP-Nr. 99.156] • Ich will es jubelnd singen [aus Gerth Medien – LP-Nr. 33.768] • Was sind dieses Lebens Güter (Warum sollt ich mich denn grämen, Strophen 10 und 11) [aus Gerth Medien – LP-Nr. 33.775] • Nur mit Jesu will ich wandern [aus Frohe Botschaft im Lied – Single-Nr. 45.025] • O Gottes Sohn, du Licht und Leben [Rundfunkaufnahme?] (Interpretin?) • Sein Nam heißt „Wunderbar“ [Rundfunkaufnahme?] (Interpret?) | 082     | | Kurt Scherer (Konzept und Sprecher) | 1995     | * Erstveröffentlichung ohne Untertitel auf Frontcover |

## ERF-Verlag Schweiz
Veröffentlichungen aus dem Verlag des Schweizer ERF-Ablegers (im Januar 2007 vom Schweizer Adonia-Verlag übernommen):

### Katalognummern MC 14.000 ff.
| Nummer | Nummer | Nummer  | Titel                                                                                         | Künstler Autoren                                      | Jahr     | Anmerkungen |
| Format | Format | Artikel | Titel                                                                                         | Künstler Autoren                                      | Jahr     | Anmerkungen |
| MC     | CD | Artikel | Titel                                                                                         | Künstler Autoren                                      | Jahr     | Anmerkungen |
| ------ | --- | ------- | --------------------------------------------------------------------------------------------- | ----------------------------------------------------- | -------- | --- |
| 14     | | 008     | Entscheidig im Steibruch                                                                      | Bärbel Raichle Heidi Wieder                           | 1994     | |
|        | |         |                                                                                               |                                                       |          | |
| 14     | | 043     | E schlimme Verdacht                                                                           | Rösli Bürki                                           |          | |
|        | |         |                                                                                               |                                                       |          | |
| 14     | | 051     | Mr. Kläx, 1 – de Gheimgang                                                                    | Alex Mörgeli                                          | 2005     | In Koproduktion mit Schweizer Ausgabe der christlichen Kinderzeitschrift „Kläx“ erschienen.                                              |
|        | |         |                                                                                               |                                                       |          | |
| 14     | | 053     | Mr. Kläx, 3 – d Hammergäng                                                                    | Alex Mörgeli                                          | 2006     | In Koproduktion mit Schweizer Ausgabe der christlichen Kinderzeitschrift „Kläx“ erschienen.                                              |
|        | |         |                                                                                               |                                                       |          | |
| 14     | | 251     | Herr, mir lobed dich Neue biblische Lieder zum Mitsingen                                      | Kinder des Schweizer Bibellesebund-Singlagers (1994?) | 1994     | Doppel-MC, Katalognummer der einzelnen Tonträger mit Postfix: „-1“ bzw. „-2“; In Koproduktion mit dem Schweizer Bibellesebund erschienen |
| 14     | | 251     |                                                                                               | Kinder des Schweizer Bibellesebund-Singlagers (1994?) | 1994     | Doppel-MC, Katalognummer der einzelnen Tonträger mit Postfix: „-1“ bzw. „-2“; In Koproduktion mit dem Schweizer Bibellesebund erschienen |
| 14     | [1] Herr, wir loben dich • [2] Herr, wer sind wir • [3] Himmel und Erde • [4] Hosanna, hosanna de König chunnt • [5] Ich danke dir, du grosser Gott • [6] Ich habe einen der mit mir geht • [7] Im Lichte meines Herrn will ich geh’n • [8] In der Welt habt ihr Angst • [9] Jesus hät mi gern grad so wien i bi • [10] Jesus säit: Dä wo zu mir chunnt • [11] Jetzt holed d'Fanfaare i jedem Land • [12] Lönd doch die Chind zu mer cho • [13] Mir singed em Herr • [14] Mir wänd enander säge • [15] Schlag die Bibel auf • [16] Shalom, shalom, Friede wünsch ich dir • [17] Vom Schloss • [18] Wenn du Gottes Liebie gschpürsch • [19] Wer unter dem Schirm des höchsten sitzt | 251     |                                                                                               | Kinder des Schweizer Bibellesebund-Singlagers (1994?) | 1994     | Doppel-MC, Katalognummer der einzelnen Tonträger mit Postfix: „-1“ bzw. „-2“; In Koproduktion mit dem Schweizer Bibellesebund erschienen |
|        | |         |                                                                                               |                                                       |          | |
| 14     | | 501     | Christmas Instrumental                                                                        | Bruno Bachofner (Gitarre)                             | 1994 (?) | CD-Veröffentlichung unter Nr. 88.012 |
| 14     | [1] Christmas • [2] Engel bringen frohe Kunde • [3] Leise rieselt der Schnee • [4] Freue dich Welt • [5] Seht das Kind dort • [6] Grace • [7] Der Heiland ist geboren • [8] Deck The Hall • [9] O du fröhliche • [10] Alle Jahre wieder • [11] Born Again • [12] Stille Nacht • [13] 13. Noel, Noel • [14] Jesus, höchster Name • [15] Shepherd’s Joy | 501     |                                                                                               | Bruno Bachofner (Gitarre)                             | 1994 (?) | CD-Veröffentlichung unter Nr. 88.012 |
| 014    | | 502     | Get On Board Musik zum Mitsingen, Mitswingen, Mitklatschen, Entspannen, Geniessen, Nachdenken | Tikwa                                                 | 1994 (?) | CD-Veröffentlichung unter Nr. 88.014 |
| 014    | [1] Get On Board • [2] O quelle joie • [3] Mbili • [4] Well Early In The Morning • [5] Certainly Lord • [6] Hast du schon gewusst • [7] Heaven Is A Wonderful Place • [8] Qualcun e qui • [9] Put Your Hand In The Hand • [10] Viva el Salvador • [11] Bino batata • [12] Wag den Schritt • [13] Somebody’s Knocking • [14] Triff deine Wahl • [15] Every Time I Feel The Spirit • [16] Bald schon werden wir • [17] Nkosi sikele | 502     |                                                                                               | Tikwa                                                 | 1994 (?) | CD-Veröffentlichung unter Nr. 88.014 |

### Katalognummern MC 15.000 ff.
| Nummer | Nummer | Nummer  | Titel                        | Künstler Autoren | Jahr | Anmerkungen                                   |
| Format | Format | Artikel | Titel                        | Künstler Autoren | Jahr | Anmerkungen                                   |
| MC     | CD     | Artikel | Titel                        | Künstler Autoren | Jahr | Anmerkungen                                   |
| ------ | ------ | ------- | ---------------------------- | ---------------- | ---- | --------------------------------------------- |
| 15     |        | 002     | Mr. Kläx, 5 – voll verknallt | Alex Mörgeli     | 200? | In Koproduktion mit Adonia-Verlag erschienen. |

## Hörbücher – Katalognummern MC (312.0)18.000 ff. bzw. CD 312.018.000 ff.
| Nummer | Nummer | Nummer | Nummer  | Titel | Autor | Sprecher | Jahr | Anmerkungen |
| Präfix | Format | Format | Artikel | Titel | Autor | Sprecher | Jahr | Anmerkungen |
| Präfix | MC | CD     | Artikel | Titel | Autor | Sprecher | Jahr | Anmerkungen |
| ------ | --- | ------ | ------- | --- | --- | --- | ---- | --- |
| 312    | 018 |        | 002     | Radio Kanaan Zwischen Meer und Jordan | Eckart zur Nieden                                                                                                   | Eckart zur Nieden | 1997 | 5 Tonträger |
|        | |        |         | | | |      | |
| 312    | 018 |        | 022     | Bill kriegt es auf die Reihe Naja, sagen wir manchmal … Die ultimative Männer-Komödie | Bill Butterworth | Andreas Malessa | 1998 | 3 Tonträger; In Koproduktion mit Oncken-Verlag erschienen. |
| 312    | 018 |        | 023     | Auch ohne meine Kinder Eine Ärztin zwischen zwei Kulturen erlebt die gewaltsame Trennung von ihren Kindern                                                                                     | Elisabeth Stahlschmidt                                                                                              | Karin Dölla-Höhfeld | 1999 | 3 Tonträger; In Koproduktion mit Gerth Medien, dort erschienen unter Katalognummer MC 815.578, Nachauflage 2004, erschienen ausschließlich bei Gerth Medien unter MC-Nr. 815.955. Buchvorlage erschienen bei Gerth Medien. |
| 312    | 018 |        | 024     | Ich war ein Opfer des „Dead Man Walking“ Eine Frau durchleidet die Folgen ihrer Vergewaltigung                                                                                                 | Debbie Morris; Gregg Lewis                                                                                          | Angelika Fries | 1999 | 3 Tonträger; In Koproduktion mit Gerth Medien, dort unter Katalognummer MC 815.611, erschienen. Buchvorlage erschienen bei Gerth Medien |
| 312    | 018 |        | 025     | Nur der Fluss kennt die Freiheit Irland-Saga • Folge 1 | Bodie Thoene; Brock Thoene                                                                                          | Hanno Herzler | 1999 | 3 Tonträger; In Koproduktion mit Gerth Medien, dort unter Nr. MC 815.610 erschienen. Buchvorlage erschienen bei Gerth Medien. |
| 312    | 018 |        | 026     | Wenn Liebe hält, was sie verspricht | Robertson McQuilkin                                                                                                 | Hanno Herzler | 2000 | 2 Tonträger, Laufzeit: 100 Minuten; Buchvorlage erschienen bei Gerth Medien; In Koproduktion mit Gerth Medien, dort unter MC-Nr. 815.667 erschienen, Wiederveröffentlichung 2006 erstmals auf digitalen Tonträgern ausschließlich bei Gerth Medien unter CD-Nr. 816.130                                                       |
| 312    | 018 |        | 027     | Der Pestpfarrer von Annaberg | Gertrud Busch | Hanno Herzler | 2000 | 2 Tonträger; In Koproduktion mit der Evangelischen Verlagsanstalt erschienen. Buchvorlage erschienen bei Evangelische Verlagsanstalt. |
| 312    | 018 |        | 028     | Von Philosophen und Teddybären | Eckart zur Nieden                                                                                                   | Eckart zur Nieden | 2000 | 2 Tonträger; Buchvorlage erschienen bei R. Brockhaus Verlag. |
| 312    | 018 |        | 029     | In seinen Fußstapfen | Charles M. Sheldon                                                                                                  | Hanno Herzler | 2000 | 3 Tonträger; In Koproduktion mit Gerth Medien, dort erschienen unter Katalognummer MC 815.669, Wiederauflage 2004 ausschließlich bei Gerth Medien unter MC-Nr. 815.954 erschienen. Buchvorlage ebenfalls erschienen bei Gerth Medien.                                                                                         |
| 312    | 018 |        | 030     | Liebe wächst wie ein Baum Die Siedler* • Folge 1 | Janette Oke | Günter Schmitz (Textbearbeitung und -kürzung sowie Sprecher) Baldur Seifert (Sprecher – Clark) Renate Renken (Sprecherin – Marty) | 1990 | 2 Tonträger, ca. 3 Stunden Spielzeit; 2001 in Wiederveröffentlichung als Vertriebsgemeinschaftsprodukt mit Gerth Medien, dort unter MC-Nr. 815.701 erschienen, erste Veröffentlichung 1990 ausschließlich dort unter MC-Nr. 64.364. * Erstveröffentlichung ohne Serientitel, Wiederveröffentlichung unter „Die Siedler-Serie“ |
| 312    | 018 |        | 031     | Liebe trägt durch Freud und Leid Die Siedler* • Folge 2 | Janette Oke | Günter Schmitz (Textbearbeitung und -kürzung sowie Sprecher) Baldur Seifert (Sprecher – Clark) Renate Renken (Sprecherin – Marty) | 1990 | 2 Tonträger, ca. 3 Stunden Spielzeit; 2001 in Wiederveröffentlichung als Vertriebsgemeinschaftsprodukt mit Gerth Medien, dort unter MC-Nr. 815.702 erschienen, erste Veröffentlichung 1990 ausschließlich dort unter MC-Nr. 64.365. * Erstveröffentlichung ohne Serientitel, Wiederveröffentlichung unter „Die Siedler-Serie“ |
| 312    | 018 |        | 032     | Reise in eine neue Welt Die Siedler* • Folge 3 | Janette Oke | Günter Schmitz (Textbearbeitung und -kürzung sowie Sprecher) Regula Steiner (Sprecherin – Missie) Rudi Knaus (Sprecher – Willie)  | 1990 | 2 Tonträger, ca. 3 Stunden Spielzeit; 2001 in Wiederveröffentlichung als Vertriebsgemeinschaftsprodukt mit Gerth Medien, dort unter MC-Nr. 815.731 erschienen, erste Veröffentlichung 1990 ausschließlich dort unter MC-Nr. 64.366. * Erstveröffentlichung ohne Serientitel, Wiederveröffentlichung unter „Die Siedler-Serie“ |
| 312    | 018 |        | 033     | Über allem bleibt die Freude Die Siedler* • Folge 4 | Janette Oke | Günter Schmitz (Textbearbeitung und -kürzung sowie Sprecher) Regula Steiner (Sprecherin – Missie) Rudi Knaus (Sprecher – Willie)  | 1990 | 2 Tonträger, ca. 3 Stunden Spielzeit; 2001 in Wiederveröffentlichung als Vertriebsgemeinschaftsprodukt mit Gerth Medien, dort unter MC-Nr. 815.732 erschienen, erste Veröffentlichung 1990 ausschließlich dort unter MC-Nr. 64.367. * Erstveröffentlichung ohne Serientitel, Wiederveröffentlichung unter „Die Siedler-Serie“ |
| 312    | 018 |        | 034     | Die grünen Hügel von Galway Irland-Saga • Folge 2 | Bodie Thoene; Brock Thoene                                                                                          | Hanno Herzler; Angelika Fries | 2001 | 2 Tonträger; In Koproduktion mit Gerth Medien, dort unter Katalognummer MC 815.712, erschienen. Buchvorlage erschienen bei Gerth Medien. |
| 312    | 018 |        | 035     | Brückenschlag | Eckart zur Nieden                                                                                                   | Eckart zur Nieden | 2001 | 2 Tonträger |
| 312    | 018 |        | 036     | Es war als sängen die Engel | James C. Whittaker                                                                                                  | Philipp Schepmann | 2001 | 2 Tonträger |
| 312    | 018 |        | 037     | Mutter Die Geschichte eines erfüllten Lebens | Charlotte Hofmann-Hege                                                                                              | Carola Rink | 2001 | 2 Tonträger |
|        | |        |         | | | |      | |
| 312    | | 018    | 039     | Volkserzählungen | Leo N. Tolstoi | Alfred E. Mair | 2002 | |
| 312    | [1] Volkserzählungen von Leo Tolstoi • [2] Das Birkenbäumchen (Russisches Volkslied) • [3] Die Kinder sind noch klüger • [4] Im Garten (Russischer Volkstanz) • [5] Drei Fragen • [6] Der lustige Kaufmann (Russisches Volkslied) • [7] Das Korn, so groß wie ein Hühnerei • [8] Rasposchól (Russisches Volkslied) • [9] Wieviel Erde braucht der Mensch (Kapitel 1) • [10] Lesginka (Russischer Volkstanz, Variation 1) • [11] Wieviel Erde braucht der Mensch (Kapitel 2) • [12] Lesginka (Variation 2) • [13] Wieviel Erde braucht der Mensch (Kapitel 3) • [14] Lesginka (Variation 3) • [15] Wieviel Erde braucht der Mensch (Kapitel 4–5) • [16] Lesginka (Variation 4) • [17] Wieviel Erde braucht der Mensch (Kapitel 6) • [18] Lesginka (Variation 5) • [19] Wieviel Erde braucht der Mensch (Kapitel 7) • [20] Lesginka (Variation 6) • [21] Wieviel Erde braucht der Mensch (Kapitel 8) • [22] Lesginka (Variation 7) | 018    | 039     | | Leo N. Tolstoi | Alfred E. Mair | 2002 | |
| 312    | 018 |        | 041     | Warten …, Wunder …, Wellen … | Horst Marquardt | Horst Marquardt | 2002 | 3 Tonträger; Gleichnamiges Buch erschienen im Hänssler-Verlag |
|        | |        |         | | | |      | |
| 312    | 018 |        | 048     | Jesus – unser Schicksal | Wilhelm Busch | Daniel Kopp | 2003 | 2 Tonträger; Koproduktion mit Brunnen Verlag; Erweiterte Neuauflage als CD unter Nr. 312.018.194 |
| 312    | 018 |        | 049     | Die Zuflucht | Corrie ten Boom | Susanne Hohmeyer-Lichtblau | 2003 | 2 Tonträger; Erweiterte Neuausgabe als CD erschienen 2008 unter Nr. 312.018.193 |
| 312    | 018 |        | 050     | Der kleine Großherzog Die Erlebnisse des kleinen Großherzogs, seiner süßen Tochter, des fiesen Ministers Baron von Raffini, des freundlichen, klugen Professor Pfiffikus und all der anderen … | Eckart zur Nieden                                                                                                   | Eckart zur Nieden | 2002 | 2 Tonträger |
|        | |        |         | | | |      | |
| 312    | | 018    | 052     | Am Ende der Kraft beginnt ein neuer Weg Eine Frau erlebt den Burnout | Kerstin Hesselfors Persson                                                                                          | Kerstin Hesselfors Persson | 2003 | 2 Tonträger |
| 312    | 018 |        | 053     | Psalm 23 – Aus der Sicht eines Schafhirten | W. Philipp Keller                                                                                                   | Günter Schmitz | 2003 | 2 Tonträger, Spielzeit: 3 Stunden; (Gekürzte?) Wiederveröffentlichung des erstmals 1991 bei S+G erschienenen Hörbuchs; Vertriebsgemeinschaft mit Verlag Schulte & Gerth, dort erschienen unter Nr. 815.810 |
|        | |        |         | | | |      | |
| 312    | 018 |        | 056     | Die Pilgerfahrt nach Lübeck Eine Bachnovelle | Hans Franck | Hanno Herzler | 2003 | 2 Tonträger; Gleichnamiges Buch erschienen 1936 |
|        | |        |         | | | |      | |
| 312    | | 018    | 059     | Martin Luther King Ein Hör-Feature von Andreas Malessa | Andreas Malessa | Christoph Zehendner Ulrike Schild                                                                                                 | 2004 | Konzeptalbum beinhaltet Original-Tondokumente und Zeitzeugen-Interviews |
|        | |        |         | | | |      | |
| 312    | | 018    | 062     | Liebe dich selbst Wege zur Selbstannahme | Walter Trobisch | Gisela Rott | 2004 | 2 Tonträger |
|        | |        |         | | | |      | |
| 312    | | 018    | 068     | Flucht in die Sucht Was Ehepartner und Familie tun können | Reinhold Ruthe | Reinhold Ruthe | 2005 | 2 Tonträger; In Koproduktion mit Blaukreuz-Verlag, dort Nr. 180199; Buch erschienen 1984 im Blaukreuz-Verlag unter dem Titel Alkohol in Ehe und Familie |
| 312    | | 018    | 069     | Loslassen Wege zur Gelassenheit | Reinhold Ruthe | Reinhold Ruthe | 2005 | 2 Tonträger; Gleichnamiges Buch erschienen 1999 im Hänssler-Verlag |
| 312    | | 018    | 070     | Heilung seelischer Verletzungen | Reinhold Ruthe | Reinhold Ruthe | 2005 | 3 Tonträger; In Koproduktion mit Blaukreuz-Verlag; Buch erschienen 2001 im Blaukreuz-Verlag unter dem Titel Vergebung – Herzstück der Seelsorge |
|        | |        |         | | | |      | |
| 312    | | 018    | 072     | Erzählungen zur Weihnacht | Heinz Böhm; Otto Wiemer; Sabine Waldmann-Brun; Waltraud Neunert; Luis Zagler und andere Viola Oberrauch (Redaktion) | Yves Robert Buergi; Horst Saller                                                                                                  | 2005 | 2 Tonträger; In Koproduktion mit Johannis-Verlag |
| 312    | | 018    | 073     | Gesund und fit durch natürliche Ernährung Folge 1: Grundsätzliches | Rudolf Kring | Rudolf Kring | 2000 | Neuausgabe als CD der Nr. 312.011.291 |
| 312    | | 018    | 074     | Gesund und fit durch natürliche Ernährung Folge 2: Getreide | Rudolf Kring | Rudolf Kring | 2000 | Neuausgabe als CD der Nr. 312.011.292 |
| 312    | | 018    | 075     | Gesund und fit durch natürliche Ernährung Folge 3: Obst | Rudolf Kring | Rudolf Kring | 2000 | Neuausgabe als CD der Nr. 312.011.293 |
| 312    | | 018    | 076     | Gesund und fit durch natürliche Ernährung Folge 4: Gemüse | Rudolf Kring | Rudolf Kring | 2000 | Neuausgabe als CD der Nr. 312.011.294 |
| 312    | | 018    | 077     | Gesund und fit durch natürliche Ernährung Folge 5: Fleisch | Rudolf Kring | Rudolf Kring | 2000 | Neuausgabe als CD der Nr. 312.011.295 |
| 312    | | 018    | 078     | Gesund und fit durch natürliche Ernährung Folge 6: Milch | Rudolf Kring | Rudolf Kring | 2000 | 2 Tonträger; Neuausgabe als CD der Nr. 312.011.296 |
| 312    | | 018    | 079     | Gesund und fit durch natürliche Ernährung Folge 7: Honig | Rudolf Kring | Rudolf Kring | 2000 | 2 Tonträger; Neuausgabe als CD der Nr. 312.011.297 |
| 312    | | 018    | 080     | Gesund und fit durch natürliche Ernährung Folge 8: Leben ist mehr | Rudolf Kring | Rudolf Kring | 2000 | 2 Tonträger; Neuausgabe als CD der Nr. 312.011.298 |
|        | |        |         | | | |      | |
| 312    | 018 |        | 085     | Gesund und fit durch natürliche Ernährung - Getreide - Obst - Gemüse - Fleisch - Grundsätzliches                                                                                               | Rudolf Kring | Rudolf Kring | 200? | Sammelalbum von 6 Tonkassetten der Nr. 312.011.291 bis 312.011.295 |
| 312    | 018 |        | 086     | Gesund und fit durch natürliche Ernährung - Milch - Honig - Leben ist mehr | Rudolf Kring | Rudolf Kring | 200? | Sammelalbum von 6 Tonkassetten der Nr. 312.011.296 bis 312.011.298 |
| 312    | | 018    | 109     | Variationen in Dur und Moll | Friedrich Hänssler                                                                                                  | Friedrich Hänssler; Hanno Herzler                                                                                                 | 2004 | Gleichnamiges Buch erschienen im Hänssler-Verlag |
| 312    | | 018    | 110     | Beten mit allen Sinnen | Beate Tiemann | Beate Tiemann | 2004 | 2 Tonträger |
| 312    | Mit dem Körper beten • Mit Maria beten | 018    | 110     | | Beate Tiemann | Beate Tiemann | 2004 | 2 Tonträger |
| 312    | Mit allen Sinnen beten • Im Atmen beten | 018    | 110     | | Beate Tiemann | Beate Tiemann | 2004 | 2 Tonträger |
| 312    | | 018    | 111     | Stille Zeit im Auto Geistliche Impulse für unterwegs | Ulrich Eggers | Kai Rinsland | 2004 | |
| 312    | | 018    | 112     | Tal der Liebe Ein Junge entdeckt das Leben | Edna Hong | Jan-Peter Richter | 2005 | 3 Tonträger |
|        | |        |         | | | |      | |
| 312    | | 018    | 114     | Stille Zeit im Auto 2 Geistliche Impulse für unterwegs | Ulrich Eggers | Kai-Uwe Woytschak | 2005 | |
|        | |        |         | | | |      | |
| 312    | | 018    | 119     | Du liebst mich, also bin ich Gedanken – Gebete – Meditation | Hans-Joachim Eckstein                                                                                               | Hans-Joachim Eckstein | 2005 | Spielzeit: 76 Minuten |
|        | |        |         | | | |      | |
| 312    | | 018    | 122     | Stille Zeit im Auto 3 Geistliche Impulse für unterwegs | Ulrich Eggers | Kai-Uwe Woytschak | 2006 | |
| 312    | | 018    | 123     | Tiefe Wurzeln, gute Früchte Geistliche Texte 10 Jahre Aufatmen Der Jubiläumsband | Ulrich Eggers (Hrsg.)                                                                                               | Kai Rinsland; Stefanie Hoppe | 2006 | 2 Tonträger |
|        | |        |         | | | |      | |
| 312    | | 018    | 125     | Glaube, der standhält Roland Werner über das Abenteuer, Gott zu vertrauen Impulse | Roland Werner | Roland Werner | 2006 | |
| 312    | [1] Überrascht von Gott • [2] Die Kraft der Gnade • [3] Glaube, der standhält • [4] Einsteigen in die Jesus-Geschichte • [5] Gott anbeten lernen • [6] Heil werden • [7] Zweifeln erlaubt • [8] Im Nächsten Gott begegnen | 018    | 125     | | Roland Werner | Roland Werner | 2006 | |
| 312    | | 018    | 126     | Mutanfall Gedichte zum Glauben | Christina Brudereck (Christina Riecke)                                                                              | Christina Brudereck (Christina Riecke)                                                                                            | 2007 | |
| 312    | | 018    | 127     | Herzlichen Glückwunsch Gedanken und Lieder zu besonderen Anlässen | Jürgen Werth | Jürgen Werth | 2006 | |
| 312    | | 018    | 128     | Stille Zeit im Auto 4 Geistliche Impulse für unterwegs | Ulrich Eggers | Kai Rinsland | 2006 | |
|        | |        |         | | | |      | |
| 312    | | 018    | 136     | Nur echte Engel sind schwindelfrei Geschichten zwischen Himmel und Erde | Gerhard Fischer | Reinhard Bader | 2007 | 3 Tonträger; Gleichnamiges Buch erschienen 2001 im R. Brockhaus Verlag |
| 312    | | 018    | 137     | Ein Finger voll Blut Die besten Geschichten von Albrecht Gralle | Albrecht Gralle | Albrecht Gralle | 2007 | 2 Tonträger; Gleichnamiges Buch erschienen im R. Brockhaus Verlag |
|        | |        |         | | | |      | |
| 312    | 018 |        | 141     | … und die Herzen taten sich auf Bewegende Glaubensgeschichten | Horst Marquardt | Horst Marquardt | 2001 | 3 Tonträger; Gleichnamiges Buch erschienen im R. Brockhaus Verlag |
| 312    | 018 |        | 142     | Kleine Erzählungen | Wilhelm Busch | Hans Währisch | 2004 | 2 Tonträger; Neuausgabe als CD erschienen unter Nr. 312.018.277 |
| 312    | 018 |        | 143     | Und trotzdem Weihnachten | Wilhelm Busch | Hans Währisch | 2004 | 2 Tonträger; Neuausgabe als CD unter Nr. 312.018.282 |
| 312    | 018 |        | 144     | Wie Asche im Wind Irland-Saga • Folge 3 | Bodie Thoene; Brock Thoene                                                                                          | Hanno Herzler; Susanne Hohmeyer-Lichtblau                                                                                         | 2002 | 2 Tonträger; In Koproduktion mit Verlag Schulte & Gerth, dort unter Nr. 815.752 erschienen |
|        | |        |         | | | |      | |
| 312    | 018 |        | 155     | Das Duell der Großväter | Klaus Brenneisen | Hanno Herzler | 2002 | 2 Tonträger |
| 312    | 018 |        | 156     | Abschied von Galway Irland-Saga • Folge 4 | Bodie Thoene; Brock Thoene                                                                                          | Hanno Herzler; Sonja Moesle | 2003 | 2 Tonträger; In Koproduktion mit Verlag Schulte & Gerth, dort unter Nr. 815.873 erschienen |
|        | |        |         | | | |      | |
| 312    | | 018    | 165     | Jesus für Skeptiker | Jürgen Spieß | Kai Rinsland; Heiko Brattig | 2003 | 2 Tonträger |
|        | |        |         | | | |      | |
| 312    | | 018    | 168     | Das erste Buch Mose Heilige Schrift: Altes Testament | | Rainer Unglaub | 200? | Übersetzung von Martin Luther, revidiert 1984 Koproduktion mit Verlag und Studio für Hörbuchproduktionen |
| 312    | | 018    | 169     | Das zweite Buch Mose Heilige Schrift: Altes Testament | | Rainer Unglaub | 200? | Übersetzung von Martin Luther, revidiert 1984 Koproduktion mit Verlag und Studio für Hörbuchproduktionen |
| 312    | | 018    | 170     | Das dritte Buch Mose Heilige Schrift: Altes Testament | | Rainer Unglaub | 2004 | Übersetzung von Martin Luther, revidiert 1984 Koproduktion mit Verlag und Studio für Hörbuchproduktionen |
| 312    | | 018    | 171     | Das vierte Buch Mose Heilige Schrift: Altes Testament | | Rainer Unglaub | 2005 | Übersetzung von Martin Luther, revidiert 1984 Koproduktion mit Verlag und Studio für Hörbuchproduktionen |
| 312    | | 018    | 172     | Das fünfte Buch Mose Heilige Schrift: Altes Testament | | Rainer Unglaub | 2005 | Übersetzung von Martin Luther, revidiert 1984 Koproduktion mit Verlag und Studio für Hörbuchproduktionen |
| 312    | | 018    | 173     | Das erste Buch Samuel Heilige Schrift: Altes Testament | | Rainer Unglaub | 2005 | Übersetzung von Martin Luther, revidiert 1984 Koproduktion mit Verlag und Studio für Hörbuchproduktionen |
| 312    | | 018    | 174     | Das zweite Buch Samuel Heilige Schrift: Altes Testament | | Rainer Unglaub | 2005 | Übersetzung von Martin Luther, revidiert 1984 Koproduktion mit Verlag und Studio für Hörbuchproduktionen |
| 312    | | 018    | 175     | Das erste Buch der Könige Heilige Schrift: Altes Testament | | Rainer Unglaub | 2006 | Übersetzung von Martin Luther, revidiert 1984 Koproduktion mit Verlag und Studio für Hörbuchproduktionen |
|        | |        |         | | | |      | |
| 312    | | 018    | 180     | Leise Töne gegen den Lärm Geschichten über Gott und seine Welt | Jürgen Werth | Jürgen Werth | 2007 | 2 Tonträger; Gleichnamige Buchvorlage ebenfalls 2007 erschienen im R. Brockhaus Verlag |
| 312    | [1] Der Gott der Anfänge • [2] Braucht Gott Helden? • [3] Ach, Petrus! • [4] So ein Leben • [5] Wintertristesse • [6] Was sucht so einer in der Kirche! • [7] Möhren, Eier und Kaffeebohnen • [8] Gott schreibt Liebesbriefe • [9] Was bleibt • [10] „Hausieren und missionieren verboten!“ • [11] Wer hat’s in der Hand? • [12] Nein, wir tratschen nicht ... • [13] Mund auf! Türen auf! Leben auf! • [14] Arme Leute, reiche Leute • [15] Wir verkümmern im Schlaraffenland • [16] Ein Mensch sieht, was vor Augen ist ... • [17] Gnade zur Reise • [18] „Was interessiert mich mein dummes Geschwätz von gestern!“ • [19] Rührend, Gott! • [20] „He Ain’t Heavy, He’s My Brother!“ • [21] „Ich brauche Geschichten, um das Leben zu verstehen“ • [22] „Was soll ich für dich tun?“ • [23] Warum haben die Griechen und Römer so viele Ruinen gebaut?                                                                         | 018    | 180     | | Jürgen Werth | Jürgen Werth | 2007 | 2 Tonträger; Gleichnamige Buchvorlage ebenfalls 2007 erschienen im R. Brockhaus Verlag |
| 312    | [1] Manchmal kannst du nicht mehr beten • [2] Beherzt und gelassen • [3] Opas Machtwort • [4] Gottes verkehrte Weihnachtswelt • [5] Exrrrorrrilaifneinlait • [6] Schlagzeilen und Kleingedrucktes • [7] Erna und ihr Sohn! Bernd und seine Krankheiten! • [8] Lieber Herr Professor Einstein! • [9] Gotteszweifel, Selbstzweifel • [10] Leise Töne gegen den Lärm • [11] Bäume, Steine, Sterne • [12] Gott ist da. Wo bin ich gerade? • [13] Weil wir eine Familie sind! • [14] „Der 95. Geburtstag“ oder „Dinner For Two“ • [15] Gottes Wohnwagen • [16] History Is His Story • [17] In Jeans unter Fräcken • [18] Purzelbäume im Kopf • [19] Menas und Christus • [20] Begegnung der göttlichen Art • [21] Bethlehem – Wo die Idylle selten zu Hause ist • [22] Sein See | 018    | 180     | | Jürgen Werth | Jürgen Werth | 2007 | 2 Tonträger; Gleichnamige Buchvorlage ebenfalls 2007 erschienen im R. Brockhaus Verlag |
| 312    | | 018    | 181     | Stille Zeit im Auto 5 Geistliche Impulse für unterwegs | Ulrich Eggers | Kai-Uwe Woytschak | 2007 | |
| 312    | | 018    | 182     | Miluscha Im Herzen die Heimat | Lothar von Seltmann                                                                                                 | Lothar von Seltmann | 2007 | 3 Tonträger; Live-Mitschnitt einer Lesung im Haus Schönblick; Gleichnamiges Buch erschienen 2000 im R. Brockhaus Verlag |
|        | |        |         | | | |      | |
| 312    | | 018    | 185     | Tewje, der Milchmann | Scholem Alejchem | Andreas Odrich; Harry Weiß | 2007 | 2 Tonträger, Gesamtspielzeit: 153 Minuten |
| 312    | [1]–[4] Der Haupttreffer • [5]–[8] Ein Reinfall | 018    | 185     | | Scholem Alejchem | Andreas Odrich; Harry Weiß | 2007 | 2 Tonträger, Gesamtspielzeit: 153 Minuten |
| 312    | [1]–[4] Kinder von heute • [5]–[8] Hodel | 018    | 185     | | Scholem Alejchem | Andreas Odrich; Harry Weiß | 2007 | 2 Tonträger, Gesamtspielzeit: 153 Minuten |
| 312    | | 018    | 186     | Stille Zeit im Auto 6 Geistliche Impulse für unterwegs | Ulrich Eggers | Kai-Uwe Woytschak | 2007 | |
|        | |        |         | | | |      | |
| 312    | | 018    | 189     | Lebe leichter Umschalten aufs Wohlfühlprogramm: Ernährung, Bewegung, Schönheit | Heike Malisic; Beate Nordstrand                                                                                     | Heike Malisic; Beate Nordstrand                                                                                                   | 2007 | 2 Tonträger |
|        | |        |         | | | |      | |
| 312    | | 018    | 191     | Weihnachten, wie es damals war Erlebte Geschichten, vorgelesen von Eckart zur Nieden | Margareta Feldkirch; Walter Feldkirch                                                                               | Eckart zur Nieden | 2010 | 2 Tonträger |
|        | |        |         | | | |      | |
| 312    | | 018    | 193     | Die Zuflucht | Corrie ten Boom | Susanne Hohmeyer-Lichtblau | 2008 | 3 Tonträger; Erweiterte Neuausgabe 2008 als CD der MC-Nr. 312.018.049 von 2003 |
| 312    | | 018    | 194     | Jesus – unser Schicksal | Wilhelm Busch | Daniel Kopp | 2008 | 3 Tonträger; Erweiterte Neuauflage als CD der Nr. 312.018.048 |
| 312    | | 018    | 195     | Stille Zeit im Auto 7 Geistliche Impulse für unterwegs | Ulrich Eggers | Kai-Uwe Woytschak; Ike Wittelsbürger                                                                                              | 2008 | |
|        | |        |         | | | |      | |
| 312    | | 018    | 224     | Wir reisen hin zum Weihnachtsfest 24 Adventsgeschichten aus zwei Jahrtausenden | Claudia Filker | Jürgen Werth | 2005 | 2 Tonträger; Gleichnamiges Buch erschienen 1998 im Oncken-Verlag |
|        | |        |         | | | |      | |
| 312    | | 018    | 269     | Der Herr, mein Hirte Lieder und Gedanken zum 23. Psalm | Kurt Scherer | Kurt Scherer | 2001 | Basierend auf dem gleichnamigen Bildband von Kurt Scherer, erschienen 2000 im Hänssler-Verlag, ISBN 3-7751-3507-3; MC-Ausgabe erschienen unter Katalognummer 312.011.269; Konzeptalbum beinhaltet Musiktitel in Zweitverwertung                                                                                               |
| 312    | Musiktitel: Sollt ich meinem Gott nicht singen (W. Hinteregger) • Der Herr, mein Hirte, führet mich • Der Herr ist mein Hirte [aus Hänssler Music – LP-Nr. 99.149] • Nur mit Jesu will ich Pilger wandern [aus Frohe Botschaft im Lied – Single-Nr. 45.025] • Stern, auf den ich schaue (Wilfried Mann) • Du hast mein Leben so reich gemacht (Allianz-Diakonissenchor) • Jesu, geh voran • Herr, führe du (Männerchor Derschlag) • Der Herr ist mein getreuer Hirte [aus Hänssler Music – CD-Nr. 99.558] • Solang mein Jesus lebt (Yukio Imanaka) • Weiß ich den Weg auch nicht (Hannelore Finkbeiner) • Ohne Weg, ohne Licht, ohne Hilfe (ERF-Studiochor) • Danke, mein Vater (Jugendchor Aidlingen) • Lob, meine Seel, den Herrn (Radiochor der Bibelschule Beatenberg) • Sollt ich meinem Gott nicht singen (Reprise) | 018    | 269     | | Kurt Scherer | Kurt Scherer | 2001 | Basierend auf dem gleichnamigen Bildband von Kurt Scherer, erschienen 2000 im Hänssler-Verlag, ISBN 3-7751-3507-3; MC-Ausgabe erschienen unter Katalognummer 312.011.269; Konzeptalbum beinhaltet Musiktitel in Zweitverwertung                                                                                               |
|        | |        |         | | | |      | |
| 312    | | 018    | 271     | Das verzeih ich dir (nie)! Kränkungen überwinden, Beziehungen erneuern | Beate M. Weingardt                                                                                                  | Beate M. Weingardt; Martin Dorra; Angelika Fries                                                                                  | 2009 | 2 Tonträger; Gleichnamiges Buch im R. Brockhaus Verlag erschienen |
| 312    | | 018    | 272     | Stille Zeit im Alltag Impulse zum Auftanken | | Ute Heuser-Ludwig; Angelika Fries                                                                                                 | 2008 | In Kollaboration mit Joyce |
|        | |        |         | | | |      | |
| 312    | | 018    | 274     | Stille Zeit im Auto Sonderedition Fünf mal Fünf – Impulse für Unterwegs | Ulrich Eggers | Kai-Uwe Woytschak; Kai Rinsland                                                                                                   | 2008 | Sammelalbum der Folgen 1-5 |
| 312    | | 018    | 275     | Unterwegs zur Stillen Nacht Eine musikalische Reise zur Weihnacht Mit Texten von Jürgen Werth                                                                                                  | Jürgen Werth | Jürgen Werth | 200? | |
|        | |        |         | | | |      | |
| 312    | | 018    | 277     | Kleine Erzählungen | Wilhelm Busch | Hans Währisch | 2004 | 2 Tonträger; Neuausgabe als CD der Nr. 312.018.142 |
| 312    | | 018    | 278     | Der Wind weht, wo er will Geschichten ohne Grenzen | Ansgar Hörsting | Ansgar Hörsting; Rainer Böhm | 2009 | |
| 312    | | 018    | 279     | Stille Zeit im Alltag 2 Impulse zum Auftanken | | Annette Freudling; Birgit Becker                                                                                                  | 2009 | |
| 312    | | 018    | 280     | C. H. Spurgeon – Solange ich lebe, will ich Gott lieben Ein Leben | Stephan Steinseifer                                                                                                 | Stephan Steinseifer; Angelika Fries; Kai-Uwe Woytschak                                                                            | 2009 | 3 Tonträger |
|        | |        |         | | | |      | |
| 312    | | 018    | 282     | Und trotzdem Weihnachten | Wilhelm Busch | Hans Währisch | 2004 | 2 Tonträger; Neuausgabe als CD der Nr. 312.018.143 |

## Seelsorge – Katalognummern MC (312.0)17.000 ff.
| Nummer | Nummer  | Seite A                                 | Seite B                                                              | Jahr | Anmerkungen                        |
| Präfix | Artikel | Titel                                   | Titel                                                                | Jahr | Anmerkungen                        |
| Präfix | Artikel | Autor                                   | Autor                                                                | Jahr | Anmerkungen                        |
| ------ | ------- | --------------------------------------- | -------------------------------------------------------------------- | ---- | ---------------------------------- |
| 17     | 000     | Angst – Der stumme Schrei               | Angst – Der stumme Schrei                                            | 19?? | Neuauflage unter Nr. (312.0)11.247 |
| 17     | 000     | Achillesverse „Angst“                   | Meine Angst hat einen Namen A. Wirsching im Gespräch mit Betroffenen | 19?? | Neuauflage unter Nr. (312.0)11.247 |
| 17     | 000     | Michael Dieterich                       | Alfred Wirsching                                                     | 19?? | Neuauflage unter Nr. (312.0)11.247 |
|        |         |                                         |                                                                      |      |                                    |
| 17     | 052     | Seelsorge 1 Lebensäußerung der Gemeinde | Seelsorge 1 Lebensäußerung der Gemeinde                              | 19?? |                                    |
| 17     | 052     | Das rechte Wort zur rechten Zeit        | Jesus Christus, der Seelsorger                                       | 19?? |                                    |
| 17     | 052     | Harald Peterson; Heino Welscher         |                                                                      | 19?? |                                    |
| 17     | 053     | Seelsorge 2 Lebensäußerung der Gemeinde | Seelsorge 2 Lebensäußerung der Gemeinde                              | 19?? |                                    |
| 17     | 053     | Wie Gott uns Menschen sieht             | Aus der eigenen Biographie lernen                                    | 19?? |                                    |
| 17     | 053     | Josef Sochocki; Richard Hasenöder       |                                                                      | 19?? |                                    |
| 17     | 054     | Seelsorge 3 Lebensäußerung der Gemeinde | Seelsorge 3 Lebensäußerung der Gemeinde                              | 19?? |                                    |
| 17     | 054     | Gaben und Aufgaben eines Seelsorgers    | Sorgen um die eigene Seele                                           | 19?? |                                    |
| 17     | 054     | Richard Hasenöder; Heino Welscher       |                                                                      | 19?? |                                    |
| 17     | 055     | Seelsorge 4 Lebensäußerung der Gemeinde | Seelsorge 4 Lebensäußerung der Gemeinde                              | 19?? |                                    |
| 17     | 055     | Schuldig sein oder sich schuldig fühlen | Durch Vergebung leben                                                | 19?? |                                    |
| 17     | 055     | Harald Petersen; Heino Welscher         |                                                                      | 19?? |                                    |
| 17     | 056     | Seelsorge 5 Lebensäußerung der Gemeinde | Seelsorge 5 Lebensäußerung der Gemeinde                              | 19?? |                                    |
| 17     | 056     | Sensibel für die Seele des anderen      | Gemischte Gefühle                                                    | 19?? |                                    |
| 17     | 056     | Ursula Schmidt; Harald Petersen         |                                                                      | 19?? |                                    |
| 17     | 057     | Seelsorge 6 Lebensäußerung der Gemeinde | Seelsorge 6 Lebensäußerung der Gemeinde                              | 19?? |                                    |
| 17     | 057     | Gesprächsführung will gelernt sein      | Gefahren und Fehler in der Seelsorge                                 | 19?? |                                    |
| 17     | 057     | Ursula Schmidt; Josef Sochocki          |                                                                      | 19?? |                                    |
| 17     | 058     | Seelsorge 7 Lebensäußerung der Gemeinde | Seelsorge 7 Lebensäußerung der Gemeinde                              | 19?? |                                    |
| 17     | 058     | Vertrauen können und ehrlich werden     | An’s Herz gelegt                                                     | 19?? |                                    |
| 17     | 058     | Harald Petersen; Heino Welscher         |                                                                      | 19?? |                                    |

## Sonstige Veröffentlichungen
Veröffentlichungen, unter anderem externe Auftragsproduktionen oder unverkäufliche Tonträger, mit spezieller oder fehlender Katalognummerierung.
| Nummer              | Seite A | Seite B                                                                                       | Jahr      | Anmerkungen |
| Nummer              | Titel | Titel                                                                                         | Jahr      | Anmerkungen |
| Nummer              | Autor | Autor                                                                                         | Jahr      | Anmerkungen |
| ------------------- | --- | --------------------------------------------------------------------------------------------- | --------- | --- |
| MC ohne Katalog-Nr. | Manuels Abenteuer | Manuels Abenteuer                                                                             | 1995      | Produktion für Wycliff |
| MC ohne Katalog-Nr. | Freudenboten braucht die Welt | Freudenboten braucht die Welt                                                                 | 19??      | Unverkäufliche Tonträger-Veröffentlichung |
| MC ohne Katalog-Nr. | Horst Marquardt |                                                                                               | 19??      | Unverkäufliche Tonträger-Veröffentlichung |
| MC ohne Katalog-Nr. | Morgengrüße | Ewig geborgen                                                                                 | 19??      | Unverkäuflicher Tonträger-Veröffentlichung |
| MC ohne Katalog-Nr. | Horst Marquardt (Sprecher) | Wilfried Mann (Sprecher)                                                                      | 19??      | Unverkäuflicher Tonträger-Veröffentlichung |
| MC ohne Katalog-Nr. | Die dem Herrn vertrauen, schöpfen neue Kraft | Die dem Herrn vertrauen, schöpfen neue Kraft                                                  | 1990      | unverkäuflicher Tonträger; Jahres-MC 1990 des Evangeliums-Rundfunks |
| MC ohne Katalog-Nr. | Die dem Herrn vertrauen, schöpfen neue Kraft Vortrag von Horst-Armin Eickel zur Jahreslosung 1991 | Immer weiter: Die Arbeit des ERF – Rückblick und Ausblick Vortrag von Horst Marquardt         | 1990      | unverkäuflicher Tonträger; Jahres-MC 1990 des Evangeliums-Rundfunks |
| MC ohne Katalog-Nr. | Horst-Armin Eickel (Sprecher) | Horst Marquardt (Sprecher)                                                                    | 1990      | unverkäuflicher Tonträger; Jahres-MC 1990 des Evangeliums-Rundfunks |
| MC ohne Katalog-Nr. | In der Welt habt ihr Angst; aber seid getrost, ich habe die Welt überwunden | In der Welt habt ihr Angst; aber seid getrost, ich habe die Welt überwunden                   | 1991      | unverkäuflicher Tonträger; Jahres-MC 1991 des Evangeliums-Rundfunks |
| MC ohne Katalog-Nr. | In der Welt habt ihr Angst ... Vortrag von Klaus Haag zur Jahreslosung 1992 | „... dann hörte ich eine Sendung“ – Aus der weltweiten ERF-Arbeit Vortrag von Horst Marquardt | 1991      | unverkäuflicher Tonträger; Jahres-MC 1991 des Evangeliums-Rundfunks |
| MC ohne Katalog-Nr. | Klaus Haag (Sprecher) | Horst Marquardt (Sprecher)                                                                    | 1991      | unverkäuflicher Tonträger; Jahres-MC 1991 des Evangeliums-Rundfunks |
| MC 94/95            | 35 ist kein Alter … Evangeliums-Rundfunk – weltweit und höchstpersönlich | 35 ist kein Alter … Evangeliums-Rundfunk – weltweit und höchstpersönlich                      | 1994      | unverkäuflicher Tonträger |
| MC 94/95            | 35 ist kein Alter … | Danklieder                                                                                    | 1994      | unverkäuflicher Tonträger |
| MC 94/95            | ? | Diverse Interpreten                                                                           | 1994      | unverkäuflicher Tonträger |
| MC 95/96            | Danke! | Danke!                                                                                        | 1995      | unverkäuflicher Tonträger |
| MC 95/96            | Jürgen Werth; Martin Fischer; Peter Rettinger; Horst Marquardt; Hugo Danker; Ingrid Heinzelmaier; Kurt Scherer |                                                                                               | 1995      | unverkäuflicher Tonträger |
|                     | |                                                                                               |           | |
| MC 45.101           | Jesus, mein Heiland! • ИИСУС СПАСИТЕЉ! Neue Evangeliumslieder | Jesus, mein Heiland! • ИИСУС СПАСИТЕЉ! Neue Evangeliumslieder                                 | 1984      | |
| MC 45.101           | [1] Er hat befreit • [2] Froh, so froh • [3] Was suchst du noch mehr • [4] Ach, warum • [5] Der Herbst im Herzen • [6] Dich will ich immer preisen • [7] Um die Pappe • [8] Wer hat uns unendlich geliebt • [9] Jesus, mein Heiland • [10] Eine Stadt • [11] Großer Gott, wenn ich die Welt betrachte • [12] Warum, warum stehst du so trübe |                                                                                               | 1984      | |
| MC 45.101           | ? |                                                                                               | 1984      | |
| MC 45.102           | Brüder und Schwestern • Братья и сёстры Der Hauptkirchenchor Kursk singt russische Chormusik | Brüder und Schwestern • Братья и сёстры Der Hauptkirchenchor Kursk singt russische Chormusik  | 1992      | In Koproduktion mit der Bibel-Mission |
| MC 45.102           | [1] Wenn die Posaune erschallt • [2] Im nächtlichen Gethsemane • [3] Lied über Russland • [4] Ich lebe wie alle … • [5] Kommet zu mir! • [6] Liebe, den … • [7] Dem Einzigen und Weisesten • [8] Gepriesen sei Christus • [9] Preist den Herrn • [10] Dort in der Höhe • [11] Lass dich nicht entmutigen • [12] Der feste Glaube • [13] Mit deinen Sünden • [14] Die Gnade Gottes • [15] Warum zögerst du noch? |                                                                                               | 1992      | In Koproduktion mit der Bibel-Mission |
| MC 45.102           | Hauptkirchenchor Kursk unter der Leitung von Ewgenij Ljwutin |                                                                                               | 1992      | In Koproduktion mit der Bibel-Mission |
| MC 10.101           | Man hört viel Gutes vom ERF | Man hört viel Gutes vom ERF                                                                   | 199?      | |
| MC 10.101           | Eckart zur Nieden |                                                                                               | 199?      | |
| MC 10.102           | Gutes entdecken | Gutes entdecken                                                                               | 199?      | |
| MC 10.102           | ? |                                                                                               | 199?      | |
| CD 312.019.075      | Die Kinderhörbibel | Die Kinderhörbibel                                                                            | 1995 2002 | 2 Tonträger; 3-MC-Box erschienen unter Nr. 312.019.066; In Koproduktion mit R. Brockhaus Verlag, dort unter CD-Nr. 235.117, erschienen; Buchvorlage erschienen unter dem Titel Die Kinderbibel im R. Brockhaus Verlag, ISBN 3-417-24676-8 |
| CD 312.019.075      | [1] Wo komm ich her / Noah • [2] Er kann alles • [3] Die große Flut • [4] Die Gedanken Gottes • [5] Was der Regenbogen verspricht • [6] Hör zu und gib gut acht • [7] Manchmal kann ich gar nicht lachen • [8] Gideon – Wolle, Tau und ein Zeichen Gottes 1 • [9] Was nichts ist vor der Welt • [10] Gideon – Wolle, Tau und ein Zeichen Gottes 2 • [11] Jesus sagt: In der Welt habt ihr Angst • [12] Gideon – Wolle, Tau und ein Zeichen Gottes 3 / Dies ist der Tag • [13] Schlag die Bibel auf • [14] Eine ungewöhnliche Schlacht • [15] Sei doch, der du bist • [16] David – Hirte und Harfenspieler • [17] Gott ist mein guter Hirt • [18] David hilft Saul • [19] An der Hand eines Starken zu gehn   |                                                                                               | 1995 2002 | 2 Tonträger; 3-MC-Box erschienen unter Nr. 312.019.066; In Koproduktion mit R. Brockhaus Verlag, dort unter CD-Nr. 235.117, erschienen; Buchvorlage erschienen unter dem Titel Die Kinderbibel im R. Brockhaus Verlag, ISBN 3-417-24676-8 |
| CD 312.019.075      | [1] Danke, großer Gott • [2] Ein neuer Freund und ein neuer Feind • [3] Du weißt es, da ist einer • [4] Die Höhle von En-Gedi • [5] Der Streit macht uns kaputt • [6] David ist König • [7] Er hält die ganze Welt • [8] Vater, ich will dich preisen • [9] Der kluge und der dumme Bauherr • [10] Bau nicht dein Haus auf Sand • [11] Der verlorene Sohn • [12] Schieb die Schuld nicht andern • [13] Ein Fest für zwei Brüder • [14] Bist du groß oder bist du klein • [15] Hast du schon gehört • [16] Der Perlensammler • [17] Gottes Liebe ist so wunderbar • [18] Die zwei ungleichen Söhne • [19] Jesus konnt es nicht ertragen • [20] Die Hochzeit am Königshof • [21] Wir sind eingeladen zum Leben |                                                                                               | 1995 2002 | 2 Tonträger; 3-MC-Box erschienen unter Nr. 312.019.066; In Koproduktion mit R. Brockhaus Verlag, dort unter CD-Nr. 235.117, erschienen; Buchvorlage erschienen unter dem Titel Die Kinderbibel im R. Brockhaus Verlag, ISBN 3-417-24676-8 |
| CD 312.019.075      | Eckart zur Nieden |                                                                                               | 1995 2002 | 2 Tonträger; 3-MC-Box erschienen unter Nr. 312.019.066; In Koproduktion mit R. Brockhaus Verlag, dort unter CD-Nr. 235.117, erschienen; Buchvorlage erschienen unter dem Titel Die Kinderbibel im R. Brockhaus Verlag, ISBN 3-417-24676-8 |